# 2020
2020 (MMXX) là một năm nhuận bắt đầu vào Thứ tư của lịch Gregory, năm thứ 2020 của Công nguyên hay của Anno Domini, the năm thứ 20  của thiên niên kỷ 3 and the thế kỷ 21, và năm thứ  1   của thập niên 2020. 
Năm 2020 được chỉ định là Năm của y tá và nữ hộ sinh bởi Tổ chức Y tế Thế giới và Liên Hợp Quốc tuyên bố 2020 là Năm Quốc tế về Sức khỏe Hành tinh. Năm 2020 còn được chỉ định là Năm Quốc tế của Những âm thanh bởi Ủy ban Âm học Quốc tế.
Đại dịch COVID-19 bùng phát đã dẫn đến gián đoạn kinh tế xã hội toàn cầu nghiêm trọng. Một bản báo cáo tiến độ của Liên Hợp Quốc công bố vào tháng 12 năm 2020 đã chỉ ra rằng, không có bất kỳ Mục tiêu phát triển bền vững quốc tế nào đề ra cho năm 2020 là đạt được cả.

## Sự kiện

### Tháng 1
- 1 tháng 1: Tác phẩm được xuất bản bởi các tác giả đã qua đời năm 1949 đi vào phạm vi công cộng ở nhiều quốc gia. Tại Hoa Kỳ, tất cả các tác phẩm được xuất bản vào năm 1924 đều thuộc phạm vi công cộng. Tại Việt Nam, tất cả tác phẩm của Hồ Chí Minh đều đi vào phạm vi công cộng.
- 2 tháng 1:
  - Chính phủ New South Wales, Úc khai báo tình trạng khẩn cấp trong khi Chính phủ Victoria, Úc khai báo tình trạng thảm họa giữa những những đám cháy lớn rằng đã giết nhiều hơn 500 triệu động vật.
  - Tai nạn máy bay trực thăng UH-60 Blackhawk ở Tân Đài Bắc năm 2020
- 3 tháng 1: Khủng hoảng Vịnh Ba Tư 2019–21: Thiếu tướng Qasem Soleimani thiệt mạng trong một cuộc không kích, thổi phồng căng thẳng Mỹ - Iran.
- 5 tháng 1:
  - Cựu thủ tướng của Croatia, Zoran Milanovic, một thành viên của Đảng Dân chủ, đã đánh bại tổng thống Grabar Kitarovic và được bầu làm Tổng thống Croatia.
  - Nội chiến Lybian lần thứ hai: Tổng thống Thổ Nhĩ Kỳ Recep Tayyip Erdoğan tuyên bố rằng quân đội nước này sẽ được triển khai tới Libya thay mặt cho Chính phủ Quốc gia do Liên Hợp Quốc hậu thuẫn.
- 7 tháng 1: Khủng hoảng Vịnh Ba Tư: 56 người bị giết và dưới 200 người bị thương được xác nhận trong vụ dẫm đạp tại lễ tang của Qusem Soleimani tại thành phố Kerman, Iran.
- 8 tháng 1 – 26 tháng 1: Giải vô địch bóng đá U-23 châu Á 2020 tổ chức tại Thái Lan, đội tuyển bóng đá U-23 quốc gia Hàn Quốc lần đầu tiên giành chức vô địch.
- 8 tháng 1:
  - Lực lượng Vệ binh Cách mạng Hồi giáo Iran đã phóng hàng chục tên lửa đạn đạo vào căn cứ không quân Assad ở Iraq để trả thù vụ ám sát tướng Qasem Soleimani của Mỹ vào ngày 3 tháng 1.[2][3]
  - Chuyến bay 752 của Ukraine International Airlines bị bắn rơi và phát nổ ngay sau khi cất cánh tại sân bay quốc tế Tehran Imam Khomeini, làm 176 người bao gồm hành khách và phi hành đoàn thiệt mạng.
- 9 tháng 1: 
  - Phát hiện một hành tinh hiếm, được định danh là TOI 1338-b.
  - Phiến quân ISIL tấn công một căn cứ quân sự của Nigeria tại Chinagodrar, giết chết ít nhất 89 binh sĩ Nigeria.
- 10 tháng 1: Sultan của Oman, Qaboos bin Said qua đời ở tuổi 79. Haitham bin Tariq tuyên thệ nhậm chức như người kế vị.
- 14 tháng 1: Microsoft đã kết thúc tất cả các hỗ trợ kỹ thuật cho hệ điều hành Windows 7
- 15 tháng 1: 
  - Phó Thủ tướng Trung Quốc Lưu Hạc dẫn đầu một phái đoàn đến Hoa Kỳ và ký hiệp định thương mại giai đoạn đầu với Tổng thống Mỹ Donald Trump tại Nhà Trắng, đưa cuộc tranh chấp thương mại Mỹ-Trung kéo dài 18 tháng chấm dứt. Năm điểm chính trong thỏa thuận: quyền sở hữu trí tuệ, hoạt động mua hàng của Trung Quốc, chuyển giao công nghệ bắt buộc, thực thi cam kết tiền tệ và dịch vụ tài chính.[4][5]
  - Thủ tướng Nga Dmitry Medvedev từ chức,[6] Tổng thống Nga Vladimir Putin đã đề cử ông làm phó chủ tịch Hội đồng Bảo an Liên bang Nga
- 16 tháng 1: Cuộc luận tội Tổng thống Hoa Kỳ Donald Trump, bắt đầu bởi Thượng nghị viện Hoa Kỳ.
- 18 tháng 1: Nội chiến Yemen: 111 binh sĩ Yemen và 5 thường dân thiệt mạng trong một cuộc tấn công bằng máy bay không người lái và tên lửa vào một trại quân sự gần Ma'rib.
- 23 tháng 1: Trung Quốc phong tỏa thành phố Vũ Hán và vùng lân cận sau khi tại đây xuất hiện dịch viêm phổi do coronavirus gây ra.
- 26 tháng 1: Tai nạn máy bay trực thăng tại Calabasas, khiến 9 người thiệt mạng
- 28 tháng 1: Tổng thống Hoa Kỳ Donald Trump và Thủ tướng Israel Benjamin Netanyahu tuyên bố Kế hoạch hòa bình Trump
- 29 tháng 1: Tổng thống Hoa Kỳ Donald Trump ký hiệp định Hoa Kỳ–Mexico–Canada, hiệp định thương mại Bắc Mỹ thay thế NAFTA.
- 30 tháng 1: Đại dịch virus corona 2019-2020: Tổ chức y tế thế giới (WHO) thông báo Tình trạng Khẩn cấp Y tế Công cộng Quốc tế sau khi dịch Corona diễn ra dữ dội.
- 31 tháng 1: Vương quốc Liên hiệp Anh và Bắc Ireland chính thức rời Liên minh châu Âu (EU) vào lúc 11:00 tối (GMT), bắt đầu giai đoạn chuyển tiếp 11 tháng.

### Tháng 2
- 5 tháng 2: Cuộc luận tội tha bổng Tổng thống Hoa Kỳ Donald Trump với 52 phiếu chống, 48 phiếu thuận, trong bài viết luận tội.
- 7 tháng 2:
  - Đại dịch coronavirus 2019-2020: Bác sĩ nhãn khoa Lý Văn Lượng, người đầu tiên cố gắng cảnh báo về sự bùng phát đại dịch, đã bị nhiễm virus trong quá trình phòng chống dịch bệnh và qua đời tại Bệnh viện Trung ương Vũ Hán.
  - Đại dịch coronavirus 2019-2020: Việt Nam nuôi cấy và phân lập thành công virus corona chủng mới.[7]
- 9 tháng 2: Bộ phim điện ảnh Hàn Quốc Ký sinh trùng giành được bốn giải thưởng tại Lễ trao giải Oscar 92.
- 11 tháng 2:Đại dịch coronavirus 2019-2020: Tổ chức Y tế Thế giới (WHO) chính thức đặt tên dịch viêm phổi do coronavirus mới là COVID-19 và virus gây bệnh được đặt tên là SARS-CoV-2.
- 12 tháng 2: Mỹ đơn phương xóa bỏ các ưu đãi của WTO đối với nhiều nước đang phát triển, bao gồm: Albania, Argentina, Armenia, Brazil, Bulgaria, Trung Quốc, Colombia, Costa Rica, Gruzia, Hồng Kông, Ấn Độ, Indonesia, Kazakhstan, Kyrgyzstan, Malaysia, Moldova, Montenegro, Bắc Macedonia, Romania, Singapore, Nam Phi, Hàn Quốc, Thái Lan, Ukraina và Việt Nam, nhằm giảm ngưỡng kích hoạt các cuộc điều tra của Mỹ về việc liệu những nước này có gây tổn hại tới các ngành công nghiệp Mỹ thông qua các trợ cấp xuất khẩu không công bằng hay không?[8][9]
- 13 tháng 2: NASA xuất bản một nghiên cứu chi tiết Arrokoth, cơ thể xa nhất từng được thám hiểm bởi một con tàu vũ trụ, mà New Hozirons đi qua trên hành trình của nó thông qua Tàu Kuiper.
- 24 tháng 2: Thủ tướng Malaysia Mahathir Mohamad đã đệ đơn từ chức lên Quốc vương Abdullah Ri'ayatuddin Al-Mustafa Billah Shah.[10]
- 27 tháng 2: Sụp đổ thị trường chứng khoán 2020: Dow Jones Industrial Average (DJIA) lao xuống 1, 1990.95 điểm, hoặc 44% để đóng cửa tại 25,766.64, nó là lần từ chối với số điểm lớn nhất trong một ngày. Sau vài ngày thác lớn, mức thấp nhất trong tuần cho chỉ số kể từ năm 2008, được kích hoạt bởi nỗi sợ hãi lây lan đại dịch COVID-19.
- 28 tháng 2: Đại sứ của tất cả 28 quốc gia thành viên Đồng minh NATO gặp nhau tại Hội đồng Bắc Atlantic bày tỏ tình đoàn kết với Thổ Nhĩ Kỳ sau khi 33 lính nước này bị giết trong vụ không kích bởi lực lượng chính phủ pro-Syrian trong quá trình Nội chiến Syria.
- 29 tháng 2: Thỏa thuận hòa bình có điều kiện được ký kết giữa Hoa Kỳ và Taliban ở Doha, Qatar. Hoa Kỳ bắt đầu dần dần rút quân từ Afghanistan vào ngày 10 tháng 3.

### Tháng 3
- 5 tháng 3: Tòa án Hình sự Quốc tế ủy quyền yêu cầu tiến hành Chiến tranh Chống tội phạm Afghanistan cho phép lần đầu tiên Lực lượng Hoa Kỳ điều tra.
- 8 tháng 3: Đại dịch COVID-19 2019-2020: Các địa điểm ở Ý phong tỏa 16 triệu người dân, nhiều hơn một phần tư dân số, trong những lỗ nực ngăn chặn sự lây lan của COVID-19. Hai ngày sau đó, lệnh cách ly được mở rộng bao gồm toàn bộ đất nước.
- 9 tháng 3: Giá dầu giảm mạnh trên khắp thế giới, để đáp ứng với giá mới do ảnh hưởng của COVID-19. DJIA xuống hơn 2.000 điểm, mùa thu lớn nhất trong lịch sử của nó đến thời điểm đó. Giá dầu cũng lao dốc nhiều như 30 phần trăm trong giao dịch sớm, lần giảm lớn nhất kể từ năm 1991.
- 11 tháng 3:
  - Tổ chức Y tế Thế giới (WHO) chính thức tuyên bố dịch COVID-19 là đại dịch toàn cầu.
  - Elizabeth II trở thành người trị vì lâu nhất thế giới ở châu Mỹ, vượt qua Pacal Đại đế, người từng giữ kỷ lục 68 năm, từ 615 - 683.
- 12 tháng 3: 
  - Áo ghi nhận ca tử vong đầu tiên liên quan đến Virus corona chủng mới[11]
  - Sụp đổ thị trường toàn cầu vẫn tiếp diễn trở nên lo ngại khi COVID-19 kết thúc và cấm du lịch Hoa Kỳ trên khu vực Schengen. Dow Jones Industrial Average tuột dốc thảm hại, đóng cửa tại kết thúc - 2.300 điểm, tồi tệ nặng nhất đối với chỉ số kể từ năm 1987.
- 13 tháng 3: Đại dịch COVID-19 2019-2020: Chính phủ Nepal công bố rằng Đỉnh Everest sẽ đóng cửa, cấm leo núi, công khai cho phần còn lại của mùa giải do mối quan tâm đại dịch COVID-19 tại châu Á
- 14 tháng 3: Đại dịch COVID-19 2019-2020: Tây Ban Nha thực hiện lệnh phong tỏa sau khi các ca nhiễm COVID-19 ở nước này tăng mạnh.
- 15 tháng 3: Tổng thống Argentina, ông Alberto Fernández tuyên bố kiểm dịch phòng ngừa để dần dần khóa đất nước là quốc gia đầu tiên ngoài Tây Ban Nha và Ý khóa đất nước và là nước đầu tiên sau vài trường hợp và không có trường hợp tử vong nào được xác nhận.
- 16 tháng 3: DJIA giảm 2.997.10, mức giảm điểm lớn nhất trong lịch sử và giảm phần trăm lớn thứ hai từ trước đến nay ở mức 12,93%, một vụ tai nạn thậm chí còn lớn hơn Thứ Hai Đen (1929). Điều này theo sau khi Cục Dự trữ Liên bang Hoa Kỳ thông báo rằng họ sẽ giảm lãi xuất mục tiêu xuống 0 0,0,25%.
- 17 tháng 3:
  - Đại dịch COVID-19 2019-2020: Chính phủ Iran cảnh báo rằng "hàng triệu" công dân của họ có thể chết vì COVID-19 vì 988 người đã chết ở nước này. 90% trong số 18.000 trường hợp COVID-19 ở Trung Đông cho đến nay đa số là tại Iran.
  - Đại dịch COVID-19 2019-2020: Các nhà lãnh đạo châu Âu đóng cửa biên giới bên ngoài và Schenge của EU trong ít nhất 30 ngày trong nỗ lực ngăn chặn sự lây lan của COVID-19.
  - Đại dịch COVID-19 2019-2020: UEFA hoãn Giải vô địch bóng đá châu Âu 2020 cho đến mùa hè năm 2021. Ngày hôm sau, Liên hiệp Phát sóng châu Âu thông báo rằng Cuộc thi Ca khúc Eurovision sẽ bị hủy do COVID-19 tại châu Âu, lần hủy đầu tiên trong lịch sử 64 năm của cuộc thi.

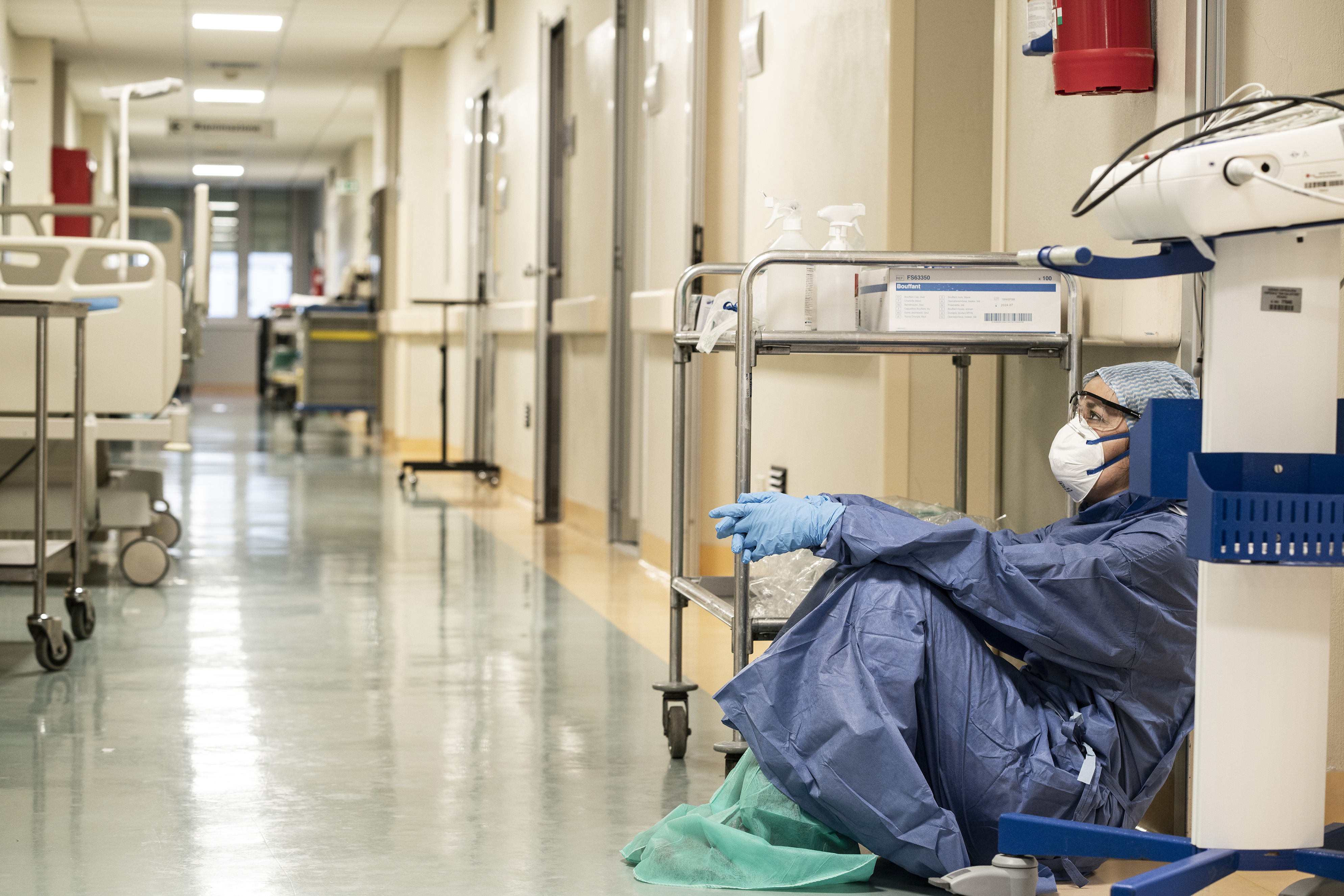
Một bác sĩ của Bệnh viện San Salvatore ở Pesaro, Ý, khi kết thúc ca trực của mình trong đại dịch COVID-19. Ảnh: Alberto Giuliani

- 20 tháng 3: Đại dịch COVID-19 2019-2020: Số người tử vong trên toàn thế giới do COVID-19 vượt quá 10.000 trong khi tổng số ca mắc lên một phần tư triệu.
- 23 tháng 3: Mười quốc gia đã tham gia thử nghiệm GIẢI PHÁP, một nhóm được Tổ chức y tế thế giới tài trợ để tìm ra phương pháp chống lại COVID-19. Bốn quốc gia châu Âu (Thụy Sỹ, Na Uy và Tây Ban Nha), hai quốc gia châu Mỹ (Argentina và Canada) và ba quốc gia châu Á (Iran, Thái Lan và Bahrain) và Nam Phi đang nỗ lực hàng đầu để tìm phương pháp điều trị.
- 24 tháng 3:
  - Đại dịch COVID-19 2019-2020: Ấn Độ bắt đầu khóa 21 ngày để ngăn ngừa COVID-19. Tổng số người trên thế giới phải đối mặt với một số hình thức hạn chế di chuyển đã vượt quá 2.6 tỷ, 1/3 dân số toàn cầu.
  - Đại dịch COVID-19 2019-2020: Vương quốc Anh khóa ba tuần để ngăn chặn COVID-19.
  - Đại dịch COVID-19 2019-2020: Thủ tướng Trung Quốc Lý Khắc Cường báo cáo rằng dịch bệnh lây truyền trong nước "về cơ bản đã được ngăn chặn" và dịch bệnh trong nước hiện đã được kiểm soát. Hai ngày sau, Trung Quốc tạm thời ngưng nhập cảnh đối với công dân nước ngoài có thị thực hoặc giấy phép cư trú, có hiệu lực vào nửa đêm ngày 28 tháng 3.
  - Đại dịch COVID-19 2019-2020: Ủy ban Olympic quốc tế và Nhật Bản đình chỉ Thế vận hội mùa hè cho đến năm 2021, chưa có lịch trình cụ thể.
- 26 tháng 3:
  - Đại dịch COVID-19 2019-2020: Toàn cầu hiện có 500.000 người nhiễm COVID-19, với gần 23.000 người tử vong được xác nhận. Hoa Kỳ vượt qua Trung Quốc và Ý về tổng số trường hợp COVID-19 nhiễm, với ít nhất 81.321 trường hợp nhiễm và 1.000 trường hợp tử vong.
  - Đại dịch COVID-19 2019-2020: Các chiến binh ở Philippines, Syria, Yemen và Libya đồng ý với lời kêu gọi của Tổng thư ký Liên Hợp Quốc António Guterres; một số chấp nhận viện trợ y tế bản thân và những người khác trong cộng đồng họ. Guterres cũng yêu cầu các nước giàu có cung cấp 2 tỷ đô la để hỗ trợ chống lại virus. Colombia và Venezuela đã thảo luận về phản ứng chung đối với đại dịch toàn cầu và viện trợ không vận của UAE cho Iran.
- 27 tháng 3: Bắc Macedonia trở thành quốc gia thứ 30 gia nhập NATO.
- 30 tháng 3:
  - Đại dịch COVID-19 2019-2020: Số người chết vì COVID-19 ở Tây Ban Nha vượt Trung Quốc - nguồn gốc của dịch, với tổng số 7.340 trường hợp tử vong được báo cáo.
  - Chiến tranh giá dầu Nga–Ả Rập Xê Út 2020: Giá dầu thô Brent giảm 9% xuống còn 23 USD/thùng, mức thấp nhất kể từ tháng 11 năm 2002.
  - Thế vận hội Mùa hè 2020: Ủy ban Olympic quốc tế thông báo rằng Thế vận hội sẽ có lịch trình mới từ ngày 23 tháng 7 đến ngày 8 tháng 8 năm 2021.
- 31 tháng 3: Đại dịch COVID-19 2019-2020: Việt Nam bắt đầu thực hiện cách ly toàn xã hội trong vòng 15 ngày như một biện pháp cấp bách phòng chống COVID-19, có hiệu lực kể từ nửa đêm ngày 1 tháng 4 trên toàn lãnh thổ.

### Tháng 4
- 2 tháng 4: Đại dịch COVID-19 2019-2020: Số ca nhiễm COVID-19 đã vượt quá 1.000.000 trên toàn thế giới.
- 5 tháng 4: Đại dịch COVID-19 2019-2020: Ca nhiễm COVID-19 đầu tiên ở một đồng vật trong sở thú được xác nhận; đó là một con hổ Mã Lai cái bốn tuổi tại Sở thú Bronx ở New York.
- 7 tháng 4: Đại dịch COVID-19 2019-2020: Nhật Bản tuyên bố tình trạng khẩn cấp để đáp ứng COVID-19, và hoàn thiện gói kích cầu trị giá 108 nghìn tỷ ($990 tỷ), tương đương với 20% GDP của nước này.
- 8 tháng 4: Đại dịch COVID-19 2019-2020: Trung Quốc kết thúc lệnh phong tỏa Vũ Hán, người dân được phép rời thành phố lần đầu tiên vào ngày 76.
- 10 tháng 4: Đại dịch COVID-19 2019-2020: Số trường hợp tử vong vì Covid-19 vượt quá 100.000 ca trên toàn cầu, tăng gấp 10 lần so với ngày 20 tháng 3.
- 12-13 tháng 4: Ít nhất 30 người thiệt mạng trong trận Lốc xoáy Phục Sinh vào Chủ nhật ở Đông Nam Hoa Kỳ.
- 13 tháng 4: Đại dịch COVID-19 2019-2020: Tây Ban Nha giảm bớt một phần phong tỏa, cho phép 300.000 công nhân không cần thiết, như các ngành xây dựng và sản xuất, quay trở lại làm việc.
- 14 tháng 4: Quỹ tiền tệ Quốc tế (IMF) cho biết họ hy vọng nền kinh tế thế giới sẽ thu hẹp 3%, đây là mức tồi tệ nhất kể từ cuộc Đại khủng hoảng năm 1930.
- 15 tháng 4:
  - Đại dịch COVID-19 2019-2020: Số trường hợp nhiễm COVID-19 được xác nhận vượt quá 2 triệu trên toàn thế giới.
  - Đại dịch COVID-19 2019-2020: Đan Mạch bắt đầu nới lỏng phong tỏa, cho phép trẻ em 11 tuổi trở lại trường học.
- 17 tháng 4:
  - Đại dịch COVID-19 2019-2020: Trung Quốc thay đổi số ca tử vong do coronavirus tăng lên ở Vũ Hán, nơi bắt nguồn của virus, tăng 1.290 ca tử vong khiến tổng số ca tử vong của quốc gia này tăng thành 4.632.
  - Đại dịch COVID-19 2019-2020: Châu Âu vượt 100.000 ca tử vong.
- 18 tháng 4: Một vụ xả súng xảy ra tại Nova Scotia, Canada làm ít nhất 23 người thiệt mạng.
- 20 tháng 4: Giá dầu đạt mức thấp kỷ lục, rơi vào các giá trị tiêu cực, do đại dịch coronavirus đang diễn ra và chiến tranh giá dầu Nga-Ả Rập Saudi.
- 25 tháng 4: Đại dịch COVID-19 2019-2020: Số trường hợp tử vong vì Covid-19 vượt 200.000 trên toàn cầu. Vương quốc Anh trở thành quốc gia thứ năm báo cáo 20.000 ca tử vong.
- 26 tháng 4:
  - Đại dịch COVID-19 2019-2020: Số ca nhiễm ở Iran vượt 90.000.
  - Đại dịch COVID-19 2019-2020: Tây Ban Nha tiếp tục nới lỏng một phần phong tỏa, cho phép trẻ em từ 14 tuổi có thể ra khỏi nhà trong tối đa một giờ đồng hồ.
- 27 tháng 4: Đại dịch COVID-19 2019-2020: Số trường hợp xác nhận nhiễm COVID-19 vượt 3 triệu trên toàn cầu, trong khi số lượng các trường hợp xác nhận nhiễm COVID-19 tại Mỹ hơn 1 triệu.
- 28 tháng 4: Đại dịch COVID-19 2019-2020: 87.147 trường hợp nhiễm COVID-19 tại Nga vượt con số 84.341 tại Trung Quốc.

### Tháng 5
- 10 tháng 5: Ít nhất 19 thủy thủ Iran thiệt mạng và 15 người bị thương trong một sự cố giữa lúc tập trận tại thành phố Jask thuộc Vùng Vịnh.
- 22 tháng 5: Rơi máy bay tại Pakistan khiến 107 người thiệt mạng.
- 25 tháng 5: Cái chết của công dân da màu George Floyd gây làn sóng biểu tình mạnh mẽ tại Hoa Kỳ về quyền bình đẳng.
- 29 tháng 5: Riot Games phát hành trò chơi điện tử thẻ bài kỹ thuật số Huyền Thoại Runeterra.

### Tháng 6
- 2 tháng 6: Riot Games phát hành trò chơi điện tử bắn súng góc nhìn thứ nhất/trực tuyến nhiều người chơi Valorant.
- 21 tháng 6: Nhật thực hình khuyên trên toàn thế giới.
- 22 tháng 6: COVID-19 bùng phát làn sóng thứ 2 ở Bắc Kinh.
- 23 tháng 6: Oaxaca, Mexico xảy ra động đất mạnh 7,4 độ.

### Tháng 7
- 16 tháng 7: Câu lạc bộ bóng đá Real Madrid vô địch La Liga sau 3 năm phải khuất phục trước Barcelona khi bị họ giành lấy chức vô địch.
- 20 tháng 7: Các nghiên cứu về loài gấu Bắc Cực của Đại học Toronto cho thấy rằng do sự biến đổi khí hậu của thế giới khiến cho băng tan và khiến môi trường sống của gấu Bắc Cực bị hủy hoại, nếu con người không thay đổi cách sống thì loài gấu Bắc Cực sẽ tuyệt chủng trong 80 năm tới.
- 22 tháng 7: Microsoft chính thức đóng cửa dịch vụ Stream Mixer.
- 28 tháng 7: Cựu Thủ tướng Malaysia Najib Razak bị tuyên án 12 năm tù và phải nộp phạt 210 triệu ringgit (tương đương 49,3 triệu USD) với tội danh liên quan đến vụ bê bối tham nhũng quỹ đầu tư nhà nước 1Malaysia Development Berhad (1MDB). Đây là lần đầu tiên tòa án của quốc gia này buộc tội một cựu Thủ tướng.[12]
- 31 tháng 7: Việt Nam ghi nhận ca tử vong đầu tiên liên quan đến Virus corona chủng mới.

### Tháng 8
- 1 tháng 8: Hiệp định EVFTA (European Union - Vietnam Free Trade Agreement) có hiệu lực.
- 4 tháng 8: Hai vụ nổ lớn ở Beirut, Liban làm ít nhất 158 người thiệt mạng, hơn 6000 người bị thương và hơn 3000 người bị mất nhà cửa.
- 11 tháng 8: Ông Nguyễn Đức Chung, Chủ tịch UBND thành phố Hà Nội bị đình chỉ công tác "để điều tra trách nhiệm có liên quan của ông Chung trong một số vụ án theo quy định của pháp luật". Nguyên nhân vì ông liên quan đến 3 vụ án nghiêm trọng: Thứ nhất, vụ "buôn lậu, vi phạm quy định về kế toán gây hậu quả nghiêm trọng; rửa tiền; vi phạm quy định về đấu thầu gây hậu quả nghiêm trọng" xảy ra tại Công ty TNHH Thương mại và Dịch vụ kỹ thuật Nhật Cường. Thứ hai, vụ án "chiếm đoạt tài liệu bí mật nhà nước". Cuối tháng 7, lái xe của ông Chung, Nguyễn Hoàng Trung, bị bắt, khởi tố với cáo buộc "chiếm đoạt tài liệu mật" trong vụ án xảy ra tại Công ty Nhật Cường. Thứ ba, vụ án "Vi phạm quy định về quản lý sử dụng tài sản nhà nước gây thất thoát, lãng phí" xảy ra tại UBND Hà Nội và các đơn vị liên quan. Hiện, Bộ Công an chưa bố thông tin.[cần dẫn nguồn]
- 28 tháng 8: 
  - Nam tài tử Chadwick Boseman người thủ vai Black Panther đã qua đời sau 4 năm chống chọi với căn bệnh ung thư
  - Thủ tướng Nhật Bản Abe Shinzō từ chức do vấn đề về sức khỏe.

### Tháng 9
- 8 tháng 9: Google chính thức phát hành phiên bản Android 11.
- 16 tháng 9: Suga Yoshihide nhậm chức Thủ tướng Nhật Bản.
- 25 tháng 9 – 31 tháng 10: Giải vô địch thế giới Liên Minh Huyền Thoại 2020 tổ chức tại Trung Quốc, đội Damwon Gaming giành chức vô địch trong giải đấu này.
- 29 tháng 9: 
  - Diễn ra cuộc tranh luận trực tiếp đầu tiên giữa Tổng thống Hoa Kỳ Donald Trump của Đảng Cộng hòa và cựu Phó Tổng thống Hoa Kỳ Joe Biden của Đảng Dân chủ.
  - Đại dịch COVID-19 2019-2020: Số ca tử vong COVID-19 đã vượt quá 1.000.000 trên toàn thế giới.

### Tháng 10
- 2 tháng 10: Tổng thống Hoa Kỳ Donald Trump và Đệ nhất phu nhân Melania Trump có kết quả xét nghiệm dương tính với COVID-19 trong bối cảnh các nhân viên cấp cao của Nhà Trắng bùng phát rộng hơn.
- 4 tháng 10: Chú thuật hồi chiến chính thức lên sóng.
- 7 tháng 10: Lũ lụt miền Trung năm 2020 dưới tác động của hoàn lưu áp thấp, vùng áp thấp trên Biển Đông (được Hoa Kỳ đánh số hiệu 91W).[13] đã đi vào đất liền các tỉnh Nam Trung Bộ.
- 10 tháng 10: Một vụ nổ khí ga nghiêm trọng đã xảy ra tại thành phố El Bayadh ở miền Tây Algeria làm 5 người thiệt mạng và 16 người khác bị thương.[14]
- 13 tháng 10:
  - Miền Trung xảy ra thảm hoạ thiên tai nặng nề nhất trong hàng chục năm trở lại đây - sự cố sạt lở Thuỷ điện Rào Trăng 3 khiến 17 công nhân mất tích và 13 cán bộ chiến sĩ hy sinh trong quá trình tìm kiếm cứu nạn.
  - Microsoft đã ngừng cung cấp mọi hỗ trợ kỹ thuật cho Office 2010.[15]
- 18 tháng 10:
  - Lũ lụt miền Trung 2020 người dân Quảng Bình hốt hoảng chạy lũ sau trận hồng thủy.[16]
- World Cup 2020 ICC nam T20 tổ chức tại Úc.
- 19 tháng 10: Đại dịch COVID-19 2019-2020: Số ca nhiễm COVID-19 đã vượt mốc 40 triệu trên toàn thế giới.
- 20 tháng 10: Triển lãm Thế giới 2020 mở cửa tại Dubai, Các tiểu vương quốc Ả Rập Thống nhất.
- 27 tháng 10:
  - Vụ tấn công trường học bằng hình thức đánh bom ở Peshawar khiến 7 người thiệt mạng.[17]
  - Hàng chục nghìn người biểu tình ở thủ đô Dhaka kêu gọi tẩy chay sản phẩm Pháp và đốt ảnh Tổng thống Pháp Emmanuel Macron.[18]
- 30 tháng 10: Riot Games phát hành trò chơi điện tử MOBA Liên Minh Huyền Thoại: Tốc Chiến.

### Tháng 11
- 2 tháng 11: Ít nhất 4 người thiệt mạng trong một vụ tấn công khủng bố tại thủ đô Viên, Áo[19]
- 3 tháng 11: Bầu cử tổng thống Hoa Kỳ, 2020
- 7 tháng 11: Joe Biden đắc cử Tổng thống Hoa Kỳ
- 8 tháng 11: Đại dịch COVID-19 2019-2020: Số ca nhiễm COVID-19 đã vượt mốc 50 triệu trên toàn thế giới.
- 16 tháng 11: Ngoại trưởng Armenia từ chức.[20]
- 25 tháng 11: 
  - Đại dịch COVID-19 2019-2020: Số ca nhiễm COVID-19 đã vượt mốc 60 triệu trên toàn thế giới.
  - Một chiếc xe đã đâm vào cổng văn phòng Thủ tướng Đức Angela Merkel ở thủ đô Berlin, CHLB Đức.
- 27 tháng 11: Đại dịch COVID-19 2019-2020: Số ca nhiễm COVID-19 đã vượt mốc 1 triệu ở Đức
- 29 tháng 11: Chung kết Hoa hậu Trái Đất 2020 tổ chức dưới hình thức trực tuyến, Lindsey Coffey giành chiến thắng trong cuộc thi này.

### Tháng 12
- 3 tháng 12: Một xe chở pháo hoa bất ngờ phát nổ tại bãi kiểm hóa cửa khẩu Densavan (Lào), 4 người Việt bị thương.[21]
- 9 tháng 12: Thành phố Phú Quốc trực thuộc tỉnh Kiên Giang chính thức được thành lập và đây là thành phố đảo đầu tiên của Việt Nam.
- 14 tháng 12: 
  - Hàng loạt dịch vụ của Google đã gặp sự cố trên toàn cầu.
  - Tấn công khủng bố tàu chở dầu tại cảng Jeddah, Ả-rập Xê-út.
- 16 tháng 12: 
  - Ủy ban Cạnh tranh và Người tiêu dùng Úc cáo buộc Facebook có hành vi sai trái, lừa đảo người tiêu dùng trong việc quảng cáo ứng dụng Onavo Protect.
  - Hoa Kỳ chính thức cáo buộc Thụy Sĩ và Việt Nam thao túng tiền tệ[22]
- 17 tháng 12: Tổng thống Pháp Emmanuel Macron dương tính với COVID-19[23]
- 20 tháng 12: CD Projekt phát hành trò chơi điện tử hành động, nhập vai Cyberpunk 2077.
- 24 tháng 12: Bang Baden-Württemberg, Đức đã xác nhận ca dương tính đầu tiên biến thể mới virus SARS-CoV-2 từ Anh[24]
- 25 tháng 12: Vụ nổ bom tự sát lớn ở Nashville, Tennessee, khiến cho 8 người bị thương và nhiều tòa nhà bị hư hại nặng.
- 26 tháng 12: 
  - Một vụ hỏa hoạn tại một bệnh viện ở phía bắc thủ đô Cairo của Ai Cập, đã làm 7 bệnh nhân COVID-19 thiệt mạng[25]
  - Rơi trực thăng quân sự Pakistan làm 4 người thiệt mạng.
  - Thụy Sĩ đã xác nhận ca dương tính đầu tiên biến thể mới Virus SARS-CoV-2 từ Anh[26]
- 28 tháng 12: Hàng trăm người Anh trốn cách ly ở Thụy Sĩ[27]
- 29 tháng 12: 
  - Phía Đông Nam thủ đô Zagreb, Croatia đã xảy ra trận động đất mạnh 6,4 độ, làm ít nhất 7 người thiệt mạng.
  - Mỹ và Chile đã xác nhận ca dương tính đầu tiên biến thể mới virus SARS-CoV-2 từ Anh[28]
- 30 tháng 12: Hàng loạt vụ nổ tại sân bay Yemen làm nhiều người thương vong.
- 31 tháng 12: 
  - Thành phố Thủ Đức trực thuộc Thành phố Hồ Chí Minh chính thức thành lập.
  - Giai đoạn 4 trong lộ trình số hóa truyền hình số mặt đất tại Việt Nam hoàn thành, Truyền hình Analog kết thúc sứ mệnh tại Việt Nam
  - Adobe chính thức khai tử phần mềm Flash Player.
  - Trong suốt việc Vương quốc Anh và Bắc Ireland rời Liên minh châu Âu (Brexit), hiện tại giai đoạn chuyển tiếp đàm phán mối quan hệ trong tương lai được dự định hết hiệu lực vào ngày này.

### Không rõ ngày tháng
- Năm đầu tiên cung cấp năng lượng cho tàu thăm dò không gian Voyager 1 và Voyager 2 dự kiến sẽ chấm dứt (mặc dù đầu dò có thể hoạt động trước ngày này).
- Ai Cập, nơi có tỷ lệ viêm gan C cao nhất thế giới, dự kiến sẽ loại bỏ căn bệnh này vào năm 2020 khi một chiến dịch toàn quốc đầy tham vọng chống lại căn bệnh này.
- Ngày dự kiến hoàn thành Hệ thống vệ tinh dẫn đường Bắc Đẩu.
- Dự kiến hoàn thành hệ thống phòng thủ tên lửa Aegis Ashore ở Ba Lan.
- Liberia sẽ trở thành quốc gia đầu tiên trên thế giới ngưng chặt cây để đổi lấy viện trợ phát triển - Na Uy sẻ trả cho quốc gia nghèo đói này 150 triệu đô la để ngăn chặn nạn phá rừng vào năm 2020.
- Đại bảo tàng Ai Cập, được quảng bá sẽ là bảo tàng khảo cổ học lớn nhất thế giới, dự kiến sẽ khánh thành vào năm 2020.
- Thủ đô New Administrative dự kiến sẽ hoàn thành.
- Tàu vũ trụ Hy Vọng sẽ được cơ quan vũ trụ của UAE phóng về Sao Hỏa tháng 7, dự kiến tới nơi năm 2021.[29]
- Chương trình thăm dò sao Hỏa Mars 2020 của NASA được lên kế hoạch phóng đi vào tháng 7.[30]

## Sinh
- 10 tháng 5: Prince Charles of Luxembourg, con duy nhất của Đại công tước Guillaume và Đại công tước Stéphanie được thừa kế.[31],[32]

## Mất

### Tháng 1
- 1 tháng 1:

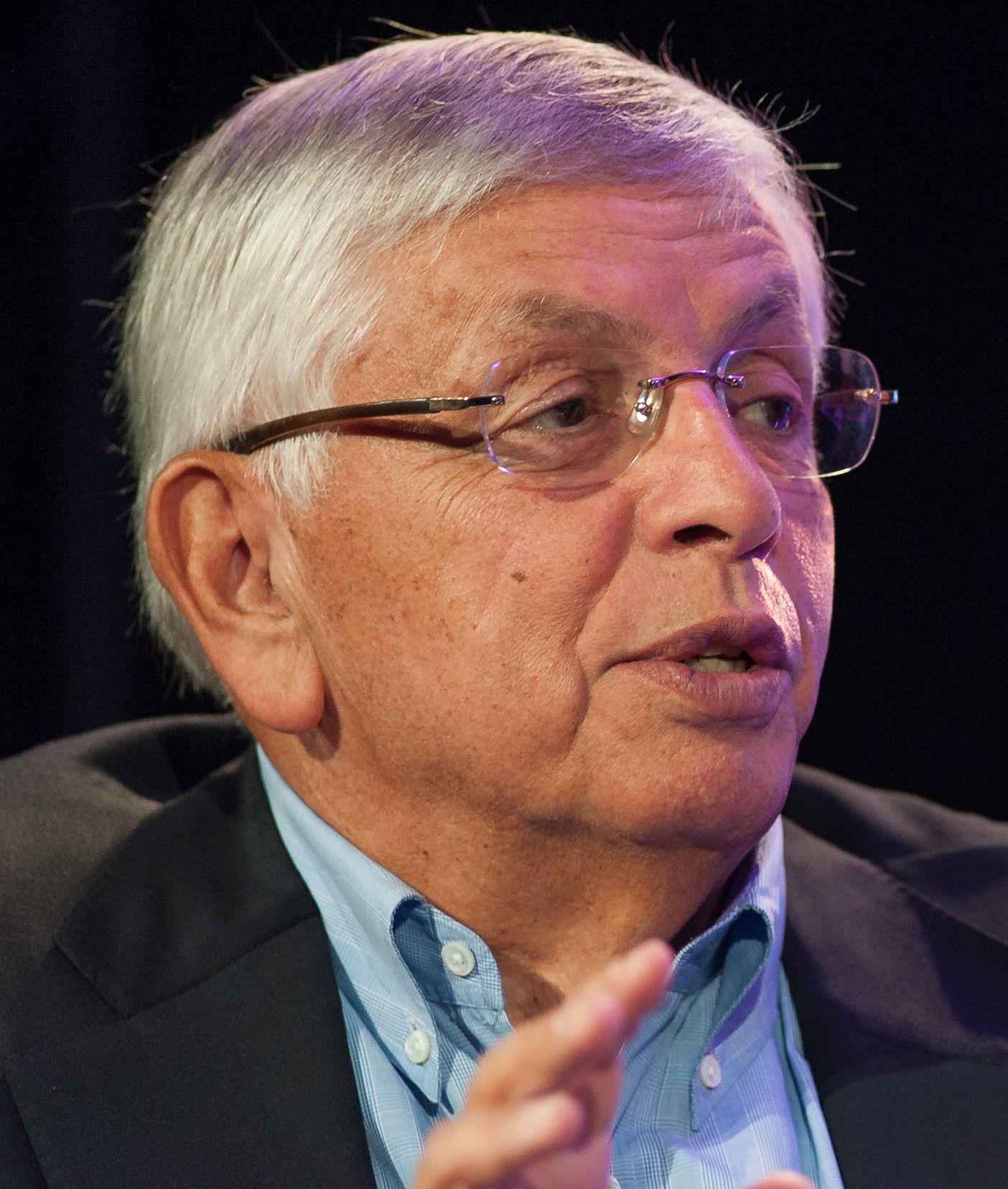
David Stern

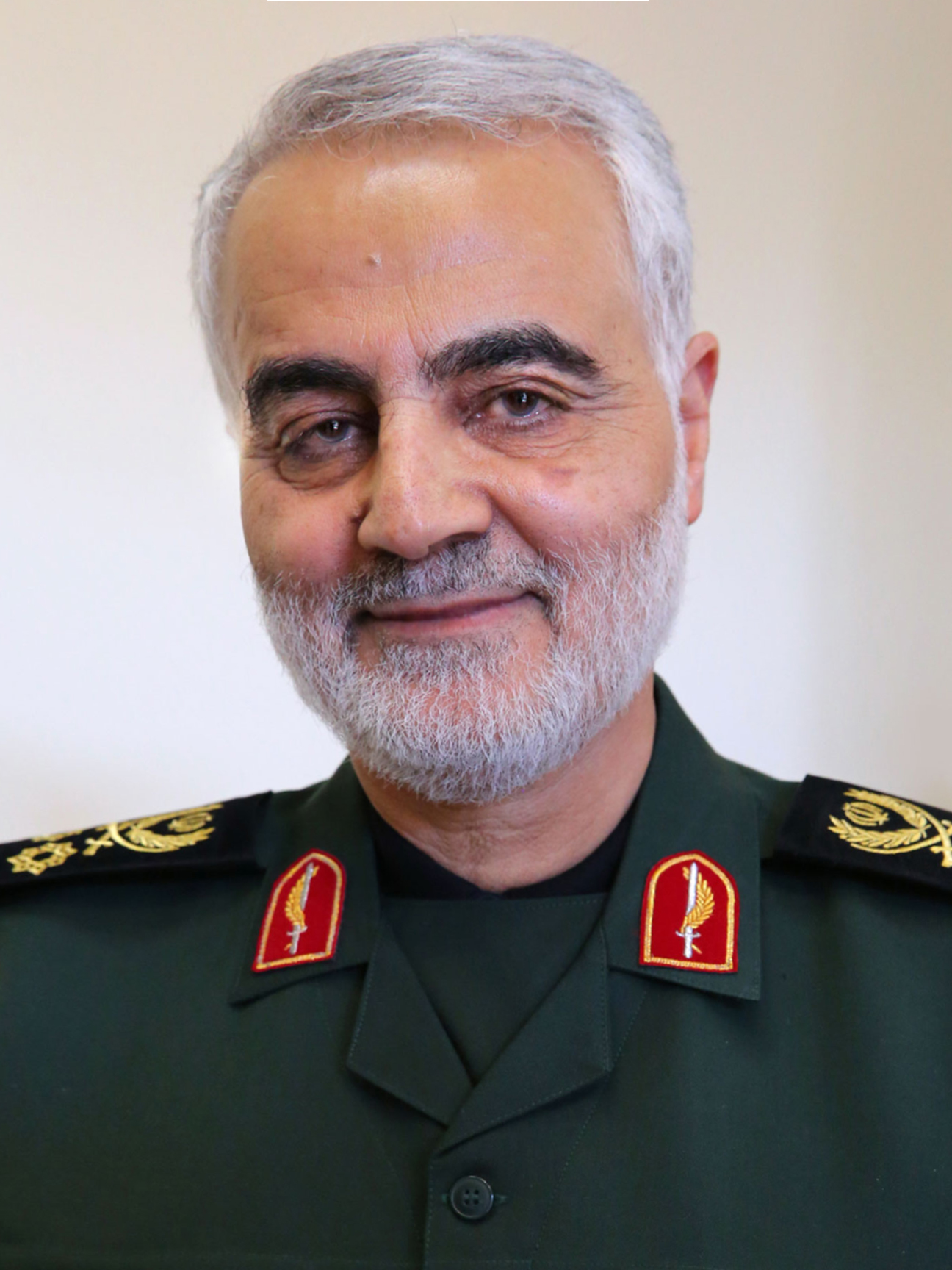
Qasem Soleimani

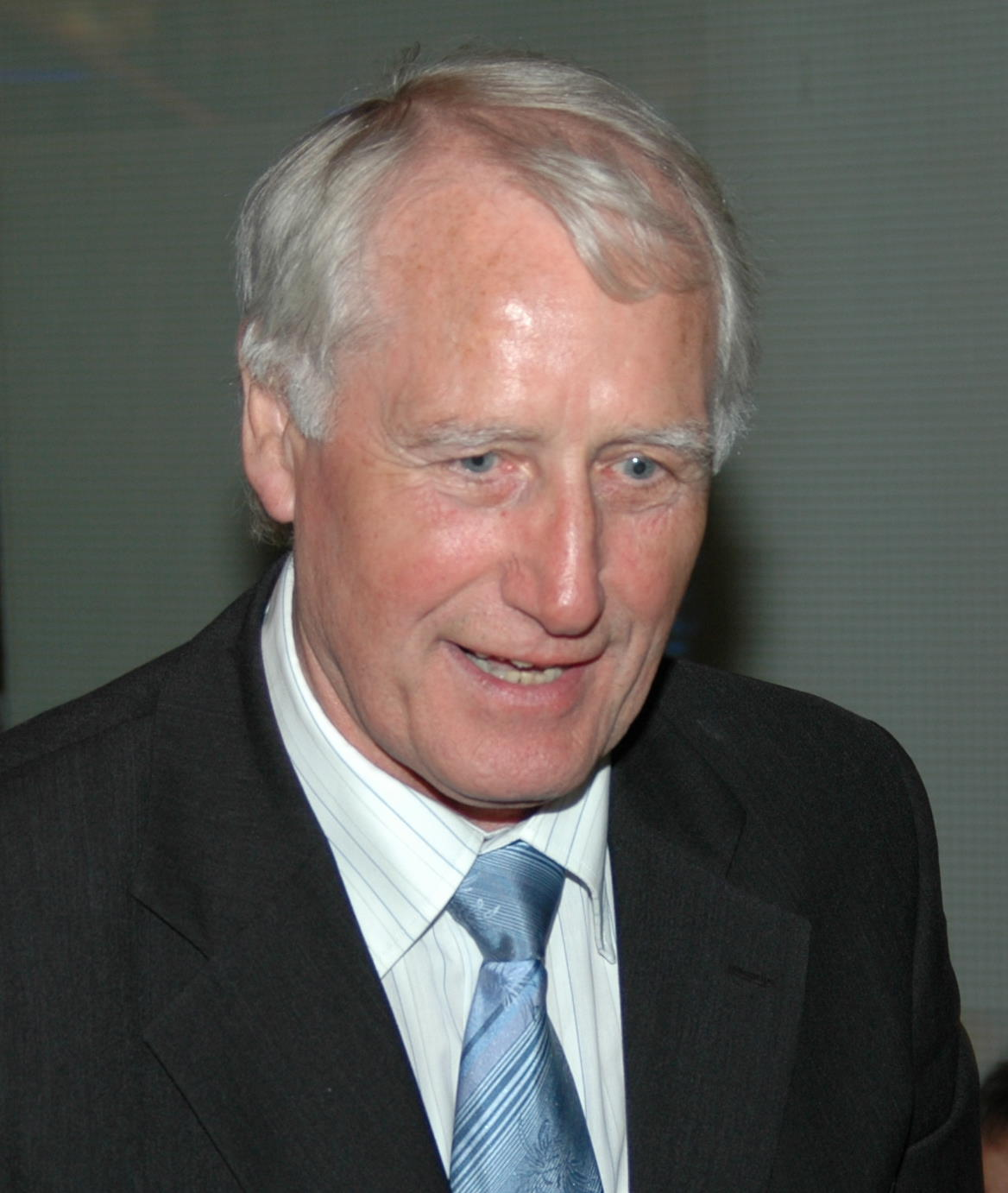
Hans Tilkowski

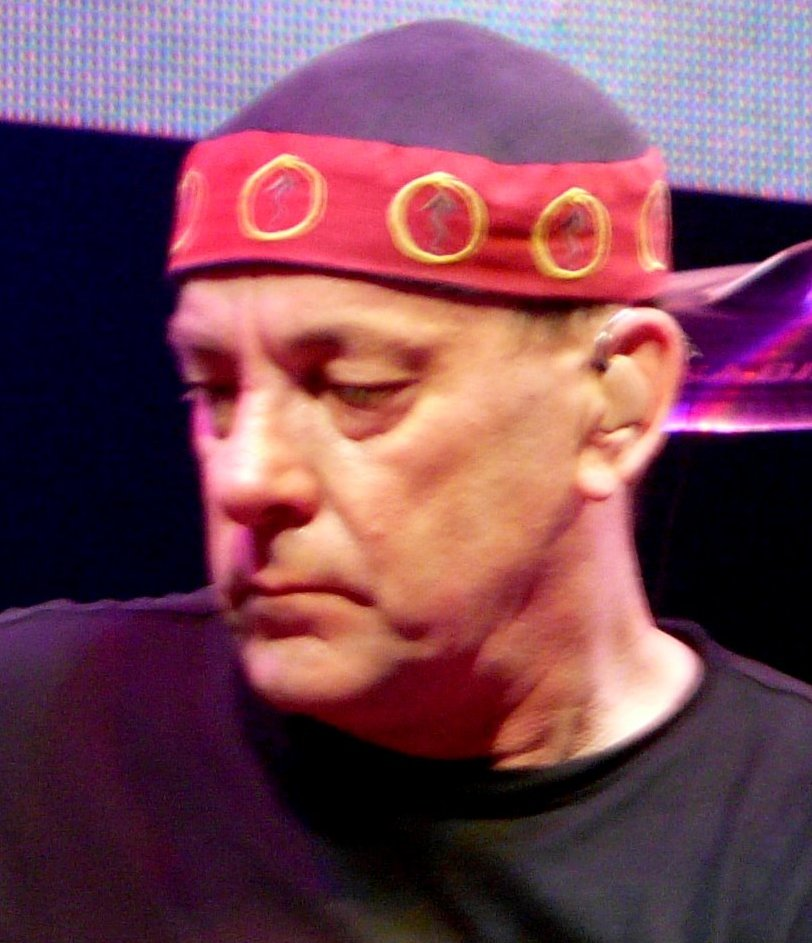
Neil Peart

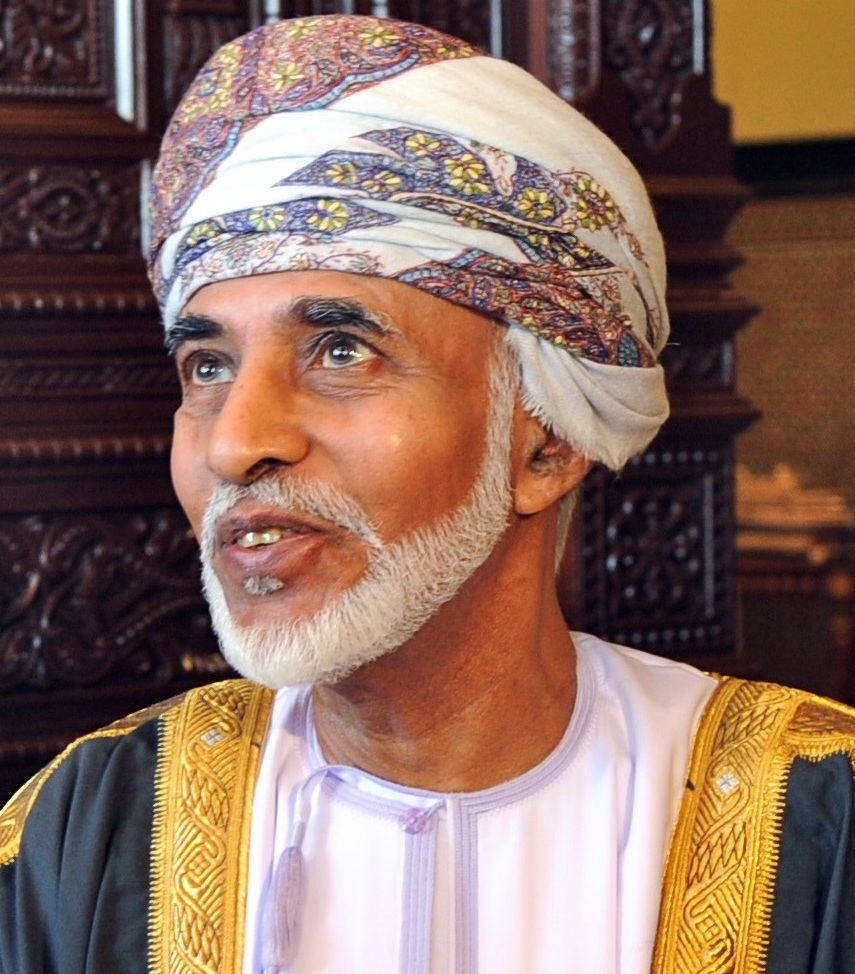
Qaboos bin Said Al Said

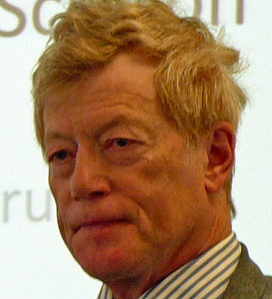
Roger Scruton

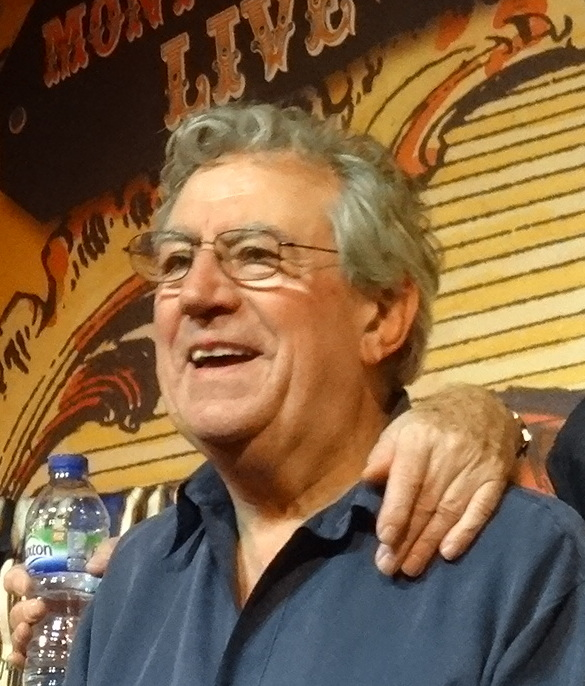
Terry Jones

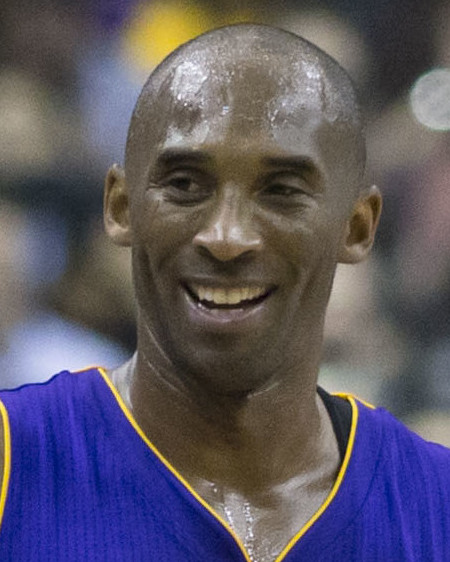
Kobe Bryant

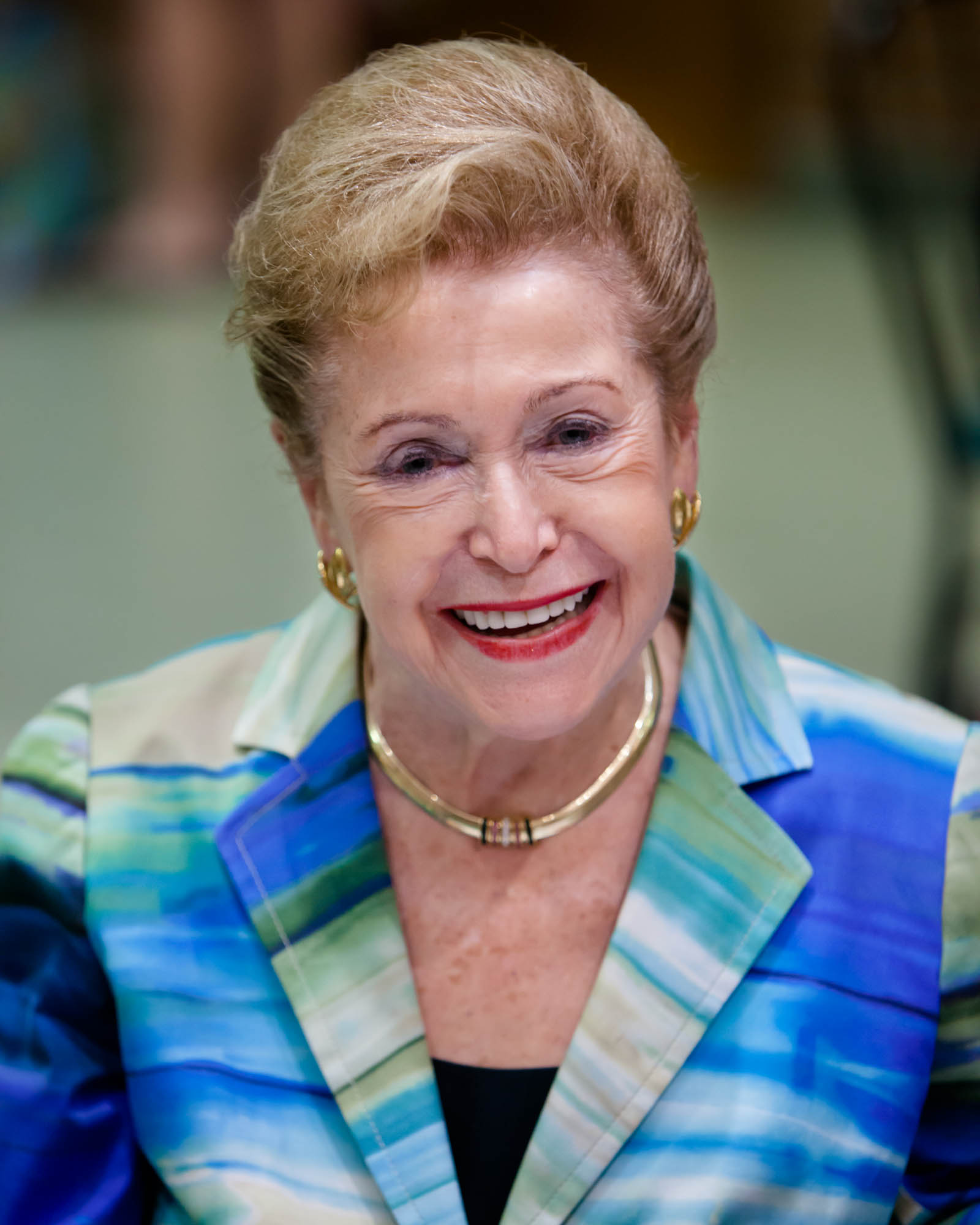
Mary Higgins Clark

  - Don Larsen, cầu thủ bóng chày người Hoa Kỳ (s. 1929)
  - David Stern, CEO của NBA người Hoa Kỳ (s. 1942)
- 2 tháng 1: 
  - John Baldessari, nghệ sĩ khái niệm người Mỹ (s. 1931)
  - Thẩm Nhất Minh, tướng Đài Loan (s. 1957)
- 3 tháng 1:
  - Abu Mahdi al-Muhandis, Chỉ huy quân đội người Iraq-Iran (s. 1954)
  - Qasem Soleimani, Thiếu tướng lực lượng Vệ binh Cách mạng Hồi giáo Iran (s. 1957)
- 4 tháng 1: Nguyễn Chánh Tín, diễn viên người Việt Nam (s. 1952)
- 5 tháng 1:
  - Anri Jergenia, Thủ tướng thứ tư của Abkhazia (s. 1941)
  - Hans Tilkowski, thủ môn bóng đá và quản lí người Đức (s. 1935)
- 6 tháng 1 – Luís Morais, cầu thủ bóng đá người Brasil (s. 1930)
- 7 tháng 1: 
  - Khamis Al-Dosari, cầu thủ bóng đá người Ả Rập Saudi (s. 1973)
  - Silvio Horta, người viết kịch bản và sản xuất chương trình truyền hình người Mỹ (s. 1974)
  - Neil Peart, nhạc sĩ người Canada (s. 1952)
  - Elizabeth Wurtzel, nhà văn và nhà báo người Mỹ (s. 1967)
- 8 tháng 1: 
  - Edd Byrnes, diễn viên người Hoa Kỳ (s. 1932)
  - Buck Henry, diễn viên, người viết kịch bản và nhà sản xuất các chương trình truyền hình người Mỹ (s. 1930)
  - Infanta Pilar de Borbón, nữ công tước Spanish (s. 1936)
- 9 tháng 1: Mike Resnick, tác giả tiểu thuyết khoa học viễn tưởng người Mỹ (s. 1942)
- 10 tháng 1: 
  - Neda Arneric, nữ diễn viên người Serbi (s. 1953)
  - Guido Messian, tay đua xe đạp (s. 1931)
  - Qaboos bin Said Al Said Sultan của Oman (s. 1940)
- 12 tháng 1: Roger Scruton, triết gia và nhà văn người Anh (s. 1944)
- 13 tháng 1: Isabel-Clara Simó, nhà báo và nhà văn người Tây Ban Nha.
- 14 tháng 1: Thành Nguyễn, ca sĩ (cựu thành viên nhóm MTV (thành lập 1999)), nhiếp ảnh gia người Việt Nam (s. 1971)
- 15 tháng 1:
  - Rocky Johnson, đô vật chuyên nghiệp người Canada (s. 1944)
  - Christopher Tolkien, nhà học thuật và biên tập người Anh (s. 1924)
- 16 tháng 1: Efraín Sánchez, cầu thủ bóng đá và quản lý người Colombia (s. 1926)
- 17 tháng 1:
  - Pietro Anastasi, cầu thủ bóng đá người Ý (s. 1948)
  - Derek Fowlds, nam diễn viên người Anh (s. 1937)
- 19 tháng 1: 
  - Jimmy Heath, người chơi saxophone và jazz (s. 1926)
  - Shin Kyuk-ho, doanh nhân người Hàn Quốc, người sáng lập tập đoàn Lotte (s. 1921)
- 21 tháng 1: 
  - Hédi Baccouche, Thủ tướng thứ sáu của Tunisia (s. 1930)
  - Terry Jones, diễn viên và diễn viên hài xứ Welsh (s. 1942)
  - Tengiz Singua, Thủ tướng thứ hai của Gruzia (s. 1934)
  - Theodor Wagner, cầu thủ bóng đá và quản lý người Úc (s. 1927)
- 23 tháng 1:
  - Alfred Korner, cầu thủ bóng đá người Úc (s. 1926)
  - Gudrun Pausewang, nhà văn người Đức (s. 1928)
- 24 tháng 1:
  - Duje Bonacic, người chèo xuồng Croatia (s. 1929)
  - Juan José Pizzuti, cầu thủ bóng đá và quản lý người Arghentina (s. 1927)
  - Rob Rensenbrink, cầu thủ bóng đá người Hà Lan (s. 1947)
- 26 tháng 1: 
  - Kobe Bryant, cầu thủ bóng rổ người Hoa Kỳ, mất trong vụ tai nạn máy bay trực thăng tại Calabasas (s. 1978)
  - Louis Nirenberg, nhà toán học người Canada-Mỹ (s. 1925)
- 28 tháng 1: 
  - Nicholas Parsons, phát thanh viên radio và TV người Anh (s. 1923)
  - Dyanne Thorne, diễn viên người Mỹ (s. 1936)
- 30 tháng 1: Jorn Donner, nhà văn, đạo diễn phim và chính trị gia người Phần Lan (s. 1933)
- 31 tháng 1: 
  - Mary Higgins Clark, tiểu thuyết gia người Hoa Kỳ (s. 1927)
  - Janez Stanovnik, Chủ tịch đoàn Chủ tịch thứ 12 của Slovenia (s. 1922)

### Tháng 2

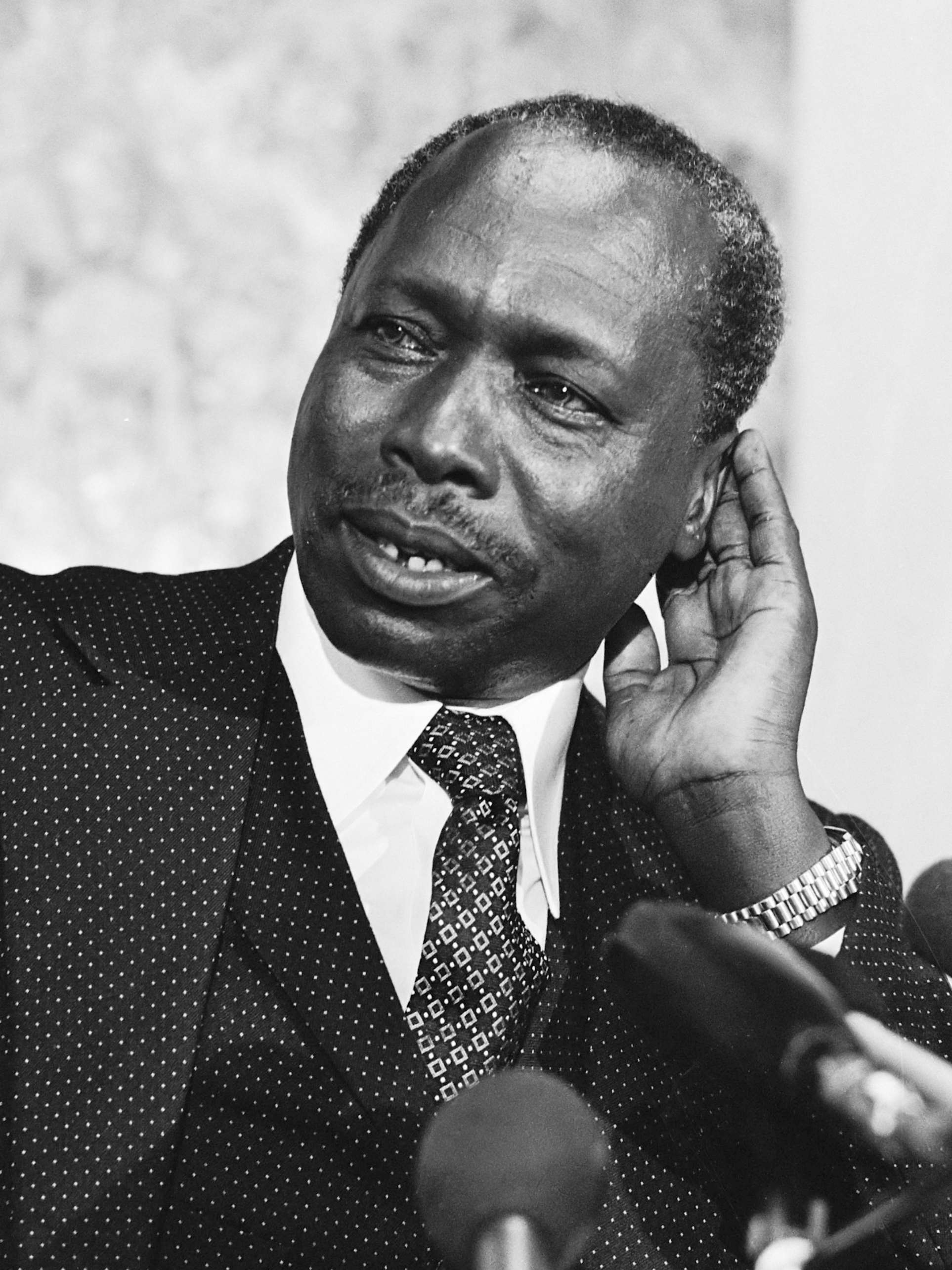
Daniel arap Moi

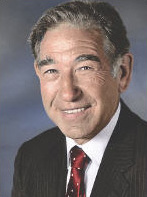
Stanley Cohen

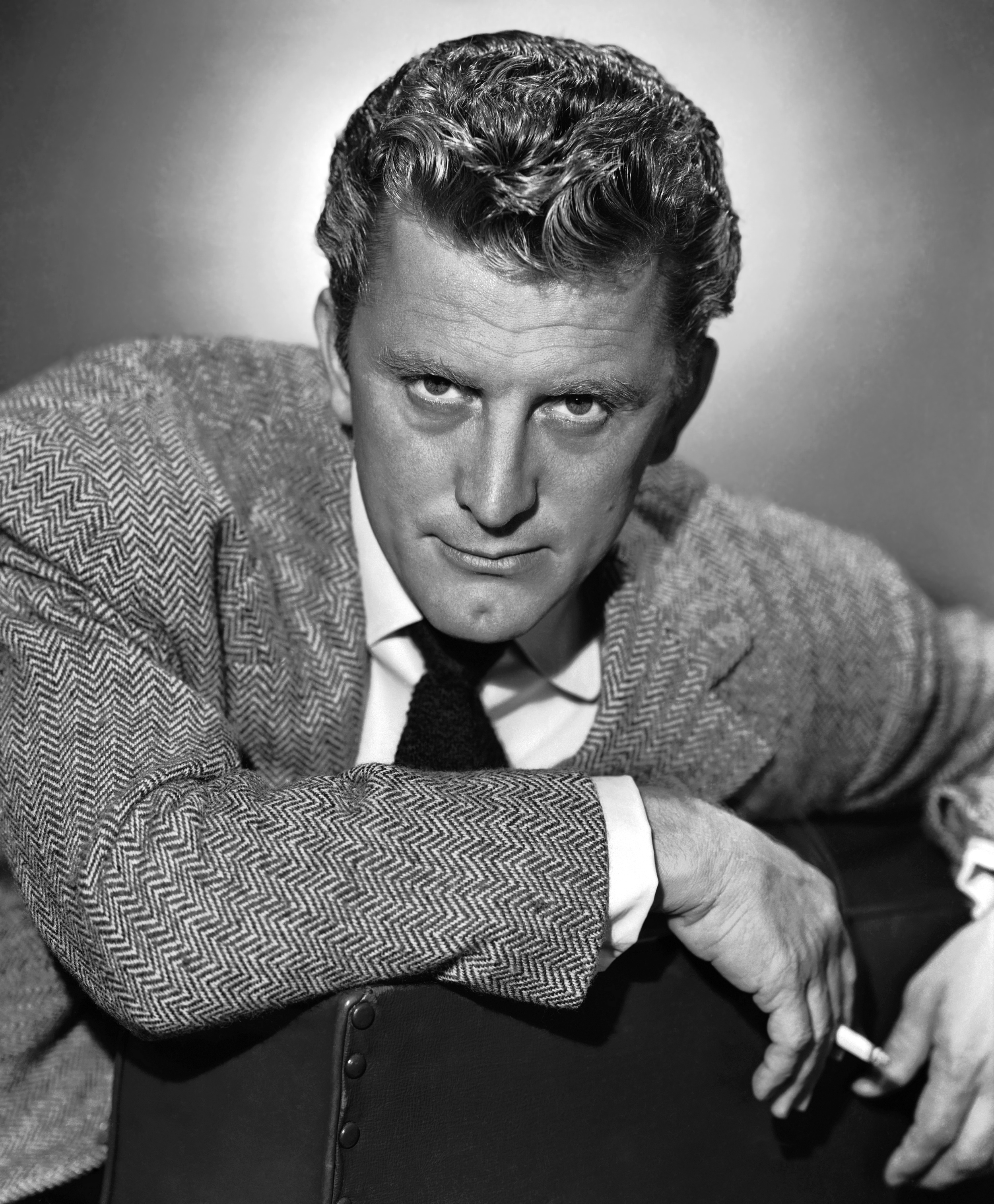
Kirk Douglas

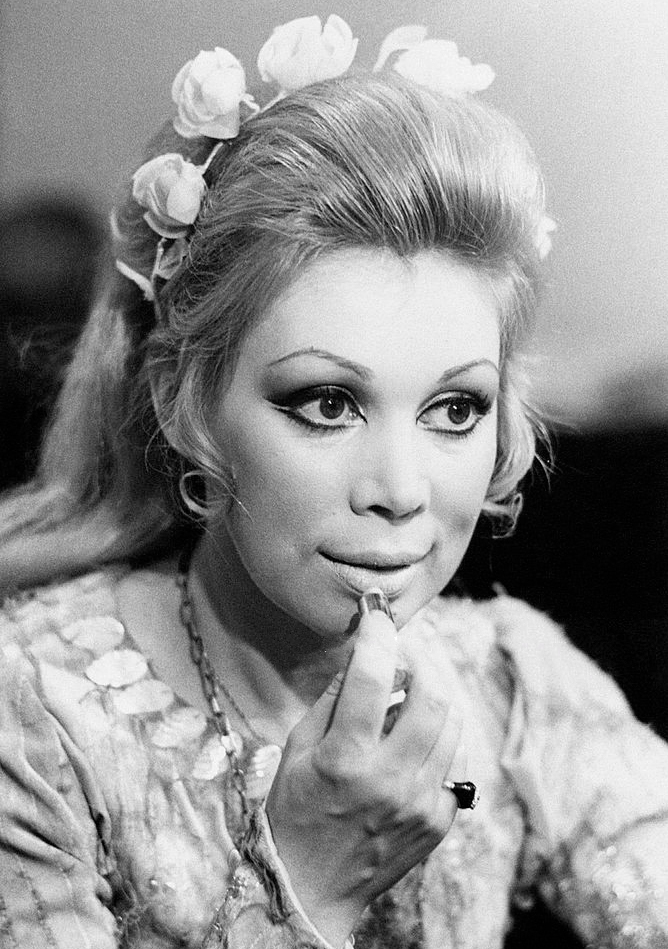
Mirella Freni

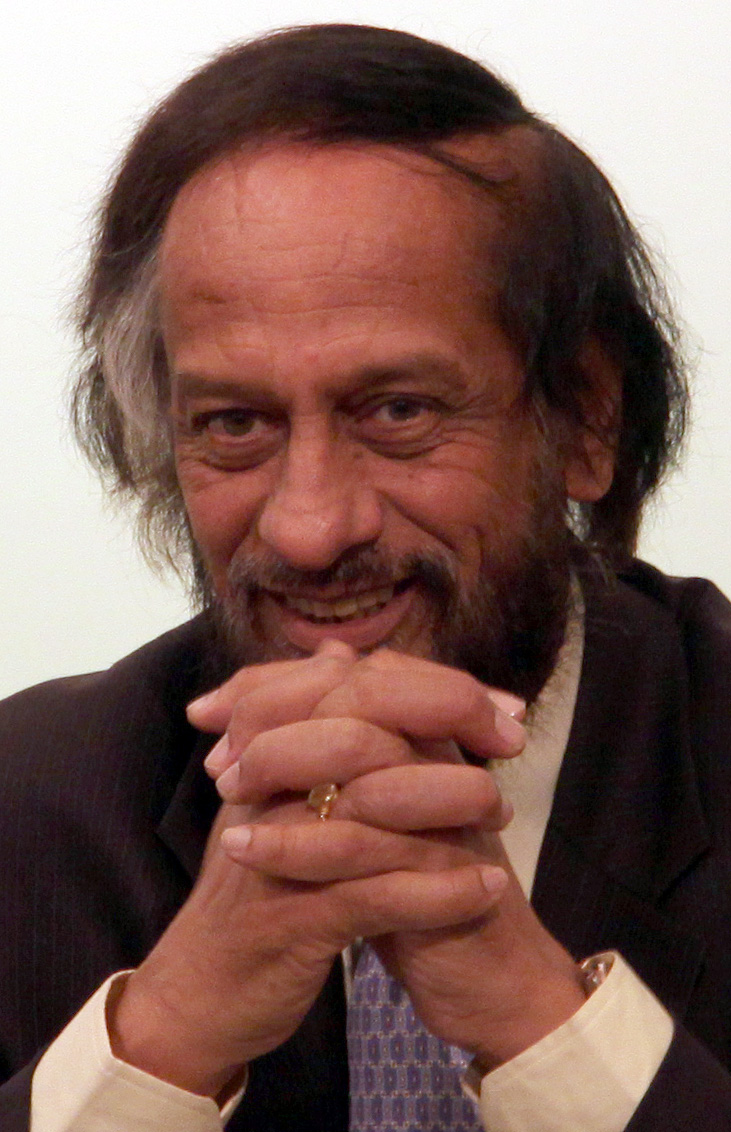
Rajendra K. Pachauri

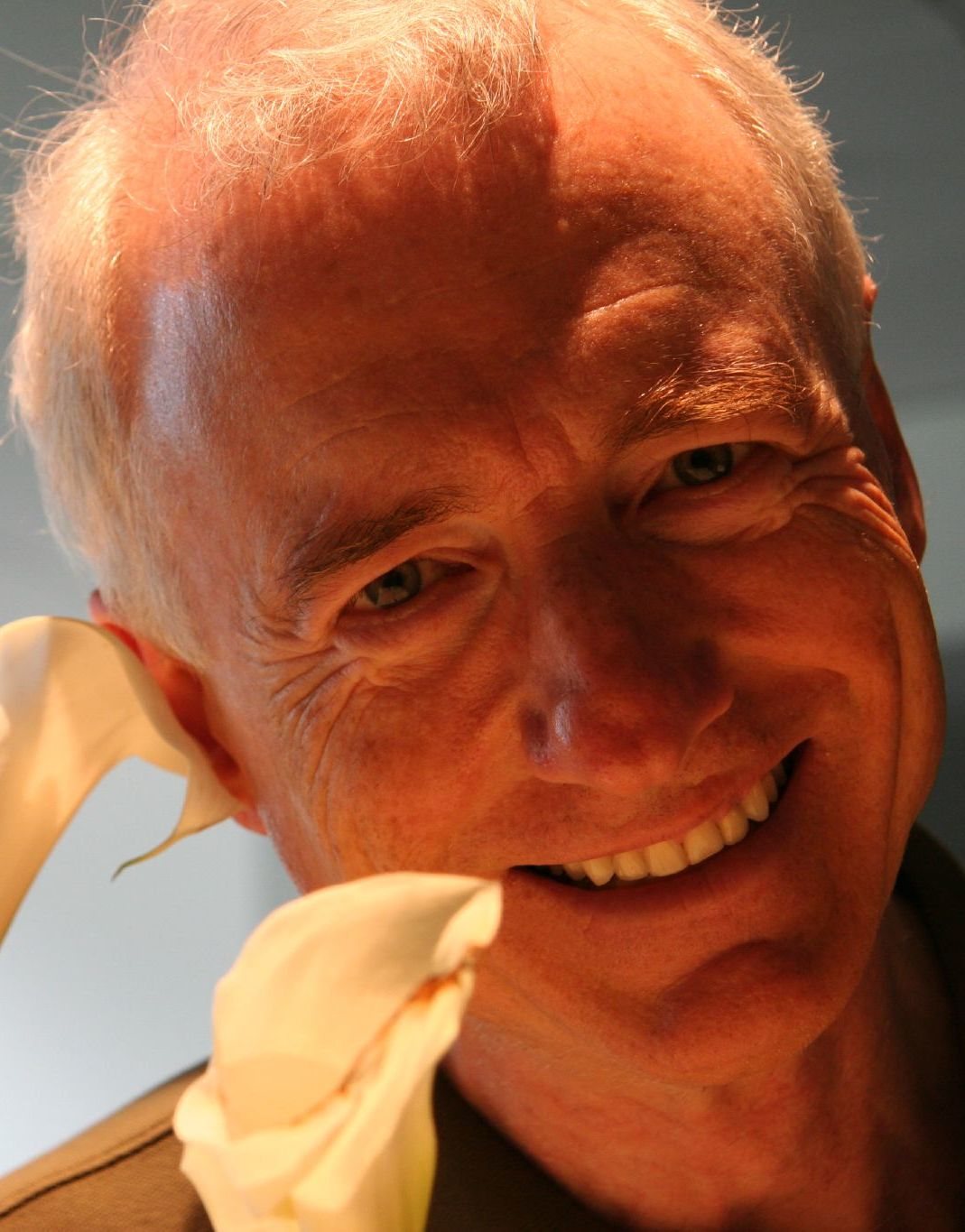
Larry Tesler

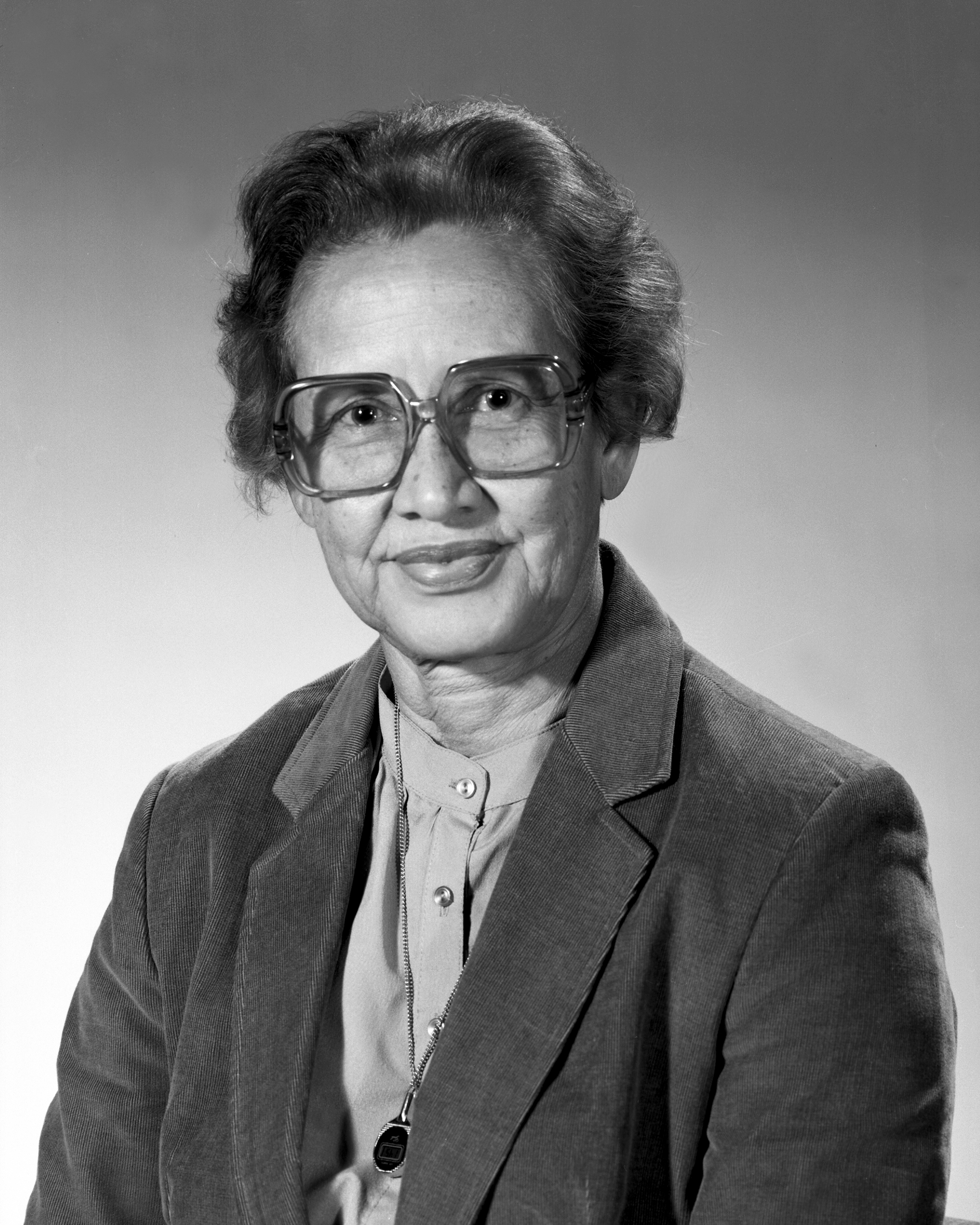
Katherine Johnson

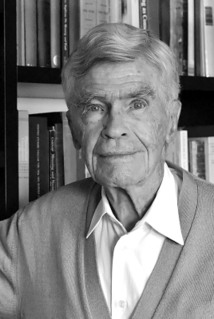
Mario Bunge

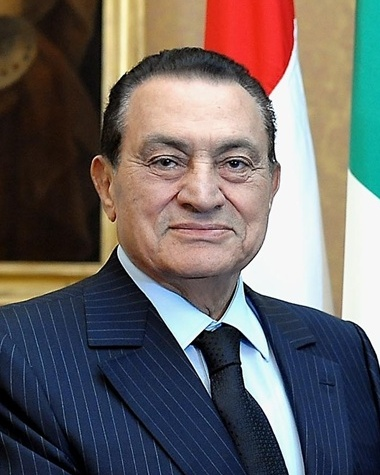
Hosni Mubarak

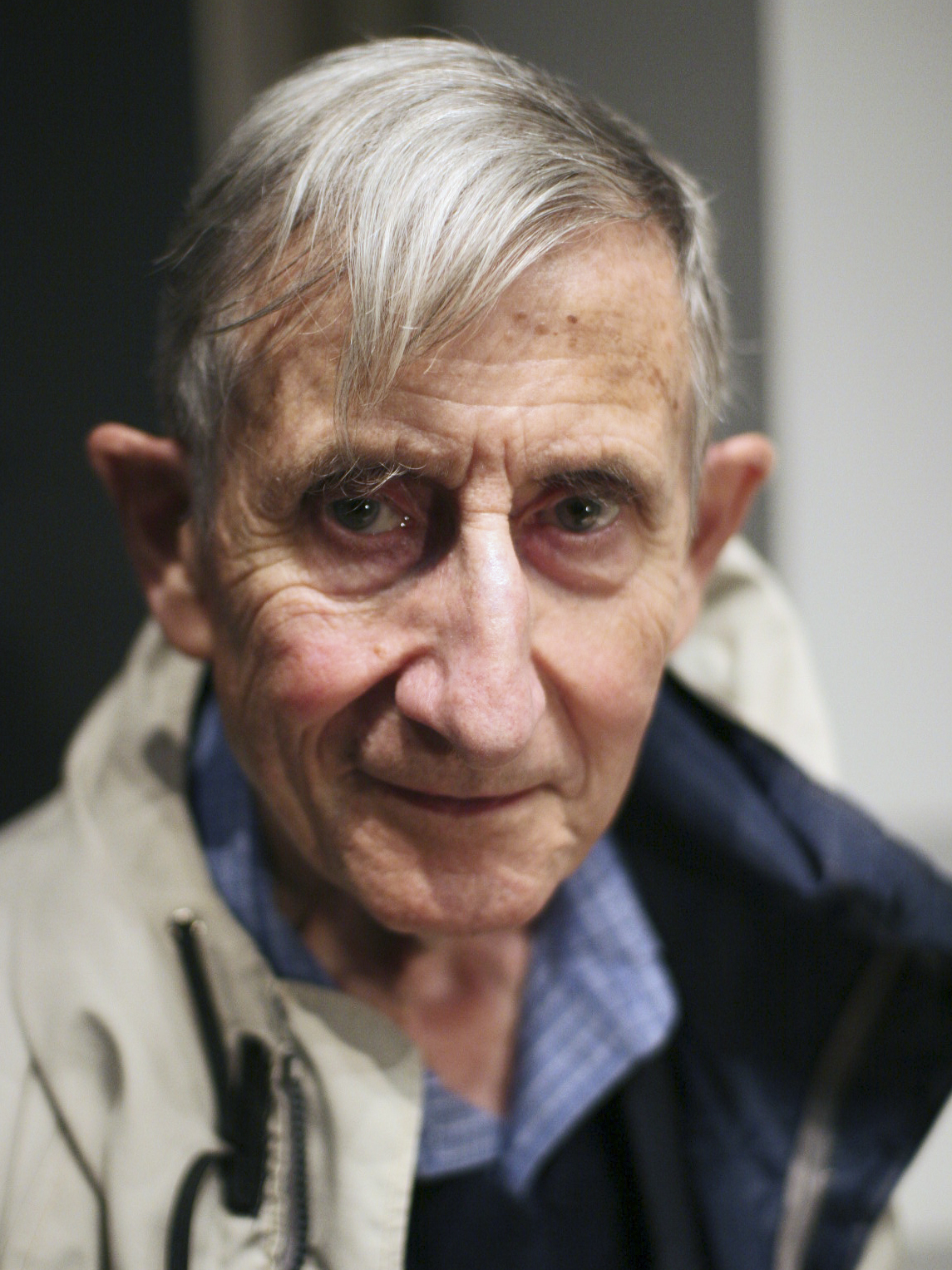
Freeman Dyson

- 1 tháng 2: Andy Gill, nhạc sĩ người Anh (s. 1956)
- 2 tháng 2: 
  - Mike Moore, Thủ tướng thứ 34 của New Zealand (s. 1949)
  - Chiêu Hùng, nghệ sĩ ưu tú, nghệ sĩ cải lương người Việt Nam (s. 1965)
- 3 tháng 2: George Steiner, nhà phê bình văn học và người viết tiểu luận người Pháp-Hoa Kỳ (s. 1929)
- 4 tháng 2:
  - José Luis Cuerda, nhà làm phim, biên kịch và sản xuất phim người Tây Ban Nha (s. 1947)
  - Daniel arap Moi, tổng thống thứ hai của Kenya (s. 1924)
- 5 tháng 2: 
  - Stanley Cohen, nhà hóa sinh đoạt giải Nobel người Hoa Kỳ (s. 1922)
  - Kirk Douglas, diễn viên và nhà sản xuất phim người Mỹ (s. 1916)
  - Nguyễn Thanh Phúc, nhạc sĩ người Việt Nam (s. 1933)
- 6 tháng 2: 
  - Jhon Jairo Velásquez, sát thủ và người bán ma túy người Colombia (s. 1962)
  - Khâu Quân, vận động viên thể hình người Trung Quốc, qua đời do đại dịch COVID-19 (s. 1948)
- 7 tháng 2: 
  - Orson Bean, nam diễn viên, diễn viên hài và nhà sản xuất (s. 1928)
  - Lý Văn Lượng, bác sĩ người Trung Quốc, người cảnh báo sớm Dịch virus corona ở Vũ Hán 2019–20 (s. 1986)
  - Go Soo Jung, diễn viên người Hàn Quốc (s. 1995)
  - Nexhmjie Pagarusha, ca sĩ và nữ diễn viên Albania (s. 1933)
- 8 tháng 2: Robert Conrad, nam diễn viên người Hoa Kỳ (s. 1935)
- 9 tháng 2: Mirella Freni, giọng nữ cao người Ý (s. 1935)
- 10 tháng 2: Lyle Mays, nghệ sĩ piano và nhà soạn nhạc jazz người Mỹ (s. 1953)
- 11 tháng 2: 
  - Joseph Shabalala, nhạc sĩ người Nam Phi (s. 1940)
  - Lin Zhengbin, chuyên gia nổi tiếng hàng đầu trong lĩnh vực ghép thận của bệnh viện Tongji (Vũ Hán) Trung Quốc (s. 1958)
  - Joseph Shabalala, nhạc sĩ Nam Phi (s. 1941)
- 12 tháng 2: 
  - Phương Trang, diễn viên người Việt Nam (s. 1996)
  - Geert Hofstede, nhà tâm lý học xã hội người Hà Lan (s. 1928)
- 13 tháng 2:
  - Aleksey Botyan, điệp viên và sĩ quan tình báo Liên Xô (s. 1917)
  - Rajendra K. Pachauri, nhà khoa học Ấn Độ (s. 1940)
- 14 tháng 2: 
  - Thường Khải, đạo diễn của hãng phim Hồ Bắc người Trung Quốc (s. 1965)
  - Lynn Cohen, nữ diễn viên người Mỹ (s. 1933)
- 15 tháng 2: Caroline Flack, người dẫn chương trình người Anh (s. 1979)
- 16 tháng 2: Harry Gregg, cầu thủ bóng đá Bắc Ireland (s. 1932)
- 17 tháng 2: 
  - Larry Tesler, nhà khoa học máy tính người Mỹ (s. 1945)
  - Ja'Net DuBois, nữ diễn viên, ca sĩ kiêm nhạc sĩ người Mỹ (s. 1938)
  - Mário da Graça Machungo, Thủ tướng thứ nhất của Mozambique (s. 1940)
  - Kizito Mihigo, ca sĩ nhạc phúc âm người Rwandan, nhà hoạt động đàn organ và hòa bình (s. 1981)
  - Andrew Weatherall, DJ và nhà sản xuất âm nhạc người Anh (s. 1963)
- 18 tháng 2: 
  - Vũ Mạnh Dũng, nghệ sĩ ưu tú, nghệ sĩ opera người Việt Nam (s. 1978)
  - José Bonaparte, nhà cổ sinh vật học người Argentina (s. 1928)
  - Sonja Ziemann, nữ diễn viên người Đức (s. 1926)
- 19 tháng 2: 
  - Jens Nygaard Knudsen, nhà sáng tạo búp bê đồ chơi lego người Đan Mạch (s. 1942)
  - Pop Smoke, rapper người Mỹ (s. 1999)
- 21 tháng 2: 
  - Huỳnh Nga, nghệ sĩ nhân dân, đạo diễn sân khấu cải lương người Việt Nam (s. 1932)
  - Boris Leskin, diễn viên người Liên Xô-Mỹ (s. 1923)
- 22 tháng 2: Kiki Dimoula, nhà thơ Hy Lạp (s. 1931)
- 24 tháng 2: 
  - Phạm Tâm Long, trung tướng Công an nhân dân người Việt Nam (s. 1928)
  - Katherine Johnson, nhà toán học người Mỹ (s. 1918)
  - Diana Serra Cary, nữ diễn viên  người Mỹ (s. 1918)
  - Jahn Teigen, ca sĩ người Na Uy (s. 1949)
- 25 tháng 2:
  - Mario Bunge, triết gia người Argentina (s. 1919)
  - Hosni Mubarak, tổng thống thứ tư của Ai Cập (s. 1928)
  - Nexhmije Hoxha, chính trị gia người Albania (s. 1921)
  - Dmitry Yazov, thống chế Liên Xô và Nga (s. 1924)
- 26 tháng 2: Thanh Hiền, soạn giả, nhạc sĩ người Việt Nam (s. 1941)
- 27 tháng 2: 
  - Hadi Khosroshahi, chính trị gia và nhà ngoại giao Iran, cựu đại sứ của Vatican, qua đời do đại dịch COVID-19 (s. 1938)
  - Sudhakar Chaturvedi, Học giả Vệ đà Ấn Độ và là Siêu nhân (s. 1897)
- 28 tháng 2: Freeman Dyson, nhà vật lý và toán học người Mỹ gốc Anh (s. 1923)
- 29 tháng 2: Éva Széranty, vận động viên bơi lội người Hungary, nhà vô địch Olympic (s. 1927)

### Tháng 3
- 1 tháng 3: 

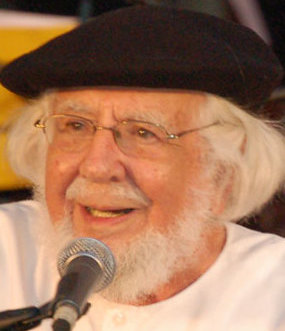
Ernesto Cardenal

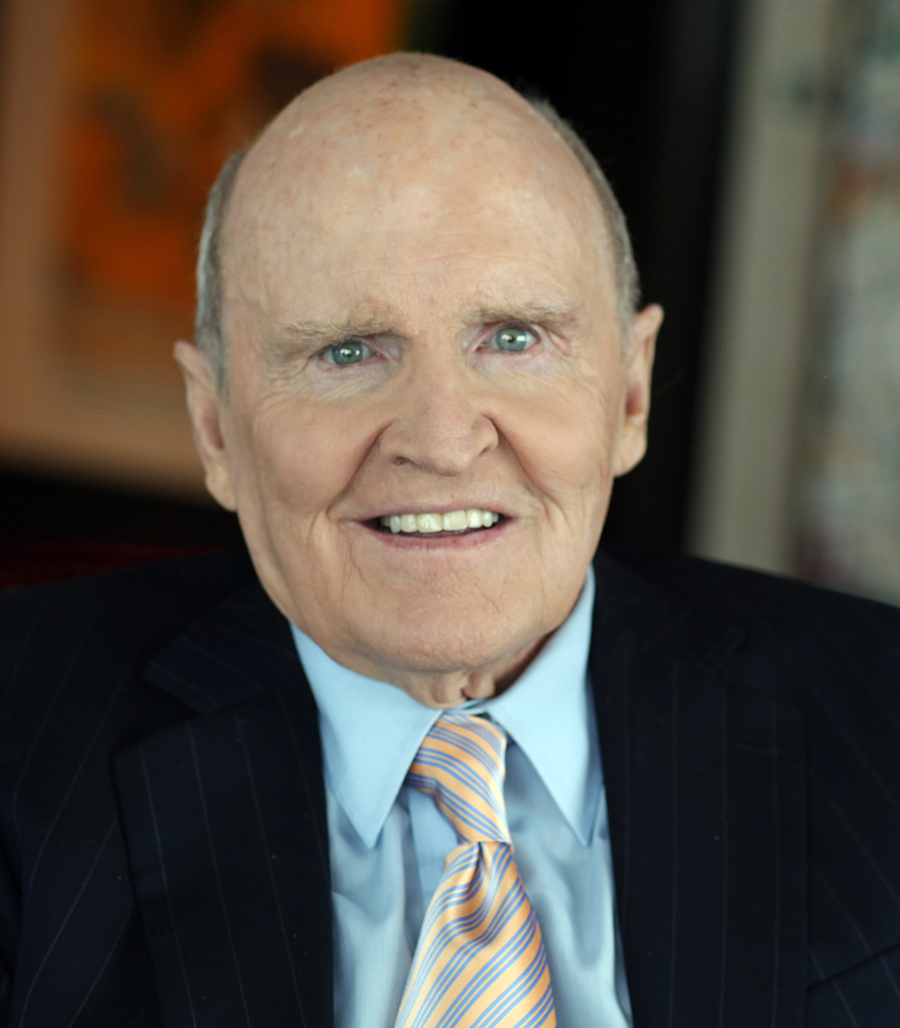
Jack Welch

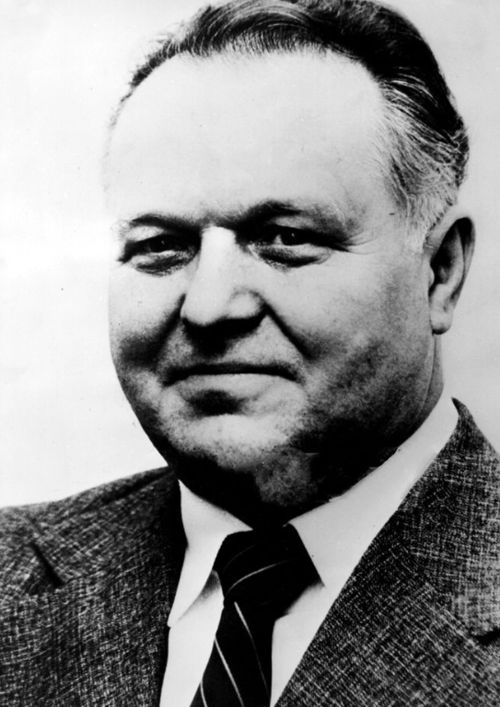
Stanisław Kania

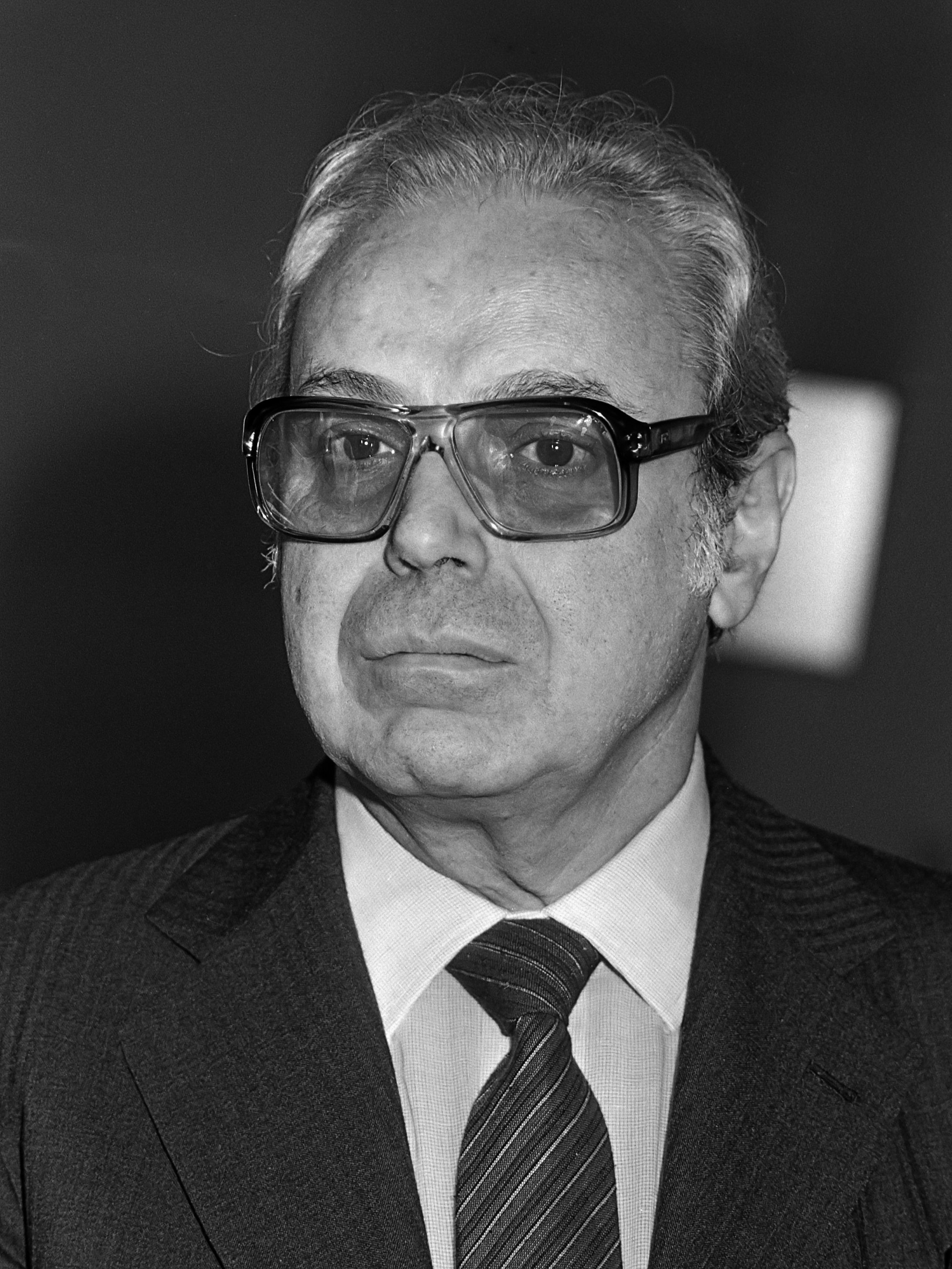
Javier Pérez de Cuéllar

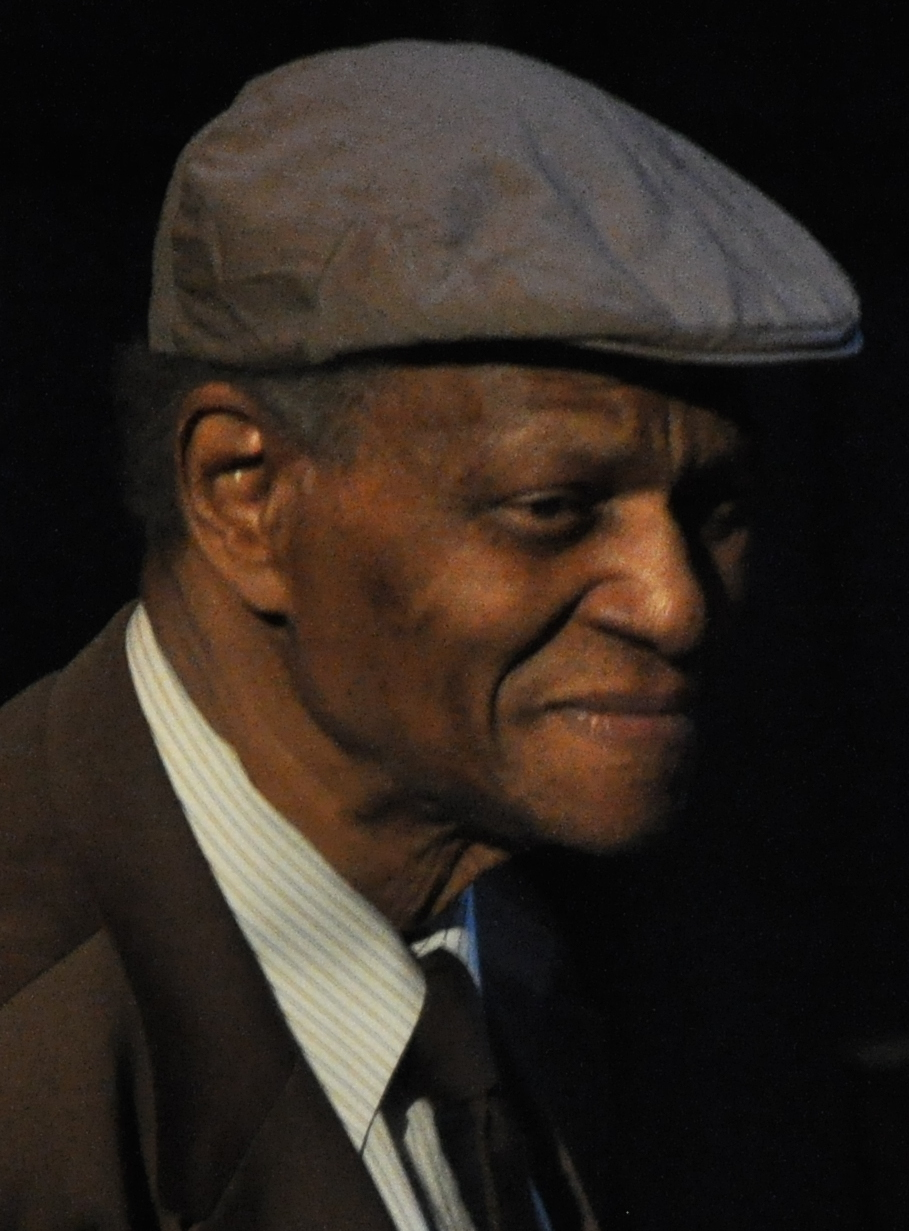
McCoy Tyner

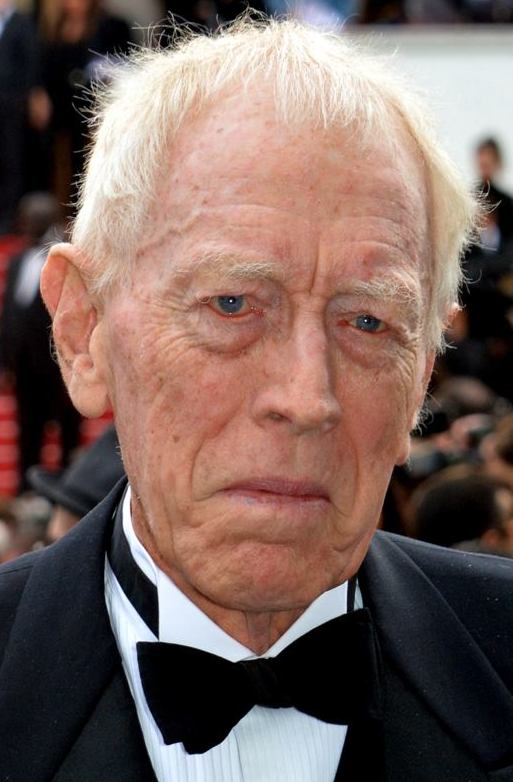
Max von Sydow

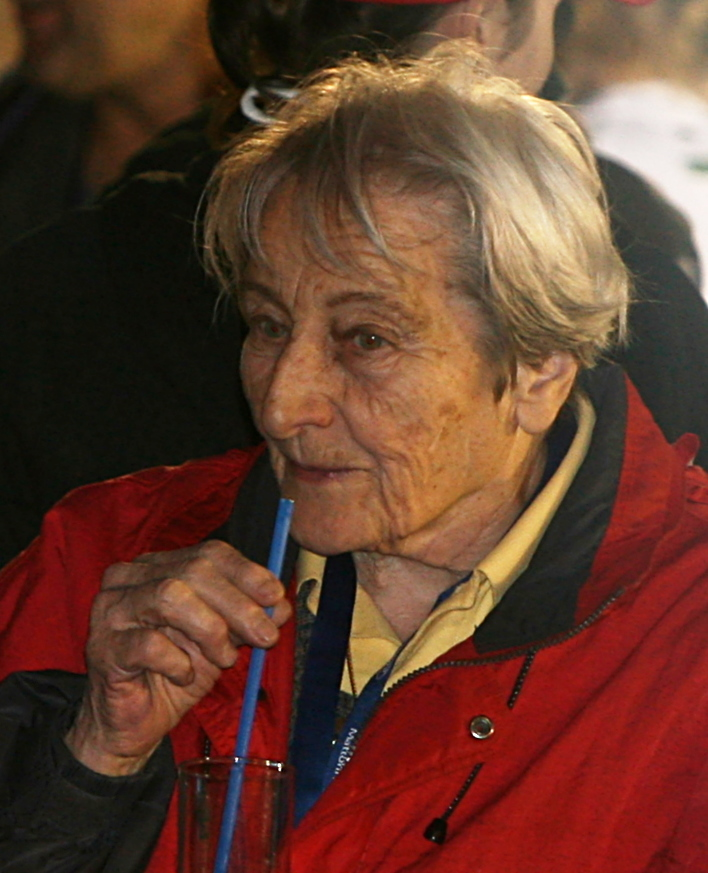
Dana Zátopková

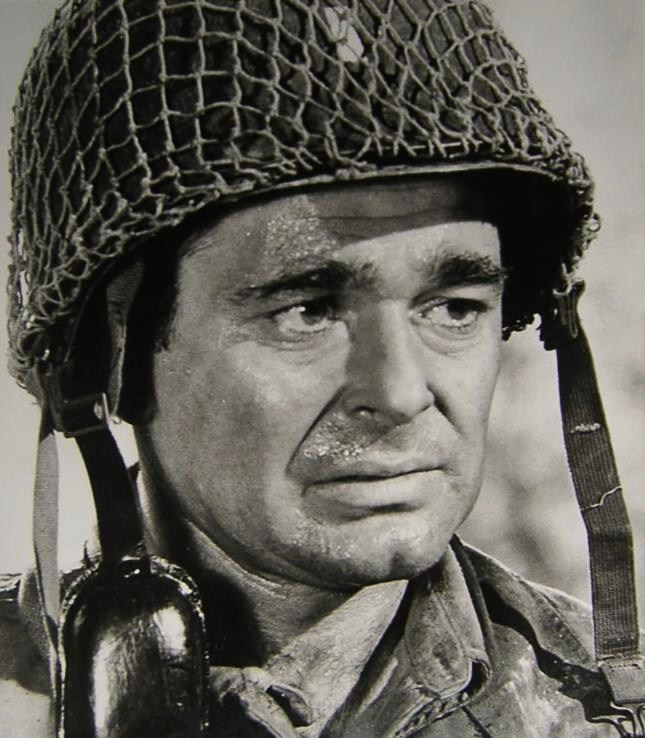
Stuart Whitman

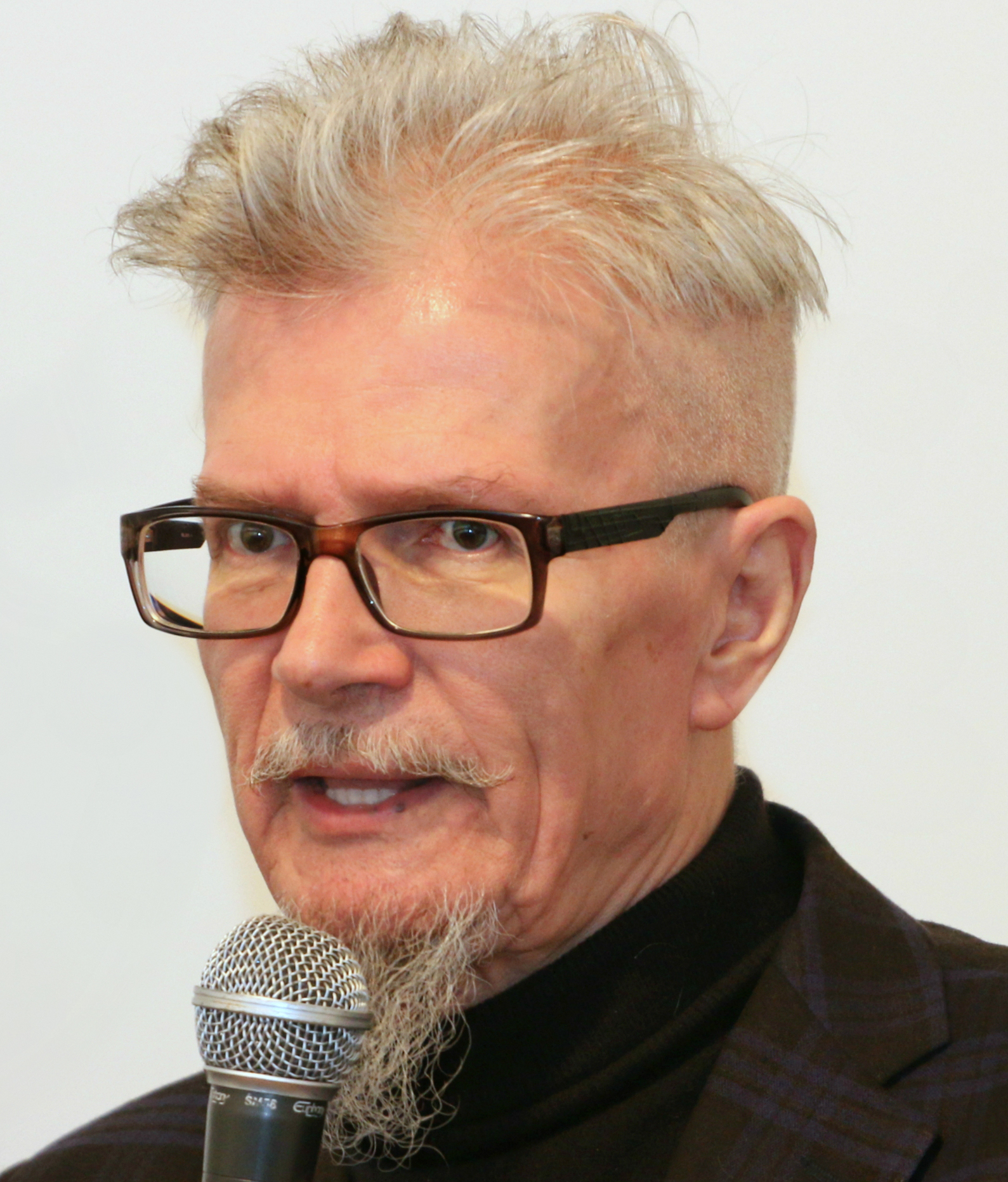
Eduard Limonov

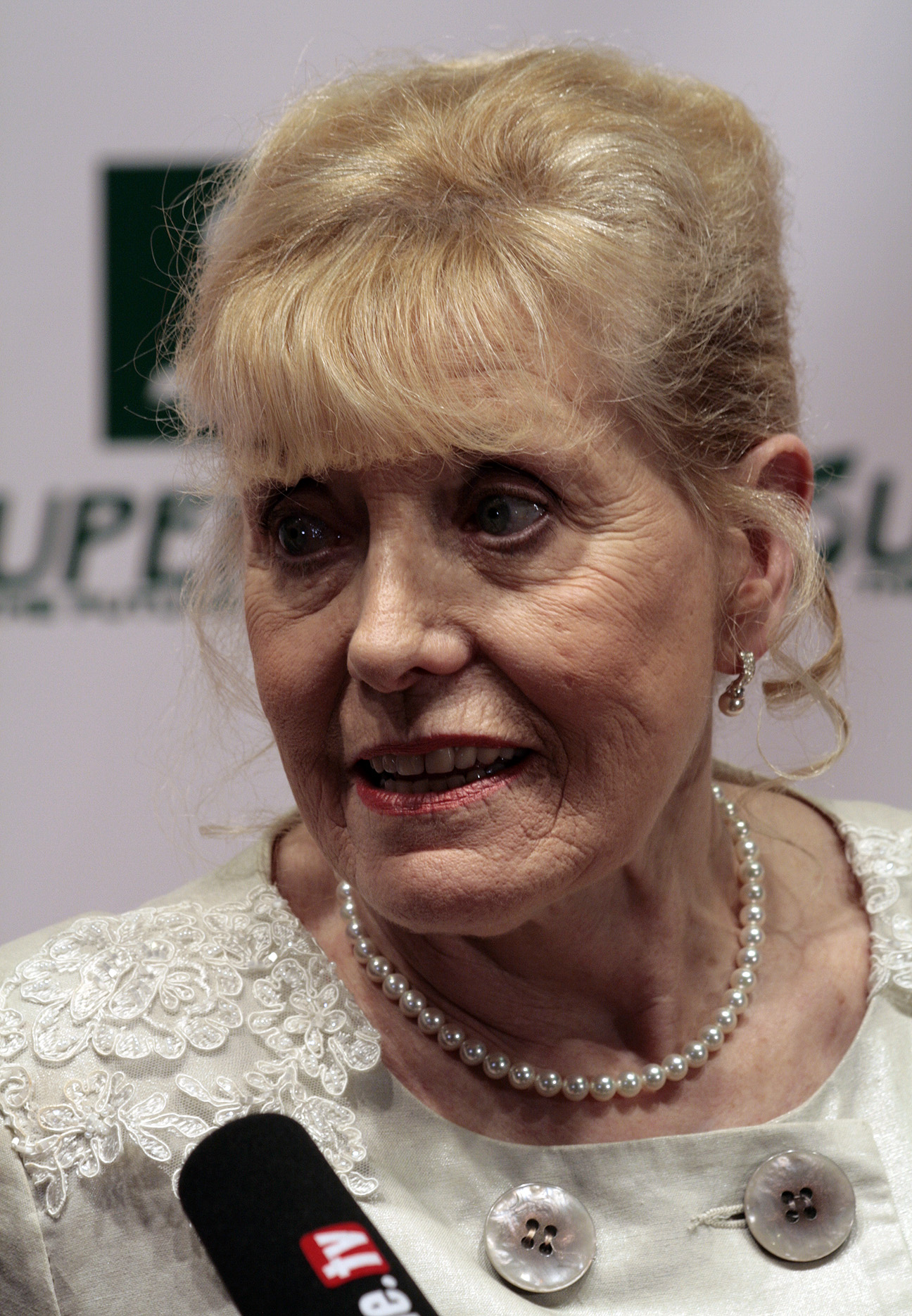
Betty Williams

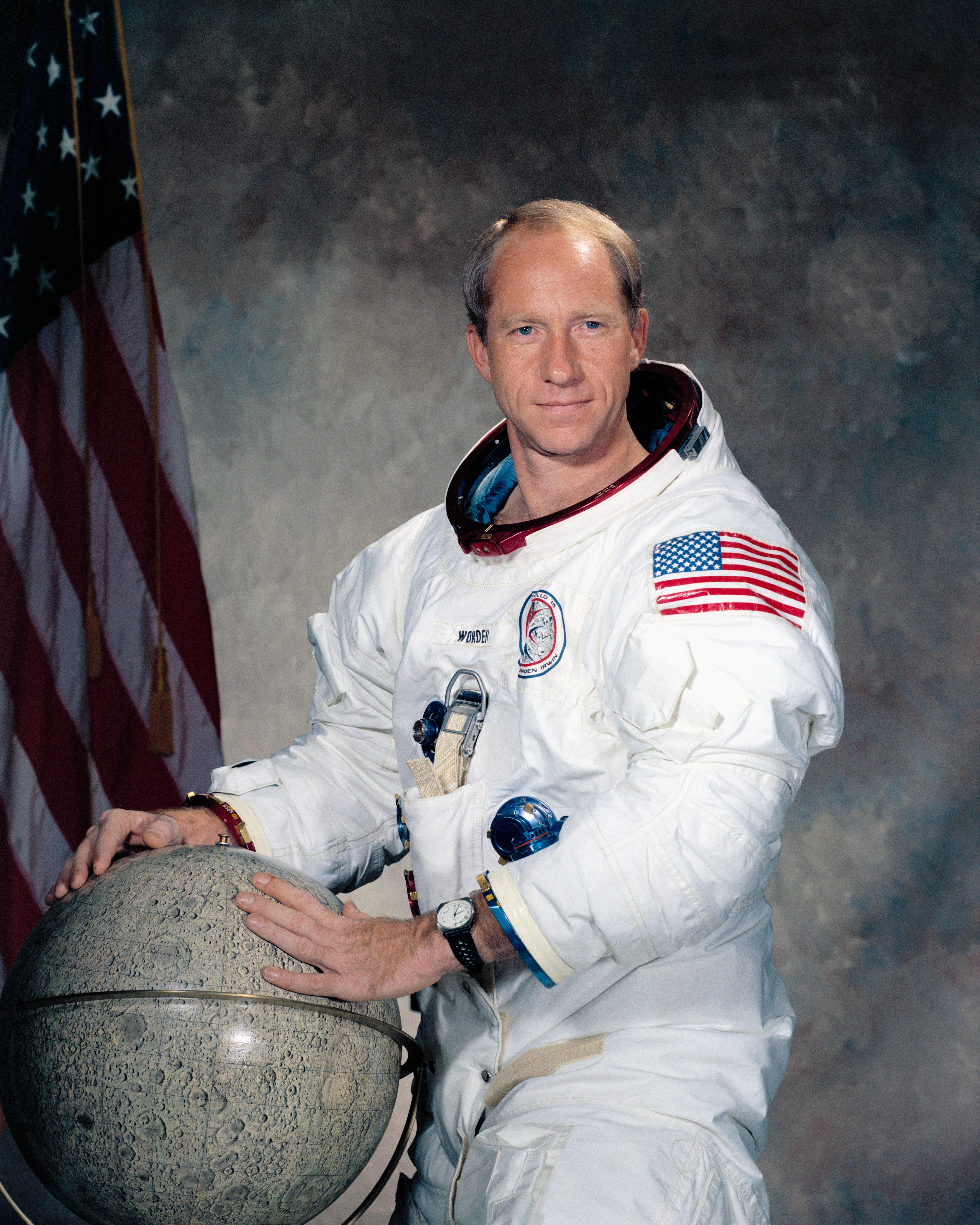
Alfred Worden

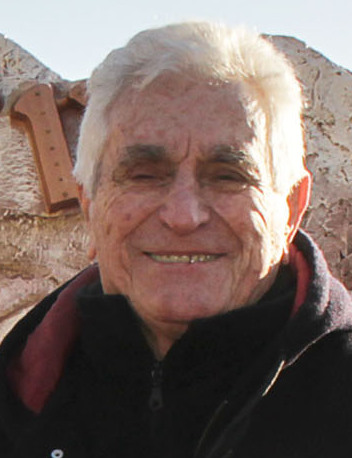
Amadeo Carrizo

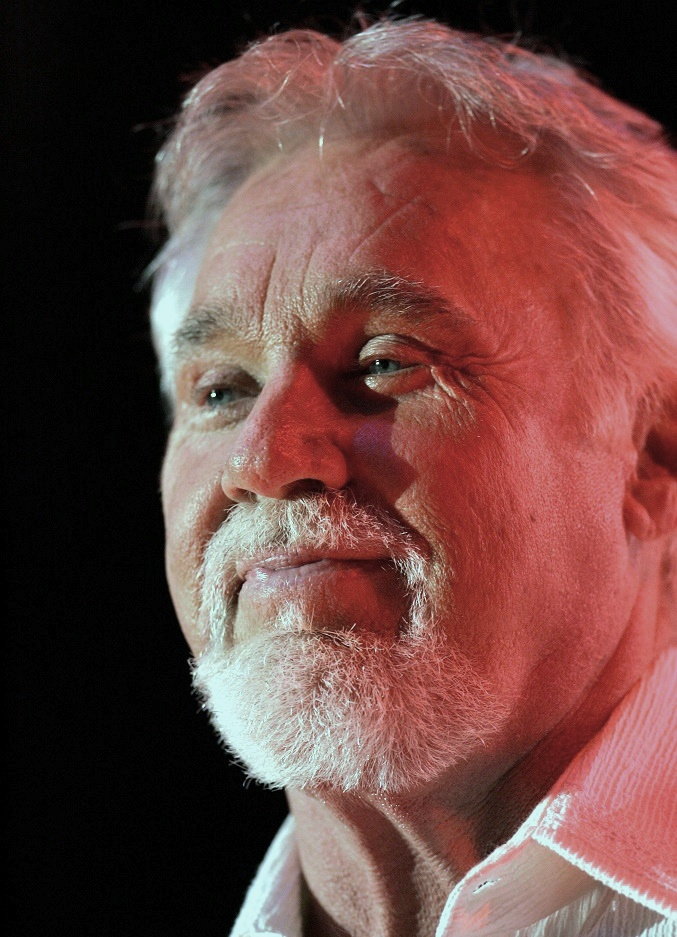
Kenny Rogers

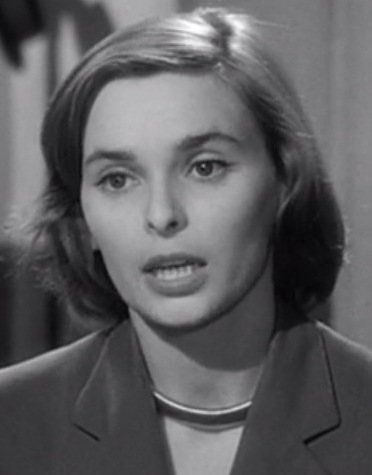
Lucia Bosè

Phong Nhã

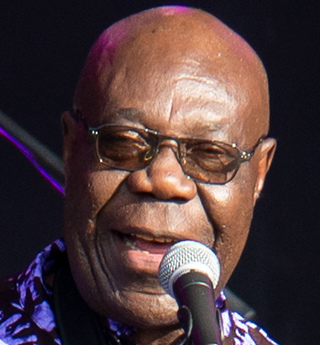
Manu Dibango

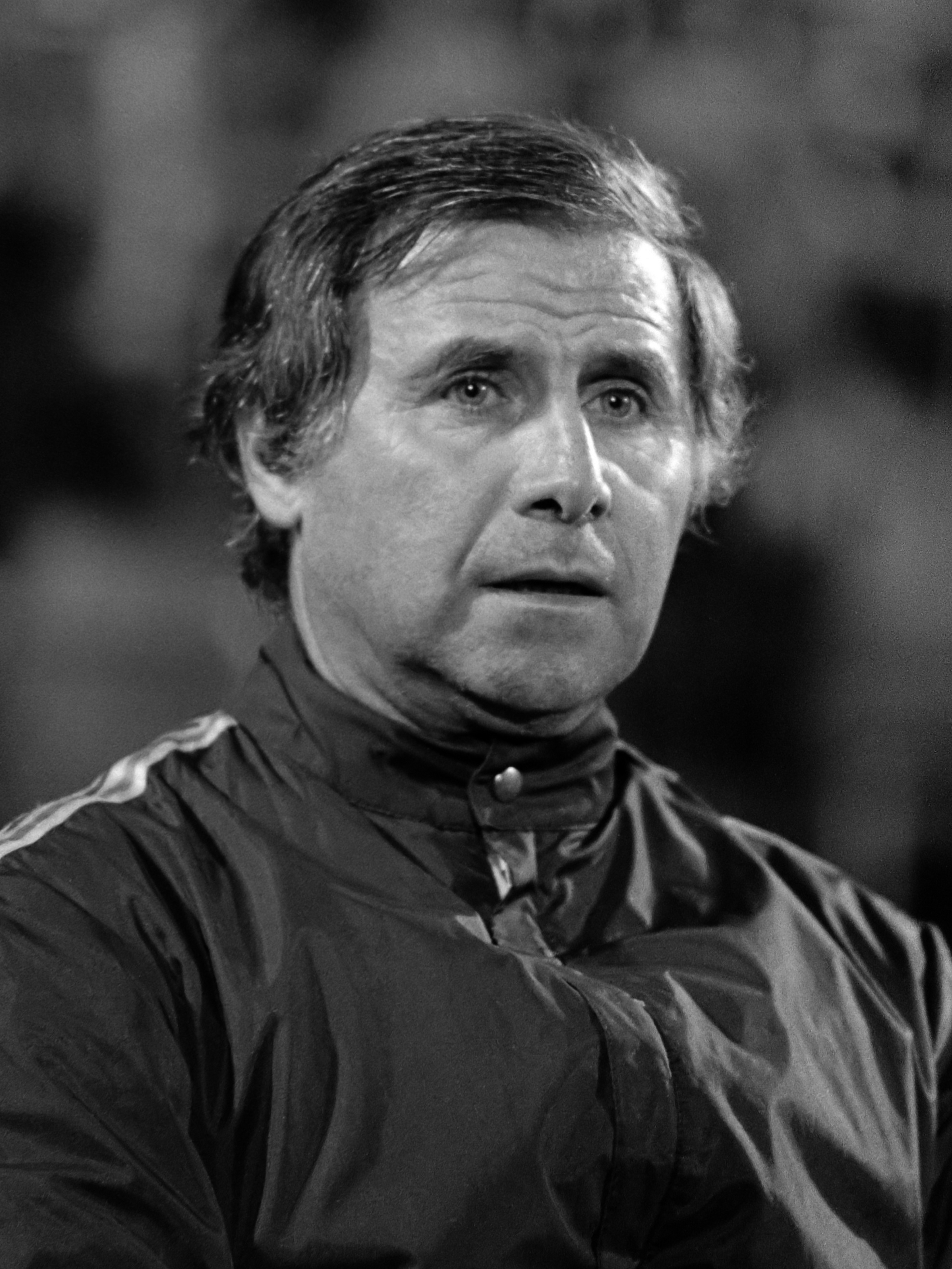
Michel Hidalgo

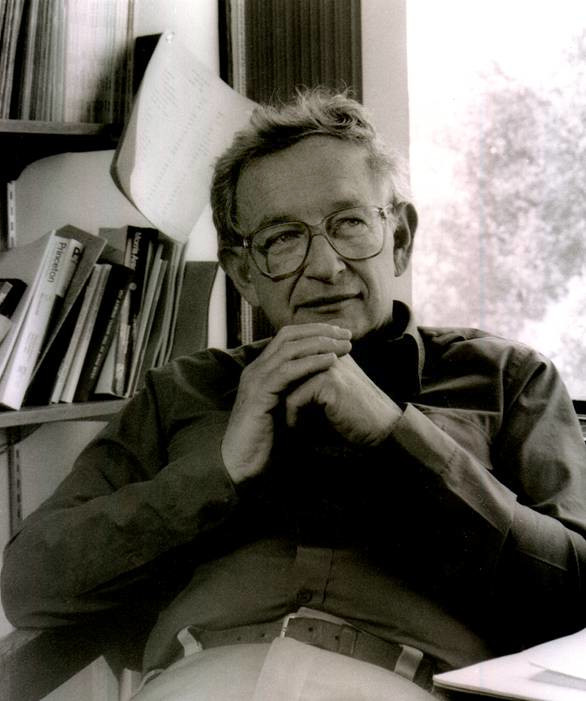
Philip W. Anderson

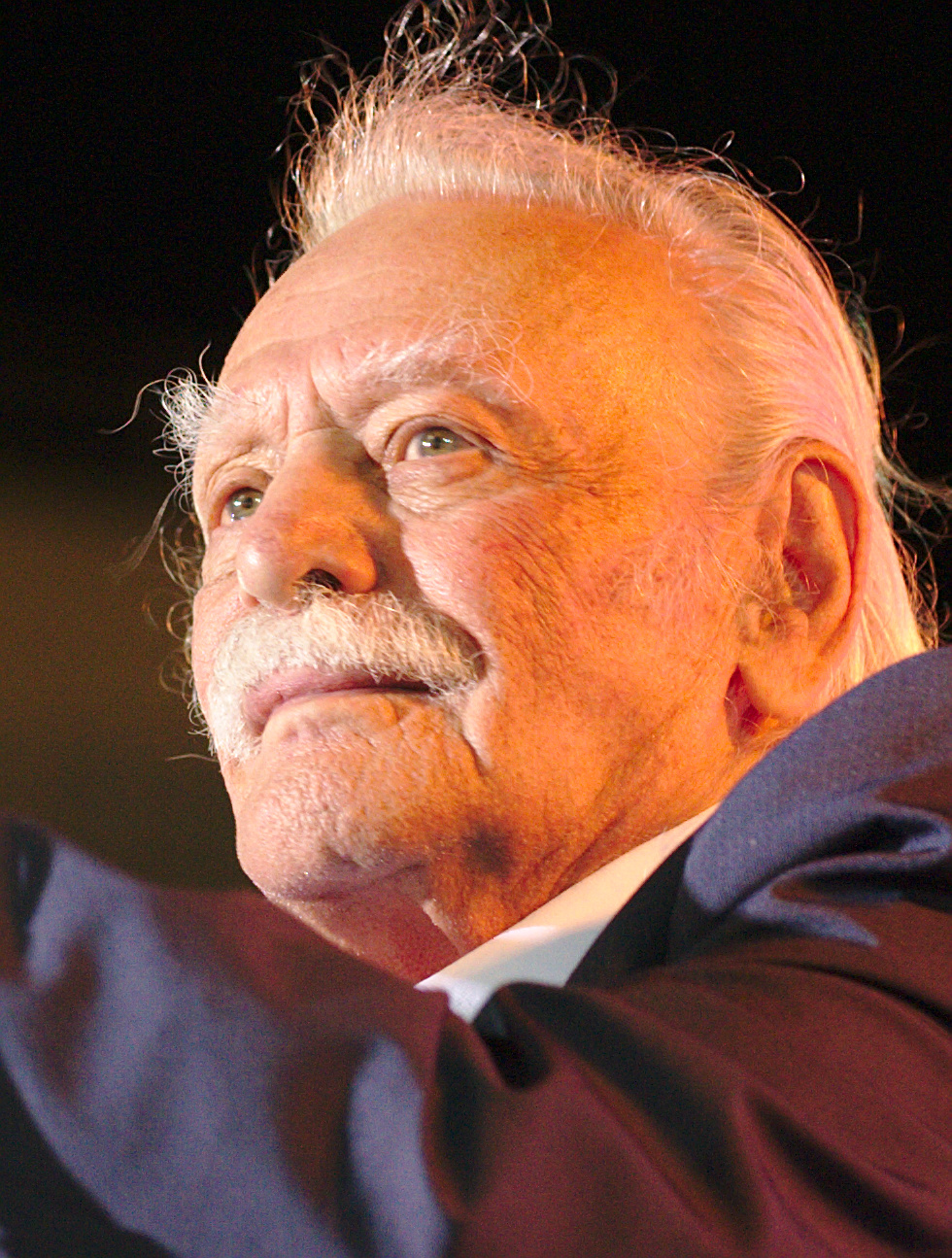
Manolis Glezos

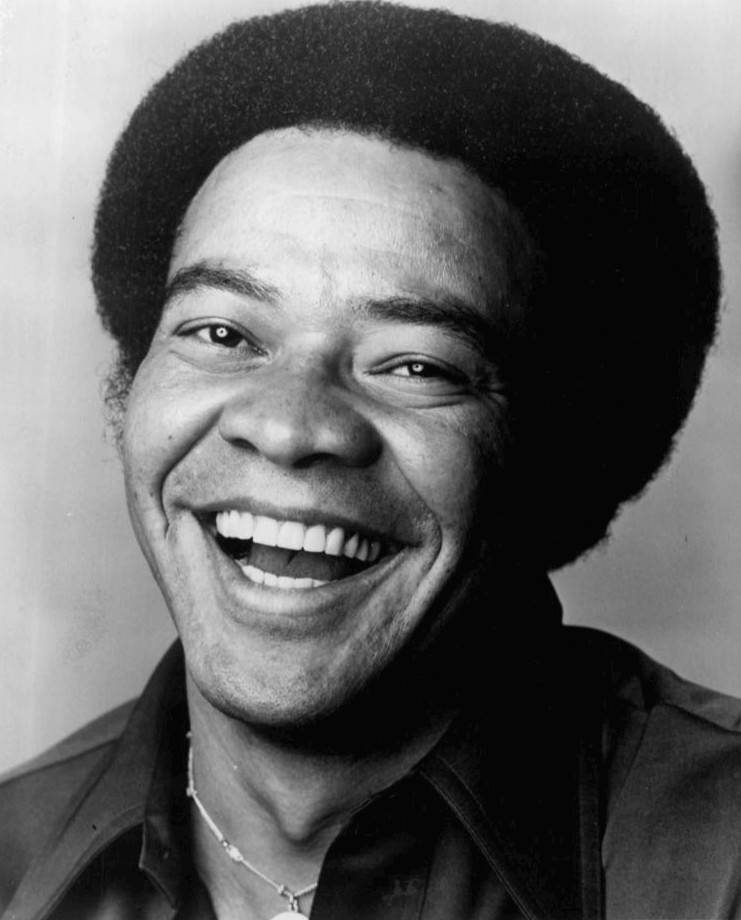
Bill Withers

  - Giang Học Khánh, bác sĩ Trung Quốc, làm việc tại Bệnh viện Trung ương Vũ Hán, qua đời do đại dịch COVID-19 (s. 1964)
  - Ernesto Cardenal, nhà thơ và linh mục người Nicaragua (s. 1925)
  - Jack Welch, nhà văn và nhà điều hành kinh doanh người Mỹ (s. 1935)
- 2 tháng 3: 
  - Mohammad Mirmohammadi, chính trị gia Iran, một thành viên của Ủy ban lợi ích quốc gia, qua đời do đại dịch COVID-19 (s. 1948)
  - James Lipton, nhà văn, nhà viết lời và diễn viên người Mỹ (s. 1926)
  - Ulay, nghệ sĩ biểu diễn người Đức (s. 1943)
- 3 tháng 3:
  - Stanisław Kania, chính trị gia Ba Lan (s. 1927)
  - Nicolas Portal, vận động viên đua xe đạp người Pháp (s. 1979)
- 4 tháng 3: 
  - Javier Pérez de Cuéllar, thủ tướng thứ 137 của Peru, Tổng thư ký thứ năm của Liên Hợp Quốc người Peru (s. 1920)
  - Robert Shavlakadze, vận động viên nhảy cao người Gruzia (s. 1933)
- 5 tháng 3: Hossein Sheikholeslam, nhà ngoại giao Iran, cựu cố vấn cho Ngoại trưởng Javad Zarif, qua đời do đại dịch COVID-19 (s. 1952)
- 6 tháng 3:
  - Henri Richard, vận động viên khúc côn cầu trên băng của Đại sảnh Danh vọng người Canada (s. 1936)
  - McCoy Tyner, nghệ sĩ piano jazz người Mỹ (s. 1938)
- 7 tháng 3: 
  - Fatemeh Rahbar, chính trị gia Iran, cựu thành viên của Quốc hội Hồi giáo, qua đời do đại dịch COVID-19 (s. 1964)
  - Reza Mohammadi Langroudi, từng là đại diện của Lãnh đạo tối cao Iran Ali Khamenei tại thị trấn Langroud, qua đời do đại dịch COVID-19 (s. 1928)
- 8 tháng 3: Max von Sydow, diễn viên người Pháp gốc Thụy Điển (s. 1929)
- 9 tháng 3:
  - Lee Cha-su, chính trị gia Hàn Quốc, cựu chủ tịch Hội đồng quận Buk-gu, qua đời do đại dịch COVID-19 (s. 1957)
  - Chu Hòa Bình, nhân viên y tế Trung Quốc, phó bác sĩ trưởng của Khoa Nhãn khoa, Bệnh viện Trung ương Vũ Hán, qua đời do đại dịch COVID-19 (s. 1953)
  - Mohammad Reza Rahchamani, chính trị gia Iran, cựu thành viên của Quốc hội Hồi giáo, qua đời do đại dịch COVID-19 (s. 1955)
  - Richard K. Guy, nhà toán học người Anh (s. 1916)
- 10 tháng 3: Mohammad Kiavash, chính trị gia Iran, cựu thành viên của Quốc hội Hồi giáo, qua đời do đại dịch COVID-19 (s. 1930)
- 11 tháng 3:
  - Charles Wuorinen, nhà soạn nhạc người Mỹ (s. 1938)
  - Michel Roux, đầu bếp và chủ nhà hàng người Pháp (s. 1941)
- 12 tháng 3: Tonie Marshall, nữ diễn viên, nhà biên kịch và đạo diễn phim người Mỹ gốc Pháp (s. 1951)
- 13 tháng 3: 
  - Nasser Shabani, tướng Iran và chỉ huy cao cấp của Lực lượng Vệ binh Cách mạng Hồi giáo, qua đời do đại dịch COVID-19 (s. 1957)
  - Dana Zátopková, vận động viên ném lao người Séc (s. 1922)
- 14 tháng 3: Genesis P-Orridge, ca sĩ kiêm nhạc sĩ, nhạc sĩ, nhà thơ và nhà huyền bí học người Anh (s. 1950)
- 15 tháng 3: 
  - Aytaç Yalman, tướng quân đội Thổ Nhĩ Kỳ, cựu Tổng tư lệnh quân đội, qua đời do đại dịch COVID-19 (s. 1940)
  - Vittorio Gregotti, kiến trúc sư người Ý (s. 1927)
- 16 tháng 3: 
  - Fariborz Raisdana, nhà kinh tế, nhà xã hội học, nhà hoạt động, giáo sư người Iran, qua đời do đại dịch COVID-19 (s. 1945)
  - Hashem Bathaie Golpayegani, nhân vật tôn giáo, chính trị gia, là đại diện của tỉnh Tehran trong Hội các chuyên gia của Iran, qua đời do đại dịch COVID-19 (s. 1941)
  - Nicolas Alfonsi, thượng nghị sĩ Pháp, qua đời do đại dịch COVID-19 (s. 1936)
  - Stuart Whitman, diễn viên người Mỹ (s. 1928)
- 17 tháng 3:
  - Thái Thanh, ca sĩ người Việt Nam (s. 1934)
  - Eduard Limonov, nhà văn, nhà thơ, nhà công luận và nhà bất đồng chính kiến người Nga (s. 1943)
  - Roger Mayweather, võ sĩ và huấn luyện viên chuyên nghiệp người Mỹ (s. 1961)
  - Manuel Serifo Nhamadjo, Quyền Tổng thống Guinea-Bissau (s. 1958)
  - Lyle Wagoner, diễn viên người Mỹ (s. 1935)
  - Betty Williams, nhà hoạt động Nobel hòa bình Bắc Ireland (s. 1943)
  - Alfred Worden, phi hành gia người Mỹ (s. 1932)
- 18 tháng 3: 
  - Rose Marie Compaoré, phó chủ tịch thứ hai của quốc hội Burkina Faso, qua đời do đại dịch COVID-19 (s. 1958)
  - Luciano Federici, cầu thủ bóng đá người Ý, qua đời do đại dịch COVID-19 (s. 1938)
  - Catherine Hamlin, bác sĩ sản phụ khoa người Úc (s. 1924)
  - Joaquín Peiró, cầu thủ bóng đá Tây Ban Nha (s. 1936)
- 19 tháng 3: 
  - Hamid Kahram, chính trị gia Iran, bác sĩ thú y, cựu thành viên của Quốc hội Hồi giáo, qua đời do đại dịch COVID-19 (s. 1958)
  - Lê Minh Đảo, chính trị gia, tướng lĩnh Việt Nam Cộng hòa (s. 1933)
- 20 tháng 3: 
  - Carlos Falcó y Fernández de Córdoba, nhà quý tộc Tây Ban Nha, doanh nhân, hầu tước thế hệ thứ năm, qua đời do đại dịch COVID-19 (s. 1937)
  - Amadeo Carrizo, cầu thủ bóng đá người Argentina (s. 1926)
  - Kenny Rogers, ca sĩ và nhạc sĩ đồng quê người Mỹ (s. 1938)
- 21 tháng 3: Lorenzo Sanz, doanh nhân người Tây Ban Nha, cựu chủ tịch Câu lạc bộ bóng đá Real Madrid, qua đời do đại dịch COVID-19 (s. 1943)
- 22 tháng 3: Benito Joanet, cầu thủ, huấn luyện viên bóng đá người Tây Ban Nha, qua đời do đại dịch COVID-19 (s. 1935)
- 23 tháng 3: 
  - Lucia Bosè, nữ diễn viên người Ý, qua đời do đại dịch COVID-19 (s. 1931)
  - Branko Cikatić, võ sĩ quyền anh người Nam Tư và Croatia (s. 1954)
- 24 tháng 3: 
  - Steven Dick, nhà ngoại giao người Anh, phó trưởng phái đoàn đại sứ quán Anh tại Budapest, qua đời do đại dịch COVID-19 (s. 1982)
  - Lorenzo Acquarone, luật sư và chính trị gia người Ý, qua đời do đại dịch COVID-19 (s. 1931)
  - Lucien Sève, nhà triết học, thành viên tích cực của Đảng Cộng sản Pháp, qua đời do đại dịch COVID-19 (s. 1926)
  - Manu Dibango, nghệ sĩ saxophone người Cameroon (s. 1933)
  - Stuart Gordon, đạo diễn phim người Mỹ (s. 1947)
  - Terrence McNally, nhà viết kịch người Mỹ (s. 1938)
  - Albert Uderzo, họa sĩ truyện tranh người Pháp (s. 1927)
- 25 tháng 3: 
  - Harry Aarts, cựu thành viên của Quốc hội thứ hai của Hà Lan, qua đời do đại dịch COVID-19 (s. 1930)
  - Detto Mariano, nhạc sĩ và nhà soạn nhạc người Ý (s. 1937)
- 26 tháng 3: 
  - Maria Teresa de Bourbon-Parma, quý tộc Tây Ban Nha, anh em họ của Vua Felipe VI, qua đời do đại dịch COVID-19 (s. 1933)
  - Michel Hidalgo, cầu thủ và huấn luyện viên người Pháp (s. 1933)
- 27 tháng 3: 
  - Nguyễn Việt Tuấn, đạo diễn ca nhạc người Việt Nam (s. 1947)
  - Hamed Karoui, chính trị gia Tunisia, Thủ tướng thứ 7 của Tunisia (s. 1927)
- 28 tháng 3:
  - Phong Nhã, nhạc sĩ người Việt Nam (s. 1924)
  - Mai Phương, Bà mẹ Việt Nam anh hùng, diễn viên cùng nghệ sĩ Phùng Há người Việt Nam Cộng hòa (s. 1921)
  - Thomas Schäfer, luật sư, chính trị gia, Bộ trưởng Bộ Tài chính người Đức (s. 1966)
  - John Callahan, diễn viên người Mỹ (s. 1953)
  - Orlando McDaniel, cựu cầu thủ bóng đá người Mỹ, qua đời do đại dịch COVID-19 (s. 1960)
  - Salvador Vives, diễn viên người Tây Ban Nha, qua đời do đại dịch COVID-19 (s. 1943)
  - Tom Coburn, chính trị gia người Mỹ (s. 1948)
- 29 tháng 3: 
  - Shimura Ken, diễn viên hài người Nhật Bản, qua đời do đại dịch COVID-19 (s. 1950)
  - Alan Merrill, nhạc sĩ người Mỹ, qua đời do đại dịch COVID-19 (s. 1951)
  - Patrick Devedjian, chính trị gia người Pháp gốc Armenia, cựu thị trưởng Anthony, qua đời do đại dịch COVID-19 (s. 1944)
  - Philip Warren Anderson, nhà vật lý Nobel người Mỹ (s. 1923)
  - Yuri Bondarev, nhà văn Nga (s. 1924)
  - José Luis Capón, cầu thủ bóng đá Tây Ban Nha (s. 1948)
  - Joe Diffie, ca sĩ nhạc đồng quê người Mỹ (s. 1958)
  - Krzysztof Penderecki, nhà soạn nhạc và nhạc trưởng người Ba Lan (s. 1933)
- 30 tháng 3: 
  - Wilhelm Burmann, bậc thầy ba lê người Đức, qua đời do đại dịch COVID-19 (s. 1939)
  - Joachim Yhombi-Opango, chính trị gia, cựu tổng thống, cựu thủ tướng Cộng hòa Congo, qua đời do đại dịch COVID-19 (s. 1939)
  - Arianne Caoili, kỳ thủ cờ vua người Philippines và Úc (s. 1986)
  - Manolis Glezos, chính trị gia Hy Lạp và chiến sĩ kháng chiến (s. 1922)
  - Hậu Pei-tsun, Thủ hiến thứ 13 của Trung Hoa Dân Quốc (s. 1919)
  - Bill Withers, ca sĩ kiêm nhạc sĩ người Mỹ (s. 1938)
- 31 tháng 3: 
  - Julie Bennett, diễn viên người Mỹ, qua đời do đại dịch COVID-19 (s. 1932)
  - Wallace Roney, nghệ sĩ kèn jazz người Mỹ, qua đời do đại dịch COVID-19 (s. 1960)
  - Abdul Halim Khaddam, Quyền Tổng thống Syria (s. 1932)

### Tháng 4
- 1 tháng 4

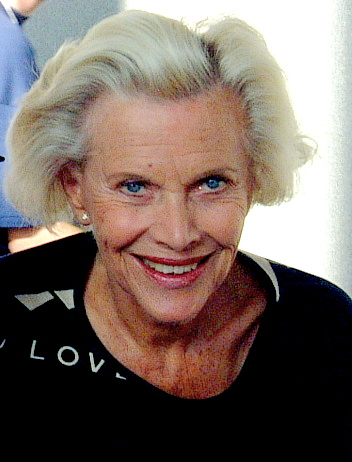
Honor Blackman

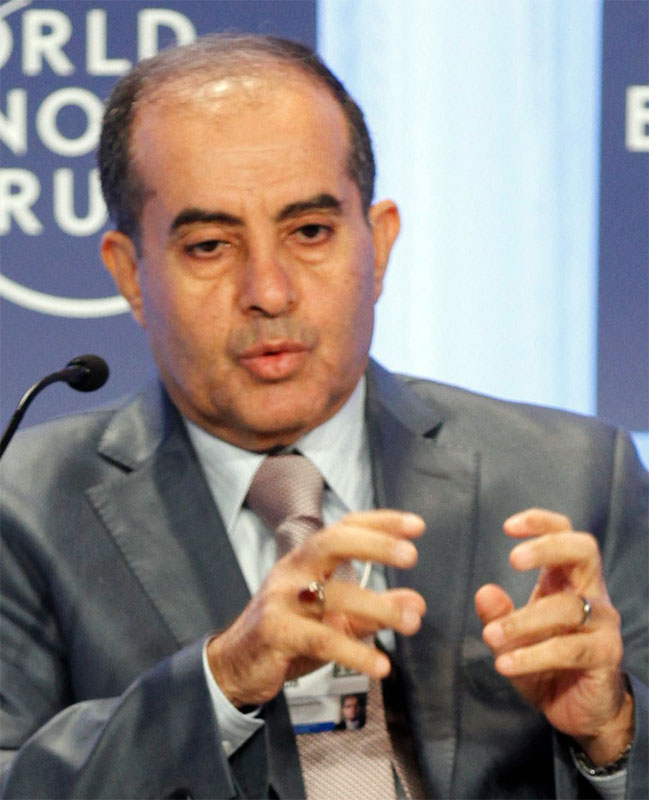
Mahmoud Jibril

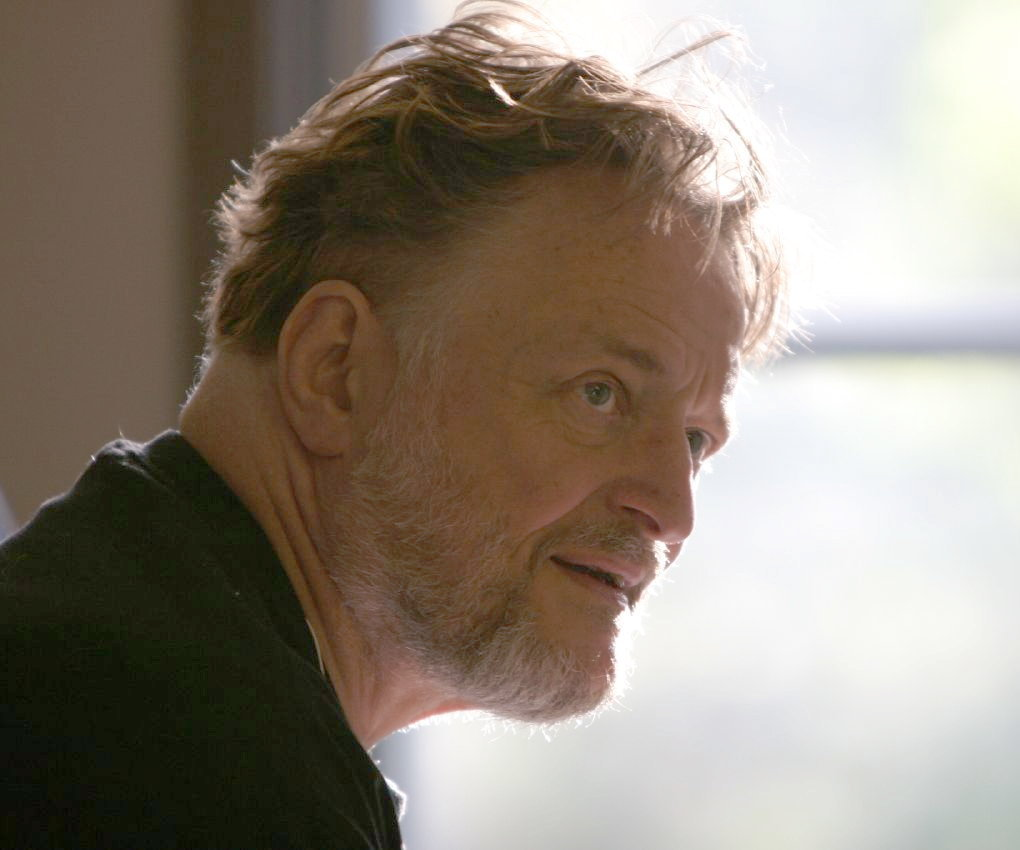
John Horton Conway

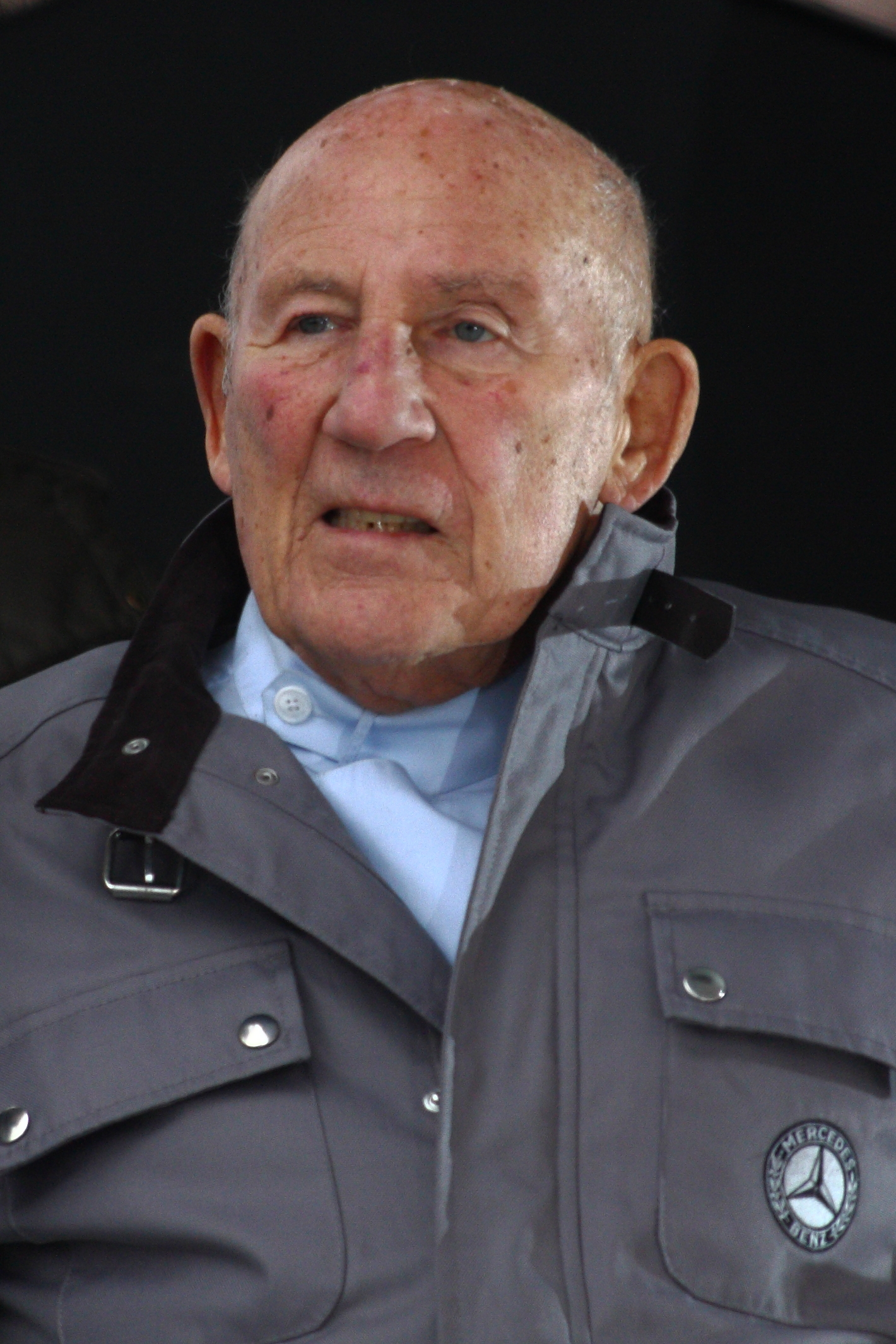
Stirling Moss

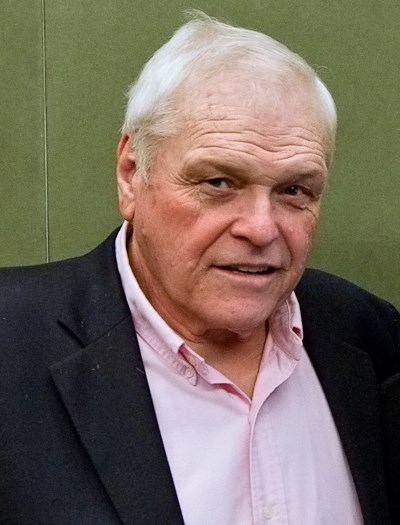
Brian Dennehy

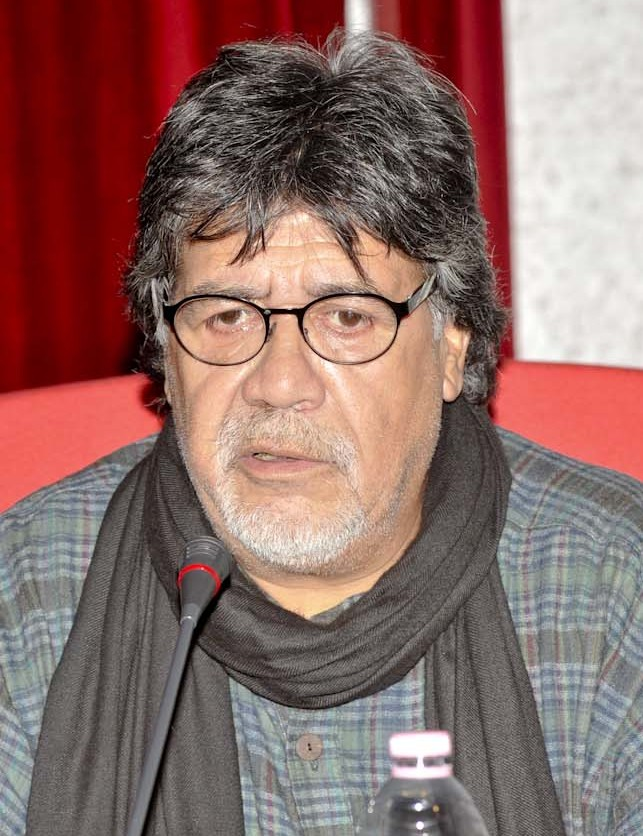
Luis Sepúlveda

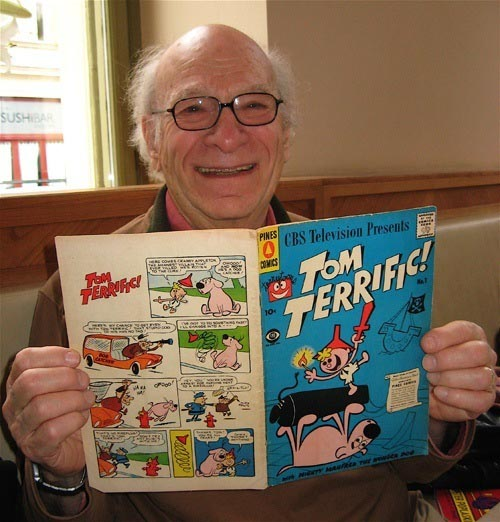
Gene Deitch

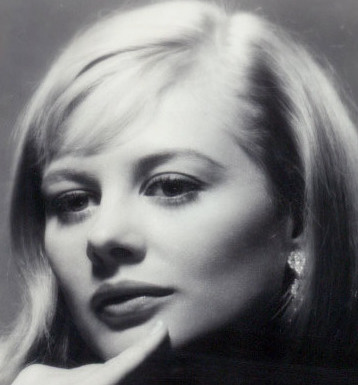
Shirley Knight

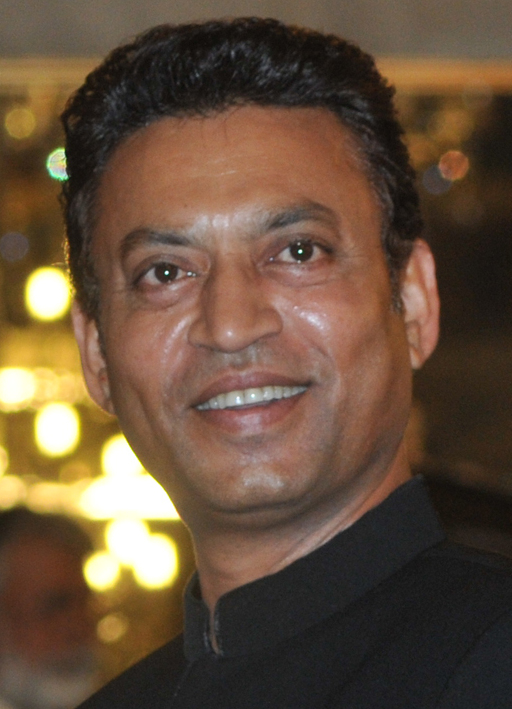
Irrfan Khan

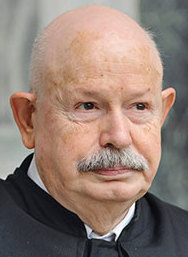
Giacomo dalla Torre

  - Nur Hassan Hussein, Thủ tướng thứ 12 của Somalia (s. 1937)
  - Ellis Marsalis Jr., nghệ sĩ piano jazz người Mỹ (s. 1934)
  - Adam Schlesinger, ca sĩ, nhạc sĩ và nghệ sĩ guitar người Mỹ (s. 1967)
- 2 tháng 4: Oskar Fischer, chính trị gia người Đức (s. 1923)
- 4 tháng 4: Rafael Leonardo Callejas Romero, Tổng thống thứ 31 của Honduras (s. 1943)
- 5 tháng 4: 
  - Bùi Quang Tín, luật sư, tiến sĩ người Việt Nam (s. 1976)
  - Honor Blackman, nữ diễn viên người Anh (s. 1925)
  - Margaret Burbidge, nhà vật lý thiên văn người Mỹ gốc Anh (s. 1919)
  - Shirley Douglas, nữ diễn viên Canada và nhà hoạt động dân quyền (s. 1934)
  - Mahmoud Jibril, cựu Thủ tướng Libya (s. 1952)
  - Pentti Linkola, nhà văn và sinh thái học sâu người Phần Lan (s. 1932)
- 6 tháng 4:
  - Radomir Antić, cầu thủ và quản lý bóng đá người Serbia (s. 1948)
  - James Drury, diễn viên người Mỹ (s. 1934)
  - Al Kaline, vận động viên bóng chày người Mỹ (s. 1934)
- 7 tháng 4:
  - Allen Garfield, diễn viên người Mỹ (s. 1939)
  - John Prine, ca sĩ kiêm nhạc sĩ người Mỹ (s. 1946)
- 8 tháng 4: 
  - Jacqueline Đặng, Hoa hậu Việt Nam Toàn cầu 2017 người Việt Nam (s. 1998)
  - Valeriu Muravschi, Thủ tướng thứ nhất của Moldova (s. 1949)
- 10 tháng 4:
  - Enrique Múgica, chính trị gia Tây Ban Nha (s. 1932)
  - Nobuhiko Obayashi, nhà làm phim Nhật Bản (s. 1938)
- 11 tháng 4:
  - John Horton Conway, nhà toán học người Anh (s. 1937)
  - Edem Kodjo, Thủ tướng thứ 3 của Togo (s. 1938)
- 12 tháng 4: 
  - Fujiwara Keiji, diễn viên lồng tiếng người Nhật Bản (s. 1964)
  - Peter Bonetti, cầu thủ bóng đá người Anh (s. 1941)
  - Stirling Moss, tay đua F1 người Anh (s. 1929)
  - Chung Won-shik, Thủ tướng thứ 21 của Hàn Quốc (s. 1928)
- 13 tháng 4
  - Ryo Kawasaki, nghệ sĩ guitar kiêm nhà soạn nhạc tổng hợp nhạc jazz Nhật Bản (s. 1947)
  - Landelino Lavilla, chính trị gia người Tây Ban Nha (s. 1934)
- 15 tháng 4:
  - Brian Dennehy, diễn viên và nhà văn người Mỹ (s. 1938)
  - Rubem Fonseca, nhà văn Brazil (s. 1925)
  - Lee Konitz, nhà soạn nhạc jazz người Mỹ và nghệ sĩ saxophone alto (s. 1927)
- 16 tháng 4: 
  - Gene Deitch, họa sĩ hoạt hình, họa sĩ truyện tranh và đạo diễn phim người Séc (s. 1924)
  - Christophe, ca sĩ kiêm nhạc sĩ và nhà sản xuất thu âm người Pháp (s. 1945)
  - Howard Finkel, phát thanh viên võ đài đấu vật người Mỹ (s. 1950)
  - Jane Dee Hull, chính trị gia người Mỹ (s. 1935)
  - Luis Sepúlveda, nhà văn Chile (s. 1949)
- 17 tháng 4:
  - Carlos Contreras Guillaume, cầu thủ bóng đá quốc tế người Chile (s. 1938)
  - Norman Hunter, cầu thủ bóng đá quốc tế người Anh (s. 1943)
- 18 tháng 4: Paul H. O'Neill, doanh nhân và chính trị gia người Mỹ (s. 1935)
- 19 tháng 4:
  - Edmond Baraffe, cầu thủ bóng đá quốc tế người Pháp (s. 1942)
  - Philippe Nahon, diễn viên người Pháp (s. 1938)
- 21 tháng 4:
  - Abdurrahim El-Keib, Quyền Thủ tướng Libya (s. 1950)
  - Laisenia Qarase, Thủ tướng thứ 6 của Fiji (s. 1941)
  - Florian Schneider, nhạc sĩ điện tử người Đức (s. 1947)
- 22 tháng 4
  - Hartwig Gauder, nhà vô địch Olympic Đức (s. 1954)
  - Shirley Knight, nữ diễn viên người Mỹ (s. 1936)
- 25 tháng 4: 
  - Đàm Liên, nghệ sĩ tuồng người Việt Nam (s. 1945)
  - Per Olov Enquist, tác giả Thụy Điển (s. 1934)
- 26 tháng 4:
  - Tomás Balcázar, cầu thủ bóng đá quốc tế Mexico (s. 1931)
  - Giulietto Chiesa, nhà báo và chính trị gia người Ý (s. 1940)
- 27 tháng 4: Dragutin Zelenović, Thủ tướng thứ nhất của Serbia (s. 1928)
- 28 tháng 4:
  - Robert May, Nam tước May ở Oxford, nhà khoa học Úc (s. 1936)
  - Michael Robinson, cầu thủ bóng đá người Anh gốc Ailen và bình luận viên truyền hình (s. 1958)
- 29 tháng 4: 
  - Trevor Cherry, cầu thủ bóng đá người Anh (s. 1948)
  - Denis Goldberg, nhà vận động xã hội Nam Phi (s. 1933)
  - Yahya Hassan, nhà thơ và nhà hoạt động chính trị người Đan Mạch (s. 1995)
  - Irrfan Khan, diễn viên người Ấn Độ (s. 1967)
  - Jānis Lūsis, nhà vô địch Olympic Latvia (s. 1939)
  - Giacomo dalla Torre del Tempio di Sanguinetto, Hoàng tử thứ 80 và là Đại tướng của Quân lệnh Chủ quyền Malta (s. 1944)
  - Maj Sjöwall, nhà văn Thụy Điển (s. 1935)
- 30 tháng 4:
  - Tony Allen, tay trống, nhà soạn nhạc và nhạc sĩ người Nigeria (s. 1940)
  - Rishi Kapoor, diễn viên Ấn Độ (s. 1952)
  - Sam Lloyd, diễn viên người Mỹ (s. 1963)

### Tháng 5
- 1 tháng 5:

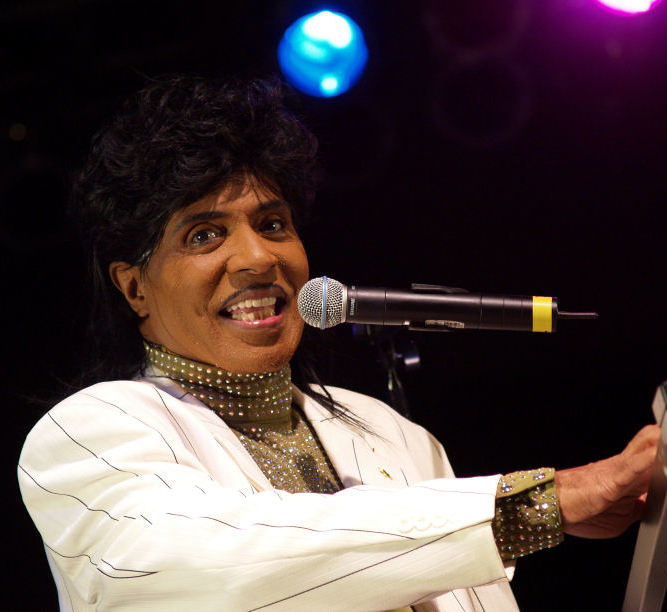
Little Richard

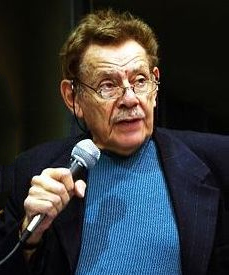
Jerry Stiller

Sisavath Keobounphanh

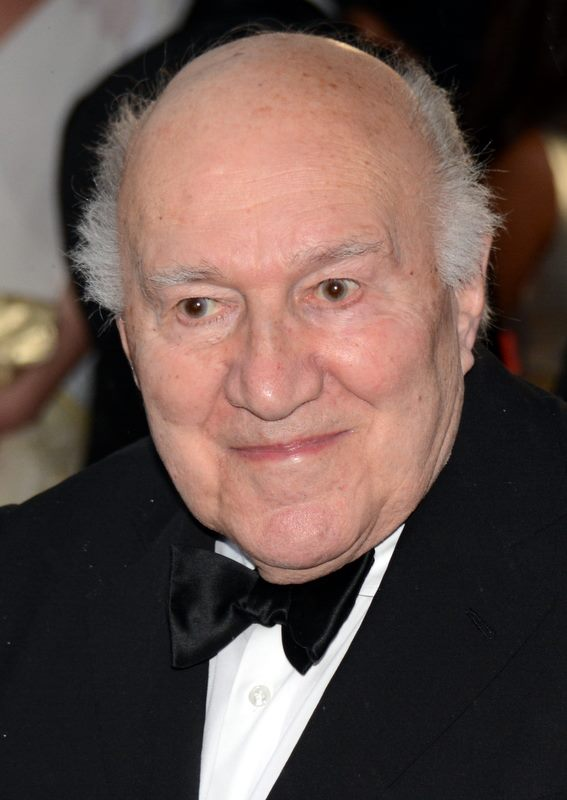
Michel Piccoli

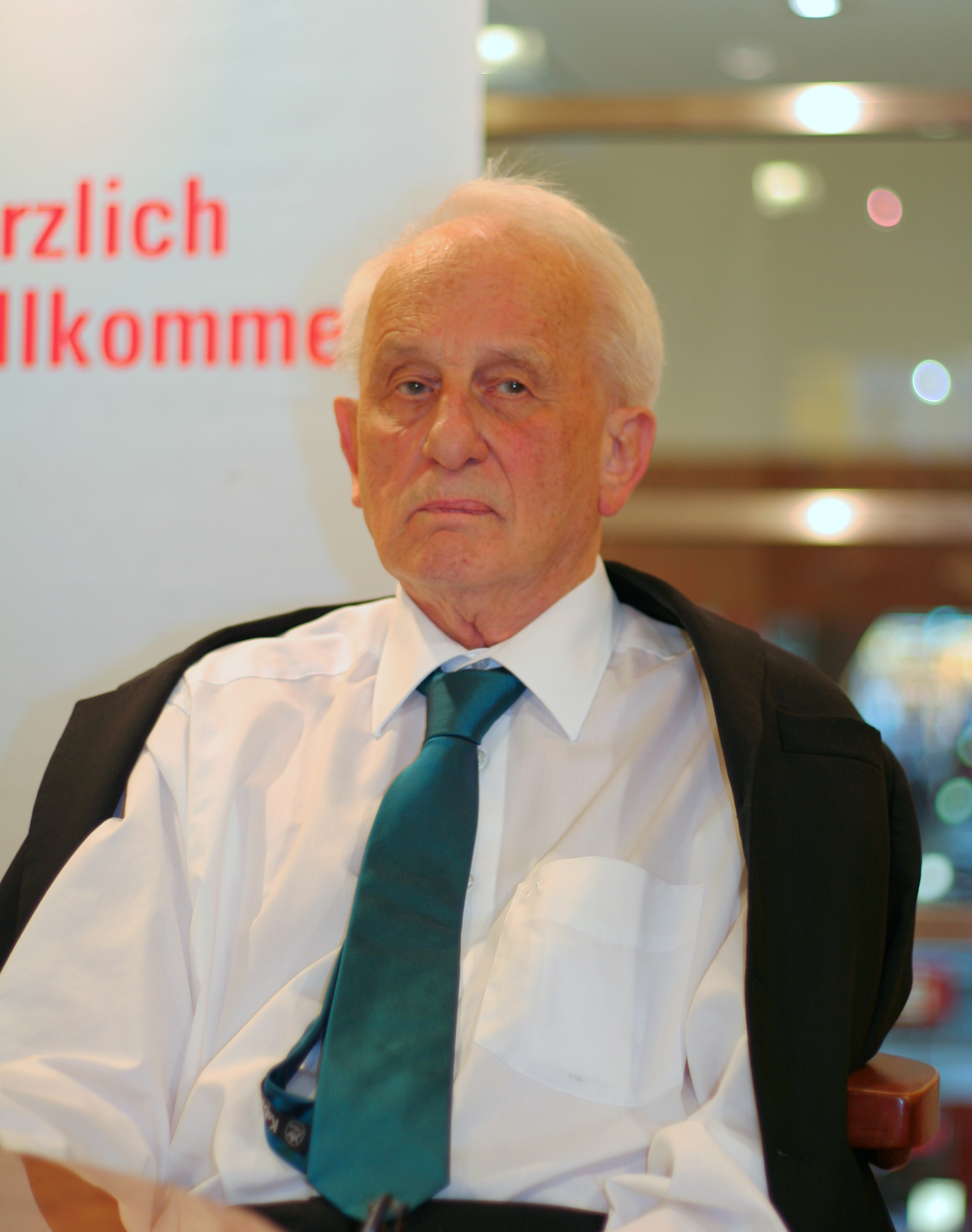
Rolf Hochhuth

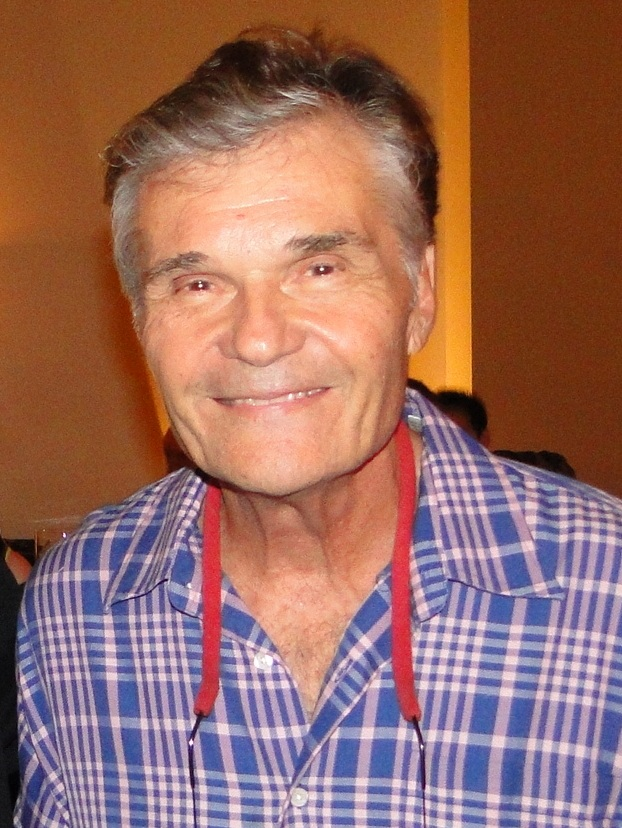
Fred Willard

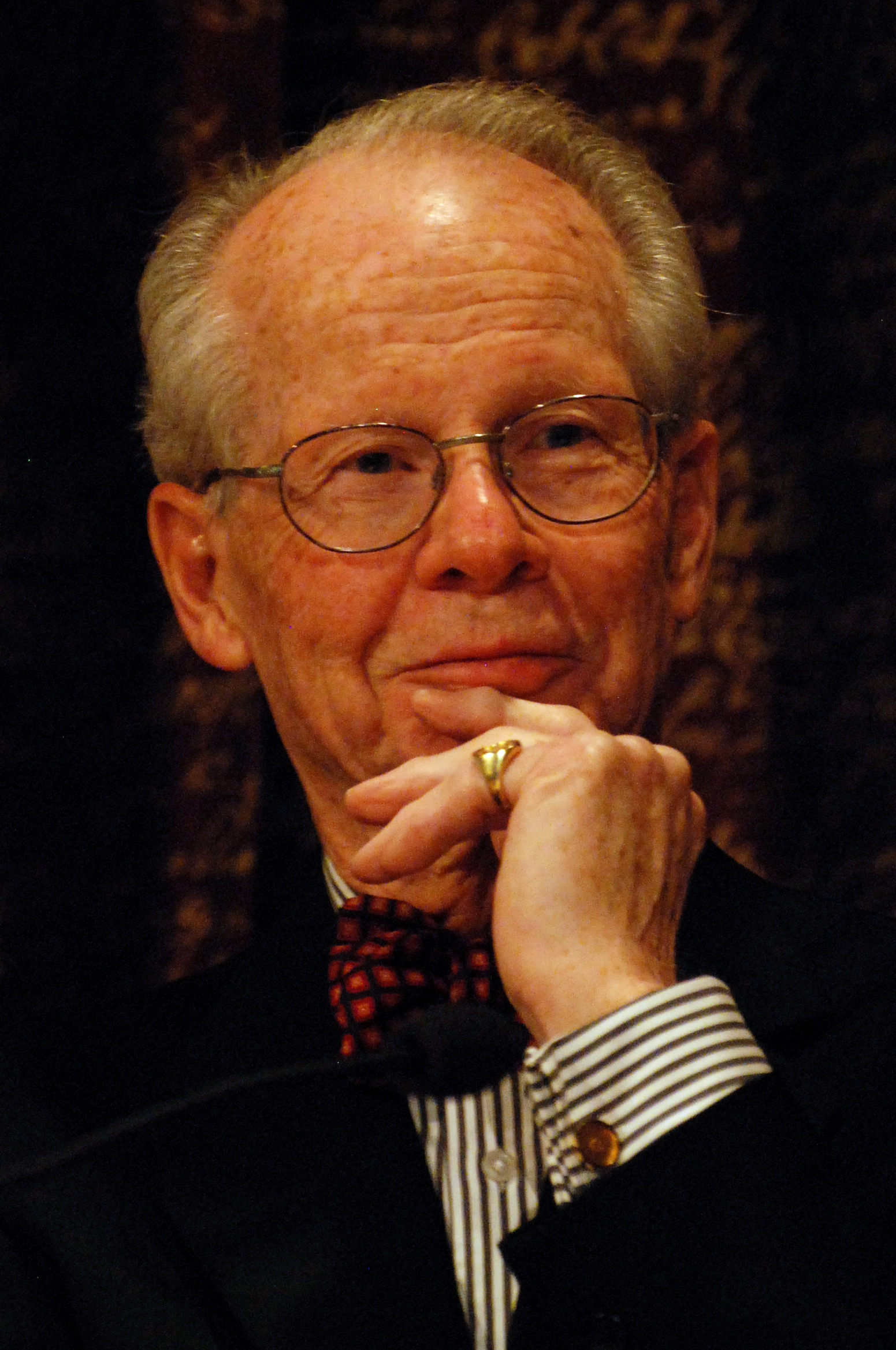
Oliver E. Williamson

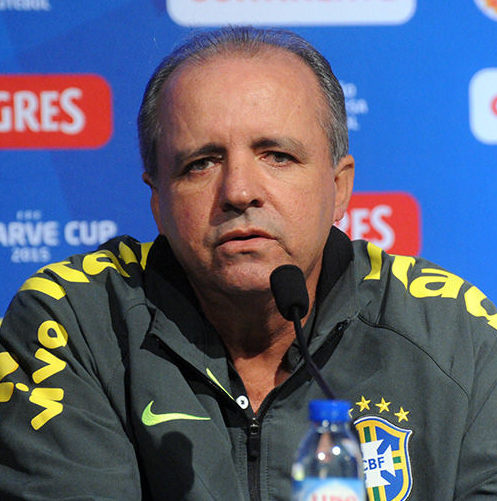
Vadão

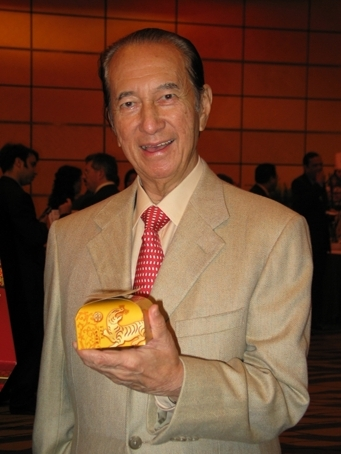
Hà Hồng Sân

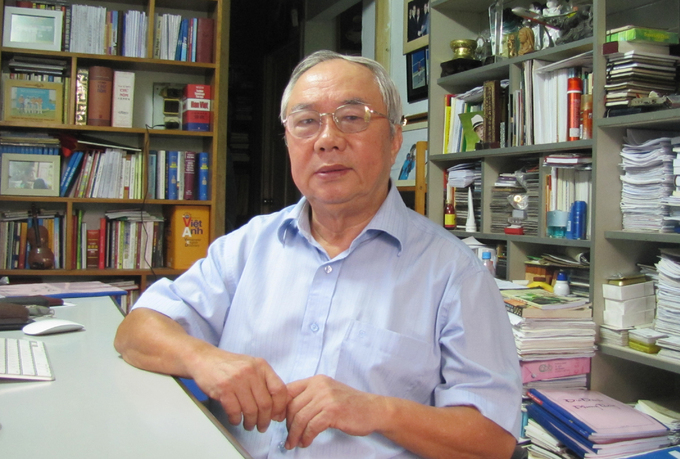
Vũ Mão

  - Silvia Legrand, nữ diễn viên người Argentina (s. 1927)
  - Tun Tin, Thủ tướng thứ 6 của Miến Điện (s. 1920)
- 2 tháng 5: Hoàng Ân, người mẫu người Việt Nam (s. 1981)
- 4 tháng 5: 
  - Hà My, người mẫu nhí Việt Nam (s. 2015)
  - Mười Thương, người từng được cho là ám sát Tổng thống Việt Nam Cộng Hòa Ngô Đình Diệm (s. 1935)[33]
- 5 tháng 5:
  - Didi Kempot, ca sĩ hát bè người Indonesia (s. 1966)
  - Millie Small, ca sĩ kiêm nhạc sĩ người Jamaica (s. 1946)
- 6 tháng 5: Vũ Đức Sao Biển, nhạc sĩ, nhà văn, nhà báo, nhà giáo người Việt Nam (s. 1947)
- 7 tháng 5: Giuse Chu Bảo Ngọc, là một giám mục người Trung Quốc của giáo hội hầm trú được Giáo hội Công giáo Rôma (s. 1921)
- 8 tháng 5: Roy Horn, ảo thuật gia và nghệ sĩ giải trí người Mỹ gốc Đức (s. 1944)
- 9 tháng 5:
  - Little Richard, ca sĩ kiêm nhạc sĩ và nhạc sĩ người Mỹ (s. 1932)
  - Kristina Lugn, nhà thơ Thụy Điển (s. 1948)
- 10 tháng 5: Betty Wright, ca sĩ nhạc soul người Mỹ (s. 1953)
- 11 tháng 5: Jerry Stiller, diễn viên hài và diễn viên người Mỹ (sinh năm 1927)
- 12 tháng 5: 
  - Sisavath Keobounphanh, Nguyên thủ tướng của Lào. (s. 1928)
  - Michel Piccoli, diễn viên người Pháp (s. 1925)
- 13 tháng 5:
  - Rolf Hochhuth, tác giả và nhà viết kịch người Đức (s. 1931)
  - Chedli Klibi, chính trị gia người Tunisia (s. 1925)
- 15 tháng 5: Nguyễn Ngọc Hà, bác sĩ, người gây dựng sân khấu yêu nước tại Paris (sinh ở Campuchia) người Việt Nam (s. 1931)
- 16 tháng 5
  - Julio Anguita, chính trị gia người Tây Ban Nha (s. 1941)
  - Lynn Shelton, đạo diễn điện ảnh người Mỹ (s. 1965)
- 17 tháng 5:
  - Shad Gaspard, đô vật và diễn viên chuyên nghiệp người Mỹ (s. 1981)
  - Monique Mercure, nữ diễn viên người Canada (s. 1930)
- 18 tháng 5: Marko Elsner, cầu thủ bóng đá quốc tế người Slovenia (s. 1960)
- 19 tháng 5:
  - Richard Anuszkiewicz, họa sĩ và nhà điêu khắc người Mỹ (s. 1930)
  - Ravi Zacharias, nhà biện hộ Cơ đốc giáo người Mỹ gốc Canada gốc Ấn Độ (s. 1946)
- 20 tháng 5: Adolfo Nicolás, linh mục Công giáo La Mã Tây Ban Nha (s. 1936).
- 21 tháng 5:
  - Gerhard Strack, cầu thủ bóng đá quốc tế người Đức (s. 1955)
  - Oliver E. Williamson, nhà kinh tế học người Mỹ và người đoạt giải Nobel (s. 1932)
- 22 tháng 5
  - Ashley Cooper, vận động viên quần vợt Úc (s. 1936)
  - Albert Memmi, nhà văn Pháp (s. 1920)
  - Mory Kanté, ca sĩ và nhạc sĩ người Guinea (s. 1950)
  - Luigi Simoni, cầu thủ và nhà quản lý bóng đá Ý (s. 1939)
  - Jerry Sloan, cầu thủ bóng rổ người Mỹ và huấn luyện viên trưởng (s. 1942)
  - Miljan Mrdaković, cầu thủ bóng đá Serbia (s. 1982)
- 23 tháng 5:
  - Hana Kimura, đô vật chuyên nghiệp Nhật Bản và nhân vật truyền hình (s.  1997)
  - Alberto Alesina, nhà kinh tế học và giáo sư đại học người Ý (s. 1957)
- 24 tháng 5:
  - Jean-Loup Dabadie, nhà biên kịch và nhà báo người Pháp (s. 1938)
  - Jimmy Cobb, tay trống jazz người Mỹ (s. 1929)
- 25 tháng 5:
  - Hyun Sông-jong, Thủ tướng thứ 22 của Hàn Quốc (s. 1919)
  - Balbir Singh Sr., vận động viên khúc côn cầu trên băng người Ấn Độ và nhà vô địch Olympic (s. 1923)
  - Vadão, quản lý bóng đá Brazil (s. 1956)
- 26 tháng 5: Hà Hồng Sân, tỷ phú, doanh nhân Hồng Kông-Ma Cao (s. 1921)
- 27 tháng 5:
  - Larry Kramer, nhà văn Mỹ và nhà hoạt động vì quyền LGBT (s. 1935)
  - Bob Kulick, nghệ sĩ guitar và nhà sản xuất thu âm người Mỹ (s. 1950)
- 28 tháng 5: Lennie Niehaus, nghệ sĩ saxophone và nhà soạn nhạc người Mỹ (s. 1929)
- 29 tháng 5: 
  - Abderrahmane Youssoufi, Thủ tướng thứ 12 của Maroc (s. 1924)
  - Ajit Jogi, là một chính trị gia Ấn Độ (s. 1946)
- 30 tháng 5
  - Yawovi Agboyibo, Thủ tướng thứ 8 của Togo (s. 1943)
  - Bobby Morrow, vận động viên người Mỹ (s. 1935)
  - Vũ Mão, là một chính khách, nhà thơ, nhạc sĩ Việt Nam (s. 1939)

### Tháng 6
- 1 tháng 6: 

Lê Văn Chiểu

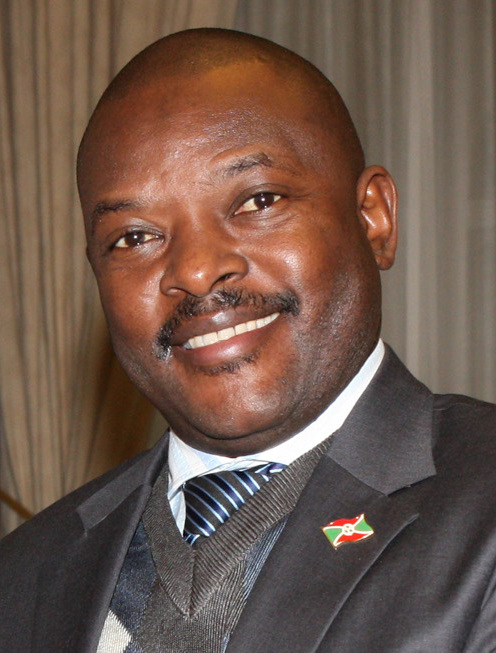
Pierre Nkurunziza

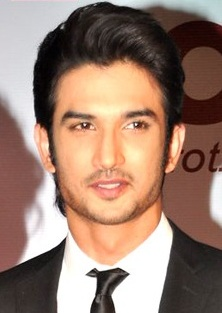
Sushant Singh Rajput

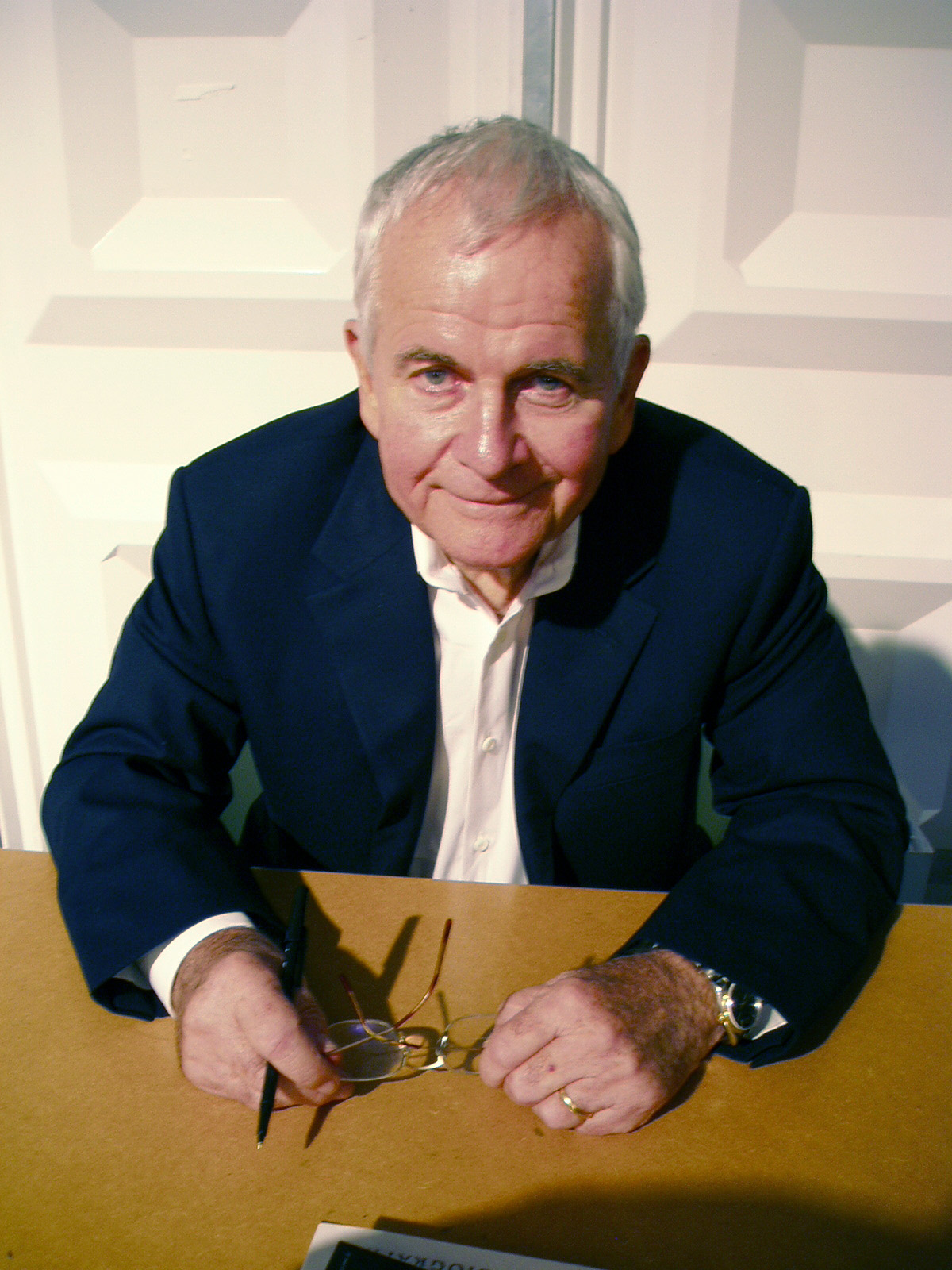
Ian Holm

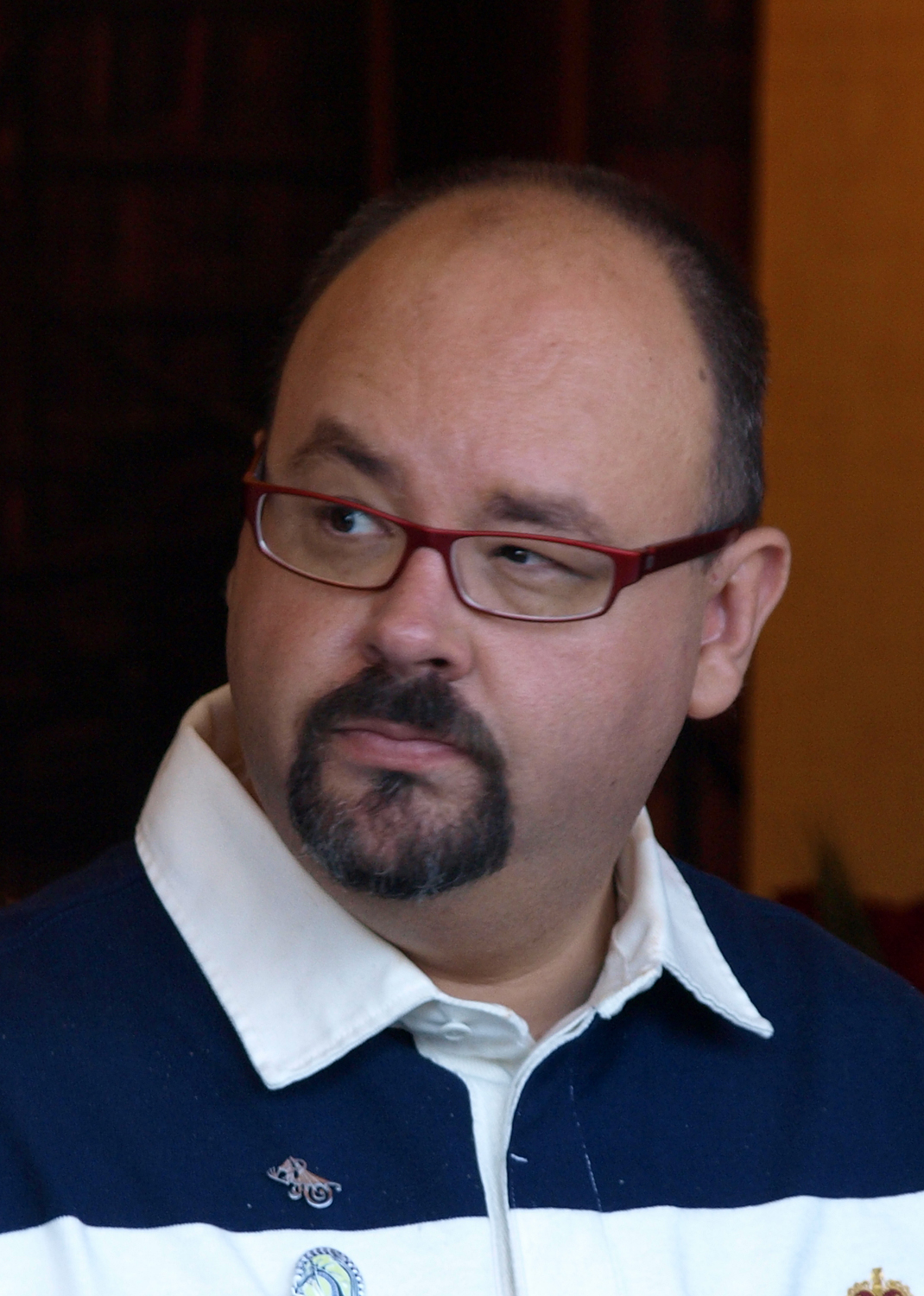
Carlos Ruiz Zafón

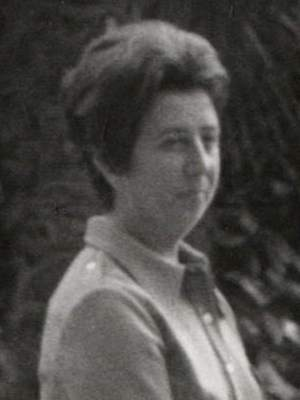
Ema Derossi-Bjelajac

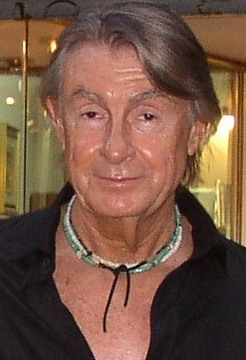
Joel Schumacher

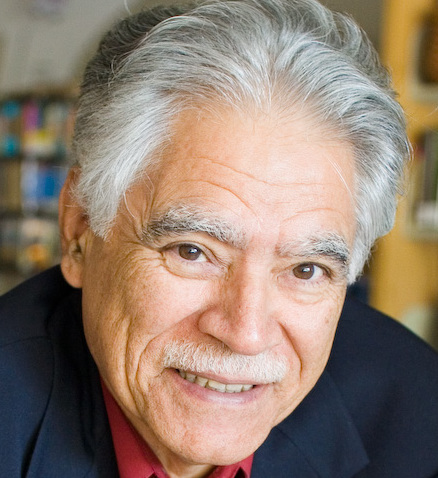
Rudolfo Anaya

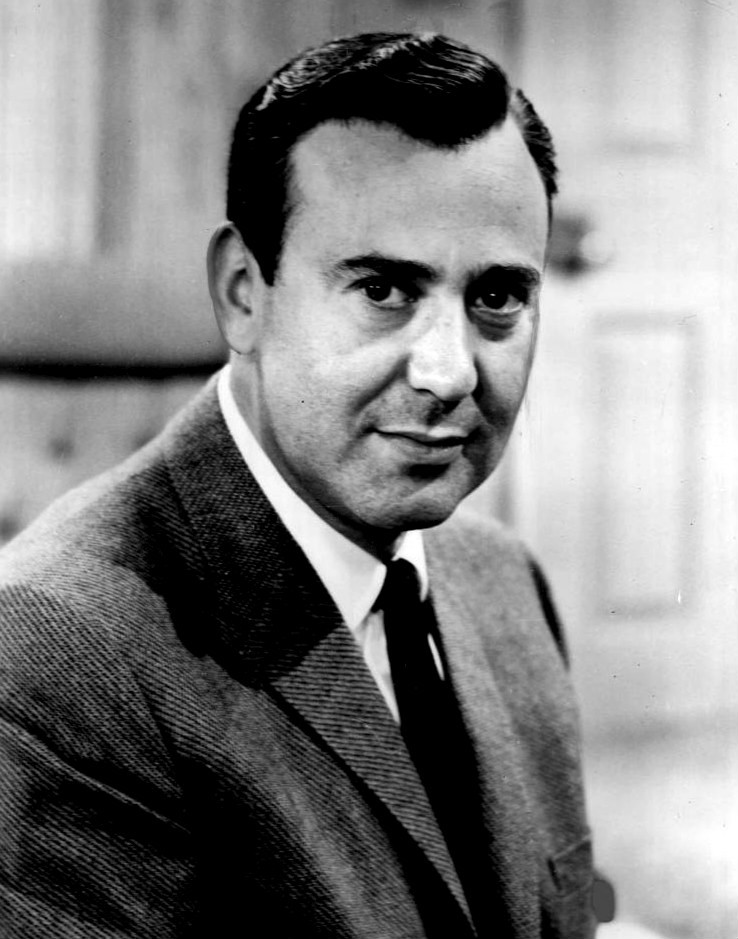
Carl Reiner

  - Đường Tuấn Ba, nghệ sĩ nhân dân, nhà quay phim người Việt Nam, đặc biệt là phim Cánh đồng hoang (s. 1927)
  - Silver Donald Cameron, nhà báo và nhà văn về môi trường người Canada (s. 1937)
  - Mary Pat Gleason, nữ diễn viên người Mỹ (s. 1950)
  - Myroslav Skoryk, nhà soạn nhạc người Ukraina (s. 1938)
- 2 tháng 6:
  - Carlo Ubbiali, tay đua mô tô người Ý (s. 1929)
  - Wes Unseld, cầu thủ và huấn luyện viên bóng rổ người Mỹ (s. 1946)
- 3 tháng 6:
  - István Kausz, nhà vô địch Olympic Hungary (s. 1932)
  - Veli Lehtelä, người giành huy chương đồng Olympic Phần Lan (s. 1935)
  - Abdelmalek Droukdel, chiến binh Hồi giáo người Algeria (s. 1970)
- 4 tháng 6:
  - Marcello Abbado, nhà soạn nhạc và nghệ sĩ dương cầm người Ý (s. 1926)
  - Basu Chatterjee, đạo diễn và biên kịch phim Ấn Độ (s. 1930)
  - Pete Rademacher, võ sĩ quyền anh hạng nặng người Mỹ và nhà vô địch Olympic (s. 1928)
- 5 tháng 6: Boris Gaganelov, cầu thủ và huấn luyện viên người Bulgaria (s. 1941)
- 6 tháng 6: Ngô Đức Thịnh, giáo sư, tiến sĩ người Việt Nam (s. 1944)
- 7 tháng 6: Trần Quang Lộc, nhạc sĩ người Việt Nam (s. 1945)
- 8 tháng 6:
  - Tony Dunne, cầu thủ bóng đá người Ireland (s. 1941)
  - Marion Hänsel, nhà làm phim người Bỉ gốc Pháp (s. 1949)
  - Pierre Nkurunziza, Tổng thống thứ 8 của Burundi (s. 1964)
  - Bonnie Pointer, ca sĩ người Mỹ (s. 1950)
- 9 tháng 6:
  - Pau Donés, ca sĩ, nhạc sĩ và nghệ sĩ guitar người Tây Ban Nha (s. 1966)
  - Ödön Földessy, vận động viên nhảy xa người Hungary (s. 1929)
  - Ain Kaalep, nhà văn Estonia (s. 1926)
- 10 tháng 6: Eppie Wietzes, tay đua người Canada gốc Hà Lan (s. 1938)
- 11 tháng 6: 
  - Trần Quốc Hương, chính trị gia người Việt Nam (s. 1924)
  - Emmanuel Issoze-Ngondet, Thủ tướng thứ 10 của Gabon (s. 1961)
  - Rosa Maria Sardà, nữ diễn viên Tây Ban Nha (s. 1941)
  - Dennis O'Neil, nhà văn truyện tranh người Mỹ (s. 1939)
  - Mel Winkler, diễn viên lồng tiếng người Mỹ (s. 1941)
- 13 tháng 6: 
  - Diệu Linh, người dẫn chương trình người Việt Nam (s. 1991)
  - Dick Garmaker, cầu thủ bóng rổ người Mỹ (s. 1932)
  - Jean Raspail, tác giả và nhà thám hiểm người Pháp (s. 1925)
- 14 tháng 6:
  - Aarón Padilla Gutiérrez, cầu thủ bóng đá quốc tế Mexico (s. 1942)
  - Sushant Singh Rajput, diễn viên Ấn Độ (s. 1986)
  - Keith Tippett, nghệ sĩ piano và nhà soạn nhạc người Anh (s. 1947)
- 16 tháng 6
  - Yohan, ca sĩ người Hàn Quốc (s. 1992)
  - Tuấn Anh, nghệ sĩ cải lương người Việt Nam (s. 1961)
- 17 tháng 6:
  - Marlene Ahrens, vận động viên người Chile (s. 1933)
  - György Kárpáti, vận động viên bóng nước Hungary (s. 1935)
  - Jean Kennedy Smith, nhà ngoại giao Mỹ (s. 1928)
- 18 tháng 6:
  - Tibor Benedek, vận động viên bóng nước Hungary (s. 1972)
  - Arturo Chaires, cầu thủ bóng đá Mexico (s. 1937)
  - Vera Lynn, ca sĩ người Anh (s. 1917)
  - Jules Sedney, Thủ tướng thứ 5 của Suriname (s. 1922)
- 19 tháng 6: 
  - Mario Corso, cầu thủ bóng đá Ý (s. 1941)
  - Carlos Ruiz Zafón, tiểu thuyết gia người Tây Ban Nha (s. 1964)
  - Noël Vandernotte, vận động viên chèo người Pháp và huy chương đồng Olympic (s. 1923)
  - Ian Holm, nam diễn viên người Anh (s. 1931)
  - Lê Văn Chiểu, Thiếu tướng Việt Nam (s. 1926)
- 20 tháng 6: 
  - Khôi Nguyên, diễn viên, nghệ sĩ ưu tú người Việt Nam (s. 1943)
  - Ema Derossi-Bjelajac, Chủ tịch thứ 6 của Chủ tịch nước CHXHCN Croatia (s. 1926)
- 21 tháng 6:
  - Ahmed Radhi, cầu thủ và huấn luyện viên người Iraq (s. 1964)
  - Zeev Sternhell, nhà sử học và nhà khoa học chính trị người Israel gốc Ba Lan (s. 1935)
- 22 tháng 6:
  - Pierino Prati, cầu thủ bóng đá Ý (s. 1946)
  - Joel Schumacher, đạo diễn phim người Mỹ (s. 1939)
- 24 tháng 6: Marc Fumaroli, nhà sử học và tiểu luận người Pháp (s. 1932)
- 26 tháng 6
  - Kelly Asbury, đạo diễn và nhà làm phim hoạt hình người Mỹ (s. 1960)
  - James Dunn, nhà thần học người Anh (s. 1939)
  - Milton Glaser, nhà thiết kế đồ họa người Mỹ (s. 1929)
  - Ramon Revilla Sr., diễn viên và chính trị gia người Philippines (s. 1927)
- 27 tháng 6: 
  - Lynh Ly, nữ diễn viên, ca sĩ người Việt Nam (s. 1996)
  - Belaid Abdessalam, Thủ tướng thứ 7 của Algeria (s. 1928)
  - Linda Cristal, nữ diễn viên người Argentina (s. 1931)
  - Freddy Cole, ca sĩ nhạc jazz và nghệ sĩ dương cầm người Mỹ (s. 1931)
  - Ilija Petković, cầu thủ và huấn luyện viên người Serbia (s. 1945)
- 28 tháng 6
  - Rudolfo Anaya, nhà văn Mỹ (s. 1937)
  - Marián Čišovský, cầu thủ bóng đá người Slovakia (s. 1979)
- 29 tháng 6
  - Johnny Mandel, nhà soạn nhạc người Mỹ (s. 1925)
  - Carl Reiner, diễn viên, đạo diễn phim và diễn viên hài người Mỹ (s. 1922)

### Tháng 7
- 1 tháng 7:

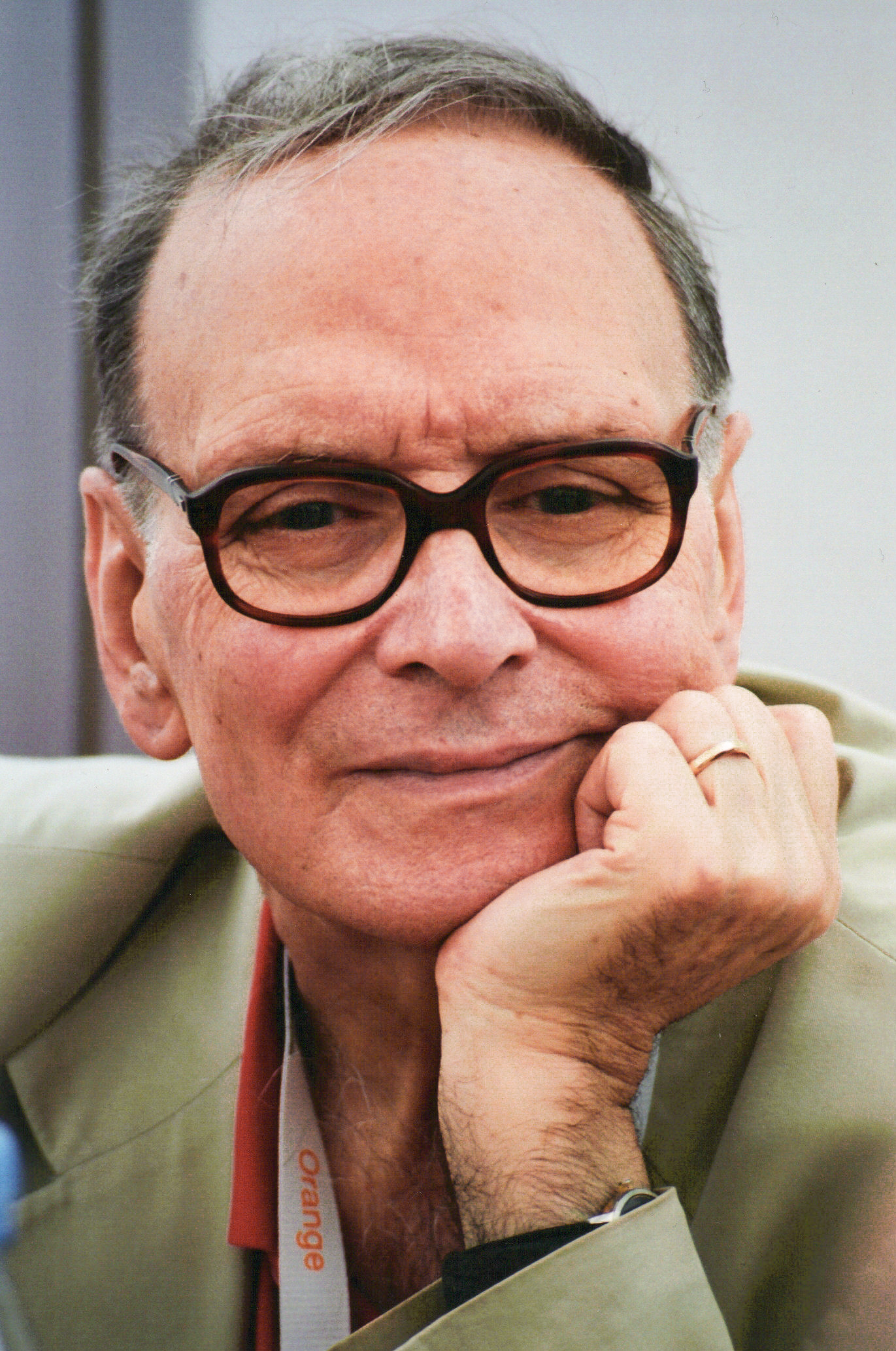
Ennio Morricone

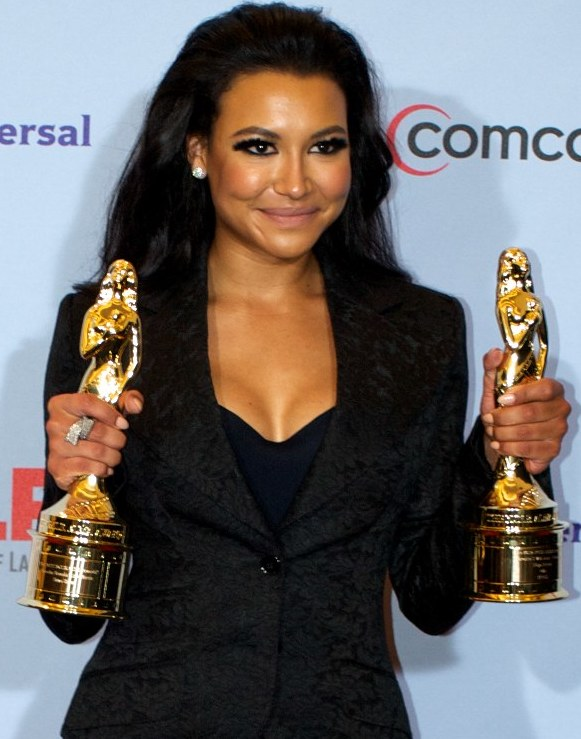
Naya Rivera

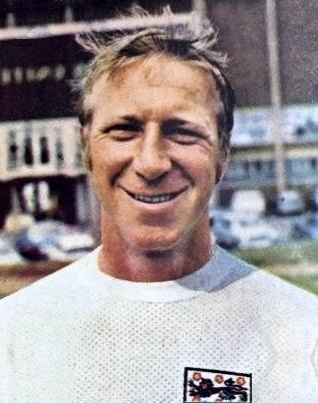
Jack Charlton

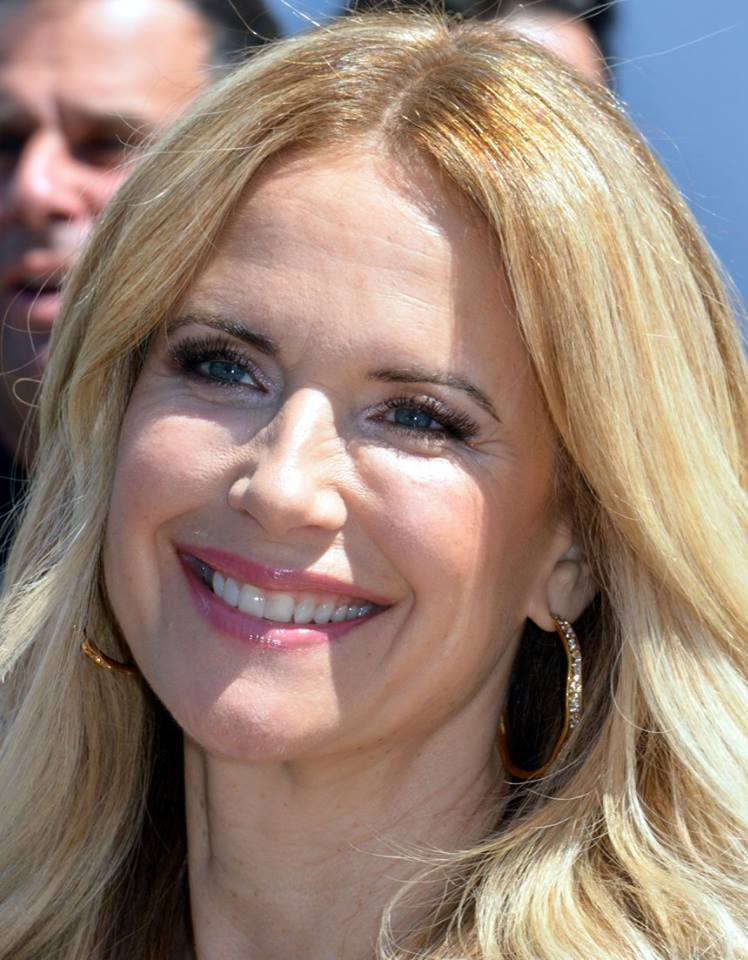
Kelly Preston

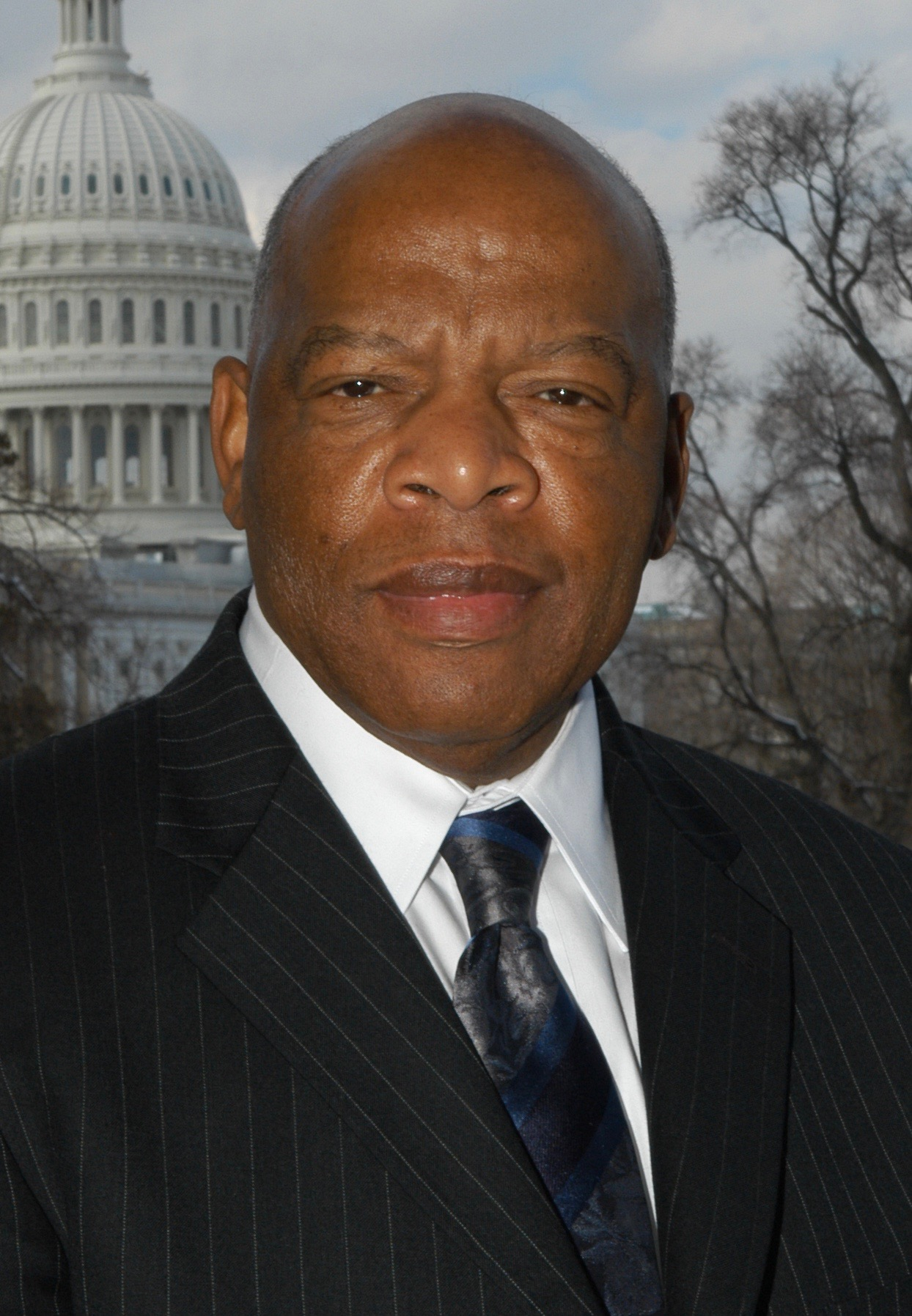
John Lewis

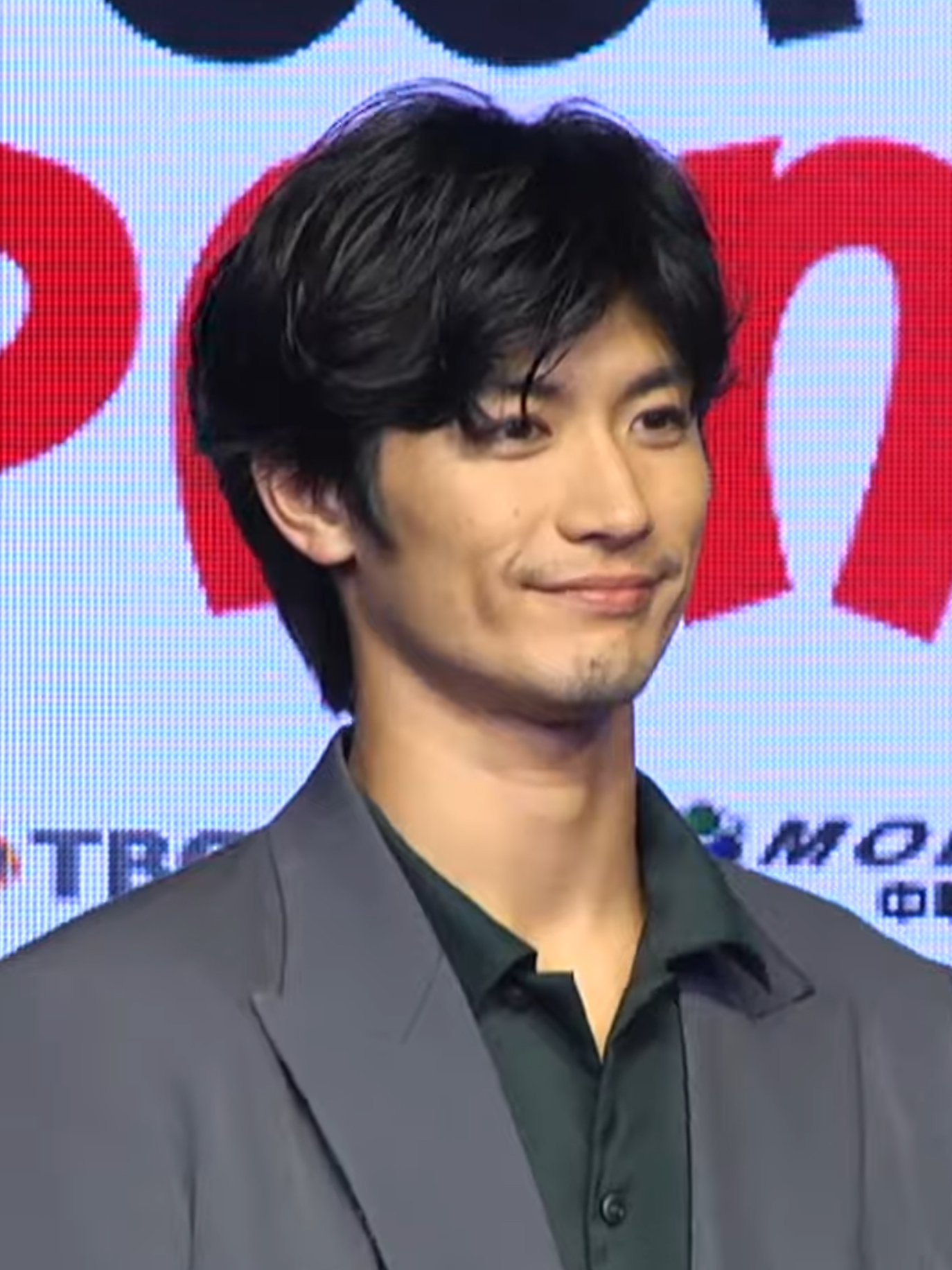
Miura Haruma

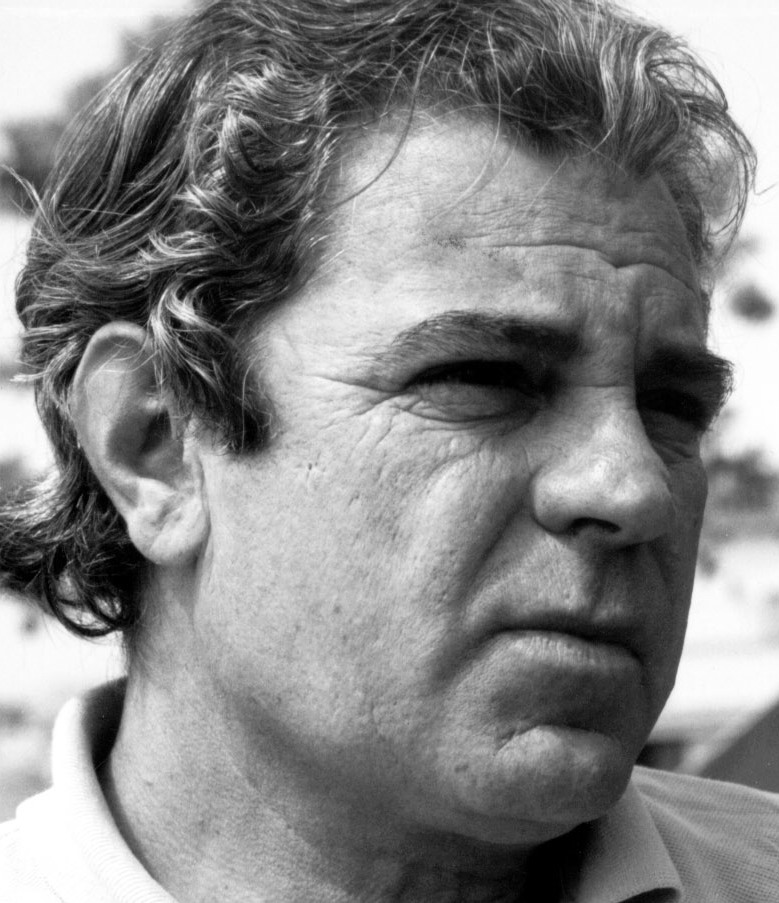
Juan Marsé

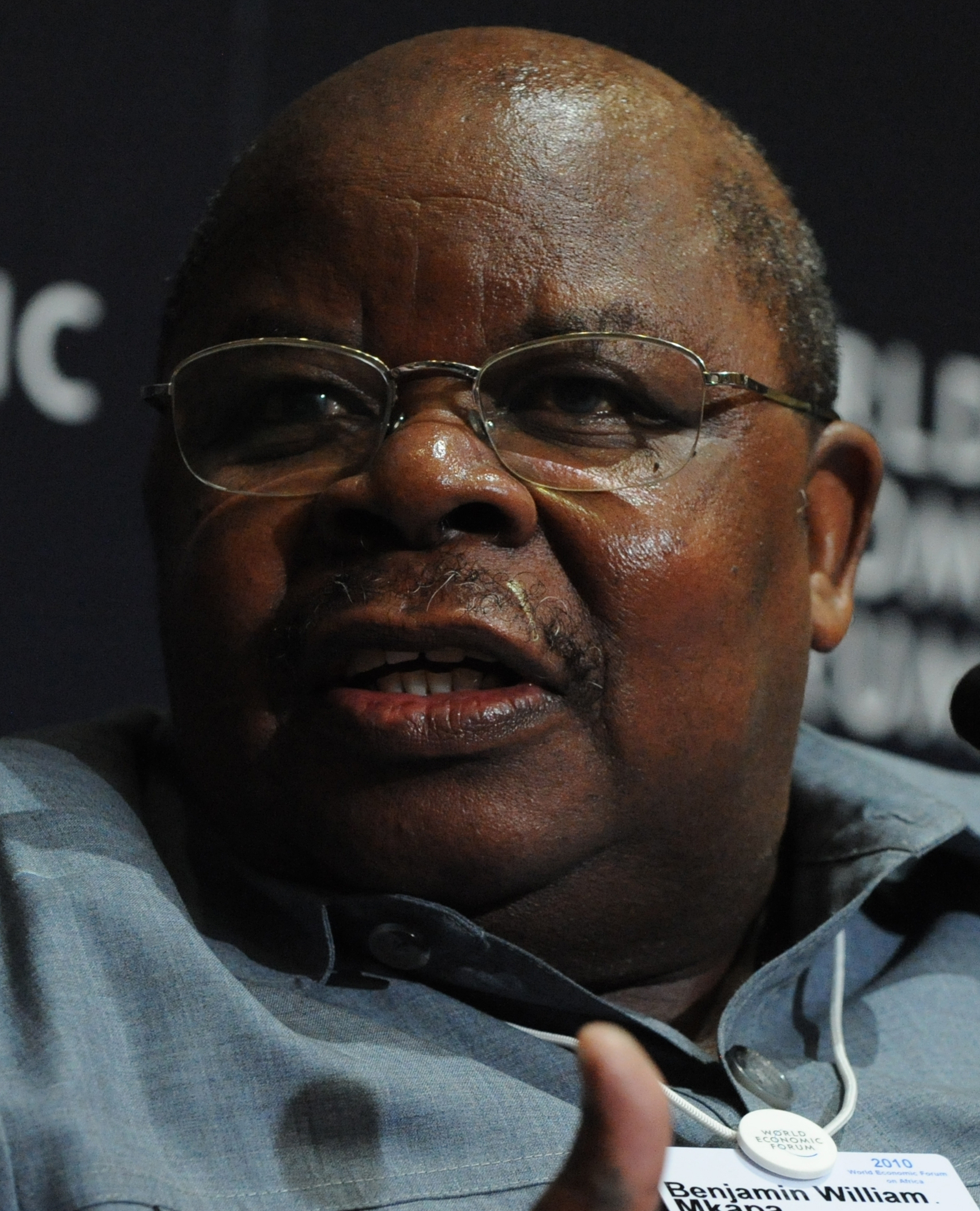
Benjamin Mkapa

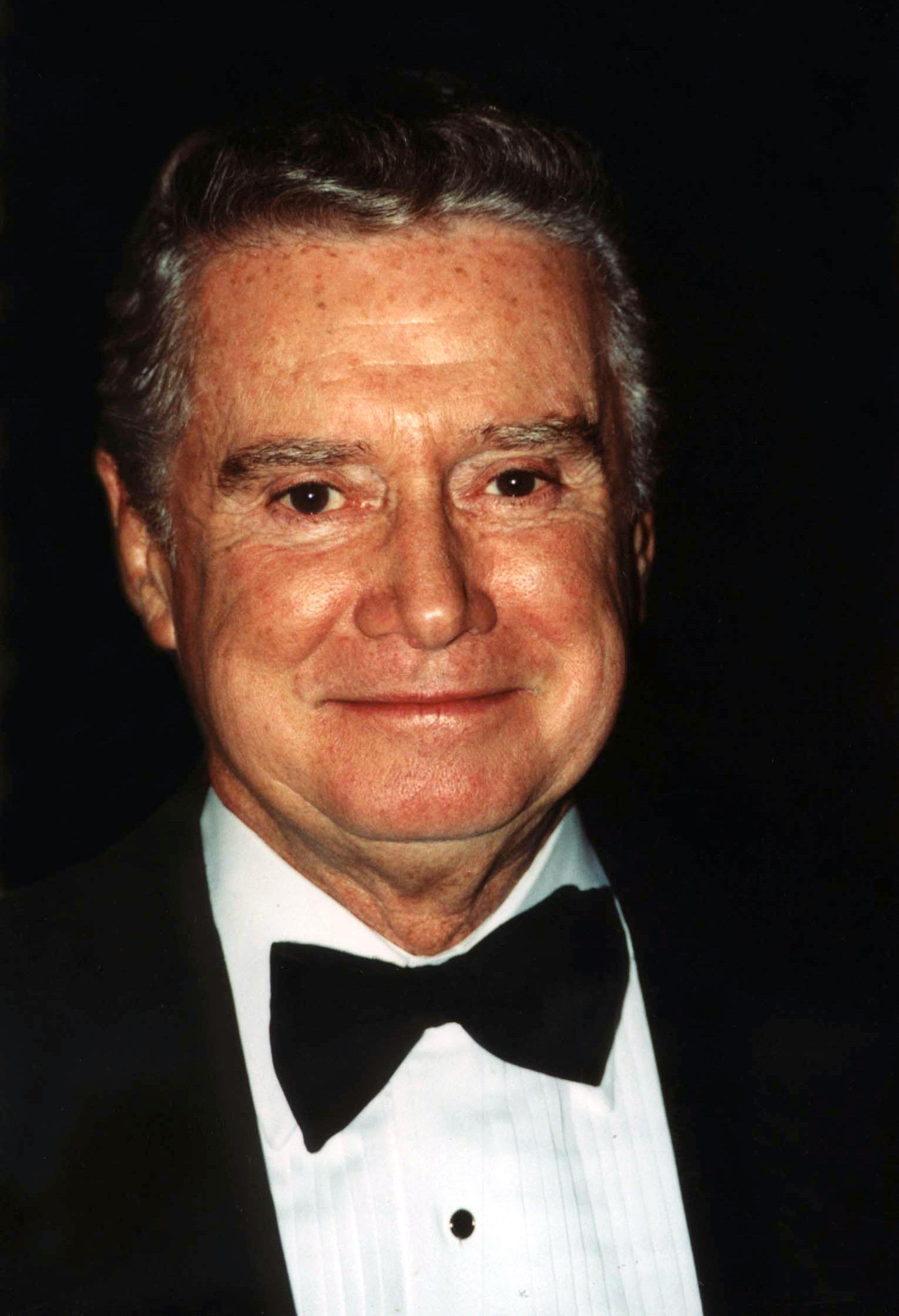
Regis Philbin

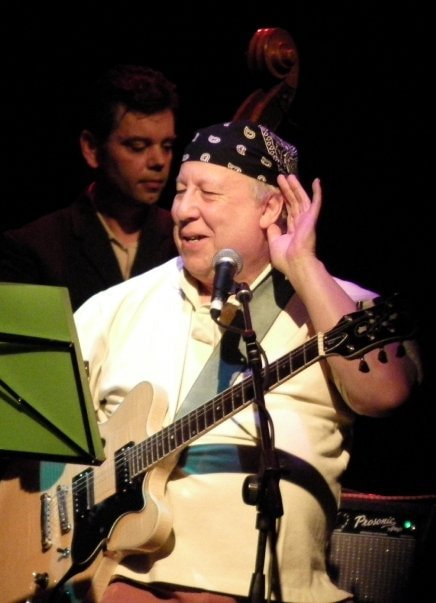
Peter Green

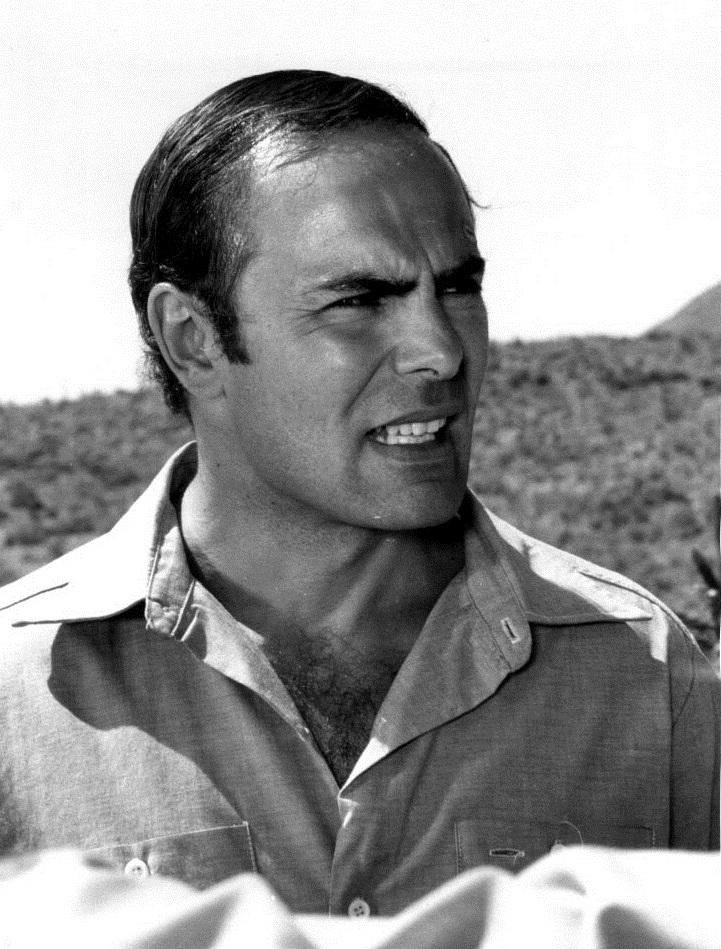
John Saxon

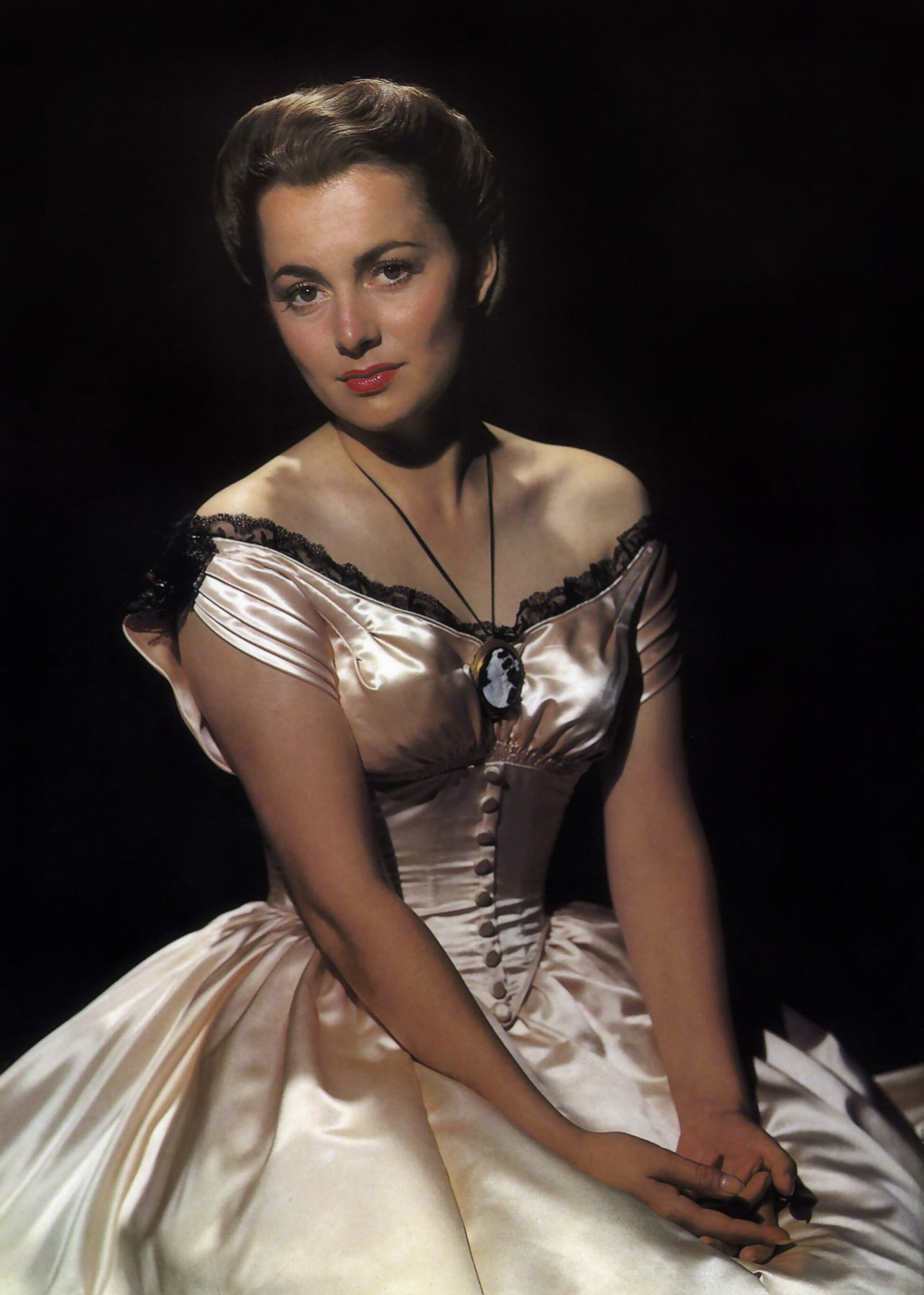
Olivia de Havilland

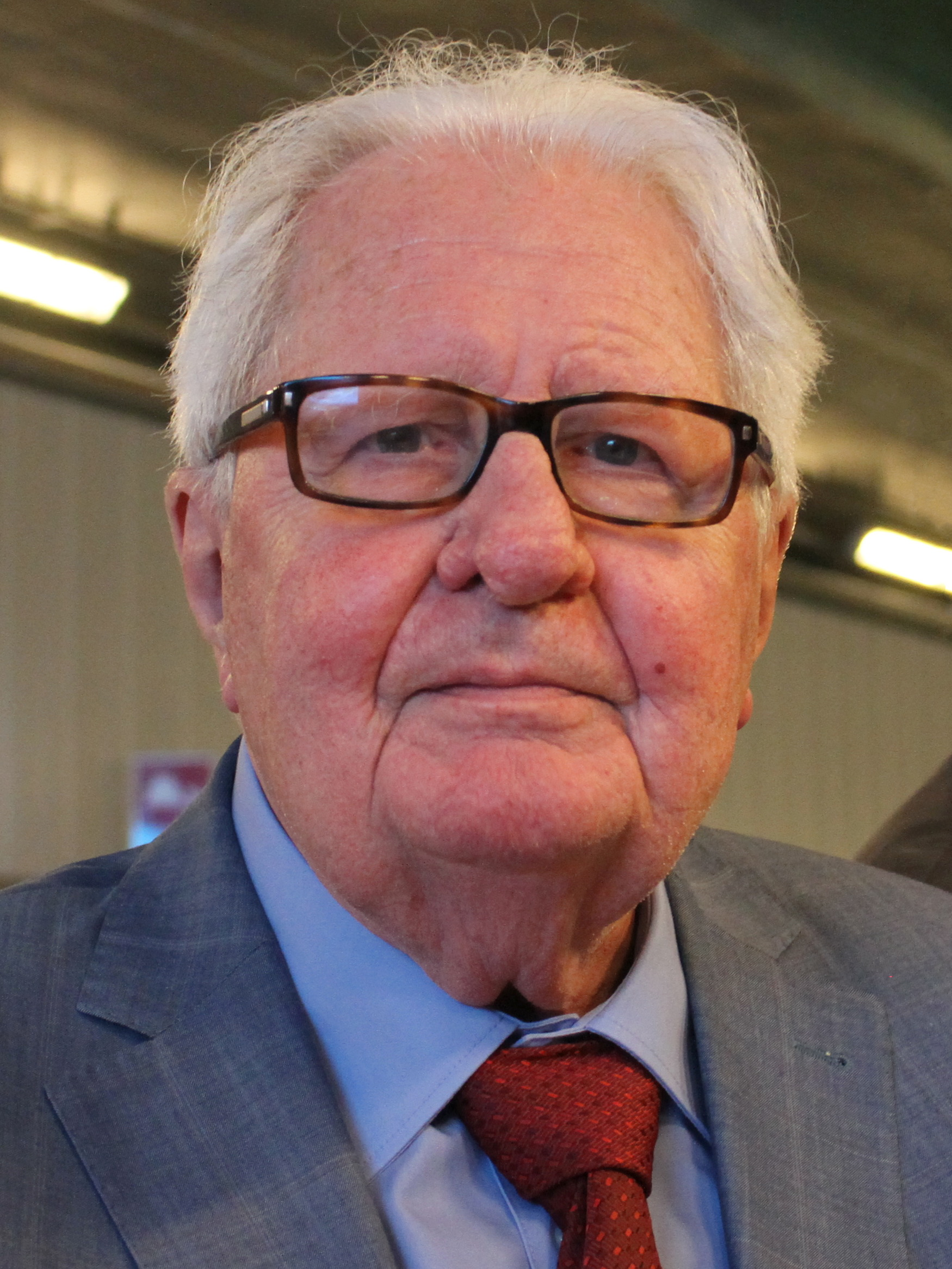
Hans-Jochen Vogel

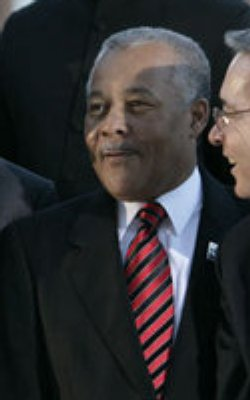
Owen Arthur

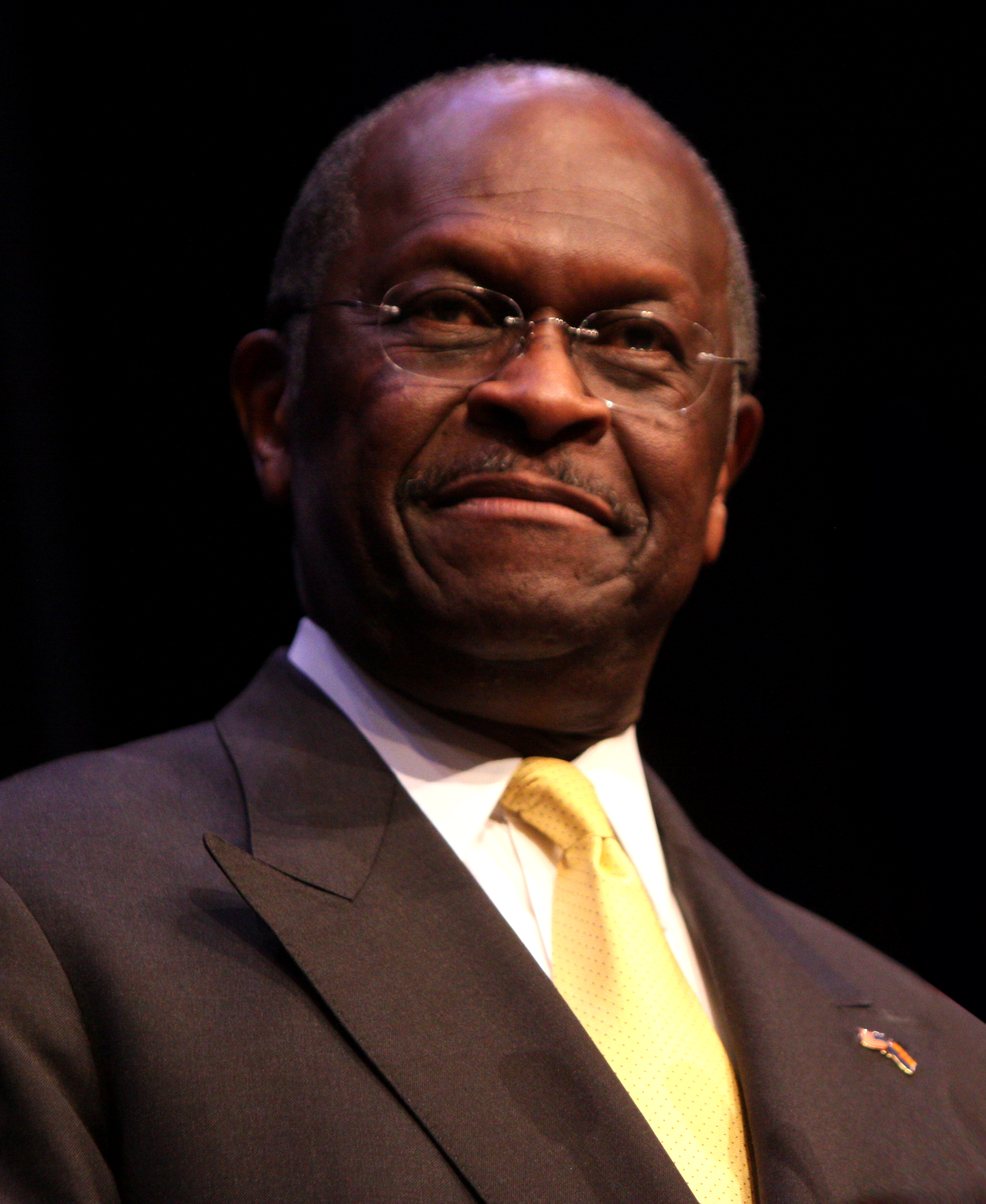
Herman Cain

Lý Đăng Huy

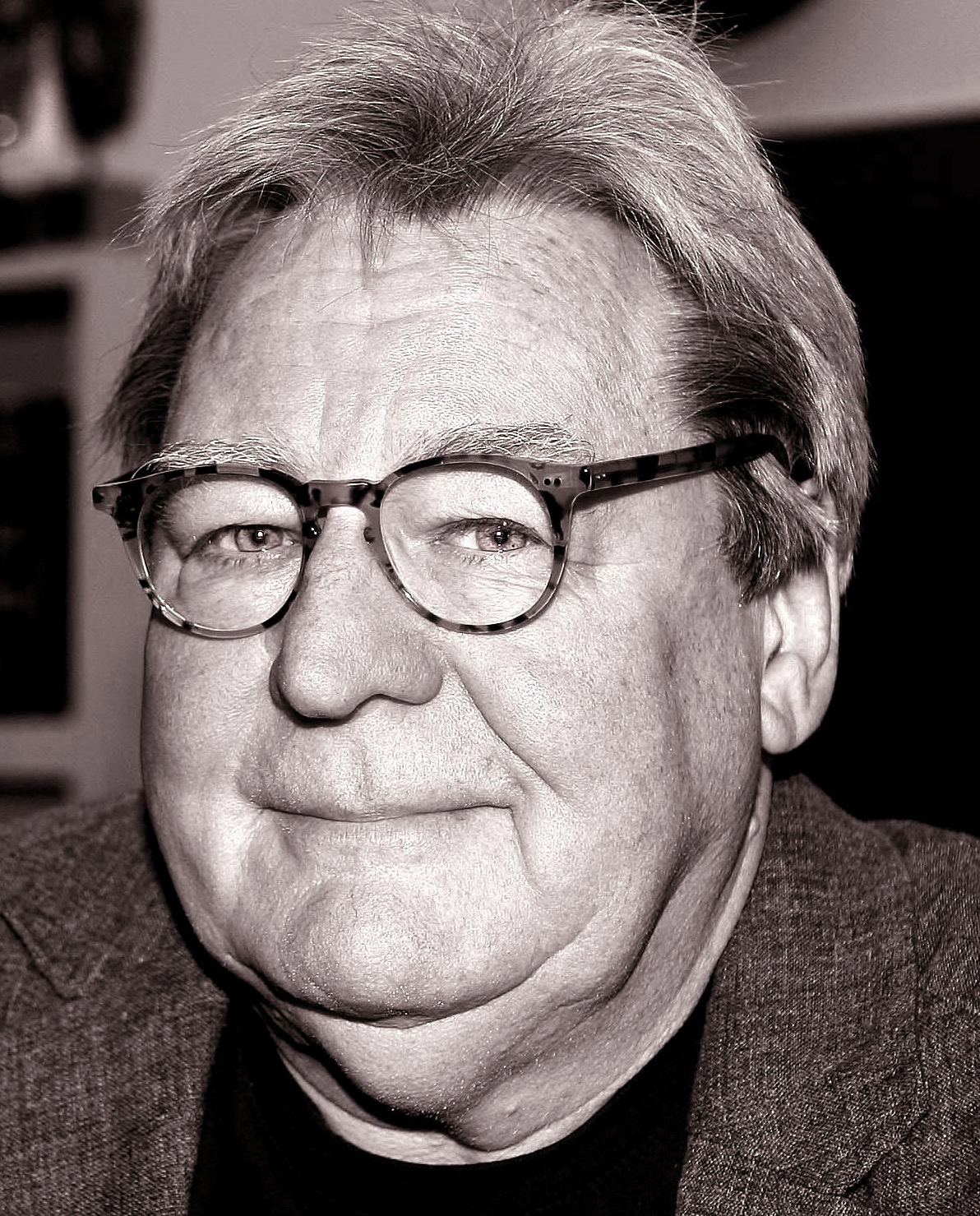
Alan Parker

  - Hugh Downs, phát thanh viên và nhân vật truyền hình người Mỹ (s. 1921)
  - Ida Haendel, nghệ sĩ vĩ cầm người Anh gốc Ba Lan (s. 1928)
  - Emmanuel Rakotovahiny, Thủ tướng thứ 15 của Madagascar (s. 1938)
  - Georg Ratzinger, linh mục và nhạc trưởng người Đức (s. 1924)
  - Everton Weekes, vận động viên cricket người Barbadia (sinh năm 1925)
- 2 tháng 7: 
  - Dương Thị Minh, vợ của Nguyễn Thiện Thành và mẹ của Nguyễn Thiện Nhân (s. 1923)[34][35][36][37]
  - Nikolai Kapustin, nhà soạn nhạc và nghệ sĩ dương cầm người Nga (s. 1937)
- 3 tháng 7:
  - Earl Cameron, diễn viên người Anh gốc Bermudia (s. 1917)
  - Saroj Khan, biên đạo múa Ấn Độ (s. 1948)
  - Ardico Magnini, cầu thủ bóng đá Ý (s. 1928)
- 5 tháng 7:
  - Willi Holdorf, vận động viên người Đức và nhà vô địch Olympic (s. 1940)
  - Volodymyr Troshkin, cầu thủ bóng đá Liên Xô và Ukraina (s. 1947)
- 6 tháng 7: 
  - Charlie Daniels, ca sĩ kiêm nhạc sĩ đồng quê người Mỹ (s. 1936)
  - Ronald Graham, nhà toán học người Mỹ (s. 1935)
  - Ennio Morricone, nhạc sĩ, nhà chỉ huy dàn nhạc, hòa âm và cựu nhạc công kèn trumpet người Ý (s. 1928)
- 8 tháng 7: 
  - Amadou Gon Coulibaly, Thủ tướng thứ 10 của Bờ Biển Ngà (s. 1959)
  - Finn Christian Jpris, vận động viên trượt tuyết núi cao Na Uy và nhà vô địch Olympic (s. 1966)
  - Wayne Mixson, chính trị gia người Mỹ (s. 1922)
  - Alex Pullin, vận động viên trượt tuyết Olympic người Úc (s. 1987)
  - Naya Rivera, nữ diễn viên, ca sĩ người Mỹ (s. 1987)
- 9 tháng 7: Park Won-soon, chính trị gia Hàn Quốc (s. 1956)
- 10 tháng 7:
  - Jack Charlton, cầu thủ và nhà quản lý bóng đá người Anh (s. 1935)
  - Miloš Jakeš, Tổng bí thư thứ 5 của Đảng Cộng sản Tiệp Khắc (s. 1922)
  - Paik Sun-yup, sĩ quan quân đội Hàn Quốc (s. 1920)
  - Olga Tass, vận động viên thể dục dụng cụ Olympic Hungary (s. 1929)
  - Lara van Ruijven, vận động viên trượt băng tốc độ đường ngắn người Hà Lan (s. 1992)
  - Susumu Yoshikawa, họa sĩ manga người Nhật Bản (s. 1950)
  - Kim Ngân, nữ diễn viên Việt Nam (s. 1988)
- 12 tháng 7:
  - Hassan Abshir Farah, Thủ tướng thứ 9 của Somalia (s. 1945)
  - Wim Suurbier, cầu thủ bóng đá người Hà Lan (s. 1945)
  - Kelly Preston, nữ diễn viên và người mẫu Mỹ (s. 1962)
  - Lajos Szűcs, cầu thủ bóng đá người Hungary (s. 1943)
- 13 tháng 7:
  - Hasan al-Lawzi, Quyền Thủ tướng Yemen (s. 1952)
  - Grant Imahara, kỹ sư người Mỹ và người dẫn chương trình truyền hình (s. 1970)
  - Zindzi Mandela, chính trị gia và nhà ngoại giao Nam Phi (s. 1960)
- 14 tháng 7: Adalet Ağaoğlu, nhà văn Thổ Nhĩ Kỳ (s. 1929)
- 15 tháng 7: Toke Talagi, Thủ hiến thứ 5 của Niue (s. 1951)
- 16 tháng 7: Phyllis Somerville, nữ diễn viên người Mỹ (s. 1943)
- 17 tháng 7:
  - Ekaterina Alexandrovskaya, vận động viên trượt băng nghệ thuật đôi Olympic Nga-Úc (s. 2000)
  - Zenon Grocholewski, hồng y Công giáo La Mã Ba Lan (s. 1939)
  - Zizi Jeanmaire, vũ công ba lê người Pháp (s. 1924)
  - John Lewis, chính trị gia người Mỹ và nhà lãnh đạo dân quyền (s. 1940)
  - Silvio Marzolini, cầu thủ bóng đá người Argentina (s. 1940)
  - Ron Tauranac, kỹ sư người Úc gốc Anh và nhà thiết kế xe đua (s. 1925)
- 18 tháng 7: 
  - Miura Haruma, nam ca sĩ kiêm diễn viên Nhật Bản (s. 1990)
  - Juan Marsé, nhà văn Tây Ban Nha (s. 1933)
- 19 tháng 7:
  - Seydou Diarra, Thủ tướng thứ 4 của Bờ Biển Ngà (s. 1933)
  - Sultan Hashim, chỉ huy quân sự và chính trị gia Iraq (s. 1942)
  - Nikolai Tanayev, Thủ tướng thứ 8 của Kyrgyzstan (s. 1945)
- 21 tháng 7: 
  - Vũ Nhật Tân, nhạc sĩ tiên phong dòng nhạc đương đại (s. 1970)
  - Francisco Rodríguez Adrados, nhà ngữ văn Tây Ban Nha (s. 1922)
  - Annie Ross, ca sĩ và diễn viên người Mỹ gốc Scotland (s. 1930)
  - Tim Smith, ca sĩ, nhạc sĩ và nhà sản xuất người Anh (s. 1961)
- 23 tháng 7: Jean Brankart, vận động viên đua xe đạp người Bỉ (s. 1930)
- 24 tháng 7
  - Ben Jipcho, vận động viên người Kenya, huy chương bạc Olympic (s  1943)
  - Benjamin Mkapa, Tổng thống thứ 3 của Tanzania (s. 1938)
  - Regis Philbin, diễn viên, ca sĩ và nhân vật truyền thông người Mỹ (s. 1931)
- 25 tháng 7:
  - Peter Green, ca sĩ kiêm nhạc sĩ nhạc blues rock người Anh (s. 1946)
  - John Saxon, diễn viên người Mỹ (s. 1935)
- 26 tháng 7: 
  - Olivia de Havilland, nữ diễn viên người Mỹ (s. 1916)
  - Hans-Jochen Vogel, chính trị gia và luật sư người Đức (s. 1926)
- 27 tháng 7: Owen Arthur, Thủ tướng thứ 5 của Barbados (s. 1949)
- 28 tháng 7:
  - Bent Fabric, nghệ sĩ piano và nhà soạn nhạc Đan Mạch (s. 1924)
  - Gisèle Halimi, luật sư người Pháp gốc Tunisia và nhà nữ quyền (s. 1927)
- 30 tháng 7: 
  - Herman Cain, doanh nhân và chính trị gia người Mỹ (s. 1945)
  - Lý Đăng Huy, Tổng thống thứ 22 của Trung Hoa Dân Quốc (s. 1923)
- 31 tháng 7:
  - Alan Parker, nhà làm phim người Anh (s. 1944)
  - Stephen Tataw, cầu thủ bóng đá người Cameroon (s. 1963)

### Tháng 8

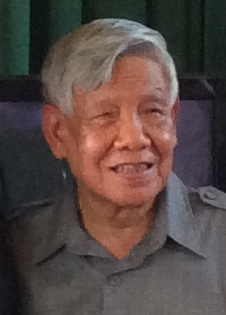
Lê Khả Phiêu

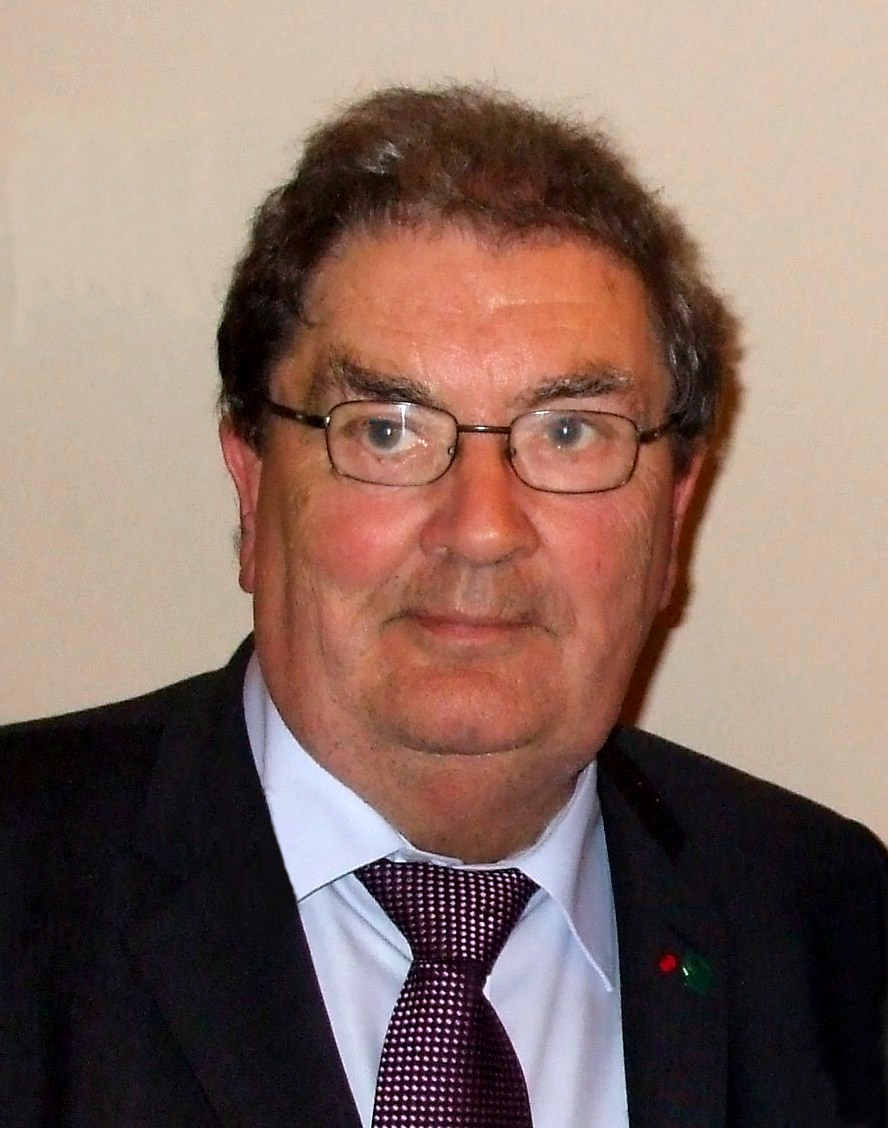
John Hume

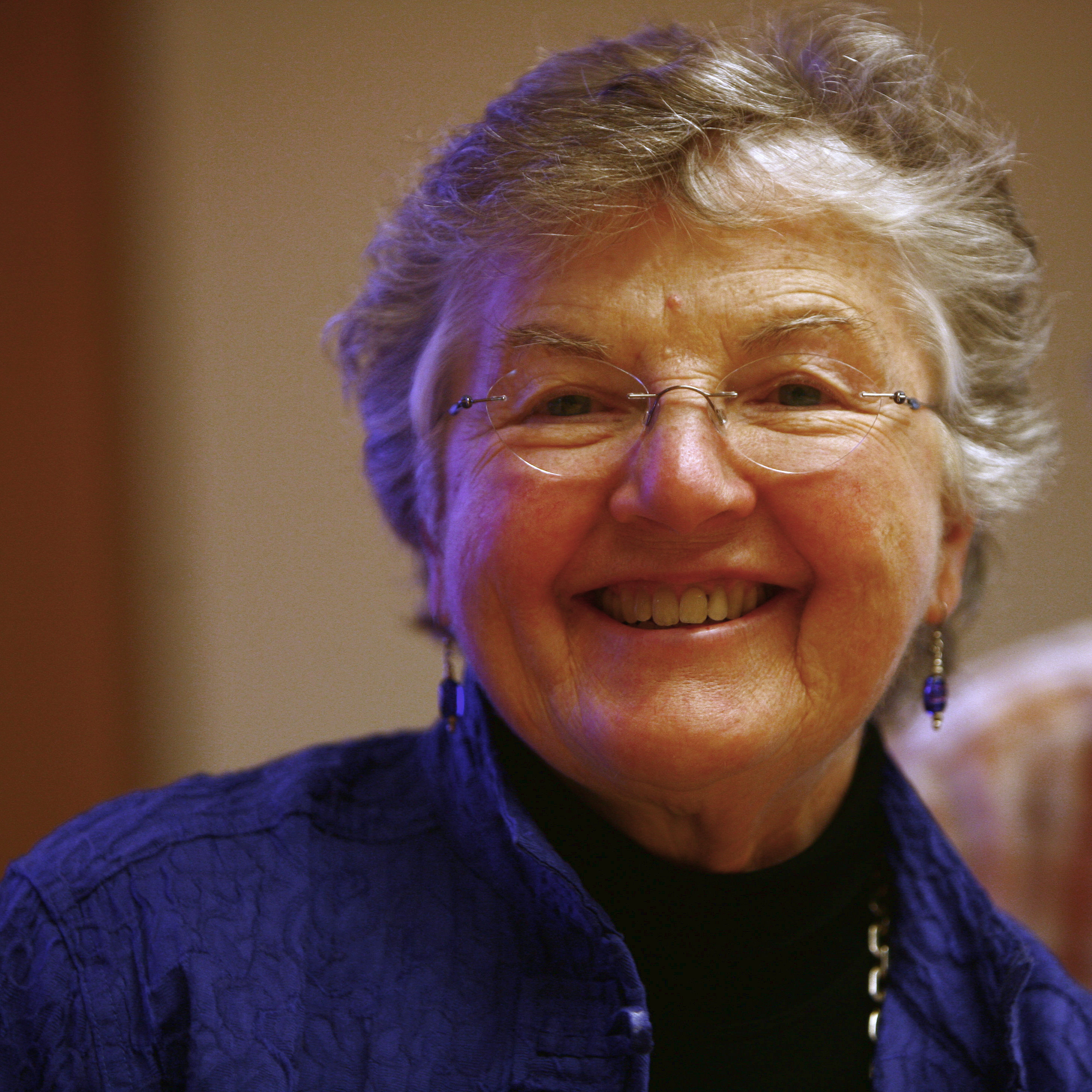
Frances E. Allen

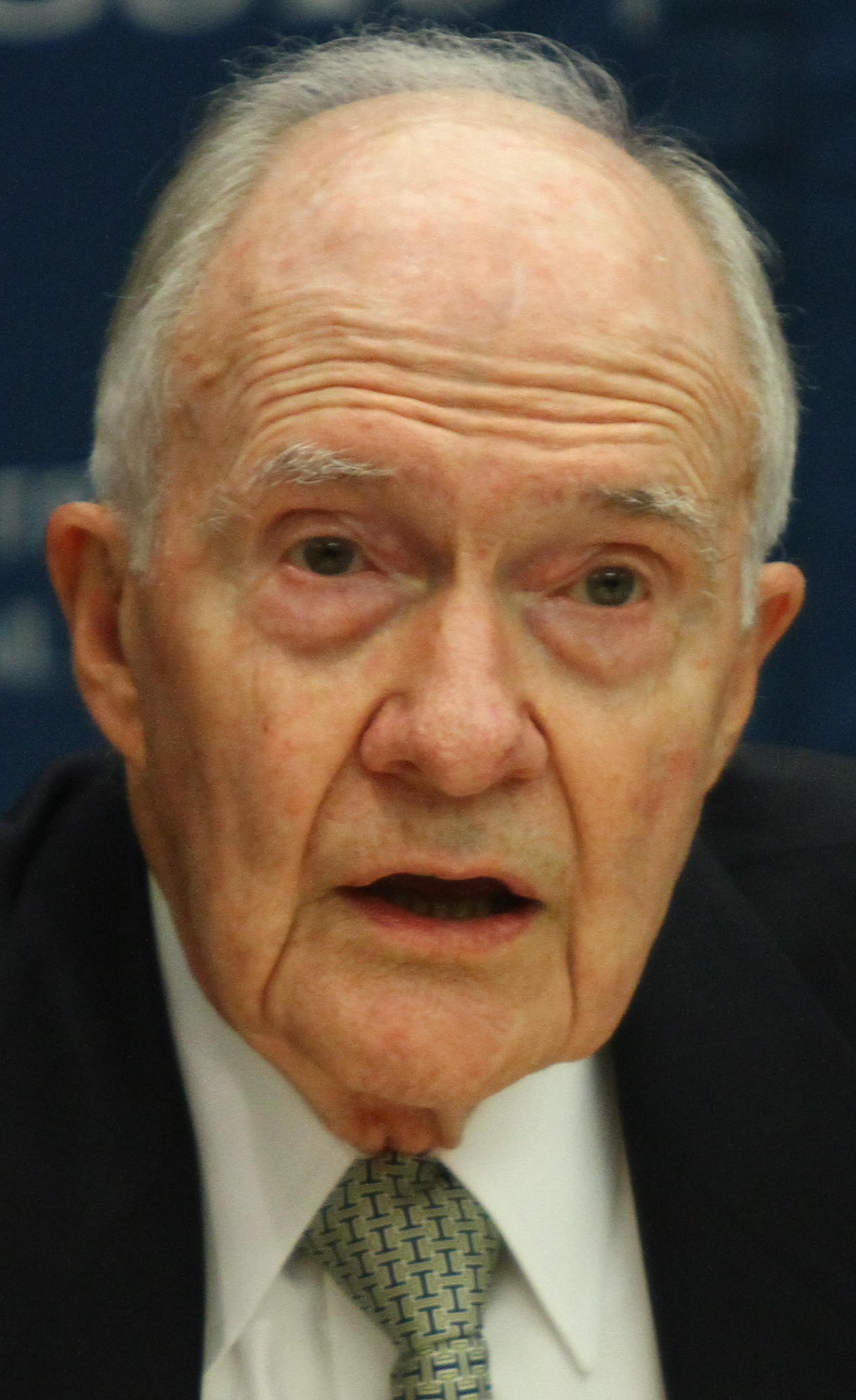
Brent Scowcroft

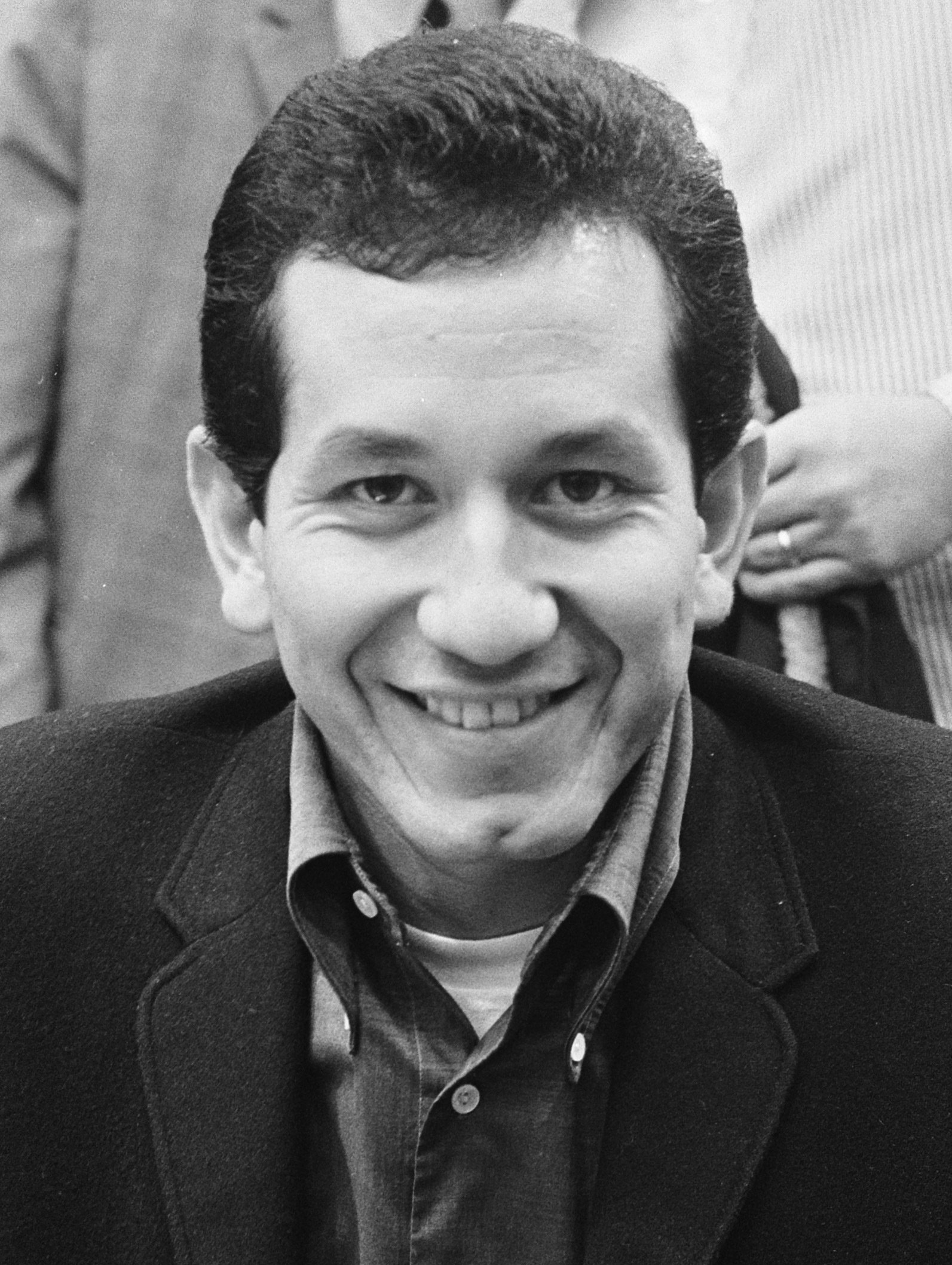
Trini Lopez

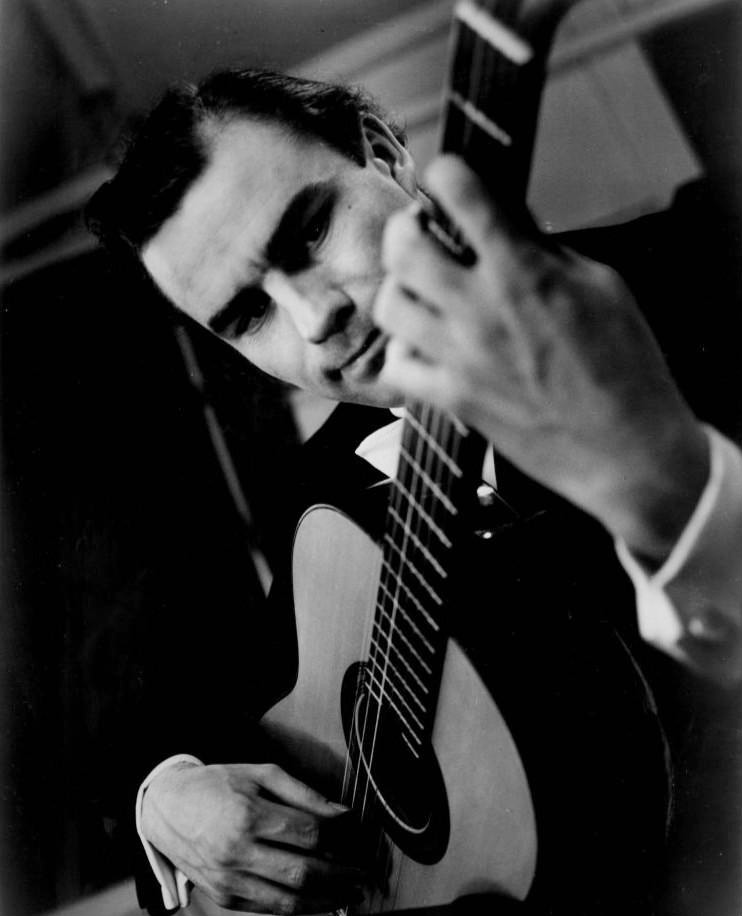
Julian Bream

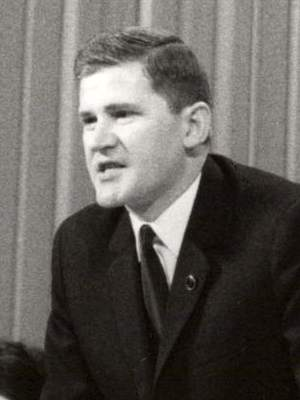
Branko Kostić

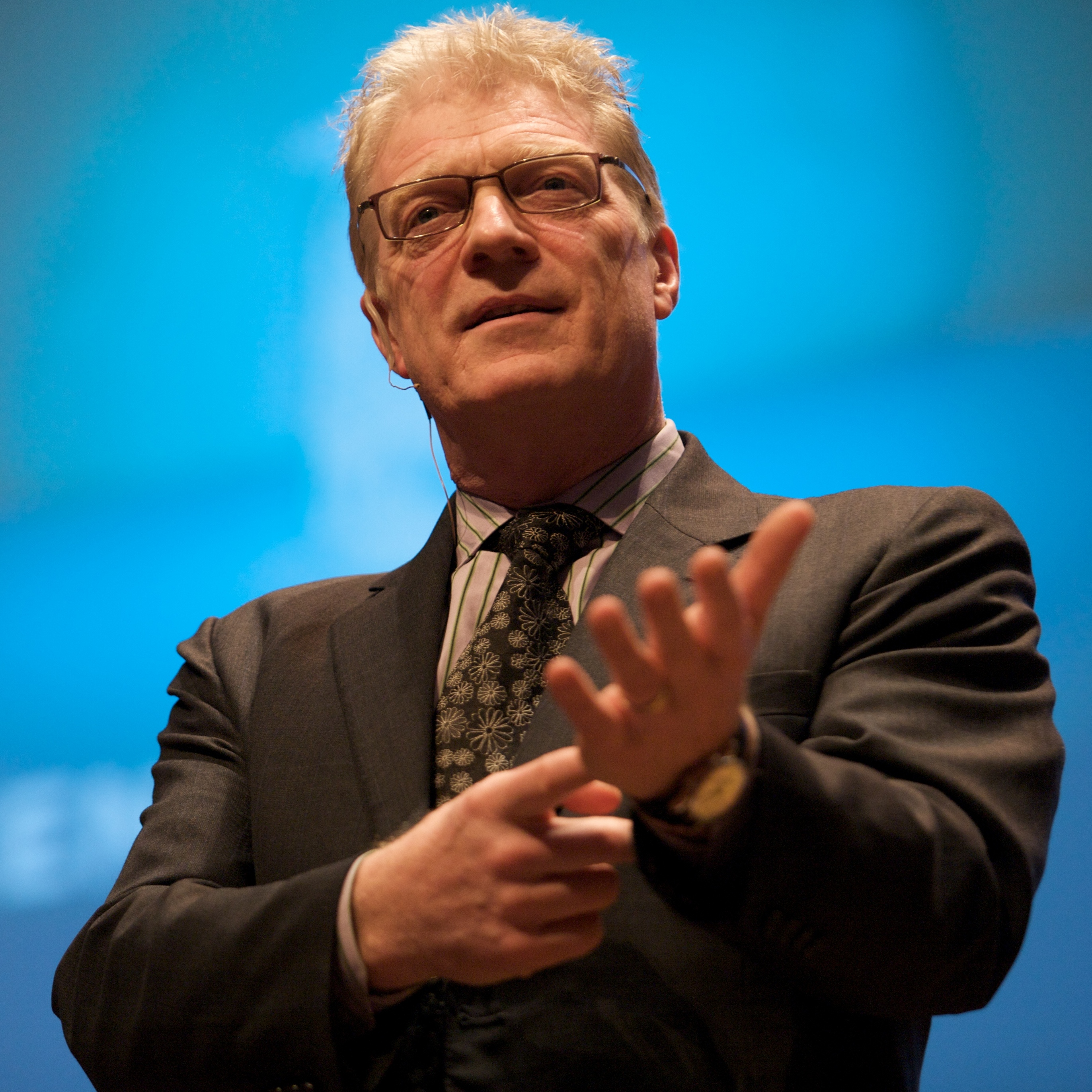
Sir Ken Robinson

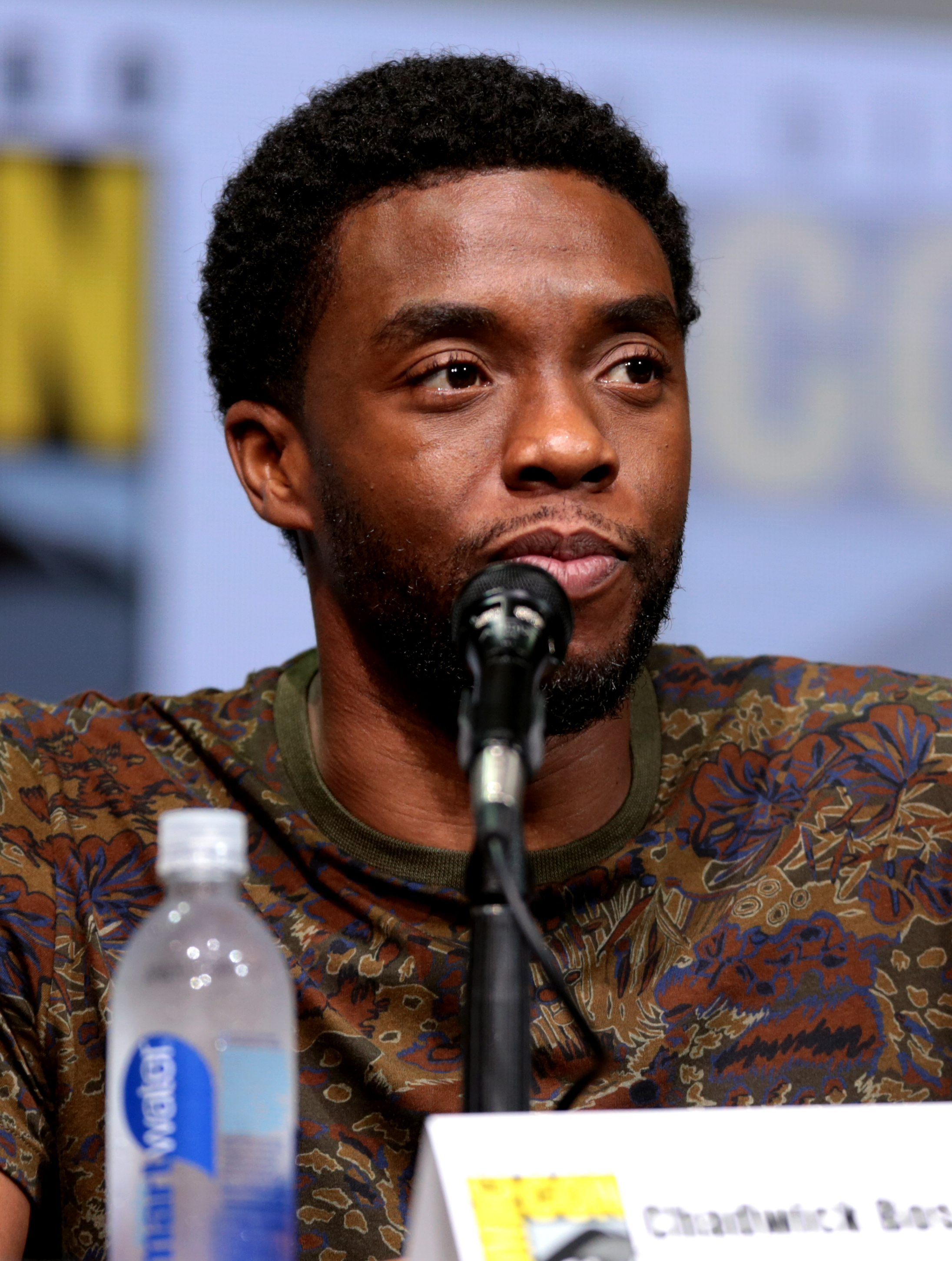
Chadwick Boseman

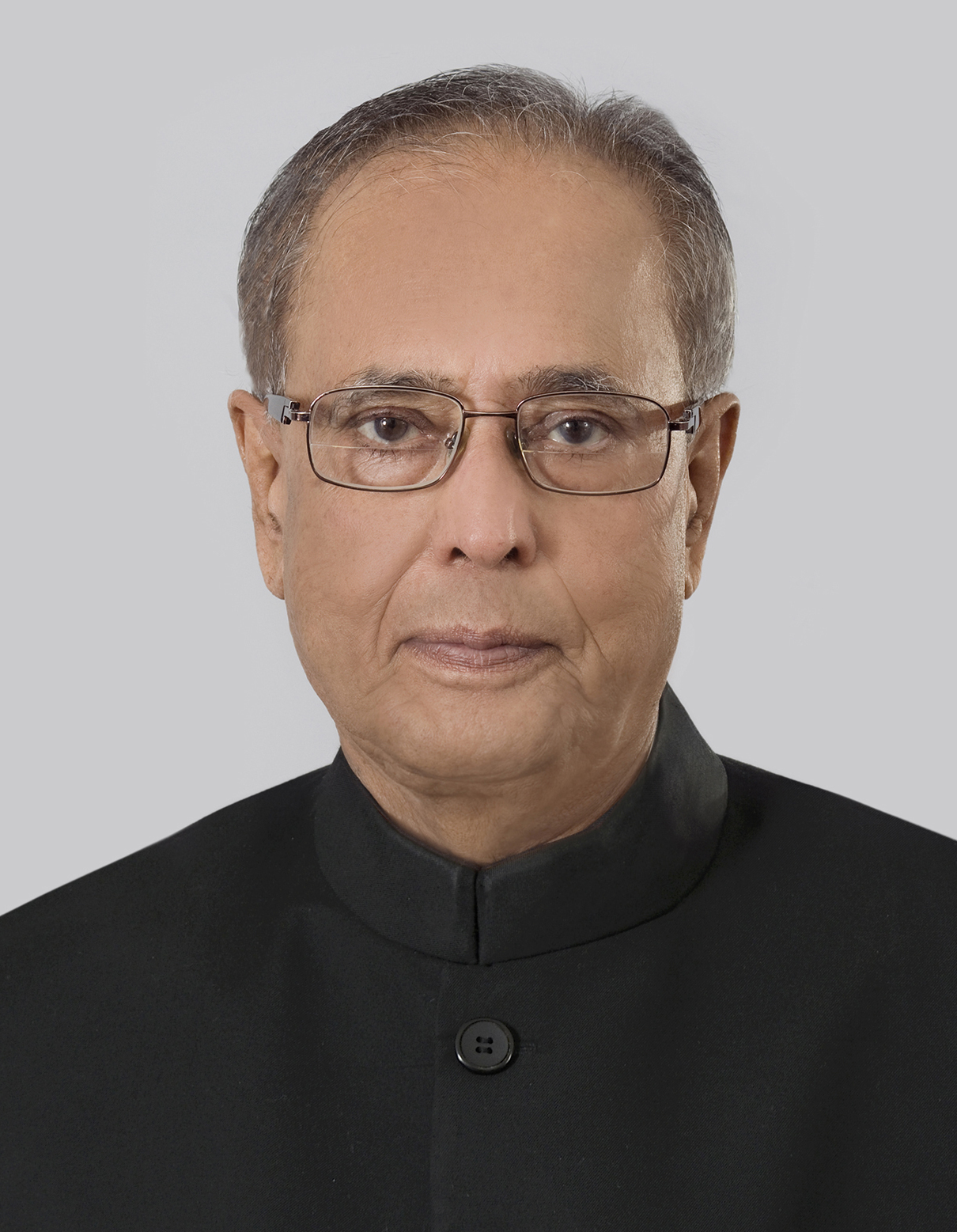
Pranab Mukherjee

- 1 tháng 8: Wilford Brimley, diễn viên và ca sĩ người Mỹ (s. 1934)
- 2 tháng 8: 
  - Kim Ngân, nữ diễn viên người Việt Nam (s. 1988)
  - Leon Fleisher, nghệ sĩ dương cầm người Mỹ (s. 1928)
  - Zhaksylyk Ushkempirov, nhà vô địch Olympic Kazakhstan (s. 1951)
- 3 tháng 8:
  - Ernesto Brambilla, tay đua đường trường và người điều khiển xe đua người Ý (s. 1934)
  - Shirley Ann Grau, nhà văn Mỹ (s. 1929)
  - John Hume, chính trị gia Bắc Ireland và người đoạt giải Nobel (s. 1937)
- 4 tháng 8: Frances E. Allen, nhà khoa học máy tính người Mỹ (s. 1932)
- 5 tháng 8:
  - Hawa Abdi, nhà hoạt động nhân quyền người Somalia (s. 1947)
  - Agathonas Iakovidis, ca sĩ dân gian Hy Lạp (s. 1955)
- 6 tháng 8:
  - Brent Scowcroft, quan chức quân sự và chính trị gia người Mỹ (s. 1925)
  - Bernard Stiegler, triết gia người Pháp (s. 1952)
- 7 tháng 8: 
  - Lê Khả Phiêu, nguyên Tổng bí thư Ban Chấp hành Trung ương Đảng Cộng sản Việt Nam (s. 1931)
  - Adin Steinsaltz, giáo sĩ Do Thái và triết gia người Israel (s. 1937)
- 8 tháng 8:
  - Pere Casaldàliga, giám đốc Tây Ban Nha-Brazil và nhà hoạt động nhân quyền (s. 1928)
  - Alfredo Lim, chính trị gia người Philippines (s. 1929)
- 9 tháng 8:
  - Martin Birch, kỹ sư và nhà sản xuất âm nhạc người Anh (sinh năm 1948)
  - Kamala, đô vật chuyên nghiệp người Mỹ (s. 1950)
- 10 tháng 8: Vladica Popović, cầu thủ và huấn luyện viên người Serbia (s. 1935)
- 11 tháng 8:
  - Trini Lopez, ca sĩ và diễn viên người Mỹ (s. 1937)
  - Sumner Redstone, giám đốc điều hành truyền thông người Mỹ (s. 1923)
- 12 tháng 8:
  - Pavol Biroš, bóng đá quốc tế Tiệp Khắc (s. 1953)
  - Don Edmunds, tay đua xe đua người Mỹ (s. 1930)
  - Gergely Kulcsár, vận động viên ném lao Olympic Hungary (s. 1934)
- 13 tháng 8: Gulnazar Keldi, nhà thơ và nhà thơ trữ tình Tajik (s. 1945)
- 14 tháng 8:
  - Julian Bream, nghệ sĩ guitar và guitar cổ điển người Anh (s. 1933)
  - Ewa Demarczyk, ca sĩ và nhà thơ Ba Lan (s. 1941)
  - Tom Forsyth, cầu thủ bóng đá người Scotland (s. 1949)
  - Ernst Jean-Joseph, cầu thủ và quản lý bóng đá Haiti (s. 1999)
  - Linda Manz, nữ diễn viên người Mỹ (s. 1961)
  - Pete Way, nghệ sĩ guitar bass người Anh (s. 1951)
- 15 tháng 8
  - Stuart Christie, nhà văn và nhà xuất bản theo chủ nghĩa vô chính phủ người Scotland (s. 1946)
  - Chilla Porter, vận động viên nhảy cao Olympic Úc (s. 1936)
  - Robert Trump, nhà phát triển bất động sản người Mỹ (s. 1948)
- 16 tháng 8:
  - Nikolai Gubenko, diễn viên, nhà biên kịch và chính trị gia người Nga (s. 1941)
  - Georg Volkert, cầu thủ bóng đá quốc tế người Đức (s. 1945)
- 17 tháng 8
  - Mário de Araújo Cabral, tay đua người Bồ Đào Nha (s. 1934)
  - Folke Alnevik, vận động viên chạy nước rút Thụy Điển và huy chương đồng Olympic (s. 1919)
  - Jasraj, giọng ca cổ điển Ấn Độ (s. 1930)
- 18 tháng 8:
  - Ben Cross, diễn viên người Anh (s. 1947)
  - Dale Hawerchuk, huấn luyện viên và vận động viên khúc côn cầu trên băng chuyên nghiệp người Canada (s. 1963)
  - Jack Sherman, nghệ sĩ guitar rock người Mỹ (s. 1956)
- 19 tháng 8: 
  - Tavy Pustiu, ca sĩ người Romania (s. 1991)
  - Slade Gorton, chính trị gia người Mỹ (s. 1928)
  - Borys Paton, nhà khoa học Ukraina (s. 1918)
  - Agnes Simon, vận động viên bóng bàn người Hungary (s. 1935)
- 20 tháng 8:
  - Frankie Banali, tay trống người Mỹ (s. 1951)
  - Branko Kostić, Quyền Tổng thống Nam Tư (s. 1939)
- 21 tháng 8
  - Pedro Nájera, cầu thủ bóng đá Mexico (s. 1929)
  - Sir Ken Robinson, nhà giáo dục học và tác giả người Anh (s. 1950)
- 22 tháng 8: Ulla Pia, nữ diễn viên và ca sĩ Đan Mạch (s. 1945)
- 24 tháng 8:
  - Pascal Lissouba, Tổng thống thứ 6 và Thủ tướng thứ 2 của Cộng hòa Congo (s. 1931)
  - Wolfgang Uhlmann, kiện tướng cờ vua người Đức (s. 1935)
- 26 tháng 8: 
  - Phan Ngọc, nhà ngôn ngữ học người Việt Nam (s. 1925)
  - Trần Phương, nghệ sĩ nhân dân, diễn viên người Việt Nam (s. 1930)
  - Gerald Carr, phi hành gia và kỹ sư hàng không người Mỹ (s. 1932)
- 27 tháng 8: Bob Armstrong, đô vật chuyên nghiệp người Mỹ (s. 1939)
- 28 tháng 8: Chadwick Boseman, diễn viên người Mỹ (s. 1976)
- 29 tháng 8: 
  - Maria Hamasaki, diễn viên người Nhật Bản (s. 1998)
  - Clifford Robinson, cầu thủ bóng rổ người Mỹ và nhân vật truyền hình (s. 1966)
- 30 tháng 8: John Thompson, cầu thủ và huấn luyện viên bóng rổ người Mỹ (s. 1941)
- 31 tháng 8: 
  - Pranab Mukherjee, Tổng thống thứ 13 của Ấn Độ (s. 1935)
  - Nina Bocharova, vận động viên thể dục dụng cụ Olympic Liên Xô và Ukraina (s. 1924)
  - Tom Seaver, cầu thủ bóng chày người Mỹ (s. 1944)

### Tháng 9
- 1 tháng 9

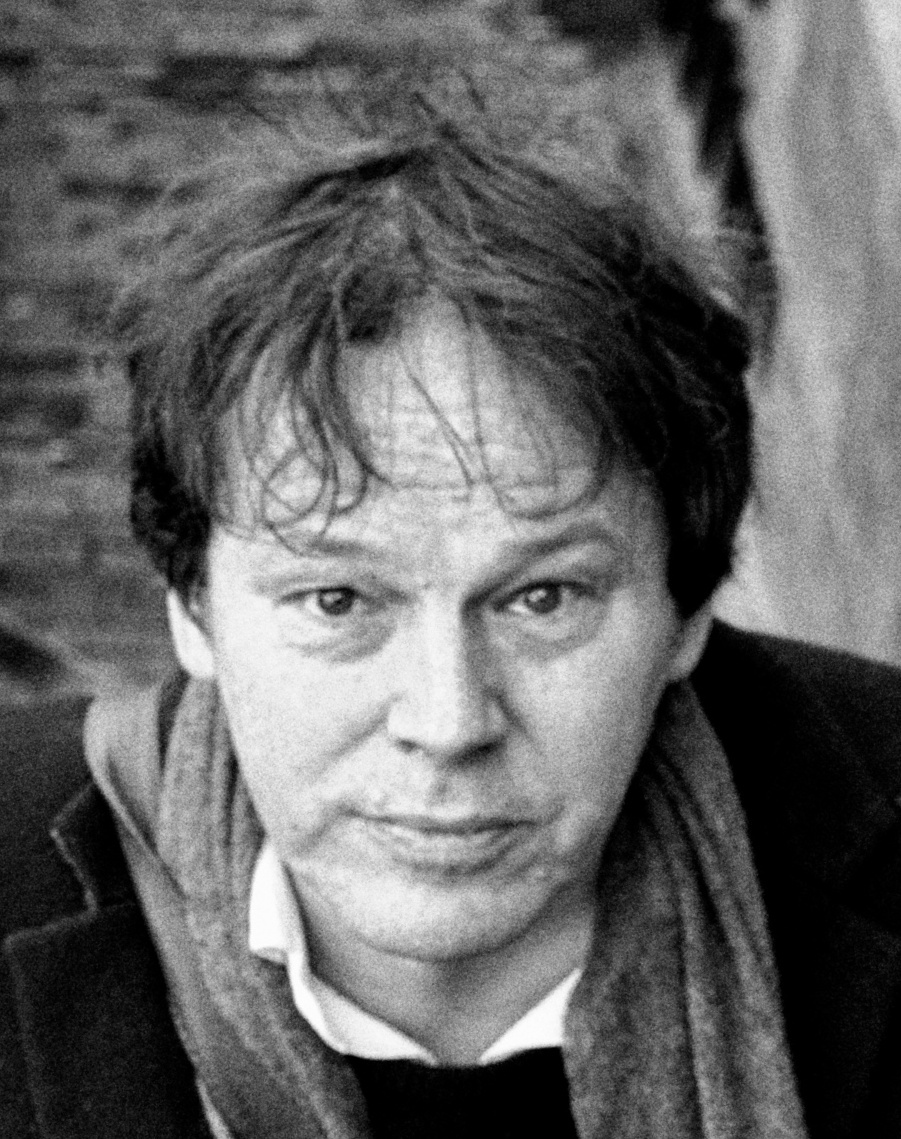
David Graeber

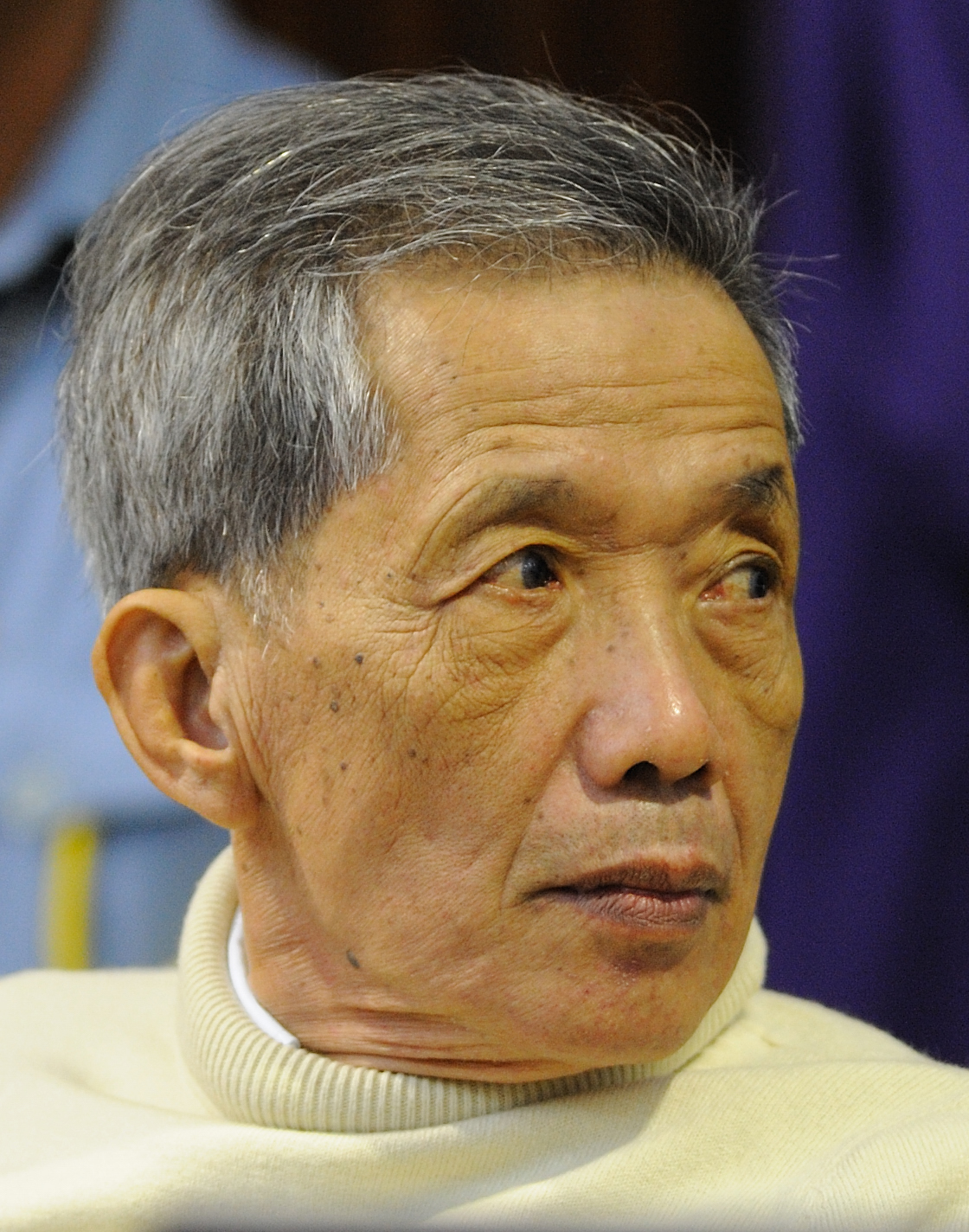
Kang Kek Iew

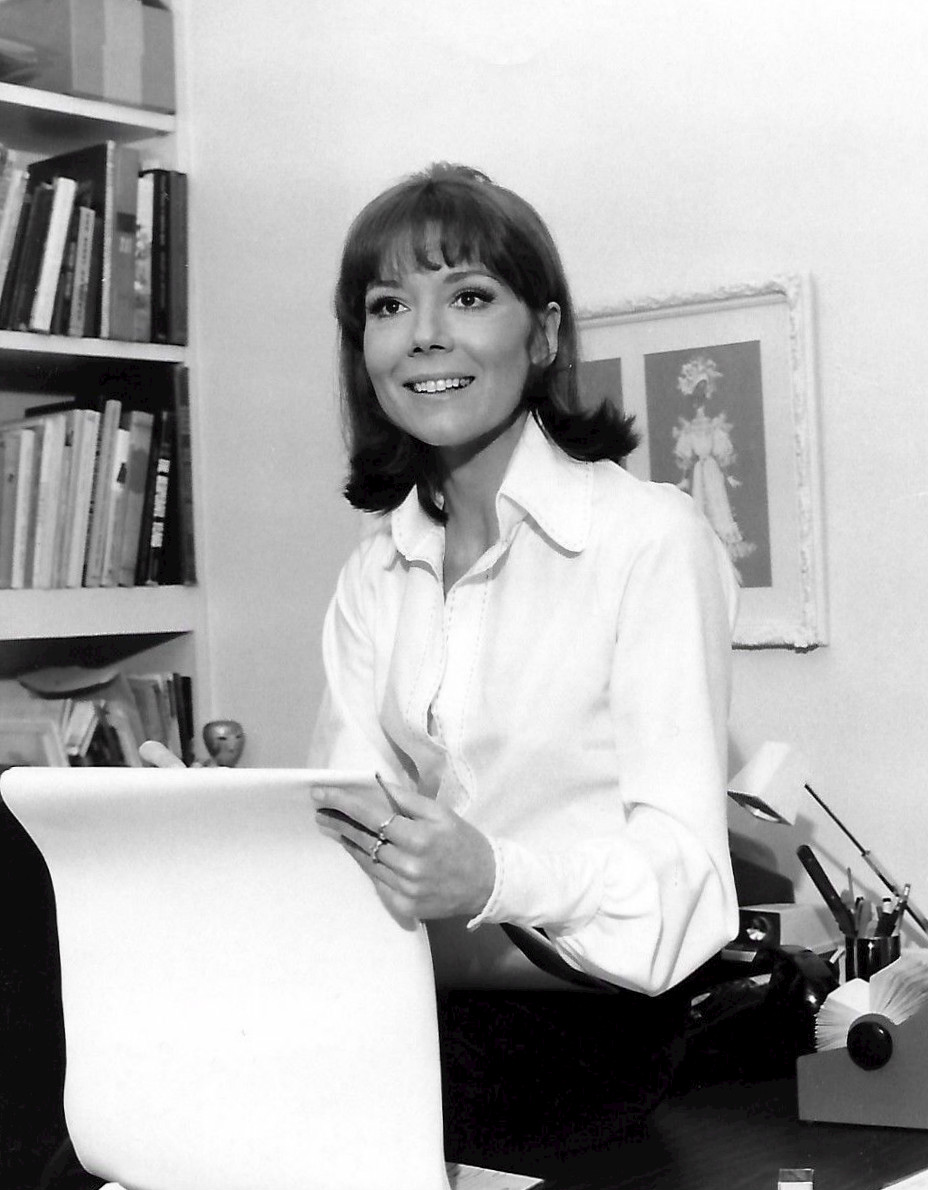
Diana Rigg

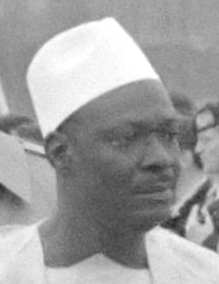
Moussa Traoré

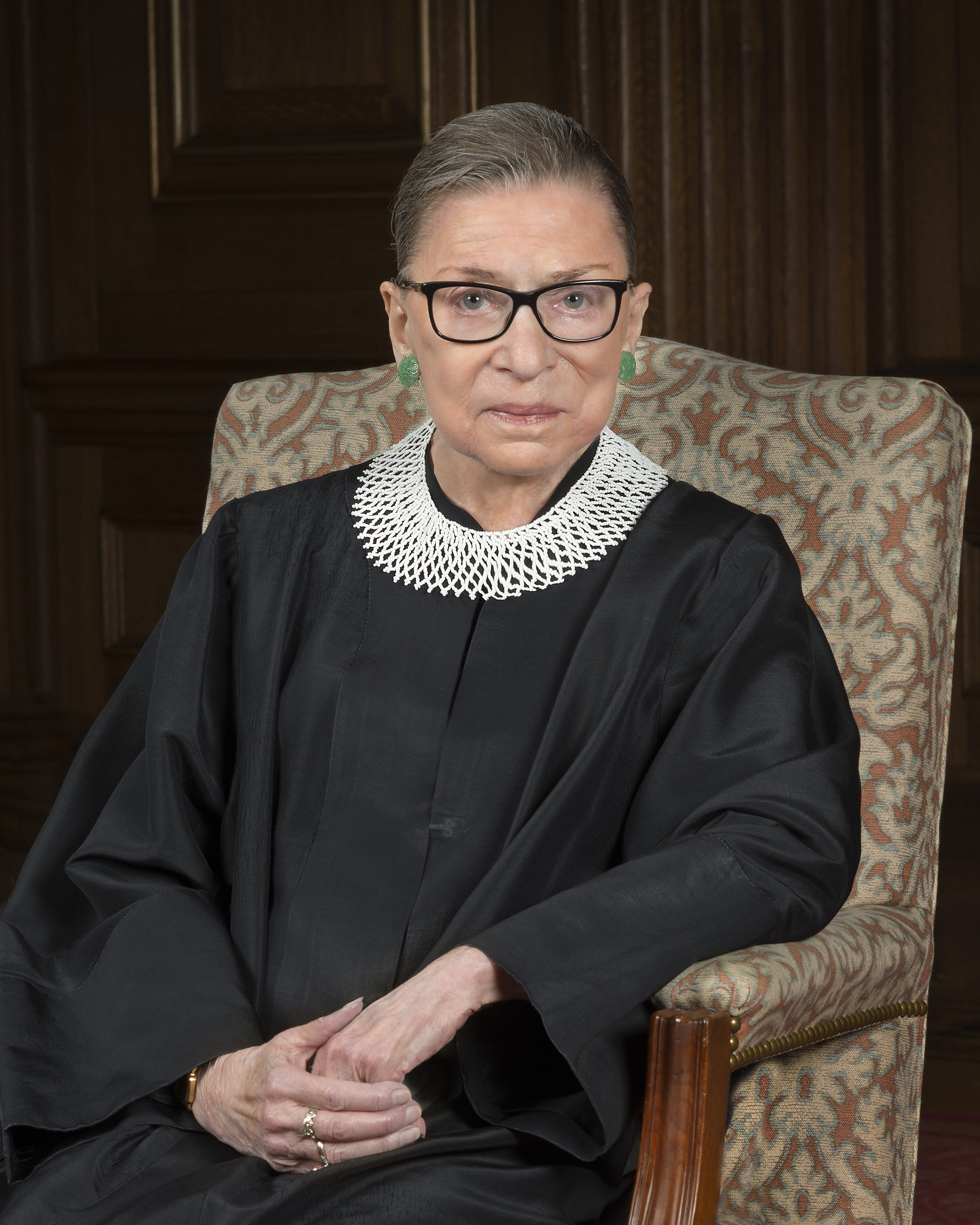
Ruth Bader Ginsburg

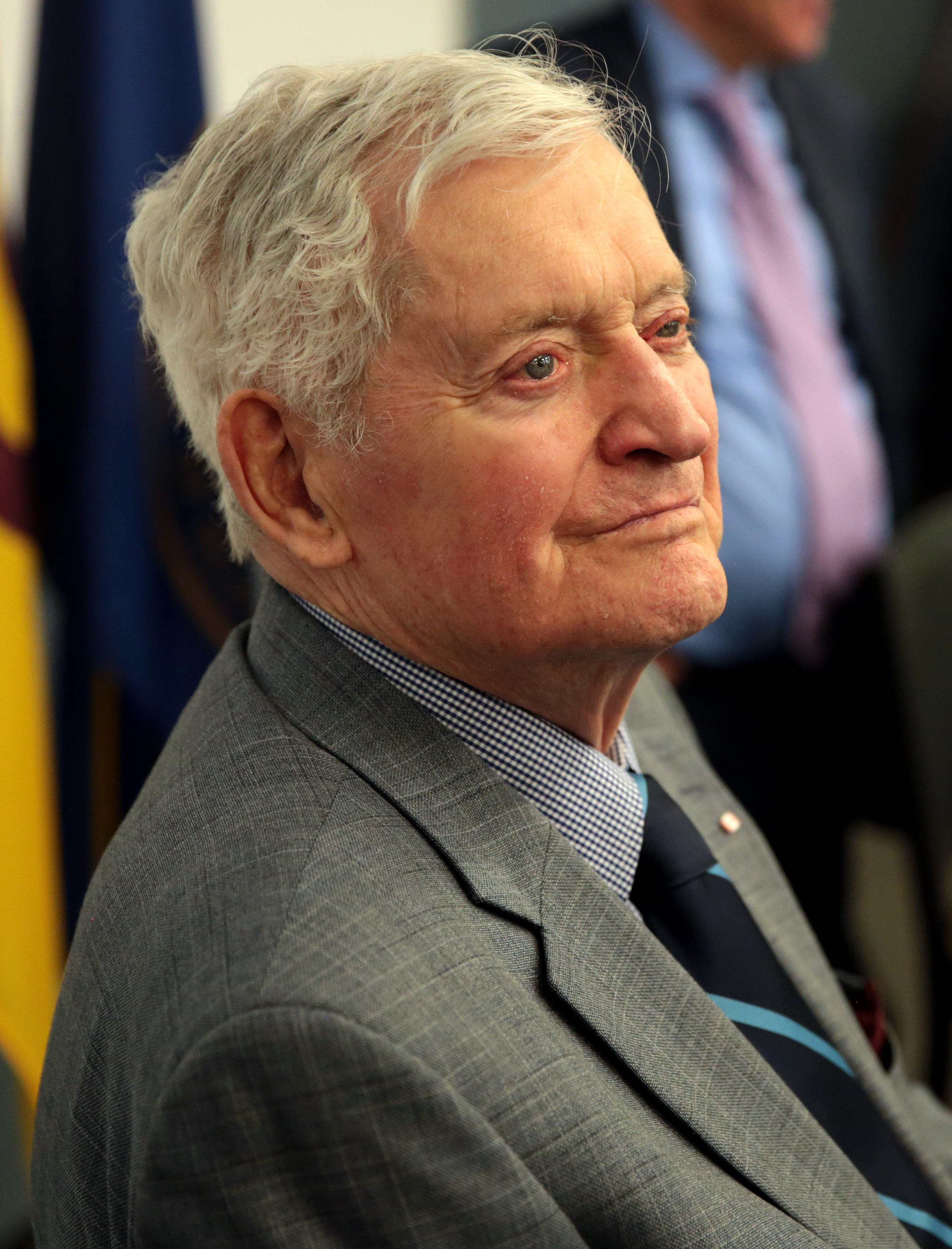
John Turner

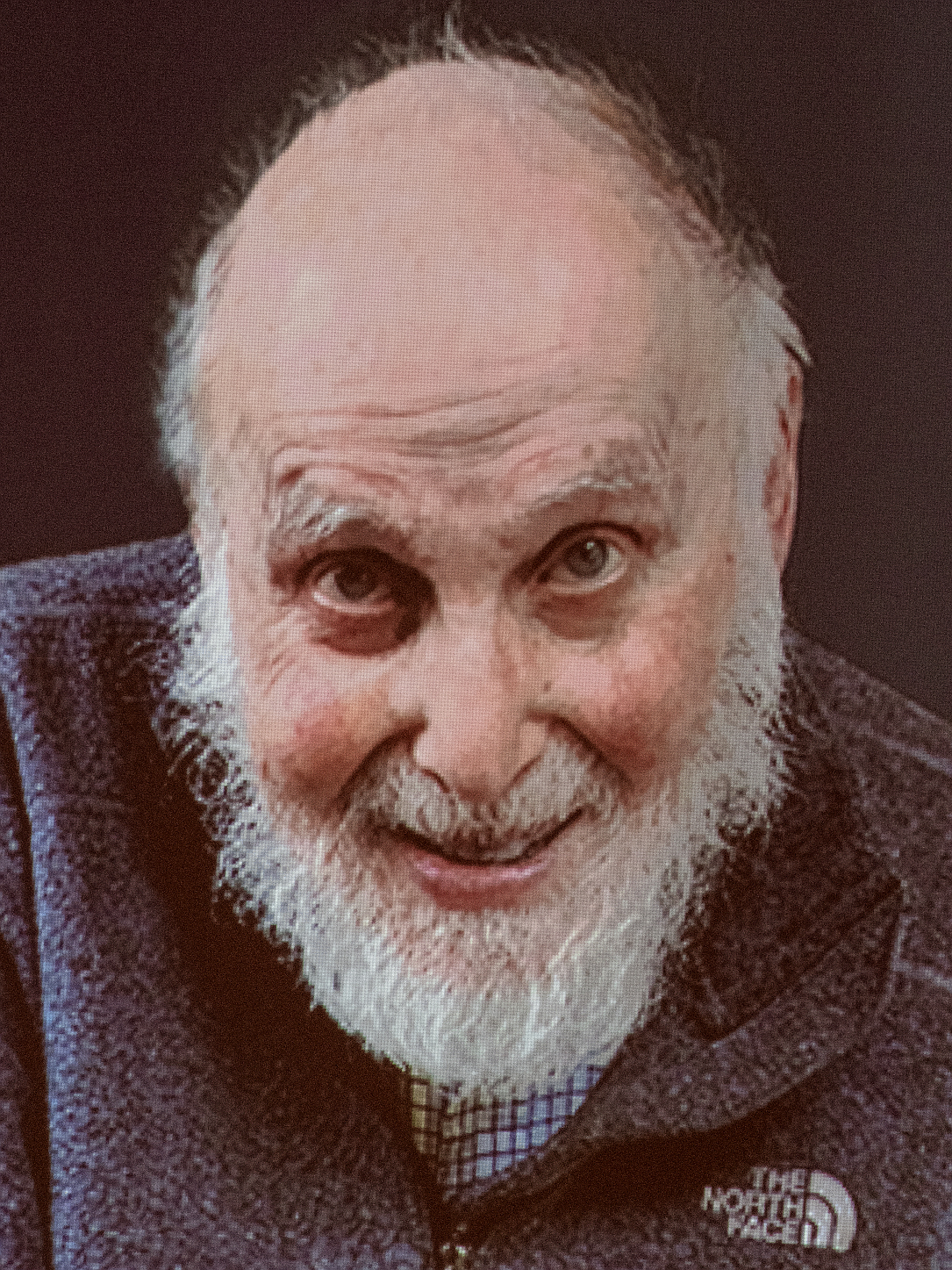
Arthur Ashkin

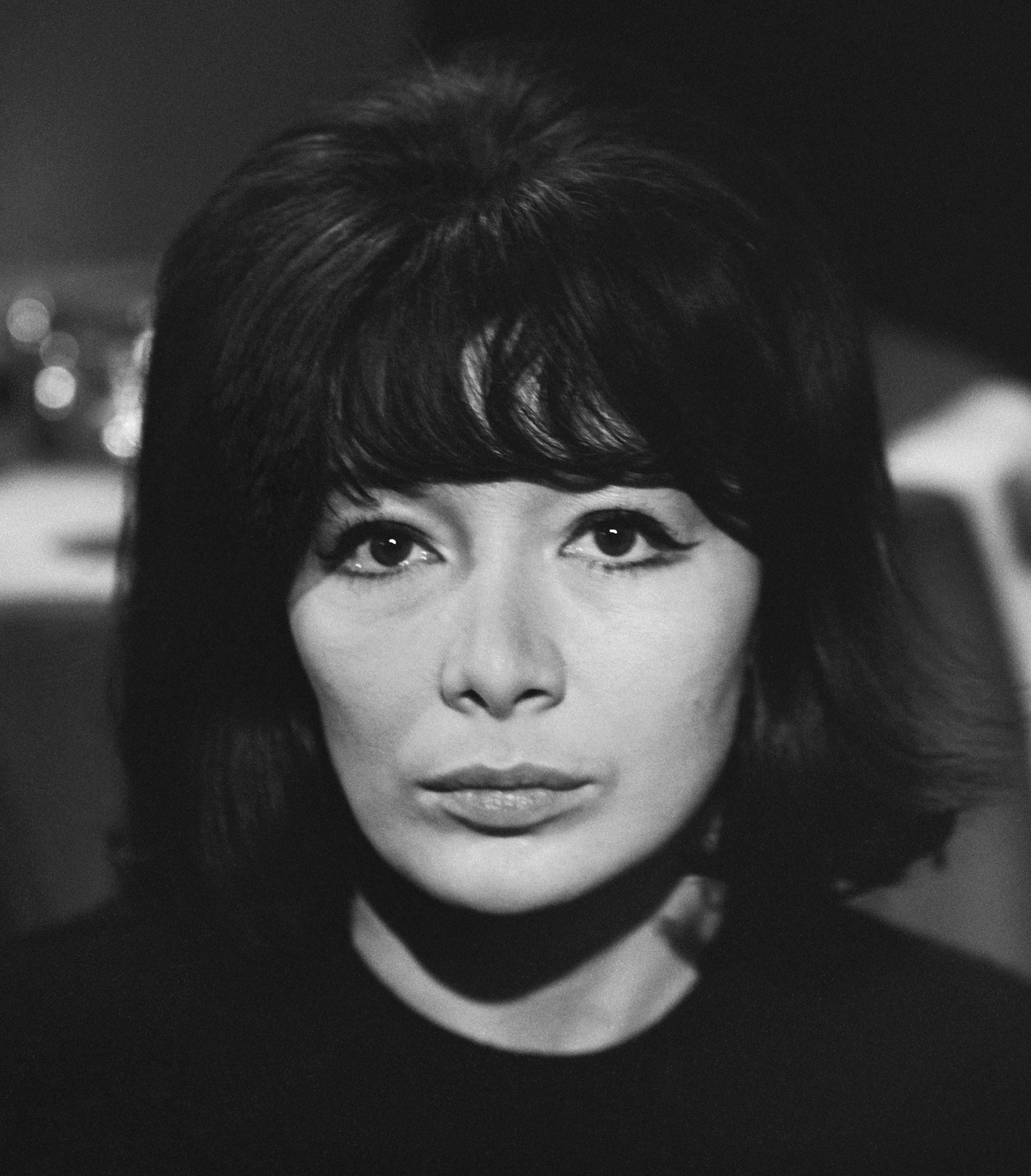
of Juliette Gréco

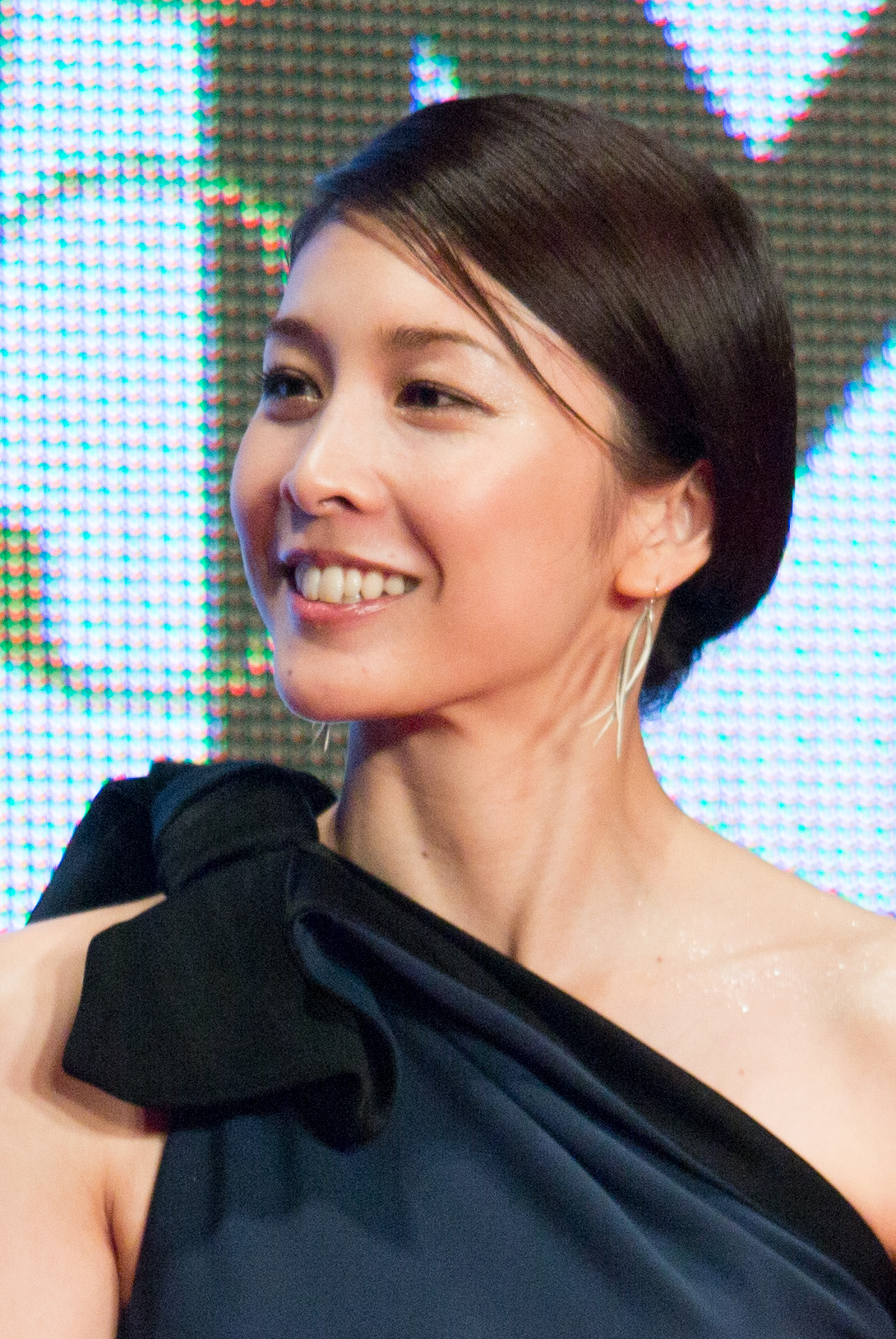
Yūko Takeuchi

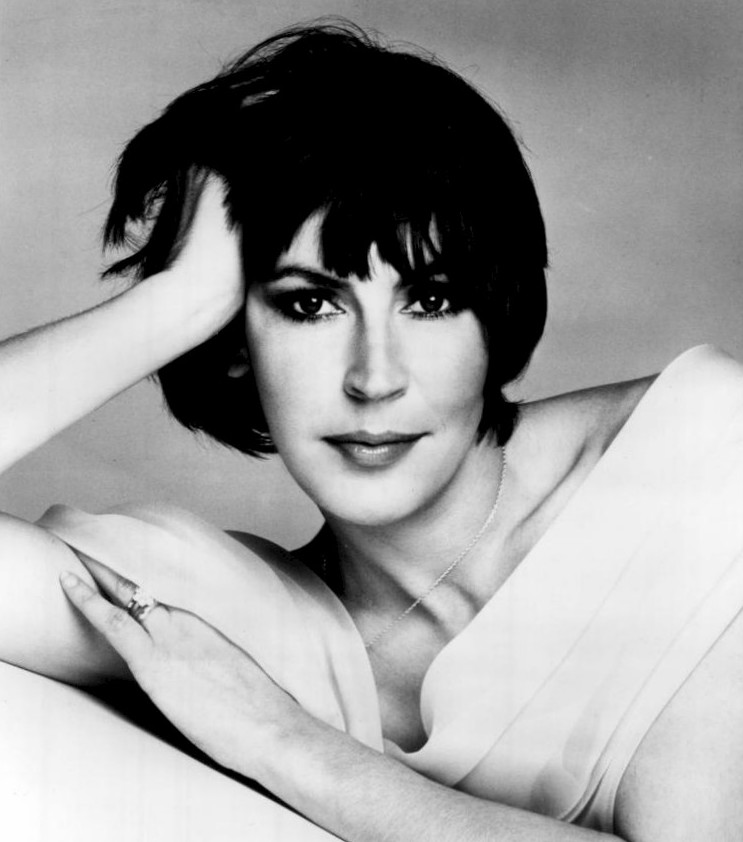
Helen Reddy

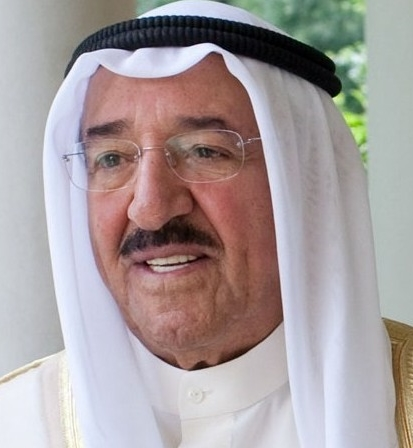
Sabah Al-Ahmad Al-Jaber Al-Sabah

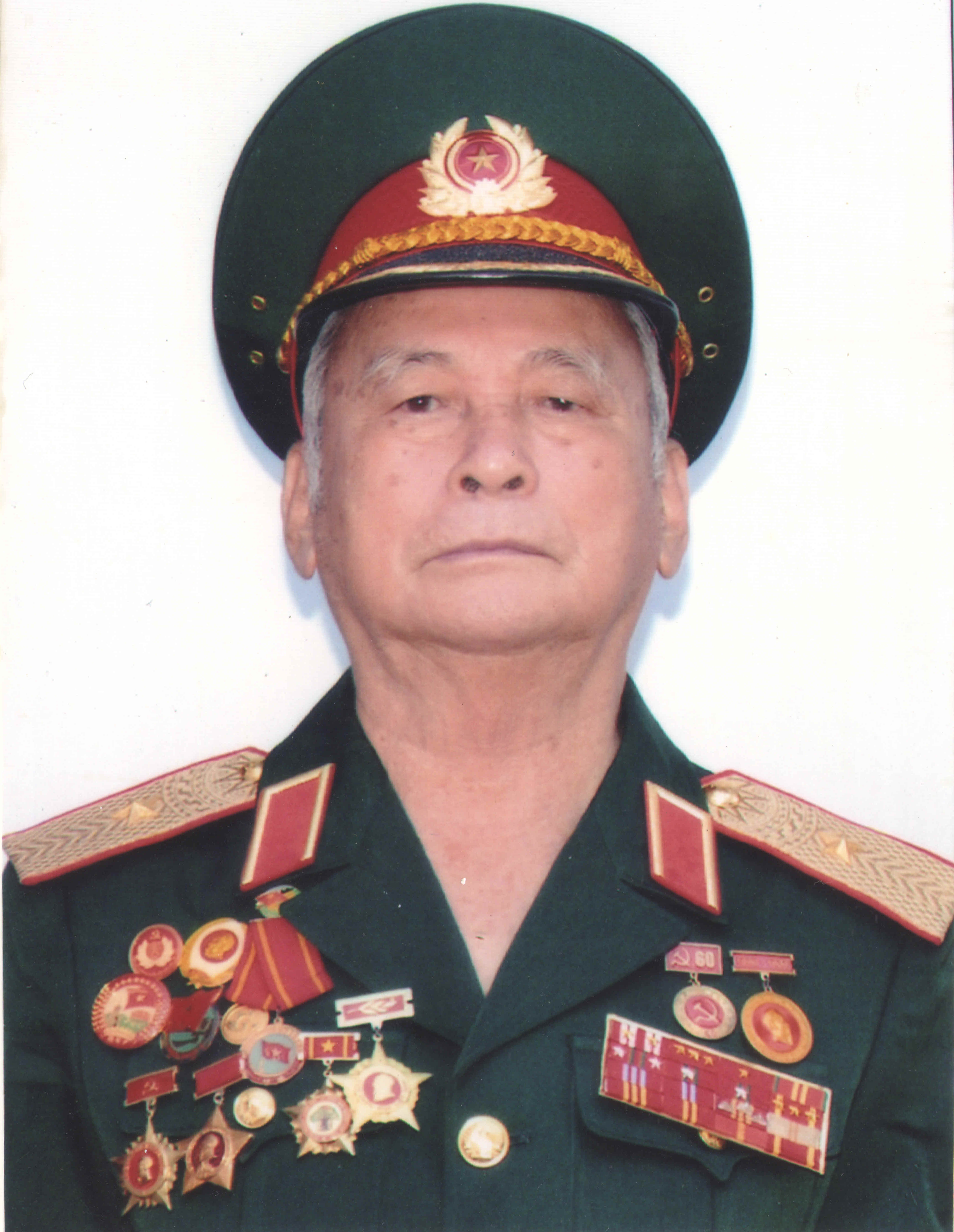
Hoàng Kim

  - Vladislav Krapivin, tác giả thiếu nhi Nga (s. 1938)
  - Erick Morillo, DJ và nhà sản xuất âm nhạc người Mỹ gốc Colombia (s. 1971)
- 2 tháng 9
  - David Graeber, nhà nhân chủng học người Mỹ và tác giả theo chủ nghĩa vô chính phủ (s. 1961)
  - Kang Kek Iew, chỉ huy nhà tù và tội phạm chiến tranh Campuchia (s. 1942)
  - Adrianus Johannes Simonis, hồng y người Hà Lan (s. 1931)
  - William Yorzyk, vận động viên bơi lội người Mỹ và nhà vô địch Olympic (s. 1933)
- 3 tháng 9: Birol Ünel, diễn viên người Đức gốc Thổ Nhĩ Kỳ (s. 1961)
- 4 tháng 9:
  - Annie Cordy, nữ diễn viên và ca sĩ người Bỉ (s. 1928)
  - Gary Peacock, tay bass đôi người Mỹ (s. 1935)
  - Joe Williams, Thủ tướng thứ 5 của Quần đảo Cook (s. 1934)
- 5 tháng 9:
  - Marian Jaworski, hồng y người Ba Lan (s. 1926)
  - Jiří Menzel, đạo diễn, diễn viên và nhà biên kịch người Séc (s. 1938)
- 6 tháng 9
  - Lou Brock, cầu thủ bóng chày người Mỹ (s. 1939)
  - Vaughan Jones, nhà toán học New Zealand (s. 1952)
  - Dragoljub Ojdanić, sĩ quan quân đội Serbia và tội phạm chiến tranh (s. 1941)
- 7 tháng 9: Abdul Qadir Bajamal, Thủ tướng thứ 5 của Yemen (s. 1946)
- 8 tháng 9: 
  - Anfred Riedl, huấn luyện viên người Áo (s. 1949)
  - Ronald Harwood, nhà biên kịch và nhà viết kịch người Anh gốc Nam Phi (s. 1934)
- 9 tháng 9: 
  - Vũ Tú Nam, nhà văn Việt Nam (s. 1929)
  - Shere Hite, nhà giáo dục giới tính và nữ quyền người Mỹ gốc Mỹ (s. 1942)
  - Alan Minter, võ sĩ chuyên nghiệp người Anh (s. 1951)
- 10 tháng 9: Diana Rigg, nữ diễn viên người Anh (s. 1938)
- 11 tháng 9:
  - Roger Carel, diễn viên người Pháp (s. 1927)
  - Christian Poncelet, chính trị gia người Pháp (s. 1928)
  - Toots Hibbert, ca sĩ và nhạc sĩ người Jamaica (s. 1942)
- 14 tháng 9: 
  - Oh In Hye, diễn viên  Hàn Quốc (s. 1984)
  - Ashina Sei, diễn viên Nhật Bản (s. 1983) 
  - William H. Gates, Sr., luật sư và nhà từ thiện người Mỹ (s. 1925)
- 15 tháng 9:
  - Momčilo Krajišnik, nhà lãnh đạo chính trị người Serb người Bosnia và tội phạm chiến tranh (s. 1945)
  - Moussa Traoré, Tổng thống thứ 2 của Mali (s. 1936)
  - Nikolay Shmatko, nhà điêu khắc và họa sĩ người Ukraina (s. 1943)
- 17 tháng 9
  - Terry Goodkind, tiểu thuyết gia người Mỹ (s. 1948)
  - Winston Groom, tiểu thuyết gia người Mỹ (s. 1943)
- 18 tháng 9: Nữ Thẩm phán Toà án Tối cao Hoa Kỳ Ruth Bader Ginsburg (s. 1933)
- 19 tháng 9: 
  - John Turner, Thủ tướng thứ 17 của Canada (s. 1929)
  - Phó Đức Phương, Nhạc sĩ Người Việt Nam (s. 1944)
  - Hoàng Kim, Thiếu tướng Việt Nam (s. 1927)
- 20 tháng 9: Michael Chapman, nhà quay phim và đạo diễn phim người Mỹ (s. 1935)
- 21 tháng 9:
  - Arthur Ashkin, nhà vật lý người Mỹ và người đoạt giải Nobel (s. 1922)
  - Tommy DeVito, nhạc sĩ và ca sĩ người Mỹ (s. 1928)
  - Michael Lonsdale, diễn viên người Pháp (s. 1931)
  - Jackie Stallone, nhà chiêm tinh người Mỹ (s. 1921)
- 22 tháng 9:
  - Michael Gwisdek, diễn viên và đạo diễn phim người Đức (s. 1942) [823]
  - Agne Simonsson, cầu thủ và huấn luyện viên người Thụy Điển (s. 1935)
  - Road Warrior Animal, đô vật chuyên nghiệp người Mỹ (s. 1960)
- 23 tháng 9:
  - Juliette Gréco, ca sĩ và diễn viên người Pháp (s. 1927)
  - Gale Sayers, cầu thủ và quản trị viên bóng đá người Mỹ (s. 1943)
- 24 tháng 9:
  - Dean Jones, nhà bình luận và vận động viên cricket người Úc (s. 1961)
  - Corine Rottschäfer, người mẫu và người đẹp thi người Hà Lan (s. 1938)
- 25 tháng 9:
  - S. P. Balasubrahmanyam, ca sĩ và diễn viên phát lại người Ấn Độ (s. 1946)
  - Goran Paskaljević, đạo diễn phim người Serbia (s. 1947)
  - 26 tháng 9:
  - John D. Barrow, nhà vật lý và vũ trụ học người Anh (s. 1952)
  - Jacques Beurlet, cầu thủ bóng đá quốc tế người Bỉ (s. 1944)
- 27 tháng 9:
  - Wolfgang Clement, chính trị gia người Đức (s. 1940)
  - Yuri Orlov, nhà vật lý hạt nhân Liên Xô-Nga và nhà hoạt động nhân quyền (s. 1924)
  - Jaswant Singh, chính trị gia Ấn Độ (s. 1938)
  - Yūko Takeuchi, nữ diễn viên Nhật Bản (s. 1980)
- 29 tháng 9: Sabah Al-Ahmad Al-Jaber Al-Sabah, Emir của Kuwait (s. 1929)
- 30 tháng 9
  - Ali Bozer, chính trị gia và học giả Thổ Nhĩ Kỳ, Quyền Thủ tướng (s. 1925)
  - Quino, họa sĩ biếm họa người Argentina (s. 1932)

### Tháng 10

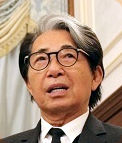
Kenzō Takada

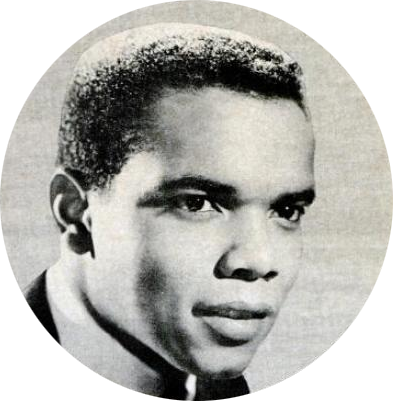
Johnny Nash

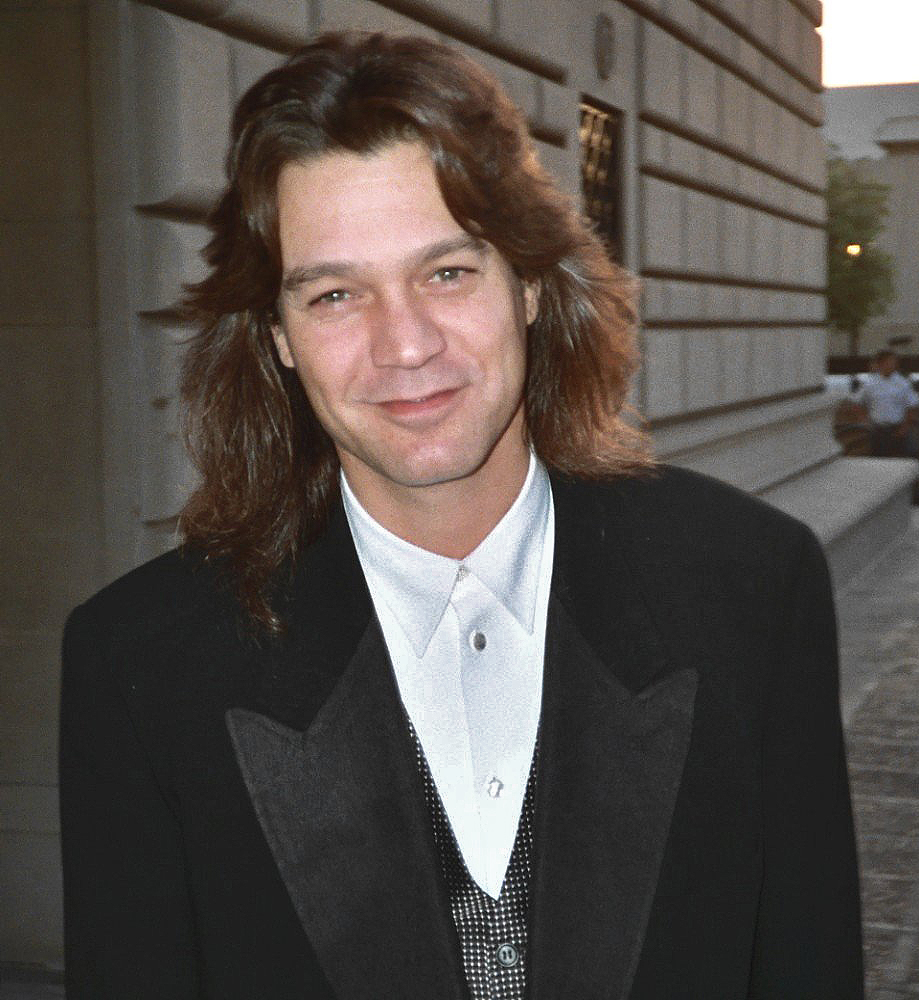
Eddie Van Halen

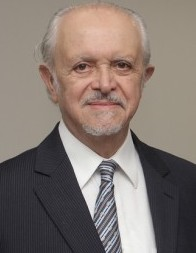
Mario J. Molina

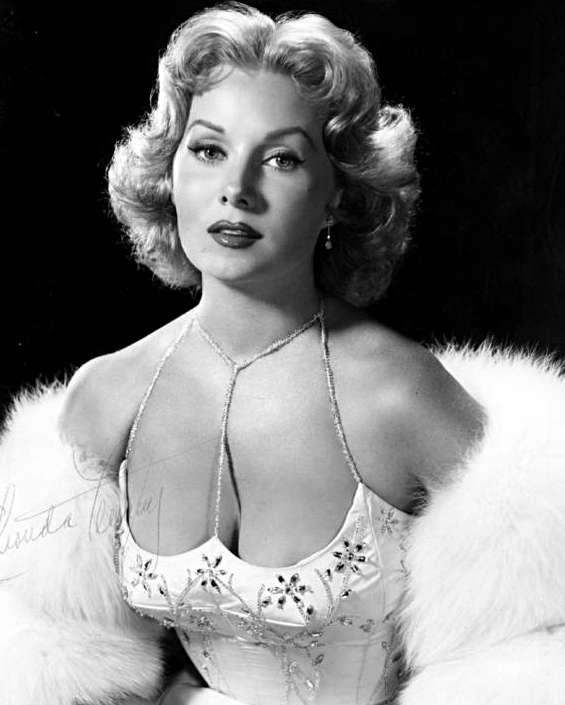
Rhonda Fleming

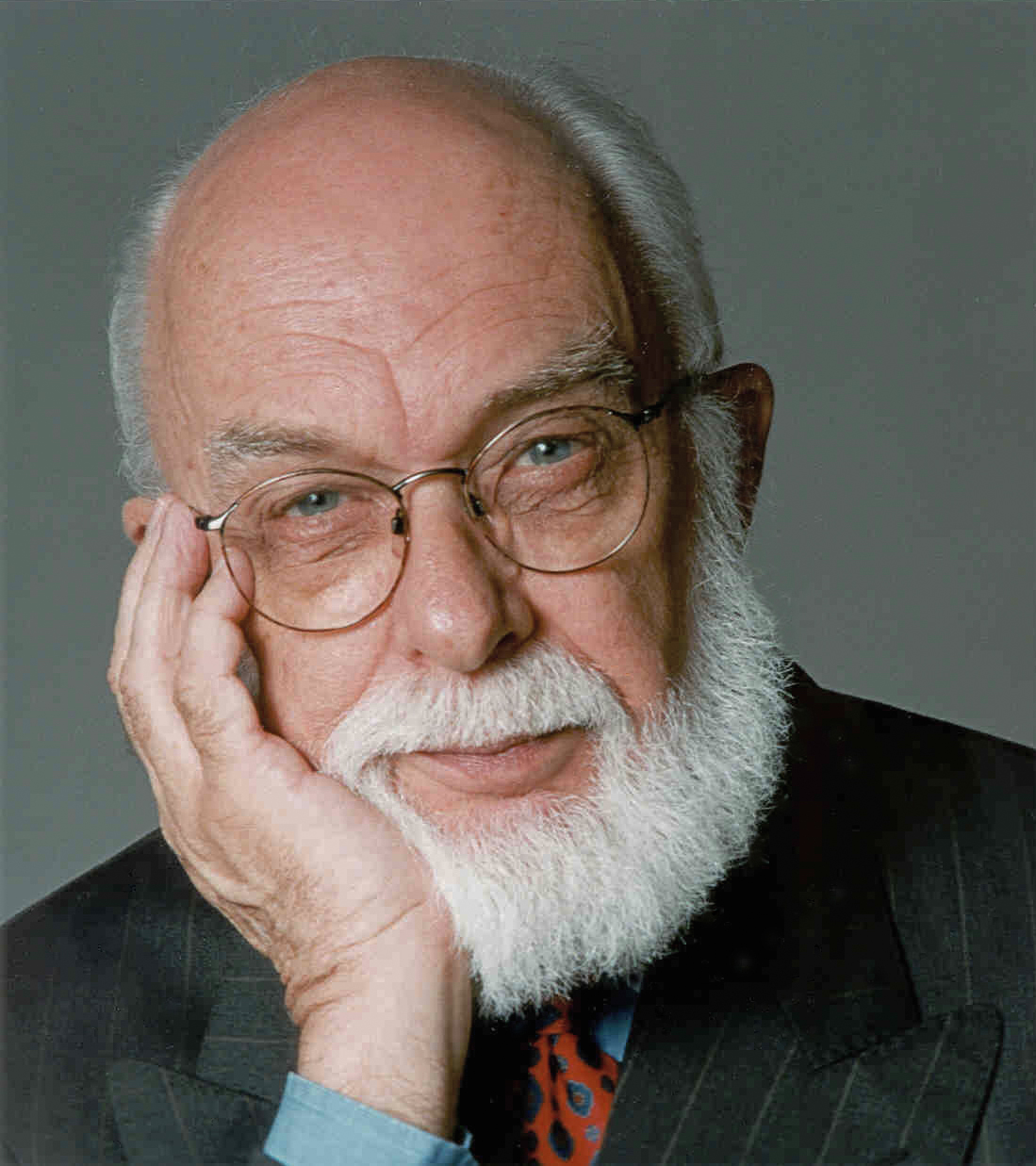
James Randi

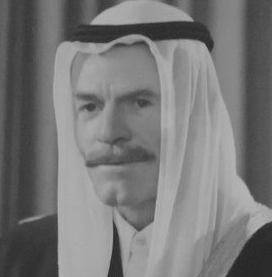
Izzat Ibrahim al-Douri

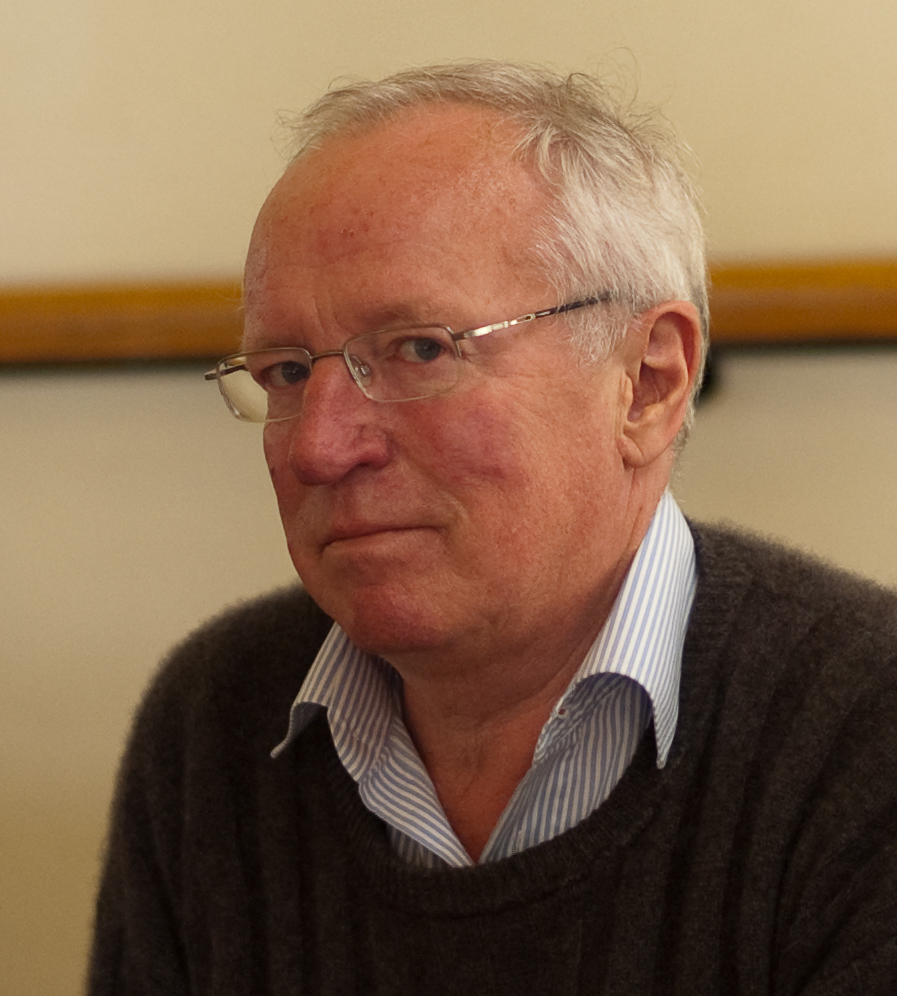
Robert Fisk

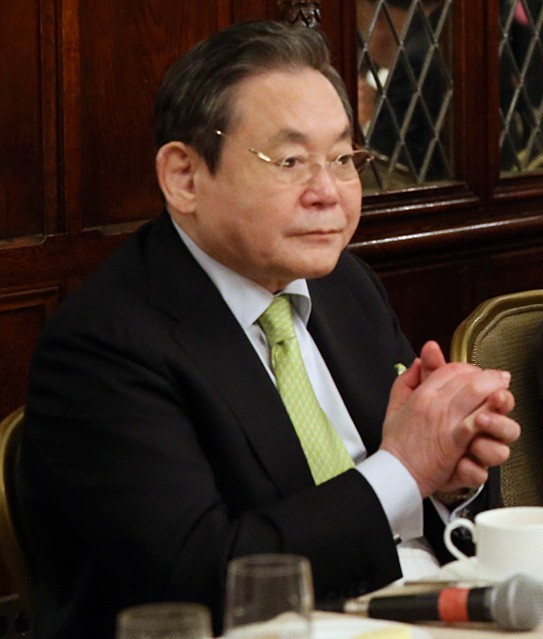
Lee Kun-hee

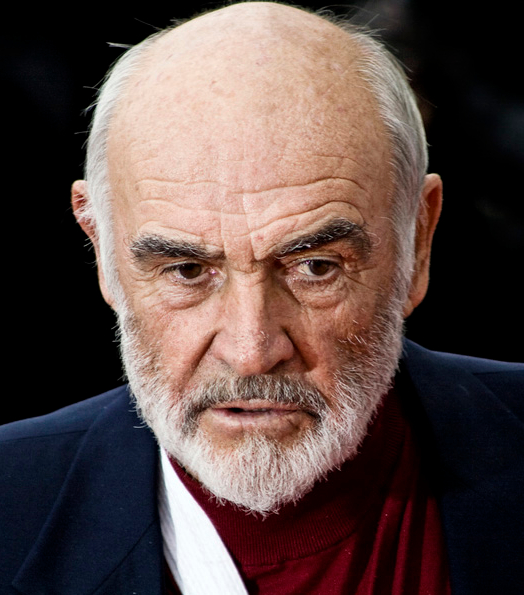
Sean Connery

- 1 tháng 10 – Derek Mahon, nhà thơ và nhà báo Ireland (b. 1941)
- 2 tháng 10:
  - Bob Gibson, cầu thủ bóng chày người Mỹ (b. 1935)
  - Irina Slavina, nhà báo Nga (b. 1973)
  - Victor Zalgaller, nhà toán học người Nga-Israel (b. 1920)
- 4 tháng 10
  - Günter de Bruyn, nhà văn người Đức (b. 1926)
  - Kenzō Takada, nhà thiết kế thời trang người Pháp gốc Nhật (b. 1939)
- 5 tháng 10 – Ruth Klüger, nhà giáo dục, nhà văn và Holocaust người Mỹ gốc Áo sống sót (b. 1931)
- 6 tháng 10
  - Johnny Nash, ca sĩ kiêm nhạc sĩ người Mỹ (sinh năm 1940)
  - Eddie Van Halen, nhạc sĩ kiêm nhạc sĩ người Mỹ gốc Hà Lan (sinh năm 1955)
- 7 tháng 10
  - Tom Kennedy, người dẫn chương trình trò chơi người Mỹ (b. 1927)
  - Mario J. Molina, nhà hóa học người Mexico và người đoạt giải Nobel (b. 1943)
- 8 tháng 10
  - Vladimir Dolgikh, chính trị gia người Nga (sinh năm 1924)
  - Whitey Ford, cầu thủ bóng chày người Mỹ (sinh năm 1928)
  - Ali Khalif Galaydh, Thủ tướng thứ 8 của Somalia (sinh năm 1941)
  - Charles Moore, vận động viên người Mỹ và nhà vô địch Olympic (sinh năm 1929)
  - Ram Vilas Paswan, chính trị gia Ấn Độ (sinh năm 1946)
  - Mohammad-Reza Shajarian, ca sĩ kiêm nhạc sĩ cổ điển Iran (sinh năm 1940)
- 11 tháng 10: Joe Morgan, cầu thủ bóng chày người Mỹ (sinh năm 1943)
  - 12 tháng 10
  - Conchata Ferrell, nữ diễn viên người Mỹ (sinh năm 1943)
  - Yehoshua Kenaz, nhà văn và dịch giả người Israel (sinh năm 1937)
  - Roberta McCain, tộc trưởng chính trị người Mỹ (sinh năm 1912)
  - Litokwa Tomeing, Tổng thống thứ 4 của Quần đảo Marshall (sinh năm 1939)
- 14 tháng 10:
  - Rhonda Fleming, nữ diễn viên người Mỹ (sinh năm 1923)
  - Herbert Kretzmer, nhà báo và nhà viết lời người Anh gốc Nam Phi (sinh năm 1925)
  - Kuniwo Nakamura, Tổng thống thứ 6 của Palau (sinh năm 1943)
- 15 tháng 10
  - Bhanu Athaiya, nhà thiết kế trang phục Ấn Độ (sinh năm 1929)
  - Sonja Edström, vận động viên trượt tuyết băng đồng người Thụy Điển và nhà vô địch Olympic (sinh năm 1930)
  - Akkitham Achuthan Namboothiri, nhà thơ và nhà tiểu luận Ấn Độ (sinh năm 1926)
  - Jole Santelli, chính trị gia người Ý (sinh năm 1968)
- 16 tháng 10 - Gordon Haskell, ca sĩ kiêm nhạc sĩ và nhạc sĩ người Anh (sinh năm 1946)
- 17 tháng 10 - Toshinori Kondo, nghệ sĩ kèn jazz Nhật Bản (sinh năm 1948)
- 18 tháng 10 - René Felber, Chủ tịch thứ 81 của Liên đoàn Thụy Sĩ (sinh năm 1933)
- 19 tháng 10 - Spencer Davis, ca sĩ, nhạc sĩ kiêm nghệ sĩ guitar pop rock người xứ Wales (sinh năm 1939)
- 20 tháng 10
  - Bruno Martini, cầu thủ bóng đá quốc tế người Pháp (sinh năm 1962)
  - James Randi, nhà ảo thuật và hoài nghi người Mỹ gốc Canada (sinh năm 1928)
  - Irina Skobtseva, nữ diễn viên người Nga (sinh năm 1927)
- 21 tháng 10: Nam Hùng, nghệ sĩ ưu tú, nghệ sĩ cải lương Việt Nam, được nổi tiếng với vai diễn "Thầy Đề" (s. 1937)
- 22 tháng 10: Lý Huỳnh, nghệ sĩ nhân dân, Võ sư, diễn viên người Việt Nam (s. 1942)
- 25 tháng 10: Lee Kun-hee, chủ tịch Tập đoàn điện tử Samsung người Hàn Quốc (s. 1942)
- 26 tháng 10: 
  - Văn Ký, nhạc sĩ người Việt Nam (s. 1928)
  - Izzat Ibrahim al-Douri, Phó Tổng thống thứ 6 của Iraq (sinh năm 1942)
- 28 tháng 10
  - Anthony Soter Fernandez, hồng y Công giáo La Mã Malaysia (sinh năm 1930)
  - Alain Rey, nhà ngôn ngữ học và từ điển người Pháp (sinh năm 1928)
  - Billy Joe Shaver, nghệ sĩ guitar đồng quê người Mỹ (sinh năm 1939)
- 29 tháng 10
  - Angelika Amon, nhà sinh học phân tử và tế bào người Mỹ gốc Áo (sinh năm 1967)
  - Roger Closset, vận động viên điền kinh Pháp và huy chương bạc Olympic (sinh năm 1933)
- 30 tháng 10
  - Robert Fisk, nhà văn và nhà báo người Anh (sinh năm 1946)
  - Jan Myrdal, tác giả và nhà hoạt động chính trị người Thụy Điển (sinh năm 1927)
  - Amfilohije Radović, Giám quản Chính thống giáo Serbia (sinh năm 1938)
  - Nobby Stiles, cầu thủ bóng đá người Anh (sinh năm 1942)
  - Mesut Yılmaz, Thủ tướng thứ 21 của Thổ Nhĩ Kỳ (sinh năm 1947)
- 31 tháng 10: Sean Connery, diễn viên người Hoa Kỳ (s. 1930)

### Tháng 11

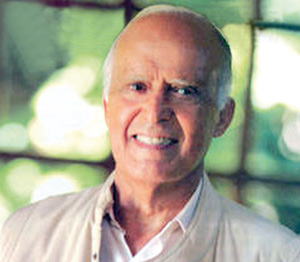
Ahmed Laraki

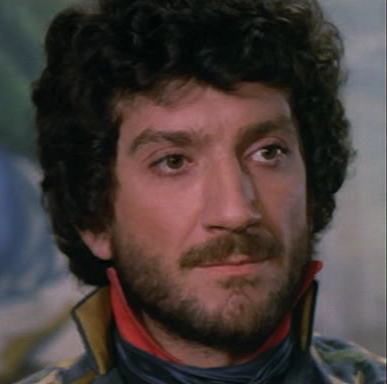
Gigi Proietti

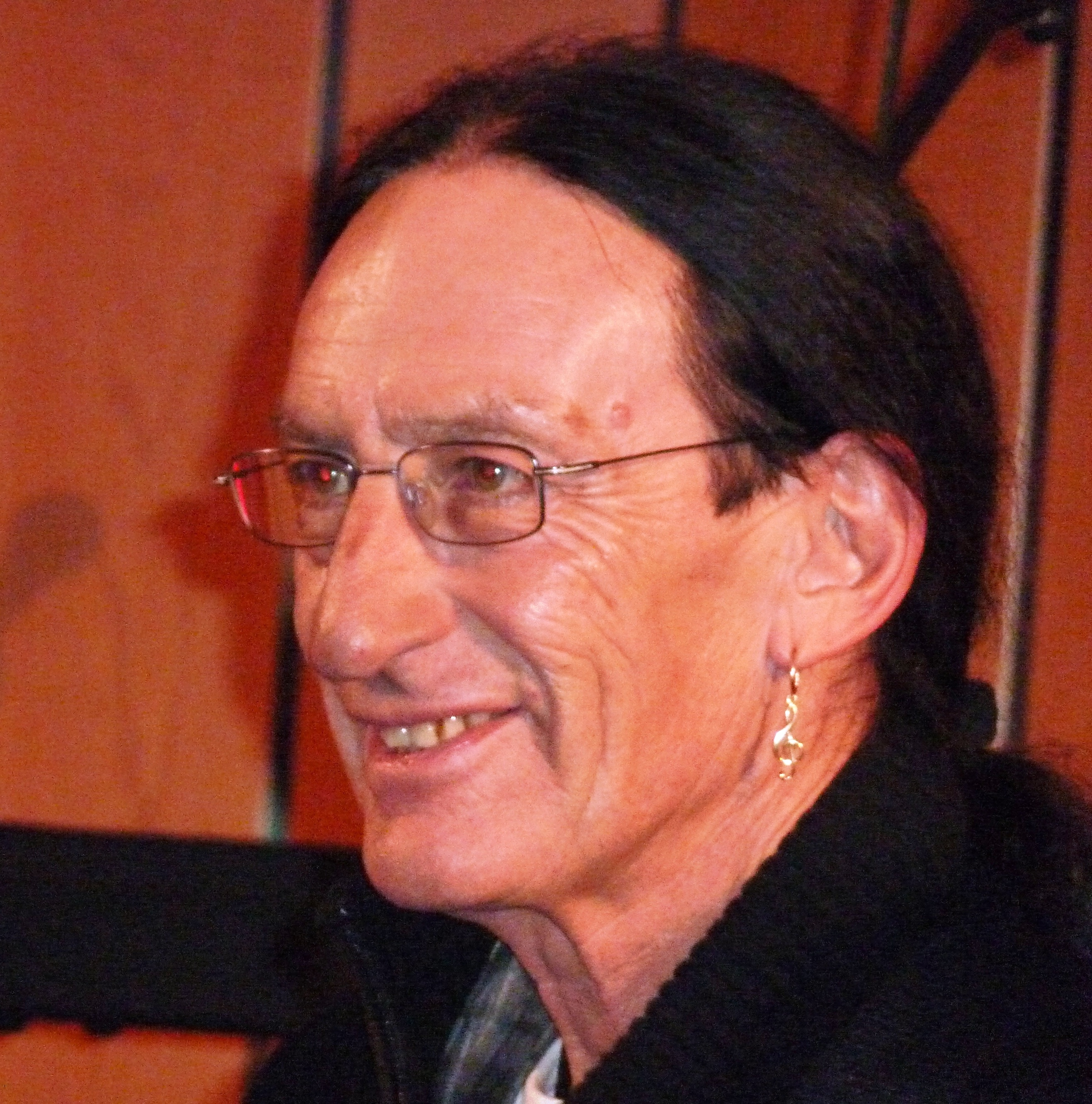
Ken Hensley

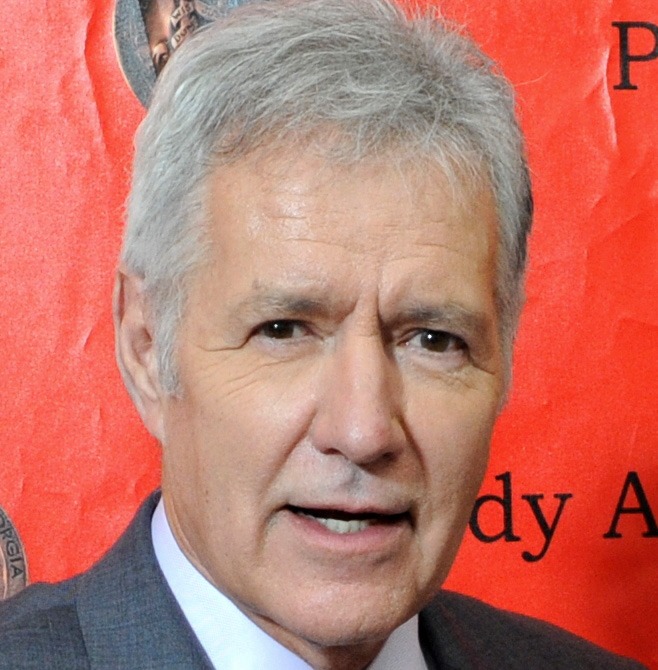
Alex Trebek

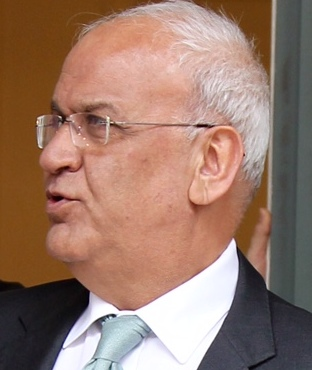
Saeb Erekat

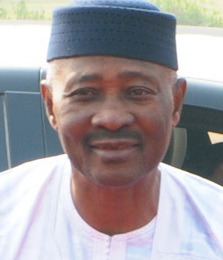
Amadou Toumani Touré

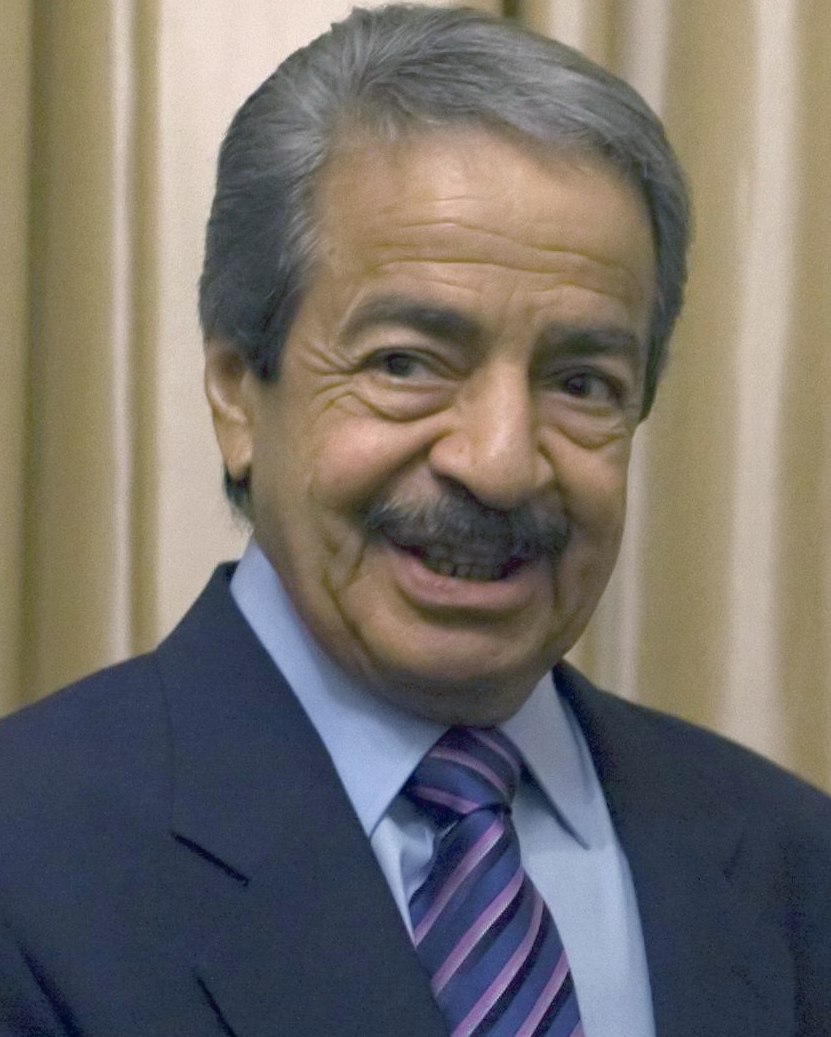
Khalifa ibn Salman Al Khalifa

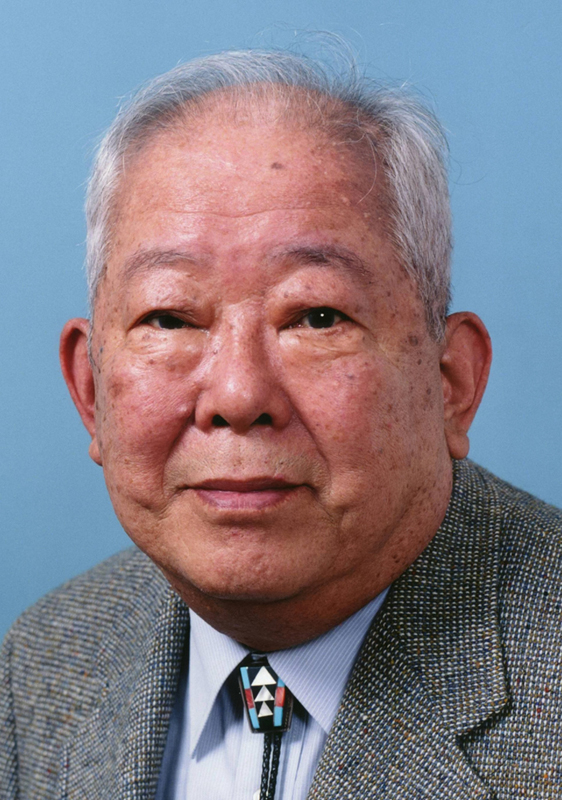
Masatoshi Koshiba

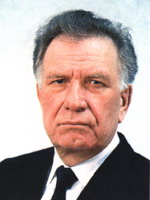
Leonid Potapov

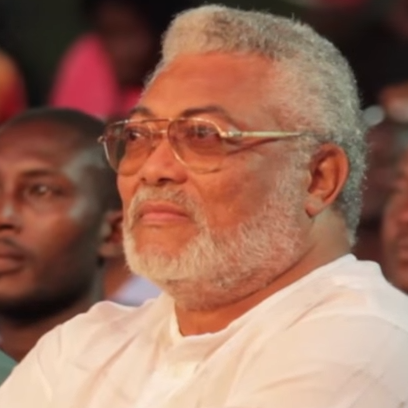
Jerry Rawlings

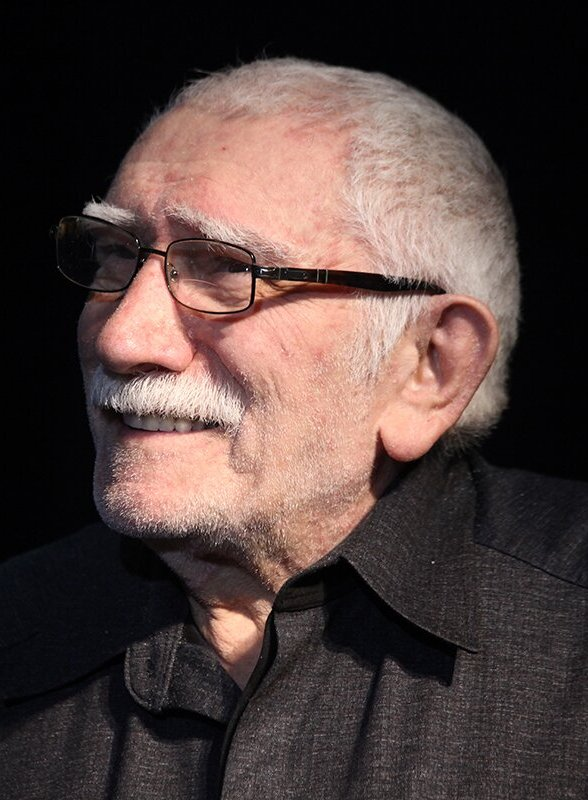
Armen Dzhigarkhanyan

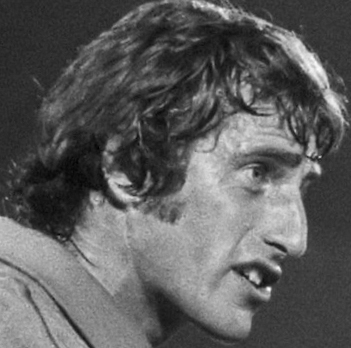
Ray Clemence

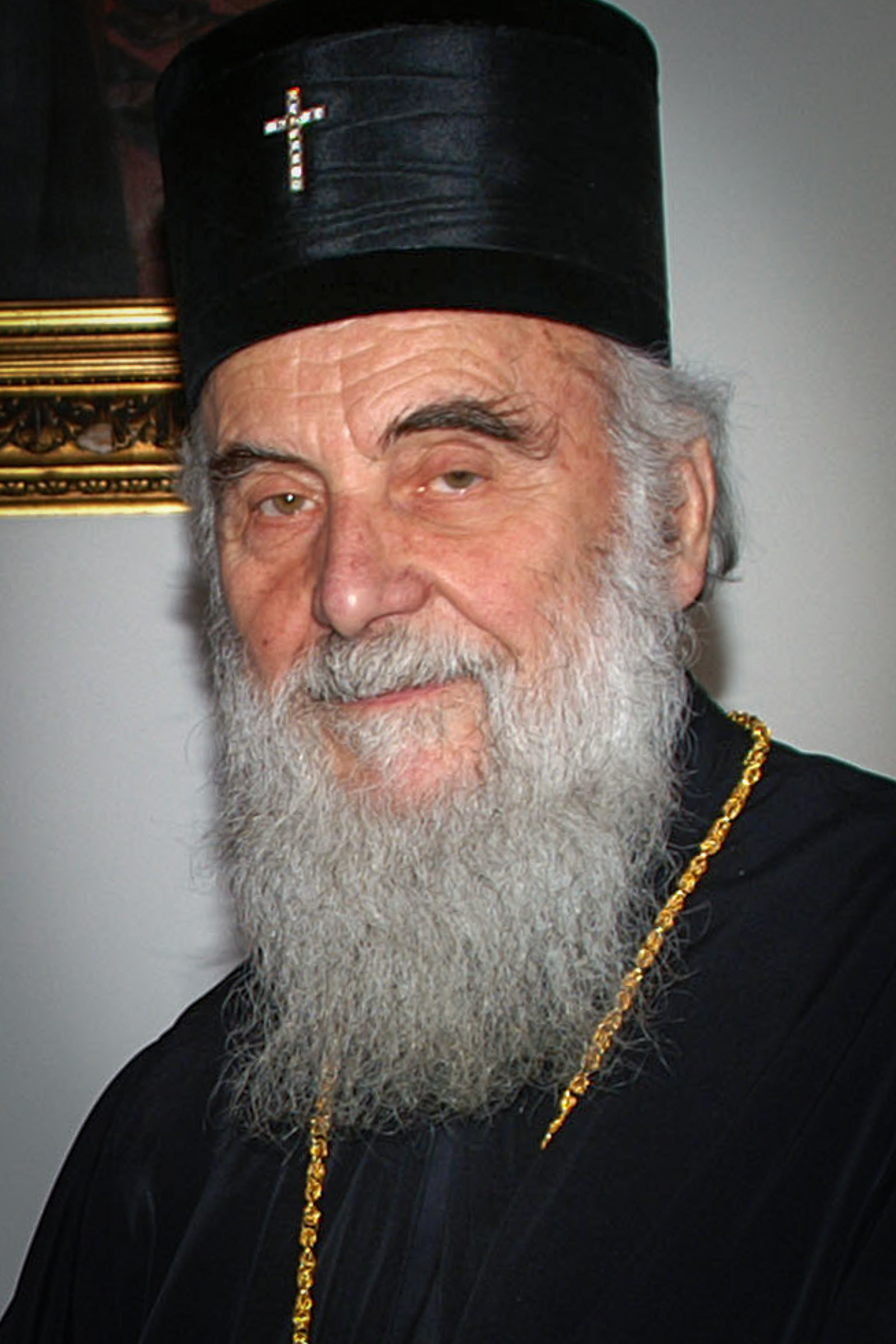
Irinej

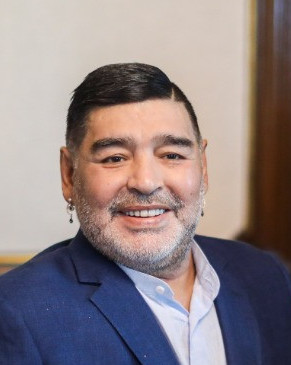
Diego Maradona

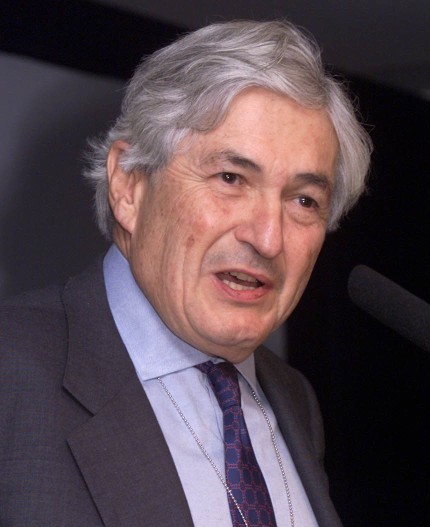
James Wolfensohn

Mohsen Fakhrizadeh

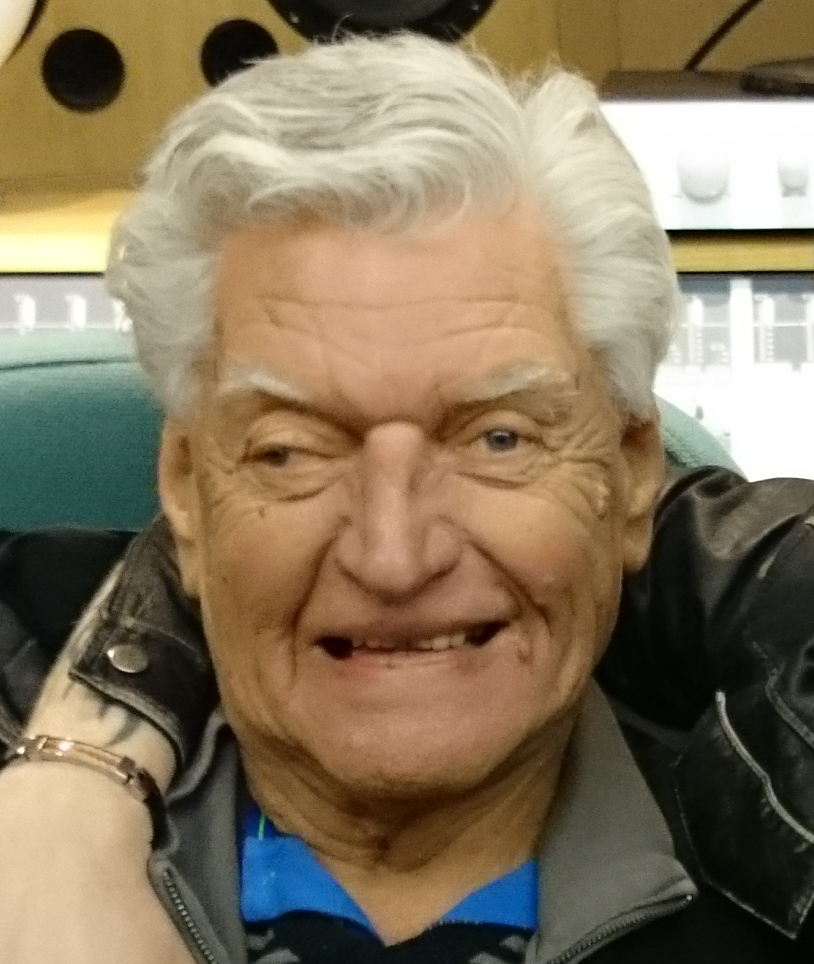
David Prowse

- 1 tháng 11: Ánh Hoa, nghệ sĩ cải lương kiêm diễn viên người Việt Nam (s. 1941)
- 2 tháng 11: Ngọc Cẩm vợ của nhạc sĩ Nguyễn Hữu Thiết và là mẹ của ca sĩ Hồng Hạnh (s. 1930)
- 4 tháng 11: Ken Hensley, ca sĩ kiêm nhạc sĩ nhạc rock người Anh (s. 1945)
- 5 tháng 11
  - Jim Marurai, Thủ tướng thứ 8 của Quần đảo Cook (s. 1947)
  - Geoffrey Palmer, diễn viên người Anh (sinh năm 1927)
  - Reynaert, ca sĩ kiêm nhạc sĩ nhạc pop người Bỉ và là thí sinh Eurovision (sinh năm 1995)
  - Géza Szőcs, nhà thơ và chính trị gia Romania-Hungary (sinh năm 1953)
- 6 tháng 11
  - Fernando Solanas, đạo diễn điện ảnh và chính trị gia người Argentina (sinh năm 1936)
  - Nathan Zach, nhà thơ Israel (sinh năm 1930)
- 7 tháng 11: Jonathan Sacks, giáo sĩ Do Thái Chính thống người Anh, nhà triết học, nhà thần học, tác giả và chính trị gia (sinh năm 1948)
- 8 tháng 11: Alex Trebek, người dẫn chương trình trò chơi người Mỹ gốc Canada (sinh năm 1940)
- 9 tháng 11
  - Đinh Văn K'Rể, cậu bé mắc bệnh hội chứng Seckel người Việt Nam (s. 2009)
  - Lê Dinh, nhạc sĩ người Việt Nam (s. 1934)
- 12 tháng 11
  - Nelly Kaplan, đạo diễn và biên kịch người Pháp gốc Argentina (s. 1931)
  - Koshiba Masatoshi, nhà vật lý người Nhật Bản và người đoạt giải Nobel (s. 1926)
  - Leonid Potapov, chính trị gia người Nga (sinh năm 1935)
  - Albert Quixall, cầu thủ bóng đá người Anh (s. 1933)
  - Jerry Rawlings, Tổng thống thứ nhất và thứ 4 của Ghana (s. 1947)
- 13 tháng 11:
  - Vidin Apostolov, cầu thủ bóng đá người Bulgaria (sinh năm 1941)
  - Paul Hornung, cầu thủ bóng đá người Mỹ (sinh năm 1935)
  - John Meurig Thomas, nhà khoa học và sử gia người xứ Wales (sinh năm 1932)
  - Attila Horváth, vận động viên ném đĩa Olympic Hungary (sinh năm 1967)
  - Louis Rostollan, tay đua xe đạp đường trường người Pháp (sinh năm 1936)
  - Kićo Slabinac, ca sĩ kiêm nhạc sĩ nhạc pop người Croatia (s. 1944)
  - Peter Sutcliffe, kẻ giết người hàng loạt người Anh (s. 1946)
- 14 tháng 11
  - Armen Dzhigarkhanyan, diễn viên người Nga gốc Armenia (s. 1935)
  - Hasan Muratović, Thủ tướng thứ 4 của Bosnia và Herzegovina (s. 1940)
- 15 tháng 11
  - Soumitra Chatterjee, diễn viên và nhà văn Ấn Độ (s. 1935)
  - Ray Clemence, cầu thủ bóng đá người Anh (sinh năm 1948)
  - Raúl Eduardo Vela Chiriboga, hồng y Công giáo La Mã người Ecuador (sinh năm 1934)
- 16 tháng 11
  - Henryk Gulbinowicz, hồng y Công giáo La Mã Ba Lan (s. 1923)
  - Walid Muallem, chính trị gia người Syria (s. 1941)
  - Bruce Swedien, kỹ sư và nhà sản xuất âm thanh người Mỹ (s. 1934)
- 17 tháng 11
  - Walt Davis, vận động viên bóng rổ người Mỹ và nhà vô địch Olympic (sinh năm 1931)
  - Pim Doesburg, cầu thủ bóng đá người Hà Lan (sinh năm 1943)
  - Roman Viktyuk, diễn viên kịch, nhà viết kịch và đạo diễn người Nga gốc Ukraina (sinh năm 1936)
- 18 tháng 11
  - Umar Ghalib, Thủ tướng thứ 7 của Somalia (sinh năm 1930)
  - Adam Musiał, cầu thủ và huấn luyện viên người Ba Lan (sinh năm 1948)
  - Mridula Sinha, chính trị gia Ấn Độ (sinh năm 1942)
- 20 tháng 11
  - Ernesto Canto, vận động viên điền kinh người Mexico và nhà vô địch Olympic (sinh năm 1959)
  - Irinej, Thượng phụ thứ 45 của Nhà thờ Chính thống Serbia (sinh năm 1930)
  - Judith Jarvis Thomson, triết gia đạo đức người Mỹ (sinh năm 1929)
  - Jan Morris, nhà sử học và du lịch xứ Wales (sinh năm 1926)
- 21 tháng 11
  - Oliver Friggieri, nhà thơ và tiểu thuyết gia người Malta (sinh năm 1947)
  - Artemije Radosavljević, Giám quản Chính thống giáo Serbia (sinh năm 1935)
- 22 tháng 11:
  - Đoàn Tử Huyến, dịch giả người Việt Nam (s. 1950)
  - Sidi Ould Cheikh Abdallahi, Tổng thống thứ 7 của Mauritania (sinh năm 1938)
  - Mustafa Nadarević, diễn viên kiêm diễn viên hài người Bosnia-Croatia (s. 1943)
  - Maurice Setters, cầu thủ và quản lý bóng đá người Anh (s. 1936)
- 23 tháng 11
  - Karl Dall, diễn viên, diễn viên hài và ca sĩ người Đức (sinh năm 1941)
  - Abby Dalton, nữ diễn viên người Mỹ (sinh năm 1932)
  - David Dinkins, chính trị gia và luật sư người Mỹ (sinh năm 1927)
  - Tarun Gogoi, chính trị gia Ấn Độ (sinh năm 1934)
  - Anele Ngcongca, cầu thủ bóng đá Nam Phi (sinh năm 1987)
- 24 tháng 11
  - Damián Iguacén Borau, Giám mục Công giáo La Mã Tây Ban Nha (s. 1916)
  - Mamadou Tandja, Tổng thống thứ 7 của Niger (sinh năm 1938)
- 25 tháng 11: Diego Maradona, cầu thủ bóng đá người Argentina (s. 1960)
- 26 tháng 11
  - Sadiq al-Mahdi, Thủ tướng thứ 7 của Sudan (sinh năm 1935)
  - Dimitar Largov, vận động viên bóng đá Olympic người Bulgaria (sinh năm 1936)
  - Tevita Momoedonu, Thủ tướng thứ 5 của Fiji (sinh năm 1946)
  - Daria Nicolodi, nữ diễn viên và nhà biên kịch người Ý (sinh năm 1950)
- 27 tháng 11
  - Kevin Burnham, thủy thủ người Mỹ và nhà vô địch Olympic (s. 1956)
  - Mohsen Fakhrizadeh, nhà khoa học hạt nhân Iran (sinh năm 1958)
  - Tony Hsieh, doanh nhân internet và nhà đầu tư mạo hiểm người Mỹ (s. 1973)
- 28 tháng 11: 
  - Trần Thị Tuyết, nghệ sĩ ngâm thơ, Nghệ sĩ Nhân dân người Việt Nam (s. 1931)
  - David Prowse, vận động viên thể hình, vận động viên cử tạ và diễn viên người Anh (s. 1935)
- 29 tháng 11: 
  - Mai Hương, ca sĩ người Mỹ gốc Việt Nam (s. 1941)
  - Ben Bova, nhà văn Mỹ (sinh năm 1932)
  - Papa Bouba Diop, cầu thủ bóng đá người Senegal (sinh năm 1978)
  - Vladimir Fortov, nhà vật lý người Nga (sinh năm 1946)

### Tháng 12

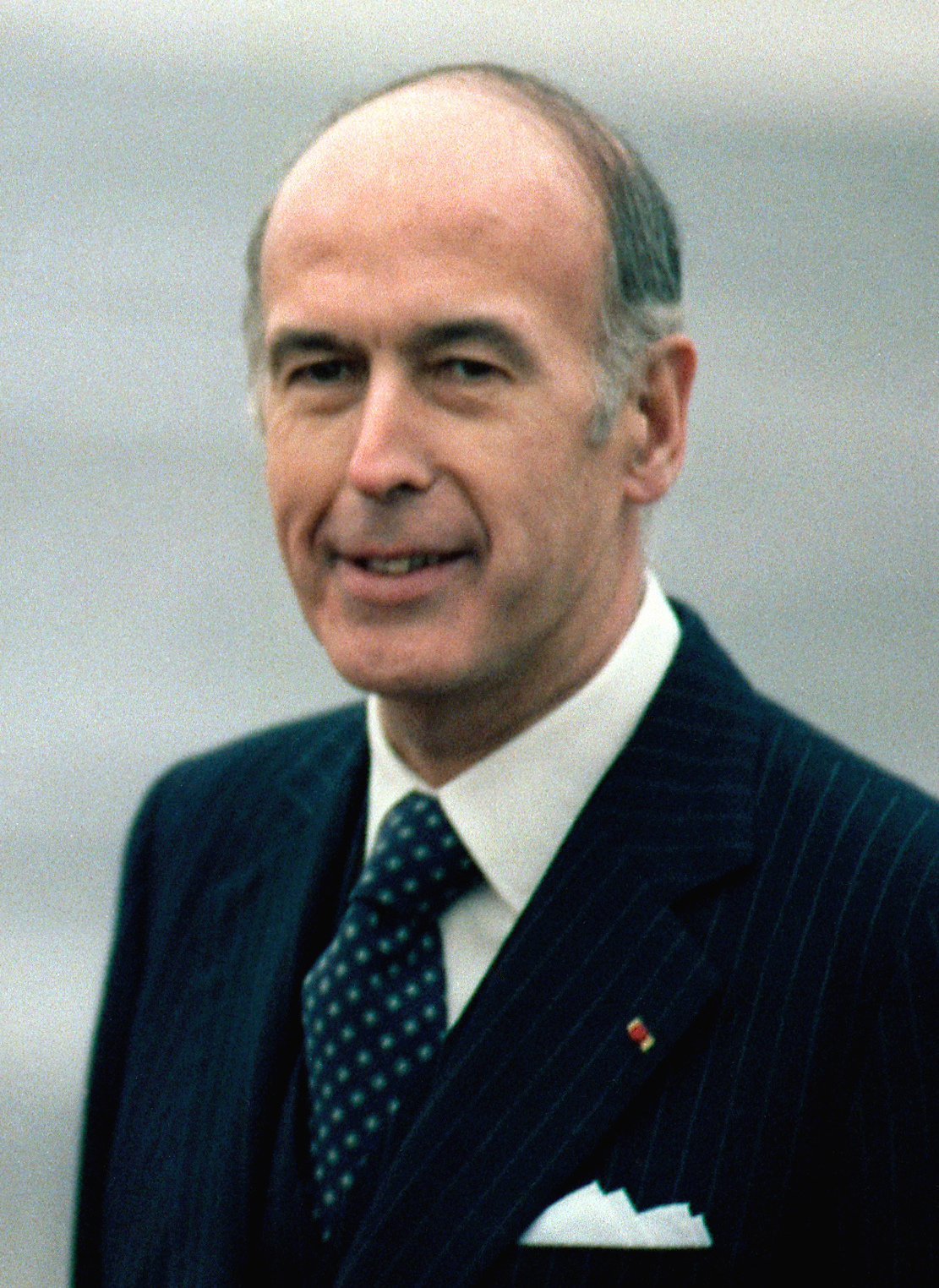
Valéry Giscard d'Estaing

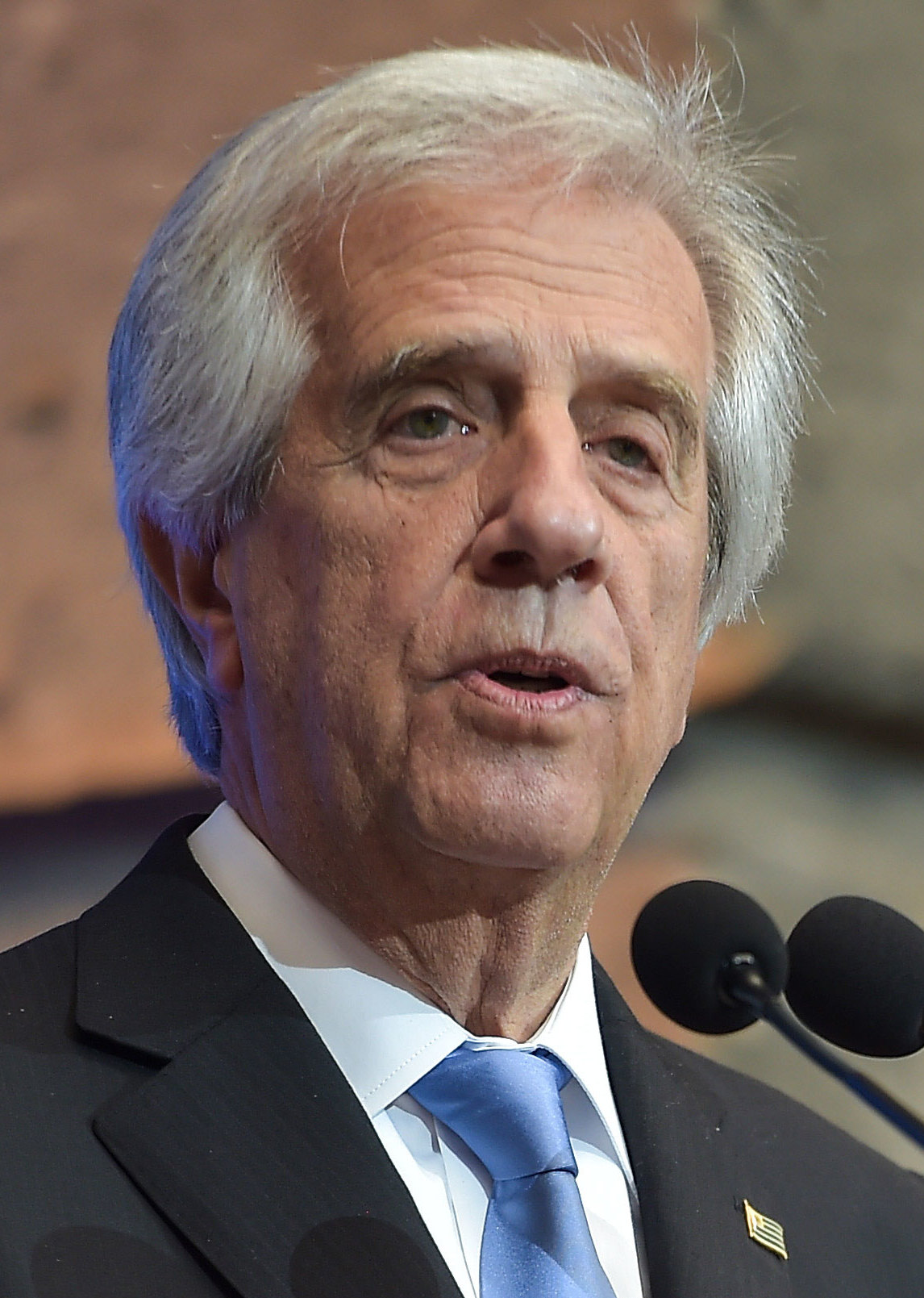
Tabaré Vázquez

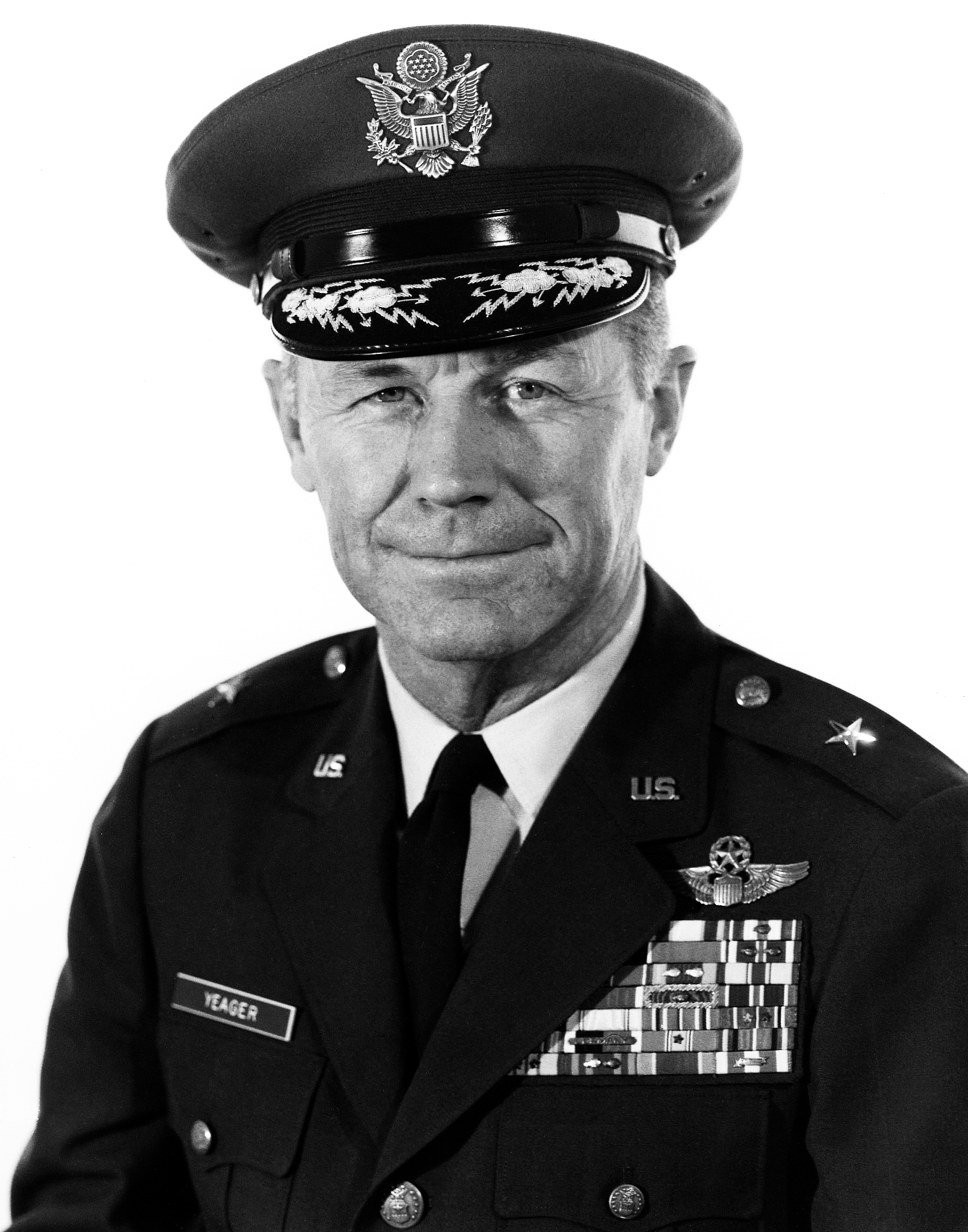
Chuck Yeager

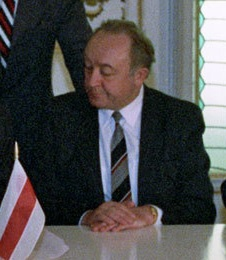
Vyacheslav Kebich

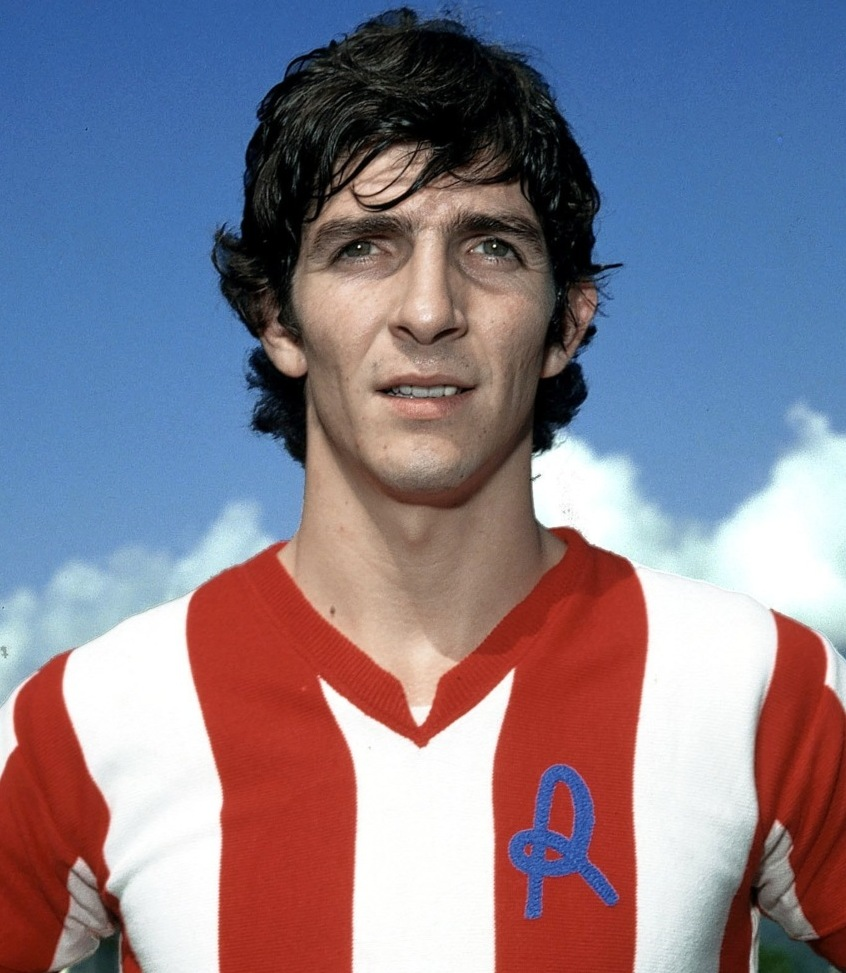
Paolo Rossi

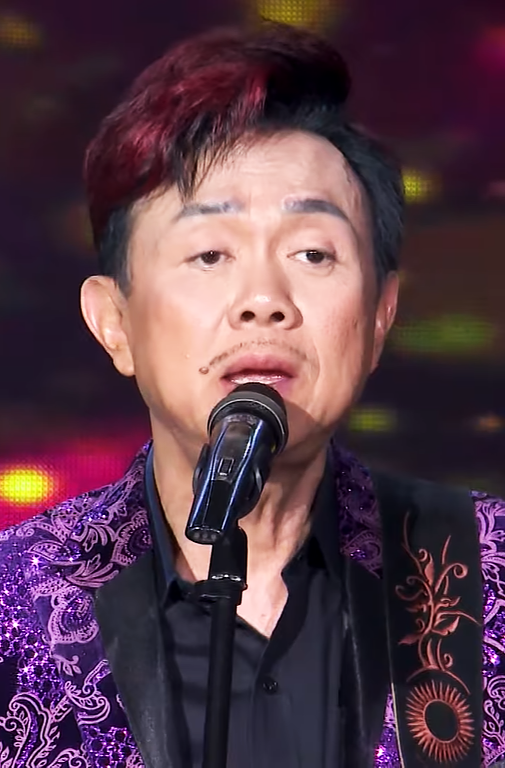
Chí Tài

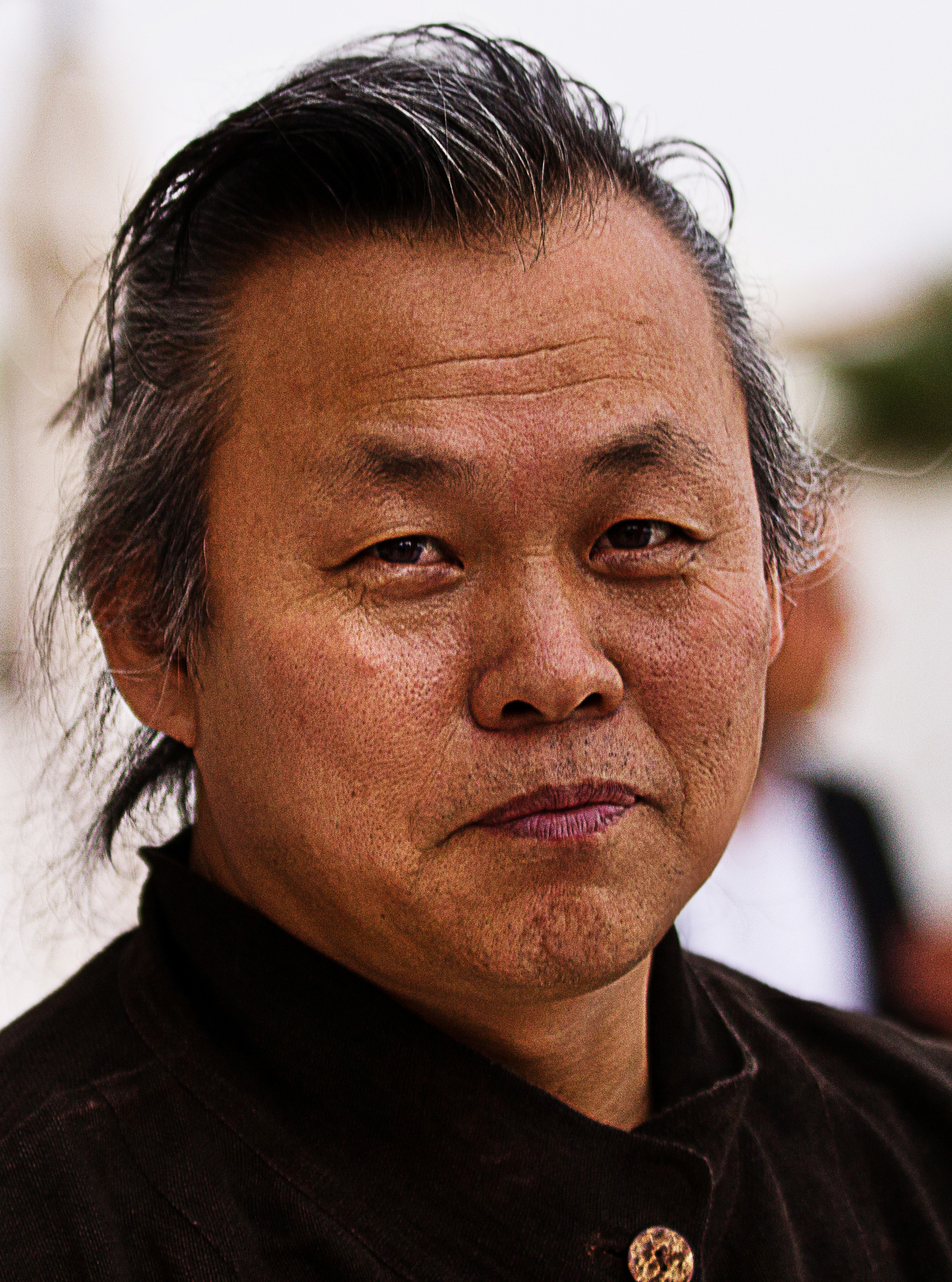
Kim Ki-duk

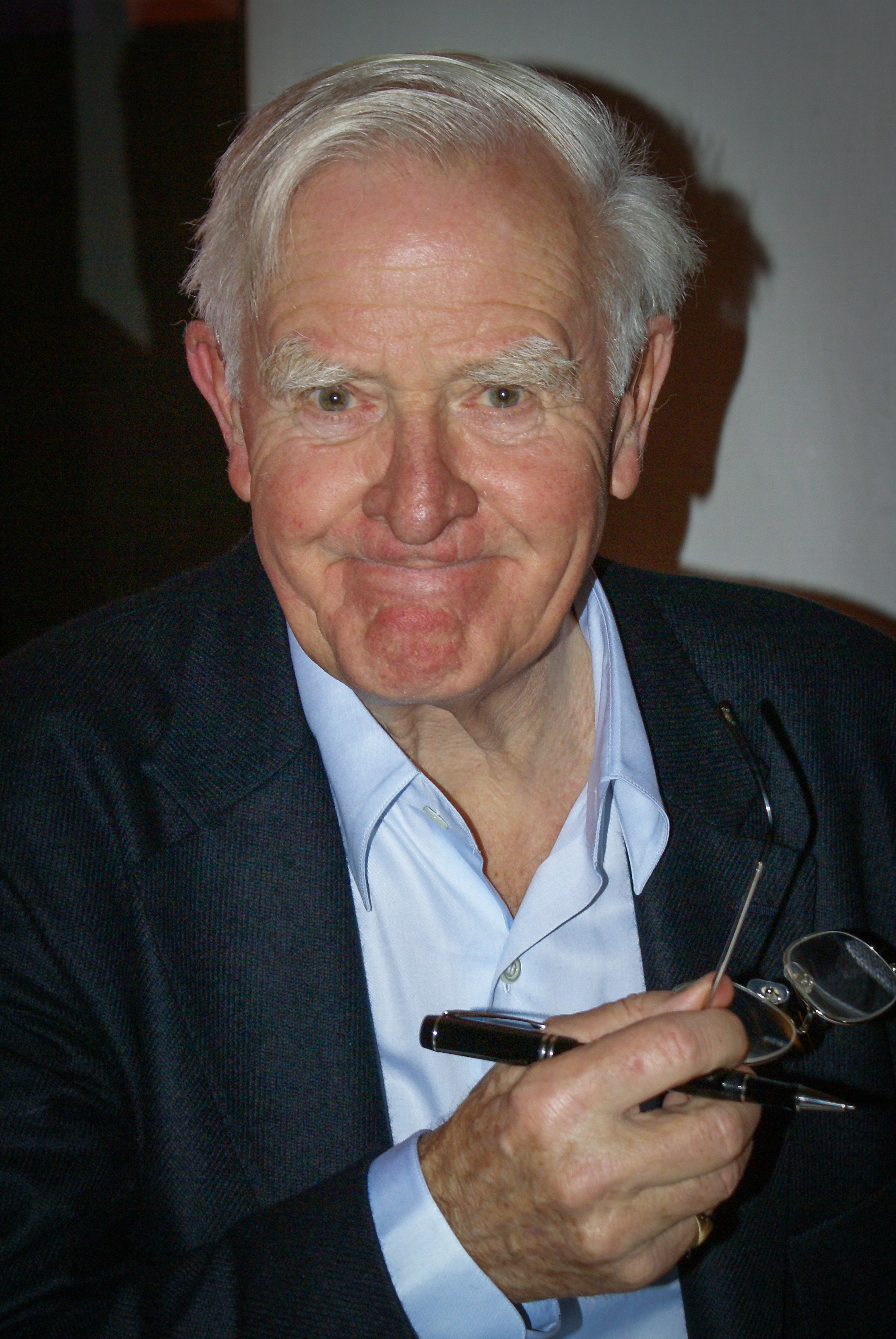
John le Carré

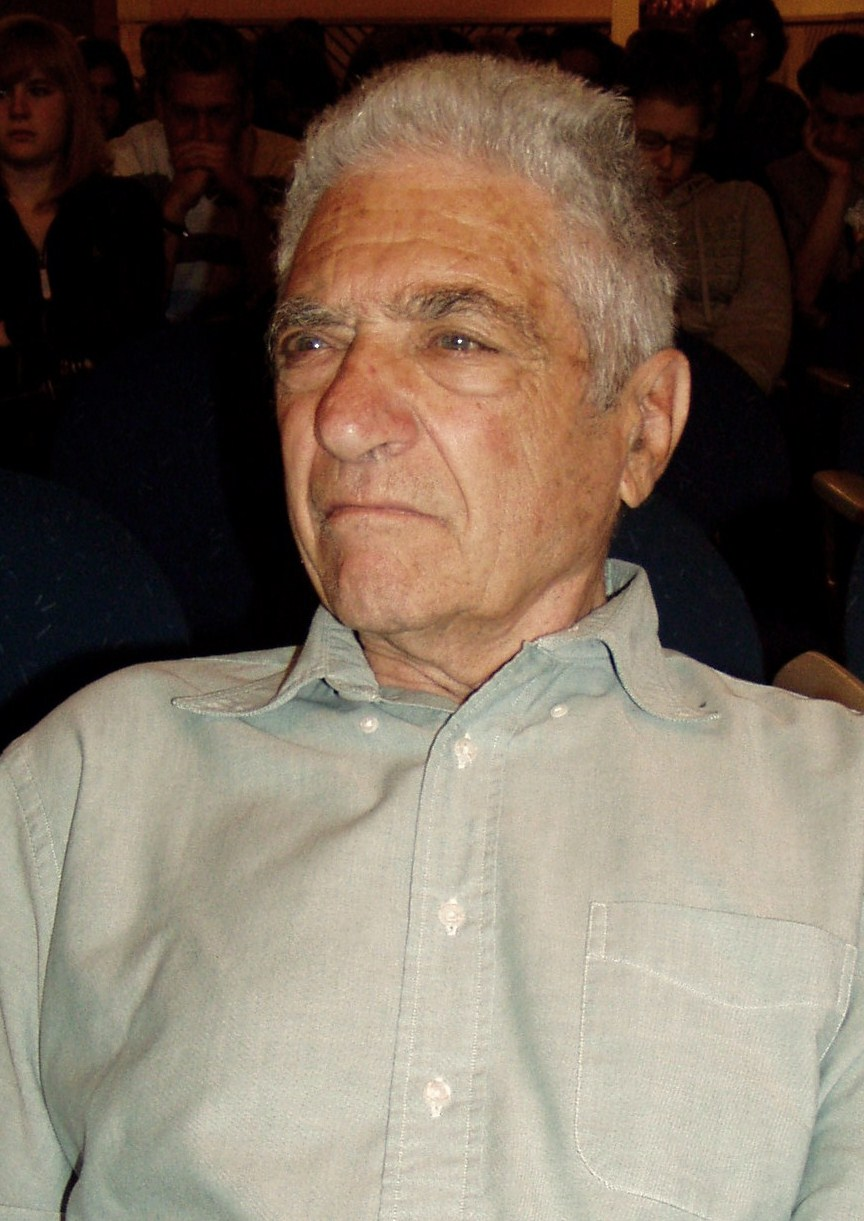
Jack Steinberger

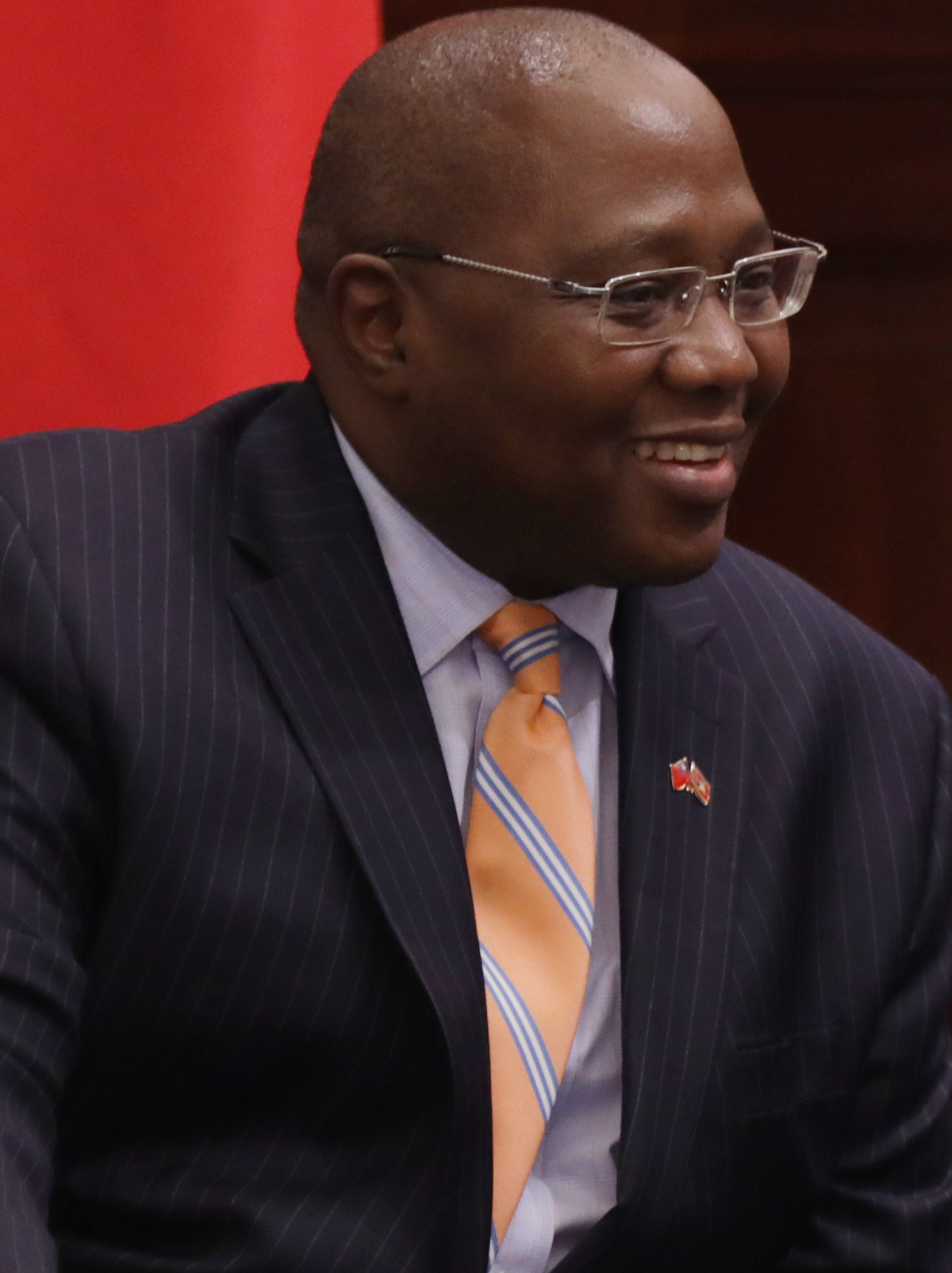
Ambrose Mandvulo Dlamini

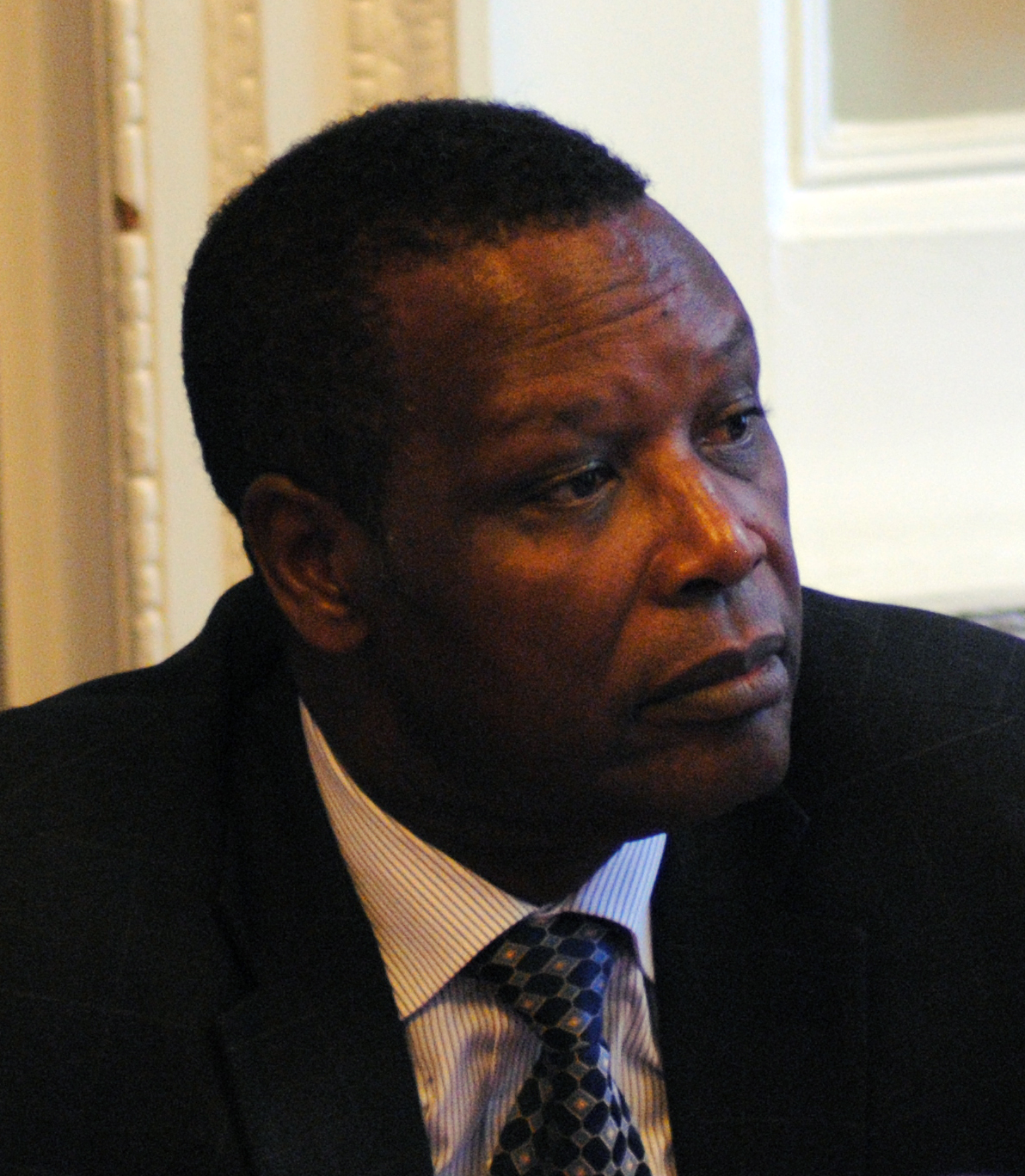
Pierre Buyoya

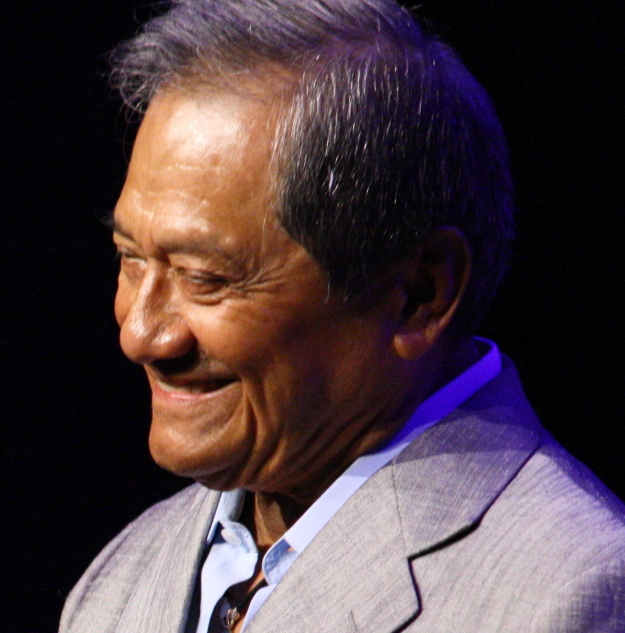
Armando Manzanero

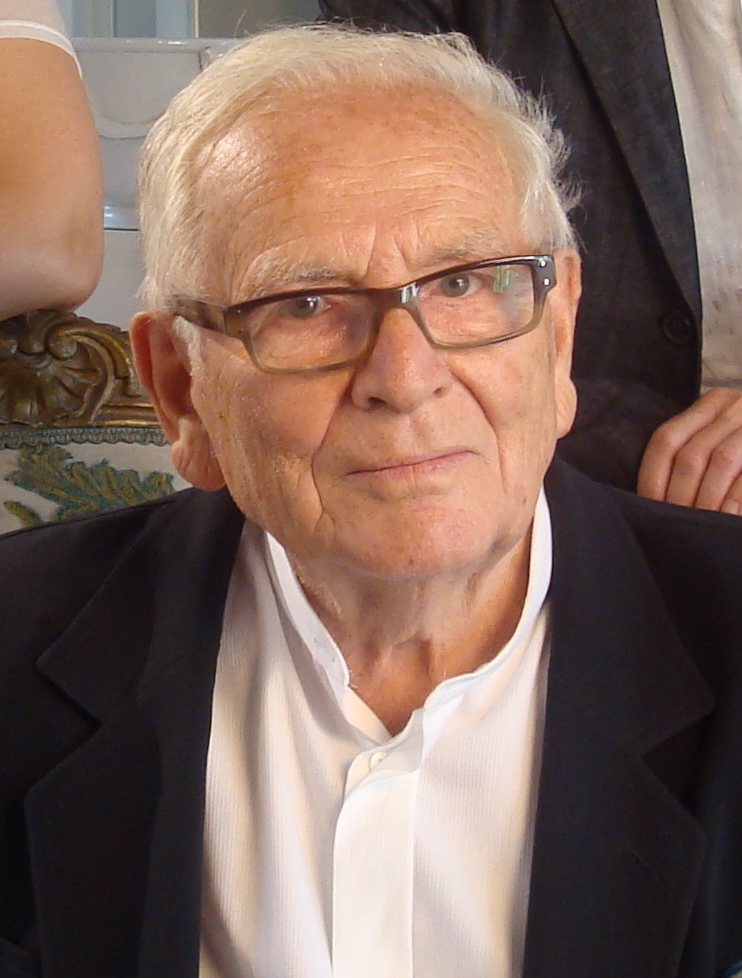
Pierre Cardin

- 2 tháng 12: Valéry Giscard d'Estaing, Tổng thống thứ 20 của Pháp, qua đời do nhiễm COVID-19 (s. 1926)
- 3 tháng 12:
  - André Gagnon, nhà soạn nhạc và nhạc trưởng người Canada (s. 1936)
  - Alison Lurie, tiểu thuyết gia người Mỹ (s. 1926)
  - Albert Salvadó, nhà văn Andorran và kỹ sư công nghiệp (s. 1951)
- 4 tháng 12:
  - Narinder Singh Kapany, nhà vật lý người Mỹ gốc Ấn (s. 1926)
  - Kinuko Tanida, vận động viên bóng chuyền Nhật Bản và huy chương vàng Olympic (s. 1939)
- 5 tháng 12
  - Viktor Ponedelnik, cầu thủ và nhà quản lý bóng đá người Nga (s. 1937)
  - Wojciech Zabłocki, kiến trúc sư người Ba Lan và huy chương bạc và đồng Olympic (s. 1930)

6 tháng 12
- - Dennis Ralston, vận động viên quần vợt người Mỹ (s. 1942)
  - Paul Sarbanes, chính trị gia người Mỹ (s. 1933)
  - Tabaré Vázquez, Tổng thống thứ 39 và 41 của Uruguay (s. 1940)
  - 7 tháng 12
  - Katarzyna Łaniewska, nữ diễn viên và nhà hoạt động chính trị người Ba Lan (sinh năm 1933)
  - Doug Scott, nhà từ thiện và leo núi người Anh (s. 1941)
  - Chuck Yeager, tướng và phi công quân đội Mỹ (s. 1923)
- 8 tháng 12
  - Harold Budd, nhà soạn nhạc và nhà thơ người Mỹ (s. 1936)
  - Alejandro Sabella, cầu thủ và huấn luyện viên người Argentina (s. 1954)
  - Yevgeny Shaposhnikov, sĩ quan quân đội và chính trị gia người Nga (s. 1942)
  - Kurt Stettler, cầu thủ bóng đá Thụy Sĩ (s. 1932)
- 9 tháng 12: 
  - Paolo Rossi, cựu cầu thủ người Ý (s. 1956)
  - Chí Tài, diễn viên hài người Việt Nam (s. 1958)
- 10 tháng 12
  - Tom Lister, Jr., diễn viên và đô vật chuyên nghiệp người Mỹ, qua đời vì COVID-19 (s. 1958)
  - Dame Barbara Windsor, nữ diễn viên người Anh (s. 1937)
- 11 tháng 12
  - James Flynn, nhà nghiên cứu và nhà văn người New Zealand (s. 1934)
  - Kim Ki-duk, nhà làm phim Hàn Quốc (s. 1960)
- 12 tháng 12
  - John le Carré, nhà văn Anh (s. 1931)
  - Valentin Gaft, diễn viên người Nga (s. 1935)
  - Charley Pride, ca sĩ và cầu thủ bóng chày người Mỹ (s. 1934)
  - Ann Reinking, nữ diễn viên, biên đạo múa và vũ công người Mỹ (s. 1949)
  - Jack Steinberger, nhà vật lý người Mỹ gốc Đức và người đoạt giải Nobel (s. 1921)
  - Fikre Selassie Wogderess, Thủ tướng thứ 9 của Ethiopia (s. 1945)
- 13 tháng 12
  - Otto Barić, cầu thủ bóng đá Croatia gốc Áo (s. 1933)
  - Ambrose Mandvulo Dlamini, Thủ tướng thứ 10 của Eswatini (s. 1968)
  - Jimmy McLane, vận động viên bơi lội người Mỹ và nhà vô địch Olympic (s. 1930)
- 14 tháng 12
  - Gérard Houllier, quản lý bóng đá người Pháp (s. 1947)
  - Piotr Machalica, diễn viên và ca sĩ người Ba Lan (s. 1955)
  - Günter Sawitzki, cầu thủ bóng đá người Đức (s. 1932)
- 15 tháng 12
  - Paul Nihill, vận động viên điền kinh người Anh và huy chương bạc Olympic (s. 1939)
  - Zoltan Sabo, cầu thủ và huấn luyện viên người Serbia (s. 1972)
- 16 tháng 12 - Flavio Cotti, Tổng thống thứ 80 của Thụy Sĩ (s. 1939)
- 17 tháng 12
  - Jeremy Bulloch, diễn viên người Anh (s. 1945)
  - Pierre Buyoya, Tổng thống thứ 3 của Burundi (s. 1949)
  - Hennadiy Kernes, chính trị gia Ukraina (s. 1959)
  - Saufatu Sopoanga, Thủ tướng thứ 8 của Tuvalu (s. 1952)
  - Pelle Svensson, đô vật Thụy Điển và huy chương bạc Olympic (s. 1943)
- 18 tháng 12
  - Peter Lamont, nhà thiết kế sản xuất người Anh (s. 1929)
  - Peter Takeo Okada, Giám mục Công giáo La Mã Nhật Bản (s. 1941)
  - Michael Jeffery, Toàn quyền thứ 24 của Úc (s. 1937)
  - Òscar Ribas Reig, Thủ tướng đầu tiên của Andorra (s. 1936)
  - Tim Severin, nhà thám hiểm, nhà sử học và nhà văn người Anh (s. 1940)
- 19 tháng 12 - Mekere Morauta, Thủ tướng thứ 7 của Papua New Guinea (s. 1946)
- 20 tháng 12
  - Doug Anthony, Phó thủ tướng thứ 2 của Úc (s. 1929)
  - Nicette Bruno, nữ diễn viên người Brazil (s. 1933)
- 21 tháng 12: Yûzô Imai, ca sĩ người Nhật Bản (s. 1977)
- 22 tháng 12: 
  - Lam Phương, nhạc sĩ người Việt Nam (s. 1937)
  - Claude Brasseur, diễn viên người Pháp (s. 1936)
  - Norma Cappagli, người mẫu Argentina và người chiến thắng Hoa hậu Thế giới (s. 1939)
  - Edmund M. Clarke, nhà khoa học máy tính người Mỹ (s. 1945)
  - Muhammad Mustafa Mero, Thủ tướng thứ 62 của Syria (s. 1941)
- 23 tháng 12:
  - Arkady Andreasyan, cầu thủ và quản lý bóng đá người Armenia (s. 1947)
  - James E. Gunn, nhà văn Mỹ (s. 1923)
  - Leslie West, ca sĩ và nghệ sĩ guitar người Mỹ (s. 1945)
  - Rika Zaraï, ca sĩ kiêm nhạc sĩ người Israel (s. 1938)
- 24 tháng 12: Minh Trị, nghệ sĩ ưu tú, đạo diễn người Việt Nam (s. 1929)
- 25 tháng 12: 
  - Hề Sa, nghệ sĩ cải lương người Việt Nam (s. 1941)
  - Ivan Bogdan, đô vật Ukraine và nhà vô địch Olympic (s. 1928)
  - Soumaïla Cissé, chính trị gia Malian (s. 1949)
  - Danny Hodge, đô vật Mỹ và huy chương bạc Olympic (s. 1932)
  - K. C. Jones, cầu thủ và huấn luyện viên bóng rổ người Mỹ (s. 1932)
  - Tony Rice, ca sĩ kiêm nhạc sĩ bluegrass người Mỹ (s. 1951)
- 26 tháng 12:
  - Milka Babović, vận động viên chạy nước rút, chạy vượt rào và nhà báo người Croatia (s. 1928)
  - George Blake, điệp viên người Anh (s. 1922)
  - George Robert Carruthers, nhà vật lý và nhà phát minh người Mỹ (s. 1939)
  - Brodie Lee, đô vật chuyên nghiệp người Mỹ (s. 1979)
  - Phil Niekro, cầu thủ bóng chày người Mỹ (s. 1939)
  - Jim McLean, cầu thủ và huấn luyện viên người Scotland (s. 1937)
- 28 tháng 12: 
  - Trần Phú Thiên, nhạc sĩ người Việt Nam, tác giả của bài hát Ai mì Quảng không? (s. 1991)
  - Fou Ts'ong, nghệ sĩ piano người Anh gốc Hoa (s. 1934)
  - Armando Manzanero, ca sĩ kiêm nhạc sĩ và nghệ sĩ dương cầm người Mexico (s. 1935)
- 29 tháng 12: 
  - Vân Quang Long, ca sĩ người Việt Nam - cựu thành viên nhóm 1088 (s. 1979)
  - Pierre Cardin, nhà thiết kế thời trang người Pháp gốc Ý (s. 1922)
  - John Paul Jr., người lái xe đua người Mỹ và là tội phạm bị kết án (s. 1960)
  - Luigi Snozzi, kiến trúc sư người Thụy Sĩ (s. 1932)
- 30 tháng 12:
  - Samuel Little, kẻ hiếp dâm và giết người hàng loạt người Mỹ (s. 1940)
  - Dawn Wells, nữ diễn viên và người mẫu Mỹ (s. 1938)
  - Eugene Wright, nghệ sĩ bass jazz người Mỹ (s. 1923)
- 31 tháng 12: 
  - MF DOOM, rapper người Anh (s. 1971)
  - Tommy Docherty, cầu thủ và quản lý bóng đá người Scotland (s. 1928)

## Các giải Nobel
- Sinh lý học và Y khoa: Harvey J. Alter, Michael Houghton và Charles M. Rice cho công trình nghiên cứu về virus Viêm gan C.
- Vật lý: Roger Penrose cho chứng minh sự hình thành của lỗ đen là một hệ quả tất yếu của thuyết tương đối tổng quát; Reinhard Genzel và Andrea Ghez cho khám phá một vật thể nén đặc siêu khối lượng ở trung tâm của thiên hà chúng ta.
- Hoá học: Emmanuelle Charpentier và Jennifer Doudna cho việc phát triển một phương pháp chỉnh sửa gen.
- Văn học: Louise Glück cho âm điệu đầy chất thơ không thể nhầm lẫn với vẻ đẹp đơn sơ khiến sự hiện hữu của cá nhân trở nên một điều phổ quát.
- Kinh tế: Paul Milgrom và Robert B.Wilson cho nghiên cứu về cách tiếp cận thực nghiệm trong việc giảm nghèo toàn cầu.
- Hoà bình: Chương trình Lương thực Thế giới cho những nỗ lực chống lại nạn đói; những cống hiến cho hòa bình ở những khu vực tranh chấp và vì đã hành động để ngăn chặn việc sử dụng nạn đói như vũ khí của chiến tranh và xung đột.